# ハイスクールD×D
『ハイスクールD×D』（ハイスクールディーディー、High School DxD）は、石踏一榮によるライトノベルのシリーズおよびそれを原作とするメディアミックス作品。イラストはみやま零が担当している。富士見ファンタジア文庫（富士見書房→KADOKAWA）より2008年9月から刊行されている。

## 概要
悪魔・堕天使・天使など、神話を題材とした「学園ラブコメバトルファンタジー作品」。物語のコンセプトは「夢も恋も戦いも青春だ！」。
2018年3月をもって無印版が全25巻で完結、同年7月よりナンバリングを刷新した続編として『真ハイスクールD×D』が開始している。また、2015年3月よりドラゴンマガジンに掲載された作品を中心とする短編集シリーズが『ハイスクールD×D DX』として開始している。2024年5月時点で全世界シリーズ累計発行部数は780万部を突破している。
作者の前作『SLASH/DOG』のリブート版としてファンタジアbeyondに連載されたWeb小説『堕天の狗神 -SLASHDØG-』とは、「ハイスクールD×D Universe」と呼ばれる同一の世界観を共有しており、一部の登場人物は両方の作品に登場している。また、処女作の『電蜂 DENPACHI』とはパラレルな世界観で、同姓同名の似て非なる別人が登場する。そのほか、2014年9月発売のドラゴンマガジン11月号にて、本作のイラストレーター・みやま零が同じくイラストを務める『織田信奈の野望 全国版』とのコラボレーション作品が掲載された。
漫画はみしまひろじ作画による原作コミカライズのほかに、スピンオフ作品が2作品連載された。さらに、2012年1月から3月までアニメ第1期「ハイスクールD×D」が、2013年7月から9月にかけて第2期「ハイスクールD×D NEW」、2015年4月から6月まで第3期「ハイスクールD×D BorN」、2018年4月から7月まで第4期「ハイスクールD×D HERO」が放送された。
「電子書籍アワード」ライトノベル部門では2013年版で5位、2014年版で7位をそれぞれ獲得している。KADOKAWAの5大レーベルを集めて行われたみんなで一番○○なライトノベルを決める投票企画、「らのすぽペストセレクション2020」では、本作品が無限の熱さ!部門で3位に選出されている。

## あらすじ
全5章。各章構成は12巻あとがきより。

### 第一章『赤龍帝覚醒』編
第1巻 - 第2巻
作中時系列一年目4月～5月頃
駒王学園に通うイッセーこと兵藤一誠は、女生徒達から変態扱いされ彼女もできないことで、寂しい思いをしていた。ある日、黒髪美少女の天野夕麻から声をかけられ、彼女から初めて恋の告白をされる。しかし夕麻は初デートの帰り際に堕天使レイナーレとして本性を現し、イッセーを殺害。レイナーレは、イッセーの持つ神器（セイクリッド・ギア）が危険な神器の可能性があると認識した堕天使組織「神の子を見張る者（グリゴリ）」の上層部から、神器排除のために送り込まれた刺客だったのだ。そしてイッセーの命が尽きる間際に、彼が持っていた召喚カードから学園一の美少女リアス・グレモリーが召喚され、イッセーを悪魔として転生させ蘇生させる。翌朝リアスの使いとして、木場祐斗がイッセーをオカルト研究部へ招き、姫島朱乃と塔城小猫を紹介する。その後イッセーはリアスから身の回りに起きている事態を説明され把握する。数日後の登校途中で、金髪美少女のアーシア・アルジェントと出会い教会近くまでの道案内を頼まれる。女性に優しいイッセーに好意を持ったアーシアは彼に再び会う約束をする。そしてアーシアと再び会う度に親しくなる。しかし堕天使を治療できる神器「聖母の微笑（トワイライト・ヒーリング）」を持つアーシアにレイナーレの魔の手が襲いかかり、イッセーの奮闘もむなしくアーシアは神器を摘出され命を落とす。激昂したイッセーは神器の真の姿、神滅具「赤龍帝の籠手（ブーステッド・ギア）」を解き放ち増強された力でレイナーレを撃破する。その後アーシアは神器を取り戻し、リアスの眷属として転生することで蘇生、兵藤家で共に暮らすことになる。
アーシアの眷属入りからしばらくした頃、リアスの婚約者である「元72柱」フェニックス家の三男・ライザー・フェニックスが駒王学園を訪問する。婚約に不満を持っていたリアスは婚約破棄を賭けてレーティングゲームを行うことが決定し、グレモリー眷属の面々は特訓に励みゲームに臨んだが、さすがにプロの壁は厚くメンバー達は次々と倒され、重傷を負ったイッセーを庇ってリアスは降参を宣言する。昏睡から目覚めたイッセーはリアスの婚約パーティーが行われていることを知る。これを不服とするイッセーはリアスの兄で魔王の1人でもあるサーゼクス・ルシファーの手引きでパーティー会場へ乱入、ライザーに勝負を挑む。イッセーは左腕を犠牲にして一時的に禁手化を果たし、フェニックスの再生能力の前に苦戦を強いられたものの、遂には相手の心をへし折って勝利を掴む。

### 第二章『乳龍帝誕生』編
第3巻 - 第6巻
作中時系列一年目6月～9月頃
リアスの婚約破棄の後、盗難された聖剣エクスカリバーを追って教会から駒王町へとエージェントが派遣される。その1人はイッセーの幼なじみ、紫藤イリナだった。その話以来様子が変わった木場をイッセーは問い詰め、彼と聖剣の間の因縁と深い憎悪を知ることになる。聖剣を奪った勢力の裏には堕天使の幹部コカビエルの存在があり、グレモリー眷属は駒王学園生徒会長ソーナ・シトリーやその眷属と協力して対処に向かい、強敵の力に圧倒されたが突如現れた当代の白龍皇がコカビエルを易々と撃破して去って行った。コカビエルから明かされた「神の死」という驚愕の真実を知ってしまったもう1人のエージェントゼノヴィアは教会から異端認定されてしまい、半ば自暴自棄となってリアスの眷属に転生する。
コカビエルの襲撃を受け三大勢力間で会談が設けられることが決定する。その頃リアスは戦いでの成長を評価され、封印されていたもう1人の「僧侶」ギャスパー・ヴラディの解放が許可される。会談を前に堕天使の首領アザゼルと神滅具「白龍皇の光翼（ディバイン・ディバイディング）」の所有者ヴァーリ・ルシファーがイッセーに接触を図ってくる。そして会談の際にアザゼルはテロリストの暗躍をトップ陣に説明したが、その最中に件のテロ組織「禍の団」の最大派閥、旧魔王派が会場を襲撃する。アザゼルは旧魔王派の幹部の1人、カテレア・レヴィアタンを撃破。襲撃はイッセーたちの活躍で鎮圧されたものの、アザゼルの付き人として参加していたヴァーリが「禍の団」への加入を宣言して、禁手「白龍皇の鎧（ディバイン・ディバイディング・スケイルメイル）」となってイッセーと戦い姿を消した。その後は三大勢力間で和平が締結され、アザゼルは教師として駒王学園に赴任する。
夏休みに入り、グレモリー眷属はみんなで冥界にあるリアスの実家へと向かう。夏休み期間を利用してパワーアップを図り特訓を重ねる。イッセーは「魔龍聖（ブレイズ・ミーティア・ドラゴン）」タンニーンの元で地獄のような修行を行っていた。特訓を終えパーティーへ向かったグレモリー眷属のもとにヴァーリチームのメンバーで指名手配中となっている小猫の姉・黒歌が現れ妹を連れ去ろうとしたが、禁手「赤龍帝の鎧（ブーステッド・ギア・スケイルメイル）」に目覚めたイッセーによって撃退された。夏休みの終わりには予定通りグレモリー眷属とシトリー眷属の間でレーティングゲームが行われたが、ルール上の制限のせいでグレモリー眷属はパワーを発揮しきれず、試合には勝利したものの内容には不満が残るものとなった。
2学期が始まり、ミカエルの使徒として転生天使となったイリナが学園に転入してくる。その頃、アーシアはシスター時代に命を救い教会を追われる原因となった上級悪魔、ディオドラ・アスタロトから求婚を受けていた。アスタロト眷属とグレモリー眷属の間で次のゲームが決定されるが、ディオドラの不自然なパワーアップが注目され、突如イッセーに接触してきたヴァーリからそのことについての忠告を受ける。そして始まったゲームだったが、実はディオドラは「禍の団」の協力者であり、その対価で力を授けられていたと自ら明かし、アーシアを攫って姿を消した。その頃、旧魔王派の幹部の1人、クルゼレイ・アスモデウスがアザゼルとサーゼクスを襲うがサーゼクスの「滅殺の魔弾（ルイン・ザ・エクスティンクト）」を受けて消滅。グレモリー眷属は北欧の主神オーディンの協力を得てディオドラの城に向かい、禁手化した木場がディオドラの配下となったフリード・セルゼンを瞬殺し、ディオドラも禁手化したイッセーによって撃破され、アーシアは救出されたかに見えたが、その直後、旧魔王派のトップであるシャルバ・ベルゼブブによって彼女は次元の狭間へ飛ばされてしまう。アーシアを失ったイッセーは絶望して不完全な「覇龍（ジャガーノート・ドライブ）」を発動、圧倒的な力でシャルバを蹂躙したがそのまま暴れ続ける。次元の狭間を探索していたヴァーリチームによって死亡したと思われたアーシアは助け出されており、彼らの協力のおかげでイッセーは寿命の99%を失ったものの一命をとりとめた。

### 第三章『英雄（ヒーロー）おっぱいドラゴン』編
第7巻 - 第12巻
作中時系列一年目9月～10月頃
ディオドラ戦後、冥界ではグレモリー眷属をモデルとした特撮番組「乳龍帝おっぱいドラゴン」が人気を博し、イッセー達は一躍有名人となっていた。三大勢力と他勢力との和平交渉も軌道に乗り始め、北欧からはオーディンとその護衛を務める朱乃の父・バラキエルが駒王町へと訪れるが、和平に不満を持つ悪神ロキが息子の「神喰狼」フェンリルを引き連れてグレモリー眷属の前に現れる。そんな中神々との戦いを望むヴァーリチームがイッセー達に協力を申し入れ、共同でロキに対処することになる。神をも殺す最強の魔獣の力に苦戦を強いられたものの、フェンリルはヴァーリに、ロキは龍王の力を得たシトリー眷属の匙元士郎とイッセーによって撃破され、同時に確執があった朱乃とバラキエルの関係も異世界の神、乳神の加護を経て修復された。会談を終えオーディンは帰国するが、付き人を務めていたヴァルキリーのロスヴァイセは置いてきぼりを食らってしまい、帰るに帰れなくなっていたがリアスに説得されてグレモリー眷属に加入する。
修学旅行の時期が訪れ2年生組は京都を訪れる。その地では最強のドラゴン、「真なる赤龍神帝（アポカリュプス・ドラゴン）」グレートレッドを呼び寄せるため新たに台頭してきた「禍の団」の派閥、英雄派が暗躍していた。英雄派が召喚に利用するため妖怪達の大将、八坂を誘拐したため、その娘・九重は交渉に来ていた三大勢力関係者に協力を要請する。イッセー達は英雄派に立ち向かうが、戦力差から次々と撃破され絶体絶命となるが、「赤龍帝の籠手」の新たな可能性が解放され「赤龍帝の三叉成駒（イリーガルムーブ・トリアイナ）」を発現、帝釈天の先兵闘戦勝仏こと初代孫悟空と五大龍王の一角、玉龍の協力を受けて彼らの撃退に成功する。
学園祭が迫る中、グレモリー眷属とリアスの従兄弟で若手最強と称されるサイラオーグ・バアル眷属とのレーティングゲームが決まる。その一方でイッセーは死亡時のトラウマのせいでリアスとの関係がギクシャクしていたが、他のグレモリー女子たちの説得で心の傷を癒やされる。そして注目の一戦が始まり、双方一進一退の攻防の末、最終的にイッセーとサイラオーグの一騎討ちとなる。サイラオーグは神滅具「獅子王の戦斧（レグルス・ネメア）」の禁手「獅子王の剛皮（レグルス・レイ・レザー・レックス）」をその身に纏い、イッセーは新たに得た力「真紅の赫龍帝（カーディナル・クリムゾン・プロモーション）」を発動させ、壮絶な殴り合いを経てイッセーの辛勝という形で幕を閉じる。学園祭の最中、イッセーはリアスに告白し2人は晴れて恋人同士になる。
2学期の中間テストの期間に入ろうとしている頃、イッセー達に中級悪魔昇格の話が持ち上がり、イッセーのマネージャーに就任したライザーの妹・レイヴェル・フェニックスの協力も受けて試験勉強に励んでいた。そんな時、イッセーの規格外の成長に興味を持った「禍の団」のトップ「無限の龍神（ウロボロス・ドラゴン）」オーフィスが、アザゼルやヴァーリチームの手引きで兵藤邸へとやってくる。中級悪魔昇格試験を終えたイッセー達だったが、そんな彼らをオーフィスの力を狙う英雄派が襲撃、その首魁で最強の神滅具「黄昏の聖槍（トゥルー・ロンギヌス）」の所有者、曹操によってグレモリー眷属とヴァーリチームは次々と倒され、最強の龍殺し「龍喰者（ドラゴン・イーター）」サマエルによってオーフィスはその力を奪われてしまう。冥府の神ハーデスによって差し向けられた死神達と他の英雄派メンバーと戦いつつ戦場から脱出を図るが、冥界を憎悪するシャルバが再び姿を現し、冥界へと巨大魔獣を送り込みオーフィスを攫って次元の狭間へと逃げ込む。シャルバは追ってきたイッセーによって倒されるが、悪あがきで放たれたサマエルの猛毒にその身を冒され肉体が消滅してしまう。イッセーの喪失で意気消沈するグレモリー眷属の面々だったが、わずかな望みをかけて魔王アジュカ・ベルゼブブのもとを訪れる。英雄派のジークフリート達も交渉目的でアジュカを訪ねるが協力を拒まれ、激戦の末にイッセーの声に励まされた木場がジークを撃破、彼が所有していた5本の魔剣を受け継ぎ、グレモリー眷属は魔獣の襲撃を受けている冥界に向かう。一方のイッセーはグレートレッドに助けられてかろうじて生存しており、グレートレッドとオーフィスの力で作り出された新たな肉体を手に入れ復活を果たす。その頃、アザゼルとサーゼクスは冥府に赴き、ハーデスの行動を監視する。冥界に帰還したイッセーはグレートレッドと合体して「超巨大禁手（ちょうきょだいバランス・ブレイカー）」を発動し、最強の「女王」ことグレイフィア・ルキフグスを筆頭とするルシファー眷属と共に超巨大魔獣を撃破し仲間達と合流する。冥界で暴れていた英雄派幹部達は次々と敗北していき、最上級死神プルートも「白銀の極覇龍（エンピレオ・ジャガーノート・オーバードライブ）」となったヴァーリによって消滅。曹操もイッセーの奇策の前に致命傷を負い撤退、「魔獣騒動」は無事終結に向かう。

### 第四章『おっぱいドラゴンと愉快な仲間たちの伝説』編
第13巻 - 第22巻
作中時系列一年目11月～3月頃
「魔獣騒動」を終え中級悪魔に昇格したイッセー達の元に魔法使いからの契約依頼が届き始める。同時に吸血鬼の陣営でも問題が発生し、ギャスパーの力を求めて2大派閥の片割れカーミラ派から協力を要請され、ひとまずリアス、木場、アザゼルが先行して吸血鬼の元に向かう。彼女たちの不在をつくかのようにはぐれ魔法使い達が学園を襲撃、同級生達を庇った1年生メンバーが誘拐されてしまう。グレモリー眷属はシトリー眷属の指揮下に入りはぐれ魔法使いの元に向かうが、そこにはすでに滅んだはずの邪龍「大罪の暴龍（クライム・フォース・ドラゴン）」グレンデルが待ち受けていた。グレンデルは「黒邪の龍王（プリズン・ドラゴン）」ヴリトラと「黄金龍君（ギガンティス・ドラゴン）ファーブニルの協力で不調から立ち直ったイッセーとしばらく戦うも撤退、その時消息不明だったグレイフィアの弟・ユーグリット・ルキフグスが姿を現し、テロリストに協力していることを明かす。
吸血鬼の元に滞在していたリアス達との連絡が途絶えたため、日本に残っていたグレモリー眷属のメンバーもルーマニアに向かうことになる。その地でギャスパーの命の恩人であったヴァレリー・ツェペシュが女王に即位していること、彼女は神滅具「幽世の聖杯（セフィロト・グラール）」の過剰使用で精神を蝕まれていることを知る。さらにそこにはヴァーリの祖父に当たる前ルシファーの息子・リゼヴィム・リヴァン・ルシファーが協力者として滞在しており、オーフィスの力から生み出されたリリスや邪龍筆頭格の一角「三日月の暗黒龍（クレッセント・サークル・ドラゴン）」クロウ・クルワッハが護衛として控えていた。滞在中ヴァレリーの兄が彼女の聖杯の摘出を敢行、そのことに激怒したギャスパーのもう1つの人格、ギャスパー・バロールが顕在化、彼女を傷つけた者たちを消滅させる。直後リゼヴィムが聖杯で強化した吸血鬼達を量産型邪龍に変えて、市街で暴走させる。後手に回ったものの騒動はグレモリー眷属の手で鎮圧され、レプリカの「赤龍帝の鎧」を得たユーグリットも二天龍の和解で生じた新たな力「白龍皇の妖精達（ディバイディング・ワイバーン・フェアリー）」によって撤退に追い込まれる。異世界侵略を目論むリゼヴィムが率いる新たな「禍の団」の派閥、クリフォトのテロ行為に対する組織としてデュリオ・ジェズアルドをリーダーとしたテロ対策チーム「D×D（ディーディー）」が結成されることとなった。ヴァーリチームも「D×D」に参加することになったことで、イッセーはアーサー・ペンドラゴンの頼みで彼の妹・ルフェイ・ペンドラゴンと正式に魔法使い契約を結ぶことになる。
テロへの危機感が高まる中、ソーナの夢であったアウロス学園の体験入学が開催される。特別講師として北欧からロスヴァイセの祖母・ゲンドゥルが招かれることなり、彼女は見栄を張ってイッセーに恋人役を依頼しデートの最中ユーグリットに遭遇、彼の姉に対する異様な執着を知ることになる。体験入学に協力するためアガレス領に向かったグレモリー眷属だったが、そこをクリフォトが強襲する。サイラオーグ、イッセー、小猫の力でグレンデルの封印を成功させ、ロスヴァイセを攫おうとしたユーグリットもイッセーの「ロンギヌス・スマッシャー」を受けて重傷を負い捕縛される。しかし、クリフォトの本当の目的であったアグレアス強奪を防ぐことには失敗してしまう。
クリスマスが間近に迫った頃、天界からの要請で「D×D」も行事に協力することになる。イリナの父・紫藤トウジが来日したが、聖杯によって蘇り、「霊妙を喰らう狂龍（ヴェノム・ブラッド・ドラゴン）」八岐大蛇の魂を宿した聖剣「天叢雲剣」を強奪し彼らへの復讐に燃える八重垣正臣の襲撃で重傷を負う。その数日後、煉獄に隠してあった生命の実を求めたクリフォトがついでとばかりに天界へ侵攻、対抗策として「D×D」が派遣される。「D×D」メンバーと冥府から帰還し帝釈天の先兵になった曹操の協力もあって「宝樹の護封龍（インソムニアック・ドラゴン）」ラードゥンは撃破され、戦闘と対話で八重垣とも和解を果たせたが、リゼヴィムの攻撃で八重垣は消滅、消耗したイッセー達も追い詰められていくが、アーシアに手を上げたことに激怒したファーブニルによってリゼヴィムは重傷を負い、「透過」が使えるようになったイッセーやミカエルの攻撃を受けて撤退する。
3学期になり生徒会選挙にグレモリー眷属からゼノヴィアが立候補する。一方で教会の戦士達の中で和平に反対する者たちがリゼヴィムに唆され、「D×D」に戦いを挑む。聖剣デュランダルの前使用者であったヴァスコ・ストラーダを筆頭にする戦士達は戦闘の末に降伏、この戦いを妨害しに来たはぐれ魔法使いで神滅具「紫炎祭主による磔台（インシネレート・アンセム）」所有者ヴァルブルガもグレモリー眷属によって撃破され冥界に捕縛された。一方の選挙演説では学校への愛を語ったゼノヴィアが生徒会長に当選し、グリゼルダ・クァルタの妹としてゼノヴィア・クァルタと名乗るようになる。その頃、ライザーの復帰戦に参加していたレイヴェルは絶対王者、ディハウザー・ベリアルとの試合中、王者のルール違反に巻き込まれて消息を絶つ。
イッセー達の元にアジュカがフェニックス兄妹を保護しているという知らせが届けられ、そこで魔王からレーティングゲームで行われている不正と「王」の駒（キングのこま）についての機密事項を告げられる。その頃趣味の釣りをしていたイッセーの両親がリゼヴィムに誘拐され、彼らを人質にとって手を出せずにいたオーフィスを「外法の死龍（アビス・レイジ・ドラゴン）」ニーズヘッグが痛めつける。ディハウザーは「王」の駒やクレーリア・ベリアルが殺された本当の理由を冥界中に中継する。奪われて所在不明だったアグレアスの居場所を突き止めたグレモリー眷属によってクリフォトへの奇襲作戦が行われ、イッセーは両親に人間でないことがばれてしまうが、それでも変わらぬ愛を示されたことで奮起しオーフィスと共に「龍神化－D×D・G（ディアボロス・ドラゴン・ゴッド）－」に至り、リゼヴィムに重傷を負わせる。逃走するリゼヴィムだったが、「白銀の極覇龍」となったヴァーリに腕を切断され、ファーブニルに噛み潰されて死亡する。しかしリゼヴィムの魂によって「黙示録の皇獣（アポカリプティック・ビースト）」666（トライヘキサ）が復活、リゼヴィムを見限った邪龍筆頭格の「魔源の禁龍（ディアボリズム・サウザンド・ドラゴン）」アジ・ダハーカと「原初なる晦冥龍（エクリプス・ドラゴン）」アポプスが聖杯を盗み出し、異世界侵攻と全勢力への攻撃を開始する。各勢力に対して邪龍達の攻撃が続く中、冥界ではディハウザーが公表したレーティングゲームでの不正によって混乱が生じてしまい、最上級悪魔たちや「D×D」メンバーが鎮圧にかり出されることになる。レーティングゲームのランキング3位のビィディゼ・アバドンがバアル家を襲い、サイラオーグの弟・マグダラン・バアルがピンチに陥るが、禁手化した匙と「覇獣（ブレイクダウン・ザ・ビースト）」形態「獅子王の紫金剛皮・覇獣式（レグルス・レイ・レザー・レックス・インペリアル・パーピュア・はじゅうしき）」を発動したサイラオーグがビィディゼを撃破する。
分裂したトライヘキサによる同時攻撃が起きたため、二天龍はそれぞれが邪龍筆頭格の元へ向かうこととなり、ヴァーリは幾瀬鳶雄が率いる刃狗（スラッシュ・ドッグ）チームと共にヨーロッパに向かい、オーフィスと「白い龍（バニシング・ドラゴン）」アルビオン・グウィバーと共に「魔王化－D×D・L（ディアボロス・ドラゴン・ルシファー）－」に至りアジ・ダハーカを、「龍神化」による昏睡から目覚めたイッセーは再度「龍神化」してアポプスを撃破する。その後イッセーはサーゼクスと共にトライヘキサの核（コア）と戦い、「赤い龍（ウェルシュ・ドラゴン）」ア・ドライグ・ゴッホ元来の必殺技「燚焱の炎火（いつえきのえんか）」を浴びせても倒しきれず、各勢力の首脳陣が「隔離結界領域」の中でトライヘキサを倒しきるための永い戦いをすることになる。
「邪龍戦役」を経てイッセーは上級悪魔に、ヴァーリは最上級悪魔に昇格、イッセーは新たに「王」として認められる。3学期の終わり、リアスの卒業式でイッセーは彼女へともに歩んでほしいとプロポーズ、将来を誓い合う。戦争の傷跡が癒えきらぬ時期ではあったが、アジュカとシヴァの連名でレーティングゲームの世界大会「アザゼル杯」の開催が宣言される。イッセーはリアスの元から独立して新たにアーシア、ゼノヴィア、レイヴェル、ロスヴァイセを眷属に迎え新チームを結成、一方のリアスはオカ研初期メンバーを中心とした新たなチーム作りを模索しつつ来る大会に備えることとなる。

### 最終章『燚誠の赤龍帝×明星の白龍皇 -駒王学園の真なる龍（ハイスクールD×D）-』編
第22巻 - 第25巻、真・第1巻 -
作中時系列二年目4月頃
年度が明け進級したイッセー達は、タンニーンの息子、ボーヴァ・タンニーンも加えて「燚誠の赤龍帝」チームとして予定通り「アザゼル杯」に参加する。経験の浅さに苦しむイッセー達だったが、バラキエル率いる堕天使側の「雷光（ライトニング）」チームとの戦いでフィールドの半分を跡形もなく吹き飛ばすという圧倒的なパワーを見せつけ周囲の評価をひっくり返し、親として娘の将来を心配するバラキエルも彼の宣言を聞いたことで安心して娘を託すことを決める。
次なる強敵としてイッセー達の前に立ちはだかったのはレーティングゲーム7位の転生悪魔リュディガー・ローゼンクロイツを監督に迎えたデュリオ率いる「天界の切り札（ジョーカー）」チームだった。ゲームはリュディガーの戦略や転生天使達の地力の高さも合って接戦となり、百鬼勾陳黄龍やエルメンヒルデ・カルンスタインもメンバーに加えた「燚誠の赤龍帝」チームも善戦したが僅差で敗北する。続く予選で、サイラオーグ率いる「紫金の獅子王（インペリアル・パーピュア）」チームと曹操率いる「天帝の槍」チームとの対戦では、タイムアップで「天帝の槍」チームが勝利し、「燚誠の赤龍帝」チームとソーナ率いる「ソーナ・シトリー」チームとの対戦では、レイヴェルの戦略により「燚誠の赤龍帝」チームが勝利する。
予選が終盤に近づいた頃、リアス率いる「リアス・グレモリー」チームとヴァーリ率いる「明星の白龍皇」チームが対戦することになる。そんな中で悪魔の「初代」に似た謎の存在が各地で暴れ出すようになり、それとほぼ時を同じくして小猫・黒歌姉妹が父親が生前関わった実験のせいで最上級死神タナトスの一派から命を狙われる。ゲームを守るために立ち上がった「燚誠の赤龍帝」チームと「刃狗（スラッシュ・ドッグ）」チームによってタナトスの野望は阻止され、一方のゲームは白熱した接戦の末にリアスが降参を宣言したことで「明星の白龍皇」チームが辛勝する。試合の裏ではハーデスら地獄の盟主たちが集って世界の守護者になろうと暗躍を開始し、大会に上級死神ゼノを「王」とした「ブラックサタン・オブ・ダークネス・ドラゴンキング」チームを送り込み、新たな悪魔たちを製造して、魔王や神滅具所有者を狙う。
一方の「燚誠の赤龍帝」チームにも格上である「王たちの戯れ」チームとの試合が迫り、同時にアースガルズの新主神ヴィーザルとロスヴァイセのお見合い話が進んでいた。ロスヴァイセの今後を試合の結果で決めることになり、仲間たちがベルゼビュートで修行する中、イッセーは帝釈天に乳海に招かれ簡易版のアムリタを飲むという強化案を受ける。試合本番ではロイガン・ベルフェゴールも新たにメンバーに加え、「疑似龍神化」の制限時間を伸ばしたイッセーが「終末大帝の龍装」をまとったヴィーザルを、ロスヴァイセがかつての職場の先輩だったブリュンヒルデを、アムリタで顕現化を果たしたドライグが相手の「王」テュポーンを降し、逆転勝利を飾る。神滅具の数が増えるなど世界情勢も大きく動き、ハーデスたちの動きに対して謎の青年神崎光也も動き出す。
高校最後の夏休みが終わり、2学期が始まって間もなく、イッセーはかつて自分が殺された公園で不思議な少女と出会う。しばらく後、正体不明の悪魔たちの討伐の時に再会した彼女を保護すると、何者かによって誘拐され行方不明となっていた初代魔王レヴィアタンの末裔にして新規神滅具「終わる翠緑海の詠」の所持者、イングヴィルド・レヴィアタンであることが判明する。新旧オカ研メンバーは、眠りの病から100年ぶりに目覚めたばかりだというイングヴィルドと海へ遊びにいくが、誘拐の黒幕であるギリシアの原初の神ニュクスが現れイッセーたちへ宣戦布告する。イングヴィルドにかけられた洗脳を解くため、グレモリーチームは曹操や鳶雄とニュクスの本拠地へと向かい、神の製造物である「童貞を殺す神衣」に苦しめられながらも「終わる翠緑海の詠」の援護を受けて撃破、イングヴィルドは友達になったイッセーの「女王」へと転生する。
「アザゼル杯」本戦トーナメントが始まり、1回戦第1試合では帝釈天率いる「ヴァジュラ」チームがマハーバリ率いる「アスラ」チームを、第2試合ではサイラオーグ率いる「紫金の獅子王」チームがシューティング・スター率いる「シューティング・スター」チームをそれぞれ降して2回戦へ進出する。そしてイッセーたちの「燚誠の赤龍帝」チームとリアスの「リアス・グレモリー」チームは、第3試合での主従対決を控えて各々が修行に励む。試合本番、リアスは最序盤から敵陣へ奇襲を行うことでイッセーたちを苦しめ、その後も互いに一進一退の激闘を繰り広げたが、「王」同士の決戦にはイッセーが勝利して2回戦へと駒を進める。続く第4試合では、「ブラックサタン・オブ・ダークネス・ドラゴンキング」チームの主力であったバルベリスの不調のために、ディハウザーが率いる「バベル・べリアル」チームが勝利する。
本戦1回戦も折り返しを迎えた頃、駒王学園では小猫たち2年生組の修学旅行が迫り、同じタイミングでイッセーら他のグレモリー関係者もおっぱいドラゴンショーの公演のため京都へ旅立つ。裏京都で妖怪たちに迎えられたイッセーたちだったが、閻魔大王へ報復と「D×D」への嫌がらせを企む暗黒神エレボス一行と激突することになり、警備を任されていた「刃狗」チーム、そして1年前に京都でテロを起こした旧「英雄派」メンバーと協力して事態の収拾を図る。裏京都への被害を避けるため、ゲオルクが禁手「霧の中の理想郷」で創造した疑似空間へ一派を隔離、魔王クラスの人工悪魔であったグレシルとソネイロンは、それぞれ鳶雄と曹操が、エレボスはイッセーが各個撃破する。神滅具を危険視する奈落の神タルタロスの急襲を受け、疑似空間内部にいた全員が奈落へ封じられかける危機にさらされた時、龍神姉妹が空間に連れてきた龍帝丸と合体したイッセーは、グレートレッドの力を反映した新形態「A×A（アポカリュプス・アンサーアームズ）」へと至り、封印を解いたドライグと共にタルタロスを撃破する。
地獄の盟主連合が引き起こした「地獄事変」への対処を進める「D×D」の元に、新規神滅具「深潭の蓋世王冠」の所有者となった魔女メレディス・オールディントンがイギリス政財界の支配を開始し、偽者の二天龍が目撃されたという情報が入る。イギリス行きを目前に「明星の白龍皇」チームと「西遊記」チームとの試合を観戦するため冥界に来ていたイッセーたちだったが、メレディスの攻撃によりイッセーは己の根底に存在する「性欲」を封じられて絶不調に陥いってしまい、解決策が見つからないままハーデスたちが新たな本拠地としたロンドンに向かうことになる。被害を最低限にするため住民を別空間に転移させているわずかな間に決着を付けることが決定し、40分という短い猶予の中で事態を解決するべく「D×D」のみならず「MI6」「CIA」も総力を結集、それぞれの戦力がロンドン及びその地下空間で激突する。性欲を失っていたイッセーはゾロアスターの悪神アンラ・マンユと戦い、相手が魔法で女性に化けたことにより追い詰められていくが、ルフェイがメレディスを撃破したことで封印が解かれ「真の龍神化」に成功して逆転勝利。人工超越者の2人のうち、バルベリスはサイラオーグに、ヴェリネはリアスたちに敗れ、首魁のハーデスもヴァーリをはじめとする「D×D」の主要戦力によって打倒される。「地獄事変」解決の功績を以って「D×D」の面々は多くが昇格し、特に神クラスを打倒した現二天龍は新設された特級悪魔となると共に「超越者」に認定され、上級悪魔として独立したゼノヴィアはバルベリス、ヴェリネ、黒歌を眷属として引き取る。戦いもひと段落したかに思われたが、「バタフライ効果」によって異世界「E×E（エヴィー・エトゥルデ）」から「覇邪鬼神船団」が現れ、ヴァーリチームが護送していたハーデスとアンラ・マンユを拉致、次元の狭間でグレートレッドを殺害した覇邪鬼神レガルゼーヴァが侵略戦争の開始を決定、「絶対の絶望」が始まろうとしていた。

## 登場人物
兵藤 一誠（ひょうどう いっせい）
声 - 梶裕貴
本作の主人公。駒王学園2年生、オカルト研究部所属。強大な神滅具「赤龍帝の籠手（ブーステッド・ギア）」の所有者。
リアス・グレモリー
声 - 日笠陽子
本作のメインヒロイン。駒王学園3年生、オカルト研究部部長。魔王サーゼクス・ルシファーの妹で、「元72柱」グレモリー家の次期当主。
アーシア・アルジェント
声 - 浅倉杏美
駒王学園2年生、オカルト研究部所属。元シスター。神器「聖母の微笑（トワイライト・ヒーリング）」の所有者。
姫島 朱乃（ひめじま あけの）
声 - 伊藤静
駒王学園3年生、オカルト研究部副部長。堕天使と人間のハーフ。
塔城 小猫（とうじょう こねこ）
声 - 竹達彩奈
駒王学園1年生、オカルト研究部所属。元猫又。
木場 祐斗（きば ゆうと）
声 - 野島健児
駒王学園2年生で、オカルト研究部所属。イッセーと同じグレモリー眷属。「魔剣創造（ソード・バース）」の所有者。

## 用語

### 世界観
基本となる舞台は現代の地球とほぼ同一の世界（「人間界」と呼ばれる）だが、様々な神話体系が実際に存在している。超常の神々やドラゴンのような異形の存在は世界の裏側で暗躍しており、一般人はそれらが存在していることを知らない。一部の種族は人間界の環境破壊が原因で異界へと住処を移している。また、異世界「E×E」の機械生命体陣営からは、最強の生物ドラゴンと神からとって「D×D（ドラゴニック・デウス）」と呼ばれている。異なる神話体系では互いに信者を奪い合う関係にあるが、三大勢力内での和平がきっかけで各神話世界同士でも和平が結ばれ始めている。なお死後の世界も存在しているが、勢力ごとに魂の管轄も変わるので他勢力同士で死者と接触するのは難しい。
第4章終盤で発生した「邪龍戦役」への対処で各神話体系の主要な神格が「隔離結界領域」へと向かったため、主神の代替わりなどが起こり勢力図に大きな変化が生じている。
三大勢力（さんだいせいりょく）
いわゆる「聖書（キリスト教）」の神話体系。天界と冥界が主な支配領域で、「神器プログラム」を産み出した。太古の昔から、悪魔と堕天使を滅ぼそうとする「天使」、人間と契約して魂を奪う「悪魔」、人間を唆し悪魔を滅ぼそうとする「堕天使」の3すくみの関係にある。
しかし、三勢力間でかつて生じた大戦争によって主神であった「聖書の神」が死亡し、初代四大魔王も全滅したことで聖と魔のバランスが大きく崩れてしまう。現在は熾天使のミカエルが残された「システム」を管理しているが、「神の不在」の影響で信徒への正式な加護を与えられなくなり、切り捨てられる信徒の数が格段に増え、勢力としての立場は以前に比べて弱いものとなっている。大戦以降、天使は数を増やすことが困難になり、堕天使も派手な活動を控え始め、悪魔は数百年以上前に勢力内で停戦派と継戦派の戦争が勃発しさらにその数を大きく減じることとなり転生システムを採用する。
それからも小競り合いを繰り広げていたが、コカビエルが悪魔陣営に宣戦布告しようとした一件を機に和平が結ばれる。キリスト教会がむかしは布教のために大分無茶をして、他の神話体系にもズカズカ入っていき、いくつもの信仰と伝統を潰してきた前科を持つことから反感も多いが、様々な神話体系と和平を結ぼうと尽力している。
勢力を回復させるための活動を続けているが、第3章終盤の「魔獣騒動」では冥界の悪魔陣営で大きな被害を受け、第4章終盤の「邪龍戦役」では1日目に冥界堕天使陣営、2日目に天界の順に襲撃され、さらに各勢力の上層部とその配下が「隔離結界領域」へと向かったため、その計画も難航している。
北欧勢力（ほくおうせいりょく）
北欧神話の勢力。世界樹を中心に九つの世界で構成される。
北欧の世界は三層になっており、最下層には死の国ヘルヘイムや氷の国ニヴルヘイムなどがあり、最上階に神々が住むアースガルズとヴァルハラも存在している。魔法・魔術に関しては三大勢力より発展している。
第4章終盤の「邪龍戦役」3〜5日目ではトライヘキサによる3回目の襲撃の対象となり、北欧の世界の最下層から破壊を始め1日ごとに上に侵略された。第一層－最上層に到達を果たそうとしたところで、北欧の神々、ヴァルハラに仕える英霊たち、ヴァルキリー部隊、チーム「D×D」総動員（龍神化の反動で瀕死のイッセー除く）で防衛にあたり、さらにインド勢力からハヌマーン、ガネーシャ、ヴァルナまで増援として参戦し、トライヘキサの活動限界まで耐えきったことで北欧での一戦は何とか防衛できた。
アースガルズ
北欧の最上層に位置するアース神族と呼ばれるドイツなどを中心に東ヨーロッパに影響を持つ神々の住まう世界。主神はオーディン→ヴィーザル。戦乙女・ヴァルキリーを派遣し、戦場に散った勇者を英霊としてヴァルハラへ迎え入れ、「神々の黄昏（ラグナロク）」に備えていると言われる。
元は閉鎖的な神話勢力だったがオーディンが方針転換を決意し他勢力との調和路線に踏み切ったことで、かなり初期の段階で三大勢力と協力体制を結んだ。「邪龍戦役」終結時にはオーディン、バルドル、トールといった6柱の神々が「隔離結界領域」に向かったため、主神の座はヴィーザルに継承された。
オリュンポス
ギリシア・ローマを中心に、西ヨーロッパに影響を持つギリシャ神話の神々の勢力。主神はゼウス→アポロン。勢力の頂点にあるゼウス、ポセイドン、ハーデスの3柱を「オリュンポス三柱神」と称する。また、主柱となる神々より古い「原初の神」と呼ばれる者達も存在している。
妙に人間臭く、非常にわがままかつ悪戯好きな神がそろっており、慈愛と狂気を同時に持っているとされる。愛憎渦巻くアブノーマルな世界の上にやんちゃな神が多く、迷惑行為の原因は大抵嫉妬と諍いである。
ゼウスとポセイドンをはじめとするほとんどの神は和平に対して積極的だが、残るハーデスだけが否定的でテロリストとも内通している。「邪龍戦役」終盤で分裂したトライヘキサの1体による襲撃を受ける。終結時にはゼウスやポセイドンをはじめとした10柱の神々が「隔離結界領域」に向かったため、主神の座はアポロンに継承された。長年、魔物の王テュポーンの勢力と争っていたが、最近になってようやく和平を結んだ。
インド神話
ヴェーダに記される神話勢力。各勢力でも最強とされる神話体系で、特に3柱いる最高神のシヴァ・ヴィシュヌ・ブラフマーは全員が全勢力でもトップクラスの実力者。仏教勢力にも影響を持つ神も多い。インドラと戦い敗れた阿修羅神族もこの陣営に属する。
「邪龍戦役」では北欧世界に援軍を送るなど協力姿勢を見せたが、終盤では分裂したトライヘキサの1体から襲撃を受け、終結時にはシヴァ以外の主神2柱を含む7柱の神々が「隔離結界領域」に向かった。
須弥山（しゅみせん）
アジア最大の神話勢力。主神である帝釈天（インドラ）が住む仏の世界。隣接するインド神話の世界とは対立関係にある。シヴァへの対抗策として他の勢力から強力な戦力を集めており、独自の世界観を持つ西遊記の陣営や、「天帝の先兵」とした旧「禍の団」英雄派を傘下に収めている。
「邪龍戦役」終盤では、インド勢力が攻撃された際に分裂したトライヘキサの1体から襲撃を受けた。

### 三大勢力関連

#### 種族関連
悪魔（あくま）
人間の願いを叶えて魂を奪う存在。伝説に言われるような異形の姿を持つ者はあまりおらず、大半は人間と変わらない外見をしている。転生悪魔が増えたことも関係して人間社会に潜り込んで活動する者も多く、全ての人間が存在を認知できる訳ではないが欲望の強い者や非常に困っている者ほど強く認識できる。背中にはコウモリのような翼があり飛ぶこともできるが、普段は見えないように体内へ引っ込めている。すべての言語を共通のものとしてとらえる能力、つまり相手がどの言語で話していても理解でき自分が話した言葉も相手は理解できるという能力を持つ。
「悪魔の仕事」として願いを叶える際には、原則として契約した者のみ契約を達成した後で魂を奪い、それ以外の無関係な人間からの魂は奪わないことにしている。近年では魂の代わりに物品を代価として受け取ることも多い。ただし「人の価値は不平等」とされ、分不相応な願いをした場合は叶えられずに死んでしまうこともある。グレモリー家の場合は物品を全て本家の倉庫に預け、鑑定士が価値を判断した後で口座に金が振り込まれるというシステムをとっている。現代社会では欲深そうなヒトに召喚用の魔方陣が描かれたチラシを町や道で配ることで呼び出してもらう。
ほぼ全てが悪魔の母とされるリリスに起源を持ち、初代ルシファーの実験により術式と儀式で彼女から産まれた存在が後に純血の上級悪魔で「初代」と呼ばれるものとなった。ただし、ルシファー以外の初代魔王世代の最古参の悪魔たち（初代レヴィアタン・ベルゼブブ・アスモデウスやメフィスト・フェレス）など、ルーツが判然としない悪魔も存在する。「初代」は三大勢力の戦争で滅んだ者もいるが、うまくやり過ごして生き残った者もそれなりにいるとされ、冥界で存在を公表していると色々と面倒事に巻き込まれるので、生死不明ということにしている者も多いらしい。
「魔力」という特有の異能を操り、1万年以上ともされる永遠に近い寿命を持つ。また、貴族の各家には家系固有の特性が存在する。他種族と混血した者の末裔にも隔世遺伝で悪魔としての血が強く出ることがあり、その場合は魔力も寿命も普通の悪魔と変わらない。その代わりに妊娠率や出生率がきわめて低いため、兄弟姉妹でも数十歳〜100歳以上の差があるのは当たり前で、10歳程度の差は近い方である。先の大戦で人口が激減したことで、繁殖力の低さから種そのものが存続の危機にある。
魔力に余裕のある者は、見た目の姿を自分の好みに変えており、成人後も自らの意思で自らの望む姿へと肉体を成長させられる。一般的には男性は壮年の、女性は若々しい姿でいることが多いが、外見を若くするとその分精神年齢も外見に引きずられてしまうとされる。この特性から肉体的な老いはほとんどないが、精神的な老化は避けられず、長すぎる生に飽いて気力を失い屍のように生き続けるものもいる。一般的にこの傾向は転生悪魔の方が顕著であるとされている。
冥界に住み、四大魔王を頂点とする貴族社会を営む。社会構造は複雑で、眷属悪魔の評価基準は能力主義なのに、一般悪魔の生活や上級悪魔同士の交流は階級と家柄が絡んでくる。前魔王派とのいざこざや血統を重んじる貴族主義、それを前提にした合理主義など、いまだ多くの問題を抱え、旧魔王派と呼ばれる者たちをはじめとする「禍の団」構成員によるテロ行為、レーティングゲームにおける中級・下級悪魔への差別にランキング上位者たちの「王」の駒を利用した不正などを引き起こすことにつながっている。特に純血の上級悪魔には傲慢な性格のものが多いとされ、下僕とした転生悪魔（特に悪魔に負けない文化を持つ人間からの転生者に対して）にも感情があることを無視して扱うといった問題もあった。また、下級悪魔は満足に学校へ通えないことも多く、教育制度に関しては日本の方が充実している。対して下級悪魔にも身分証明書の発行が浸透しており、身元の分からない悪魔は極めて珍しい。
神・天使・光などとは先天的に相容れない性質を持っており、濃密な光力を身に受けると消滅してしまう。低級悪魔など非力な者は太陽の光の下では倦怠感や力の減少が見られるが、上級悪魔など強力な者は昼間でもほとんど問題なく動ける。しかし、聖水・聖剣・十字架など神聖なものは天敵であり、低クラスのものであっても上級悪魔にすら脅威となるほか、神に祈りをささげる行為などでもダメージを受ける。
強さの段階は階級をもとに6つに分類されており、下級クラス、中級クラス、上級クラス、最上級クラス、魔王クラス、超越者クラスの順で強力になる。上級悪魔の間では特訓や修行といった「己を鍛える」概念は一般的ではなく、才能と知識、経験で戦っていくなかで技術を覚えていき、他の上級悪魔と下僕のトレードを行うことで戦力を充実させるのが常識。眷属に対して積極的に訓練を勧める上級悪魔はかなり珍しい。
大戦以降に魔王クラスとされる存在や悪魔の範疇に収まらない超越者が次々誕生しており、ハーデスの見立てでは初代魔王と「聖書の神」が死んだことで何かが「外れた」のが原因とされている。
転生悪魔（てんせいあくま）
「悪魔の駒」を適正数与えられ、他の種族から悪魔に転生した者たち。駒の個数の関係から1人の上級悪魔に対して眷属悪魔は最大で15名までで、複数の駒を必要とする潜在能力が高い者を採用した場合はさらにそれ以下の人数になる。
悪魔としての能力や駒特性に加え、元になった種族が本来持っていた能力も併せ持つ。一方で光や神聖なものが弱点になり、子供が出来にくくなる（生まれついての悪魔よりは多少妊娠率が高い）。
強力な力を持ち、様々な方面で活躍した下僕は上級悪魔に昇進し爵位を与えられ独立することも出来る。その際は自らが「王」となり、新しい下僕悪魔を作り出すことも可能。ただし最初の契約は生きているため、自らの主の眷属であることにはかわりない（人間界風に例えるなら「大企業と系列店の店長」のような関係）。独立後に自分の縄張りを運営できるようになるには、主の許可だけでなく政府や主の実家の許可も必要となる。
神器を体に宿した優秀な人間を自分の下僕にするのが最近の流行で、優秀な駒はステータスになる。しかし、中には不利な条件・不本意な形で下僕になった者も多く、「禍の団」英雄派の情報工作によって「禁手に至った神器所有者」の造反も心配されている。眷属悪魔を決める方法は様々で、試験を開催して広く候補者を募ることもあれば、フィーリングで選んで直接交渉する場合もある。政府からは眷属悪魔の平均能力値が発表されており、眷属の選抜試験の時に資料として利用される。
転生の際には基本的に命を落とした者でも生き返ることができ、魂にかけられている重い呪いを解く、暴走していた力を制御できるようになるといった効果が見られることもある。
悪魔になった特典のひとつに「言語」があり、悪魔になった瞬間から世界中どこへ行っても言葉が通じるようになる。
リリスの子供たち（リリス・チルドレン）
ハーデスがリゼヴィムから奪ったリリスを使って生み出した「人工悪魔」たちの通称。当初は「正体不明の悪魔」とも呼ばれていた。貴族の中でも初代と呼ばれるリリスが直接出産した古い悪魔と同質のもので体が構築されている。
超越者を人工的に創造する実験の過程でおよそ10万体の悪魔が誕生している。初期の個体は誕生してすぐ死ぬ場合も多かったが、実験を重ねて安定的な生産が可能になった。個体差はあるがほとんどは上級悪魔クラス並みの魔力を持ち、才能にもあふれ、上位の者は悪魔としての固有特性に覚醒している場合がある。ただ、生まれたてなので肉体はともかく精神が幼く、才能を活かすための知恵と戦闘の経験則が足りず、戦法も魔力の質量のみに頼る部分が大きいため、上級悪魔の中では下の方の実力しかなく、防御に気を回さないため中級悪魔より御しやすい面があるので、一対一なら場数を踏んだ中級悪魔や中級天使で十分に対応できる。さらに、かなり手荒な状況下で出産させられた上、強引に成長させられているため、魔力を司る部分などに一部欠陥が見られる個体もいる。一方で羞恥心なども未熟なので、イッセーのエロ技はほとんど通用しない。
超越者クラスのバルベリスとヴェリネは特別な教育、魔王クラスのグレシルとソネイロンはそれに準じる教育が施されているが、それ未満の個体はハーデスの指示をどれだけ受け付けるか確かめる実験のために、教育を受けないまま各勢力の僻地へと送り込まれて暴れている。命令者についての情報も一切渡されぬまま、敵対勢力の行動を探ったり、時には攻撃しろという頭の中にある命令と、大暴れしたいという抑えきれない欲求に従って行動している。

天使（てんし）
天界に住み、背中に鳥のような純白の翼を生やし、頭上に天使の輪を浮かべ、光の力を操ることができる種族。邪なことを考えると「堕天使」へと堕ちる。本来は「聖書の神」に付き従い、神の代理者として信徒を導く役目を持つ存在だが、「神の死」以降は「熾天使（セラフ）」が中心となり、その長であるミカエルを頂点として組織を運営している。
繁殖能力も持つが種族の特性上性交渉によって堕ちる危険があるため、神がいなくなった今では増えることが困難となっていたが、三大勢力間の技術協力で転生天使を作り出せるようになった。天使と他種族とのハーフは非常に稀少なため「奇跡の子」と称されており、悪魔や堕天使と違って混血の対象となるのは信仰心の篤い人間である場合がほとんどである。
システムをミカエルが管理しているため、アザゼルによると神がいた頃よりは堕天しにくくなっているらしい。そのため一時的に堕天を防ぐための手段もあったようで、天使のまま「禍の団」に内通して情報を流し、その後堕天して組織に合流した天使たちも存在する。
御使い（ブレイブ・セイント）
神の消失によって新しい眷属を生み出すことのできなくなった天使側が、「転生天使」を生み出すために発明した新制度。
「悪魔の駒」と人工神器の技術を組み合わせて開発された天界の新技術により、トランプに倣い上級天使が「K（キング）」となり「A（エース）」から「Q（クイーン）」までの12枚のカードで対象者を天使へと転生させる。当然、転生した者も邪な考えを抱けば堕天してしまうため、転生天使となる者は信仰深い信徒やエクソシストの中から厳選されている。カードごとに特性の違いがない代わりに集団戦を得意とし、カードゲームの役を組むことで絶大な力を発揮できる。天使としての格が上がると翼の枚数が増えていく。
そのシステム上「ジョーカー」も存在する。この札は天界全体のジョーカーとして扱われるため、デュリオただひとりしか存在しない。
銀翼の天使は「エクストラ・ジョーカー」の候補者で、「ジョーカー」の予備要員として、「ジョーカー」が機能できない場合や「ジョーカー」の代わりに動かねばならない場合に、天界の「切り札」となる。現在登場しているのはリントだけだが、それ以外にも何名か存在している模様。
スートは上級天使たちがそれぞれ好みで選ぶ。四大熾天使（セラフ）ではミカエルがスペード、ガブリエルがハート、ラファエルがクラブ、ウリエルがダイヤ。転生天使も功績を立てて昇格すれば、自分の「御使い」を作る権限を与えられる。

堕天使（だてんし）
欲望に目覚めた天使が堕落することで誕生する種族。光の力を操る能力は天使と変わらないが、羽が黒く変色し頭の輪が失われる。
神に反逆し天界の知識を地上にもたらした罪人として天界を追放されているため、悪魔と居住地を二分する形で冥界に暮らしている。女性は他種族の男性を誘惑する役目があるため、男ウケのいい体つきをしていることが多いとされる。
現在は「神の子を見張る者（グリゴリ）」が中心となり組織を運営している。人口増加に関しては消極的であり、3つの種族の中では唯一転生システムを採用していない。ただし普通の天使のように性行為による堕天の心配が無いこともあってそれなりに新世代も増えており、新たに天使が堕天してくるのも歓迎している。

#### 冥界関連
駒王町（くおうちょう）
グレモリー家次期当主のリアス・グレモリーが日本に滞在する際に領土として与えられた、関東圏の地方都市。最寄駅から新宿駅までの所要時間は電車で1時間ほど。最寄駅の地下には冥界のグレモリー領へ通じる鉄道が設けられている。
現在はグレモリーだけの領地だが、かつてはバアル家と共同管理しており、一時は上級悪魔の若者に領地として貸し与えられていた。しかし、前任者のクレーリア・ベリアルの代で起こったある事件により冥界側も教会もこの街から撤退したため、リアスの領土となるまでのおよそ10年間は空白地帯となっており、その影響で堕天使側の「教会」が勢力を伸ばしていた。加えてクレーリアの管轄だった事実も冥界では大王派によって隠蔽されており、バアル関係者が前任だったことにされている。リアスがこの町を任されることになったのも醜聞をバアルの血筋である彼女に払拭させるという目的があったためである。
第2章の「駒王協定」で和平が結ばれた地ということで三大勢力にとっての重要地域として扱われており、どの勢力からもスタッフが送り込まれて常駐している。和平以降は街に強固な結界が張られており、部外者が簡単には立ち入れないようになっている。
23巻以降、仕事の縄張りに関して、リアス・グレモリー眷属が所領している範囲の3分の1を「兵藤一誠眷属」に任せてくれることとなった。
また、駒王町から数駅分離れたところにはソーナ・シトリーの領土として与えられた町、2駅先には「刃狗」チームの事務所、8駅先にはアジュカの人間界での拠点が存在する。
駒王学園（くおうがくえん）
駒王町に存在する学園であり、グレモリーの所有物。学園のトップもほとんどが悪魔関係者で占められている。一部の学生は異能持ちや特殊な家柄の人間だが、ほとんどの生徒は普通の人間なのでリアス達の正体が悪魔であることは知らない。幼小中高大一貫の進学校で、元々は女子校だった。
この学園に各勢力のトップが集まって和平が結ばれたことや、冥界の英雄となった赤龍帝を擁するグレモリー眷属に魔王の関係者であるシトリー眷属、天界側の使者や堕天使の元総督といった各勢力のVIPが所属する場でもあるため、駒王町の中でも三大勢力にとって特に重要な地域として扱われるようになっている。学園に通う悪魔たちがわずか1年余りの間で様々な事件に巻き込まれたということを学園側も考慮した結果、最終章におけるクラス替えで有事の際に動きやすくするためできる限り同じ眷属は同じクラスにまとまるように配属された。
高等部（こうとうぶ）
本作の主な舞台となる場所。男女ともに指定の制服を着用する。主な学校行事として、1学期にクラス対抗・部活対抗の球技大会、2学期に体育祭と学園祭が開催される。また2年次には体育祭と学園祭の間に修学旅行を行い、その行き先は京都である。生徒会役員選挙は毎年3学期に行われる。
オカ研の部室は旧校舎にあり、封印時代のギャスパーはその一室で生活していた。アザゼルの在任中に彼によって校舎の一部が改造され、旧校舎に研究所が設けられているほか、プールの下にはマオウガーを格納する地下秘密基地が作られている。
オカルト研究部（オカルトけんきゅうぶ）
駒王学園旧校舎に居室を構えるグレモリー眷属の表向きの看板。同眷属を筆頭に、メンバーのほとんどが悪魔で構成されている。リアスの入学までは部員不足のため廃部状態で、リアスが1年生の時に学校へ無理を言って再興させたために復活後2年間は人員不足で同好会同然だった。
初期メンバーのリアス、朱乃、木場、小猫、ギャスパーの5人は入学以前から冥界のグレモリー領で家族のように過ごした仲。本編開始時に人や戦いを引き寄せるドラゴンの力をもつイッセーをはじめに、神器「聖母の微笑」をもつアーシア、「伝説の聖剣デュランダル」の使い手ゼノヴィア、天使長ミカエル直属の「転生天使」の「A （エース）」イリナ、元オーディンの護衛でアースガルズ出身のロスヴァイセ、名門悪魔フェニックス家の長女のレイヴェルなどが加入していく。ただし、レイヴェルは客分、イリナは天界からの出向で、眷属ではないため、レーティングゲームには参加できない。かつて「禍の団」の首領だったオーフィスも保護下にあるが、経歴なだけに公にはできない存在であり、力を封印したり経歴を誤魔化したりすることが行われている。
19巻以降はリアスと朱乃はオカ研を卒業し、生徒会長に当選したゼノヴィアもオカ研を抜け、アーシアが新部長、木場が新副部長になった。最終章では新入生となったシトリー眷属のベンニーアとヴァーリチームのルフェイが入部し、予備部員として中等部のトスカと初等部の九重が加入した。
情愛がかぎりなく深い主君リアス、力有る物を引き寄せる赤龍帝ドライグ、だれ彼とも別け隔てなく接する赤龍帝の主イッセーの影響の結果、元は敵味方相対していた者たちが仲よく賑やかに結びついている、端から見れば異様な混成チームとなっている。
大学部にある「オカルト研究会」とは無関係。
生徒会（せいとかい）
メンバーは会長と副会長が1名ずつ、会計と書記が3名ずつの計8名。通常の生徒会業務として、部活動間の調停や問題行動の取り締まりといった学園内の雑事を手伝っている。なお部活動ではないが1学期の球技大会では生徒会チームとして部活対抗戦に出場する。
物語開始時点の世代ではシトリー眷属の表向きの看板。全員悪魔で構成されており、会長であるソーナの意向で厳格に運営されていた。トップ同士が親友のため、オカルト研究部に仕事の手伝いを頼むことも多い。19巻をもって任期が終了したため解散した。
新生徒会（しんせいとかい）
19巻で発足した新たな生徒会。半数はシトリー眷属が続投しているが、会長のゼノヴィアを始めとする残り半数は眷属外の人員で、悪魔以外の者も参加している。会長の気質が違うためかなりの武闘派集団として知られるようになっており、他校からは「ケンカ上等の連中」として恐れられている。
3年B組
22巻以降で、進級したグレモリー関係者の新3年生（イッセー、アーシア、ゼノヴィア、イリナ、木場）が配属されたクラスで、担任教師はロスヴァイセ。イッセーと腐れ縁の松田、元浜に加え、桐生も同じクラスである。
3年C組
22巻以降で、シトリー眷属新3年生（匙、由良、巡、花戒、草下）が配属されたクラス。
大学部（だいがくぶ）
ルー・ガルーや高等部を卒業したリアスと朱乃が通っている。高等部の校舎から非常に近く、構内にはカフェもある。通う生徒は高等部と違って全員私服である。
日本文化研究会（にほんぶんかけんきゅうかい）
大学進学後にリアスが新たに立ち上げたサークル。メンバーは、リアスたちの事情を知っている女性ばかり。ただ、メンバーの家の事情が特殊なケースも多いため、魔除けや異能力者避けの結界、術式が張られた日本各地の有名どころにはおいそれと研究旅行に行けないのが難点。
兵藤家 / 兵藤邸
小説1巻の時点で、イッセーが両親と住んでいる、2階建ての一軒家。小説2巻で、アーシアがリアスによって駒王学園入学を機に居候し、リアスも婚約問題の解決後に居候しはじめた。
さらに、小説4巻でサーゼクスの「眷族同士が友好的になること」の提案により、朱乃、小猫、ゼノヴィアも居候することになり、小説5巻でそのことでリアスがイッセーの両親に承諾を貰うことで自宅が一晩で増築・改装工事され、地上6階・地下3階建ての大豪邸になる。地上部分は主に居住スペース（2階はイッセー・リアス・アーシアの部屋、3階はイッセーの両親の部屋と物置・書斎、4階は朱乃・ゼノヴィア・小猫の部屋）で、地下1階はサウナ付きの地下大浴場（元の地上1階の浴室はイッセーの父親専用になった）とトレーニングや映画鑑賞にも使える広いスペース、地下2階は駒王学園高等部の屋外プールより広い屋内プール、地下3階の倉庫と書庫、家庭菜園にも使える屋上スペースも完備され、その後も悪魔関係者などが居候していく。デザインを担当したのはアジュカお抱えの建築家で、建て替えの際に時間経過などで解放される隠し部屋を作っている（地下1階にできた隠し部屋は黒歌とルフェイが共同で使用）。地下3階には大型転移型魔法陣、庭の一角の地面には戦闘車両に乗ったファーブニルが通れるほど大きなゲートが存在している。なお、以前は松田、元浜もイッセーの家に遊びに来ることがあったようだが、アーシアの居候以降女性比率が高くなったこともあって遊びに来なくなってしまった。
現在居候しているのは、リアス、アーシア、朱乃、小猫、ゼノヴィア、イリナ、ロスヴァイセ、オーフィス、黒歌、ルフェイ、レイヴェル、リリス、九重、エルメンヒルデ。
オーフィスのお社
第3章後、「龍神」であるオーフィスのために兵藤邸の屋上に建立された小さなお社。天災で折れてしまった樹齢400年の杉を建材にして、九重たちの協力のもとグレモリー眷属の手で2日かけて作られた。狛犬の代わりに二天龍の像が置かれており、賽銭箱に入れられたお金はオーフィスのお小遣いになっている。悪魔に悪影響が出ないように神事を簡略化しているため神聖な力はそれほど発生していないが、悪質な願いをしたアザゼルやいかがわしい願いをしたイッセーには天からの抗議で雷が落ちている。
兵藤一誠眷属事務所（ひょうどういっせいけんぞくじむしょ）
兵藤家から徒歩10分ほどのところにある学習塾の地下に設けられている施設。いつの間にかグリゴリが裏で買い上げてアザゼルのラボの1つとして勝手に地下室を作られており、彼が「隔離結界領域」へ向かい使用する者が居なくなったためイッセーが譲り受けた。塾のエレベータに専用の顔認証システムがあり、そこに関係者であることを承認させると地下に下りることができる。
エレベーターを降りた長い通路の正面にある、扉の札に「兵藤一誠眷属事務所」と記された部屋が事務所になっている。その扉を開くと、30畳ほどの広々とした室内に事務所然とした事務机がいくつも並び、その上には書類やらパソコンやらが置かれ、書類棚、FAX、来客用ソファにテーブルと、必要最低限なものは揃っており、悪魔の仕事用に魔方陣が展開できるスペースも用意してある。奥には「王」となったイッセー用の机、エグゼクティブデスクこと社長机が置いてある。
廊下には右に3つ、左に2つ、事務所と合わせて合計6つの扉がある。右側の部屋3つはエレベーター側から順に、シャワー室、男性用トイレ、女性用トイレで、左側の部屋2つはエレベーター側から順に、倉庫、給湯室兼休憩室となっている。
C×C
「D×D」限定の会員制喫茶店。「D×D」に所属していても、あまり交流していないメンバー同士の出会いの場になればいいと企画された。命名はミラナで、Café Cleric（聖職者）、Club、Community、Combinationなど、Cが頭につく単語から。
元はアザゼルが駒王町の繁華街にあるビルの最上階に購入していた店舗だが、彼が「隔離結界領域」に向かった後は持ち主がいなくなったため、「D×D」が利用することになった。その後、上層部の話し合いで、ビルの持ち主がグリゴリ、店舗そのものが天界、プロデュースが兵藤家に住む冥界関係者が担当し、内装はグレモリー家が任された。店員は基本的に天使と教会関係者が受け持ち、それ以外のメンバーも暇なときに手伝う。コーヒー豆はサイラオーグが推薦したものを使っている。
明王不動産
駒王町を含め、地域一帯にいくつかの支店を持つ不動産屋。基本的に一般人に物件や土地を紹介するのが業務だが、グレモリー家やシトリー家、グリゴリも贔屓にしており、異能者や異形とも戦用の一室を設けて取り引きをしている。

魔力（まりょく）
悪魔の生まれ持っての異能、特性。使用についてはイメージ力（想像力と創造力）が必要となるため、センスが問われる部分が大きい。また、下級悪魔や上級でもサイラオーグなど、生まれつき魔力に乏しい体質を持つ悪魔もいる。またバアル家の「滅びの力」やアバドン家の「穴」など、家系に由来する遺伝性の魔力特性も存在する。

魔王（まおう）
元は「ルシファー」「ベルゼブブ」「レヴィアタン」「アスモデウス」の4人が「四大魔王」として君臨していた。しかし、先の大戦で魔王が全員死亡してしまう。そのうえ、他勢力との徹底抗戦を主張した初代魔王の実子であるビドレイド、ツファーメ、ダマイドスもまた、数百年以上前に勃発した勢力内の戦争に敗れて死亡し、世襲が廃止され襲名制に移行したことでその地位は現在最強の悪魔4人（サーゼクス、アジュカ、セラフォルー、ファルビウム）へ引き継がれる。今では単なる役職名となっているため、親族でも魔王の姓を名乗ることはできない。冥界の片隅に追いやられたことを良しとしない初代魔王の血族は「禍の団」へ旧魔王派として参加し、現政府へのクーデターを企てる。
2代目四大魔王は非公式に「魔王戦隊サタンレンジャー」を結成していたり、自身で企画したアニメの主演を自分で演じるなど、プライベート時には非常に「カルい」のが特徴。それに反するように、サーゼクスのグレモリー家やセラフォルーのシトリー家にはしっかり者が多い。ただし、アジュカのアスタロト家やファルビウムのグラシャラボラス家は家族に恵まれておらず、問題児や裏切り者を出している。
2代目魔王は全員が悪魔としては比較的若手であり、政治面において大王派などの古い悪魔の上役達より影響力が低いという問題がある。そのため内政干渉を受けることが多く、才能ある転生悪魔達の登用も機を見て少数ずつ行わなければならないなど思い通りの改革を行えない状態にあった。
「邪龍戦役」終盤、トライヘキサを封印するため魔王のうち3名が「女王」を除く自分たちの眷属と共に「隔離結界領域」の中に向かったため、現在の魔王はアジュカのみとなる。一方で第4章終盤にてレーティングゲームの大規模不正が明らかにされたことにより上役の影響力が大きく低下し、今まで行えていなかった計画を実行できるようになった。その一環として欲望を表す七つの大罪に倣う形で「七大魔王」制度の導入が計画されており、枠は四大魔王から継続してルシファー、レヴィアタン、ベルゼブブ、アスモデウスに、元72柱の「ベリアル」、さらに番外の悪魔より名を拝借し「マモン」「ベルフェゴール」も加える予定になっている。現二天龍も候補者に挙げられているが、イッセーを魔王にするとなると7つの席に合うのが無かったため、新たな「8枠目」として魔王そのものを意味しドラゴンとも同一視される「サタン」を入れるという意見も出ている。
また、初代魔王と「聖書の神」が死んだためか、「魔王クラス」と呼ばれる実力を持った悪魔が生まれるようになる。純血悪魔では2代目四大魔王に加え、ルキフグス家の姉弟やレーティングゲームトップ3の「王」、神滅具を用いたリアスとサイラオーグが該当する。
ルシファー家
初代四大魔王家の一角で、「明けの明星」と称される一族。上級悪魔たちの「初代」を作り出した存在でもある。かつては「番外の悪魔」でルキフグス、アガリアレプト、サタナキア、フルーレティ、サルガタナス、ネビロスの6家を従えていた。
魔王としては別格のリーダーとして扱われ、権限も大きく冥界においてはことさら特別視されており、他の魔王血族と比べても上の扱いを受けている。現魔王の選出時にも、「超越者」の高い戦闘能力と人をまとめる能力を両方持っていたサーゼクスが「2代目ルシファー」に選出されている。
初代魔王は死亡しているが、その子孫はまだ生存していた。魔王の息子であるリゼヴィム・リヴァン・ルシファー、その息子であるラゼヴァン・ルシファーが存在したが、ラヴァゼンはリゼヴィムの手で殺害され、そのリゼヴィムもテロリストとなった末に死亡してしまった。そのため、すでに純血の直系は途絶えており、現在確認されている血族の生き残りは魔王の曾孫で人間とのハーフである現「白龍皇」のヴァーリ・ルシファーただ1人である。「邪龍戦役」後はヴァーリを3代目ルシファーに指名したいという動きが高まっている。
ルシファーの書
初代ルシファーがリリスを使って悪魔を作り出す方法と彼女が肉塊に成り果てるまでを記録した書物。初代の死後は息子のリゼヴィムが相続し、現代の科学・魔力・魔法に当てはめた場合の解釈についてや最初から上級悪魔クラスの存在を生み出すための方法についての考察が加筆された。
リゼヴィムの死後は秘匿されていたのをアポプスが盗み、ハーデスへと譲渡している。最終章ではこの書物とリリスの肉体を使い、ハーデスが人造悪魔を10万体量産している。
ベルゼブブ家
初代四大魔王家の一角。「蠅の王（はえのおう）」という特性を有する。
ベルゼブブの嫡子であるビドレイド・バシャルン・ベルゼブブが冥界の決定権を握っていたが内戦の終盤に死亡し、ベルゼブブの子孫であるシャルバ・ベルゼブブもテロリストとなった末に死亡してしまった。
レヴィアタン家
初代四大魔王家の一角。陸の魔獣王ベヒーモスや天空の魔鳥ジズと共に「終末の怪物」の1匹とも言われる。「掉尾の海蛇龍」と呼ばれる特性を有する。
レヴィアタンの息女であるツファーメ・テレアク・レヴィアタンは内戦の中盤に死亡し、レヴィアタンの子孫であるカテレア・レヴィアタンもテロリストとなった末に死亡してしまった。現在確認されている血族の生き残りは魔王の子孫で人間との混血児の末裔であるイングヴィルド・レヴィアタンただ1人である。
掉尾の海蛇龍（とうびのかいじゃりゅう）
レヴィアタン家の特性。極めれば人間界の海を支配し、大量の水を引き寄せ、都市を丸々水没させることができる。また、蛇型の細長いドラゴンの姿にもなれる。
アスモデウス家
初代四大魔王家の一角。「七つの大罪」では「色欲」を司る。
アスモデウスの息子であるダマイドス・ゼレイケル・アスモデウスは内戦の中盤に死亡し、アスモデウスの子孫であるクルゼレイ・アスモデウスもテロリストになった末に死亡してしまった。
現在は2代目アスモデウスを務めたファルビウムの活躍により、魔王の中でも戦略担当というイメージがついている。

72柱（ななじゅうふたはしら）
大戦以前に存在した純血の上級悪魔が連なる名門の家系。全員が爵位を持ち、全盛期には一族ごとに数十もの軍勢を率いていた。序列15位以上が強いのは確かだが、序列=強さというわけではない。
現在ではその半分以上が断絶し、軍勢と共に滅びるか生活が立ち行かなくなるなど、冥界辺境や人間界の奥地に隠棲していることもあって、かつての序列とは乖離しつつあるため、「元72柱」とも表記される。大王バアル家、大公アガレス家に、2代目魔王を輩出したグレモリー家、シトリー家、アスタロト家、グラシャラボラス家を加えた六家は、冥界でも特別な名家となっている。
大戦後は若い世代を重視し（少なくとも作中の最近5 - 6代は）、次期当主が成長すると跡目を譲って隠居することになっているが、「純血」や古くからの手法を重視する風潮も残っており、深刻な問題となっている。上級悪魔の当主の婚約の際には祖父母、曾祖父母、さらにその上の世代で存命の先祖に順番に報告をしに行く、通称「ご先祖巡り」と言われるあいさつ回りが行われている。
断絶したとされる家も他種族との混血という形でまだ存続している可能性がある。既にいくつかの家の末裔が確認されており、発見した場合は保護するよう現政府から通達が出ているが、混血したことで純血至上主義者たちから差別を受けることもある。末裔の中には居場所を求めて人間界に移住し、人間と混血したことで神器を手に入れた者もいる。
バアル家
魔王に次ぐ権力を持つ大王家。元72柱1位。魔王は世襲ではないため、家柄としては72柱最上位に位置している。そのため、上役内の「貴族派」などは現魔王より重要視している。冥界全体が若い世代を重視する風潮にあって、バアルの始まりたる初代当主のゼクラム・バアルが1万年以上昔から未だに強い影響力を持っている。
家の特色として、あらゆる存在を滅ぼす「消滅」の魔力を持つのが特徴。「当主は滅びの魔力を持つ者でなければならない」というゼクラムの意向もあって、現魔王を筆頭に恋愛結婚が浸透してきた現在でも、「力」を確実に受け継がせようとする「側室制度」が残っている。しかし、次期当主であるサイラオーグ・バアルに「滅びの力」が受け継がれず、逆にグレモリー家に嫁いだヴェネラナ（現バアル家当主の腹違いの姉）の子供であるサーゼクスとリアスが強力な「滅びの力」を得てしまったため、グレモリー家を敵視している。身体的な特徴としては紫色の瞳を持っていることが挙げられる。
領地での特産品はリンゴで、ゆるキャラとしてリンゴをモチーフにした「バップルくん」がいる。
消滅
バアル家に縁のある者がその身に宿す、あらゆる存在を消滅させる特殊な魔力。「滅びの力」とも呼ばれる。込められた力にもよるが、消滅魔力は基本的に防御が通じないうえ物理的な破壊力も高いため非常に強力。
バップルくん
バアル領のゆるキャラ。バアルの特産であるリンゴをキャラクターにしており、バアルでアップルだから「バップルくん」。リンゴの頭部に悪魔の羽が生えた人型の胴体が特徴。時折、サイラオーグが着ぐるみの中に入っている。
レオニクス・レクス
バアル領で放送されているサイラオーグをモデルにしたヒーロー番組。「おっぱいドラゴン」とも業務提携され、両作に互いの登場人物が登場する。
アガレス家
魔王の代理人としての地位を持つ大公家。元72柱2位で魔王やバアル家に次ぐ権力を持つが、いわゆる「中間管理職」で苦労が絶えない。はぐれ悪魔の討伐などの要請を出す役目がある。領地は農産業では冥界随一と言われるほか、レーティングゲームの聖地でもある浮遊都市アグアレスを観光地として擁する。
家の特色、特性として「時間」に関する魔力を有する。初代は魔力で時間をある程度操ったことから、「逃亡者を戻らせる」という性質を持つという伝承を持っており、現在でもこの力を求めて召喚されることがある。ただし今ではそれほど強い力を持った者はいないため、大公のポストを利用した情報網を使って依頼に対応している。
「おっぱいドラゴン」の大ヒットを受けて自領でもキャラクタービジネスを計画することとなり、グリゴリの技術協力で作られたロボ軍団を使った実写ロボットものの作品を企画中である。
シトリー家
2代目レヴィアタンを輩出した名門。元72柱12位。水の魔力の扱いに長ける。
領土は上級悪魔の中でも有数の自然保護区の数を誇り、多くの美しい景観に恵まれている。医療機関が充実していることでも有名で、冥界でも名だたる病院がある。
最終章で当主が「眠りの病」を発症したため、娘のソーナに代替わりした。
ナベリウス家
元72柱24位。大戦期には「番外の悪魔」ネビロス家の配下にあったとされる。
グラシャラボラス家
2代目アスモデウスを輩出した名門。元72柱25位。
次期当主が事故死（実際は「禍の団」による暗殺）したため、行状に問題のあるゼファードル・グラシャラボラスが繰り上がりで次期当主になっていた。しかしゼファードルがレーティングゲームでサイラオーグと戦ったことで再起不能になるなど、先行き不安な状況に陥っている。
ブネ家
元72柱26位（断絶）。ドラゴンを司る一族で、その血を引く者の中には肉体をドラゴンそのものに変化させられるものが現れることがある。
アスタロト家
現ベルゼブブを輩出した名門。元72柱29位。領地には魔王領に並ぶ上級悪魔用の名門学校があり、昇格試験センターも冥界一の権威とされている。ヴァサーゴ家とは仲が良い。
次期当主であったディオドラ・アスタロトが「禍の団」に通じていたことへの責任を追及されて権威が失墜し、アジュカの功績で最悪の事態は回避できたものの現当主が解任された上、次期魔王を輩出する権利を失う。
フォルネウス家
元72柱30位。語学に秀で、物の命名に優れている傾向がある（例外あり）。
フェニックス家
不死身の再生能力を持つ名門。元72柱37位。不死鳥、朱雀、火の鳥とも称され、特性である「不死」の再生能力に加えて、あらゆるものを焼き尽くす強力な炎の力で、レーティングゲームでは冥界中に恐怖を与えた。また、ほかの悪魔とは違い背中からは鳥のような炎の翼が生える。
この世界において、いかなる傷も癒せる非常に貴重で高価な品である「フェニックスの涙」を生み出せるため、財政はかなり潤っている。
現代の上級悪魔には珍しい子沢山な家系で、現当主もルヴァル、次男（冥界メディアの幹部）、ライザー、レイヴェルの4人兄妹に恵まれている。また、聖獣に同じ名・同じ能力を持つフェニックスがおり、そちらと区別する際はフェネクスと呼ぶ。
不死
フェニックス家に縁のある者がその身に宿す、強力な再生能力。体の一部が吹き飛んでも、瞬時にダメージ箇所に炎が巻き起こり、肉体を再形成させる。そのため、フェニックスの一族を倒すには、神や魔王に匹敵する一撃を放ち存在を消滅させるか、圧倒的な力の差で心を折るなどして精神を断ち切るしかないとされている。ただ、他の回復能力同様、再生時に消耗した体力までは戻らないため、強力な攻撃で幾度も体を崩されるとスタミナが切れて戦闘を続行できなくなる。
フェニックスの涙
いかなる傷も「その場で」癒すことが可能なアイテム。「純血のフェニックス家の者が、特殊な儀式を済ませた魔方陣の中で、特殊儀礼済みの杯に満ちた水の中へ、心を無にして流した涙を落とす」ことで生み出される。自分のため、あるいは他者のためを思って流した涙は「その者自身の涙」となるため、効果が生まれないという。悪魔でも手に出来るのは上流階級の者だけで、魔術師でもそう簡単には入手出来ない希少で高価な代物。涙はレーティングゲームにも使用され、高値で取引されているためフェニックス家の財政は潤っているという。しかし、元々大量生産がきかない上に「禍の団」のテロ活動によって需要が激増。値段も天井知らずに上昇している。その上、裏で仲買人が横流ししたことで「禍の団」も密かに入手しており、冥界の戦士に行き渡らず、テロリストの手に渡ってしまうという皮肉な事態を招いている。
その後、クリフォトがフェニックスのクローンを用いて「涙」を密造していた。これらは闇のマーケットに流れて人間界にも流通し、アメリカでは一部がマフィアに渡って問題となった。だが、ディハウザー・ベリアルがそのすべてを「無価値」に変えた。
フェネクス元帥
フェニックス家がはじめたキャラクタービジネスで、「おっぱいドラゴン」とのコラボで登場する役。ライザーが演じており、炎を思わせるマント、悪の幹部らしい鎧、不死鳥をかたどった兜を着けている。名前は悪魔のフェニックスに対する人間からの呼び方に由来する。
ウェパル家
元72柱42位（断絶）。この家の血を引く女性は下半身が魚の、いわゆる一般的に人魚と想像されるものと同じ姿（作中の半魚人のような人魚とは異なる）をとる。
フールカス家
元72柱50位。馬を司ることが特色の家系。馬術にすぐれ、馬の魔物を使役する。
バラム家
元72柱51位。怪力が特色の家系で、巨体を有する。
グレモリー家
2代目ルシファーを輩出した名門公爵家。元72柱56位。ゴモリーとも呼ばれる。強力な魔力と紅い髪を持つのが特徴で、深い情愛を持って眷属を慈しむ分、「身内」に手を出された場合の怒りは凄まじい。グレモリーの男は入り婿も含めて代々妻に頭があがらない。その手の女性に惚れてしまうのがグレモリーの男の定めである。
日本の本州と同程度の面積におよぶ領土を持ち、眷属用の広大な城を幾つも持つ。領地の特産品は非常に評判がよく産業も発達しており、非常に豊か。また、人間界にも秘密裏に進出しており、ホテルを運営している他、最近では冥界の大ヒット番組「乳龍帝おっぱいドラゴン」の著作権をはじめ関連商品を大々的に売り出すなど手を広げ、新たな収入源を得ている。
ある年齢になると領内の山岳地帯にある遺跡で親愛なる者と共に試練を受けるという通過儀礼がある。
召喚時にラクダに乗って現れることから、式典などの時に使うため城内で複数のラクダを飼育している。領内のゆるキャラもラクダモチーフの「ゴモりん」を採用している。
乳龍帝おっぱいドラゴン（ちちりゅうていおっぱいドラゴン）
冥界で放送されている子供向け特撮ヒーロー番組。
元々はシトリー戦で「おっぱい」という単語を連呼したイッセーに付けられたあだ名だったが、それが冥界の子供たちの間で大受けしたことに目をつけたグレモリー家によってテレビ番組化された。放送開始早々に視聴率が50%を超える大ヒットを記録し、関連グッズも続々発売されており、著作権を仕切るグレモリー家の貴重な収入源となった。
「伝説のドラゴンと契約したイッセー・グレモリーは、悪魔に敵対する邪悪な組織と戦う変身ヒーロー。おっぱいを愛し、おっぱいのために戦う男。邪悪な悪事を働く輩を倒すため、伝説のおっぱいドラゴンになる。ピンチになったとき、スイッチ姫の乳を触ることで無敵のおっぱいドラゴンになる。」というあらすじ。
登場人物はイッセーを初めとしたグレモリー眷属がモデルになっており、彼らの冥界における人気が爆発的に増加。特にイッセーは冥界の子供たちのヒーローと化している。妖怪の世界や仏教圏の極楽浄土など、悪魔陣営以外の場所でも広く知られている。
ヒーローブームの火付け役的な作品であり、他の上級悪魔の家や他勢力でもブームに乗じようとする動きがある。また、バアル家の「レオニクス・レクス」やフェニックス家の「フェネクス元帥」とも業務提携を行なっており、さらにその世界観を拡大し続けている。
おっぱいドラゴンの歌
作詞：アザ☆ゼル。作曲：サーゼクス・ルシファー。ダンス振り付け：セラフォルー・レヴィアたん。
「乳龍帝おっぱいドラゴン」の主題歌。冥界政府トップ陣によって制作された曲で、冥界の子供たちの間で歌われている。歌詞に少々卑猥な表現が含まれる。「覇龍」で暴走したイッセーを鎮める効果もある。
2番の歌詞「ぽちっと、ぽちっと、ずむずむいやーん」は伝説のドラゴンやその関係者に人気のフレーズになっている。他勢力からの評価も総じて高く、オリュンポスの芸術の神アポロンからも高評価を貰い、極楽浄土ではたくさんの者たちを笑顔にしたと観音菩薩も語っており、さらには異世界の神格である乳神も好意的な反応を示している。
歌詞は全部で4番まで（3番と4番の初出はアニメ版3期）。
未来の世界では、イッセーの子供達が幼かった頃に子守歌として使われている。
スイッチ姫人形
スイッチ姫をイメージした人形。作中では2種類登場する。ひとつは冥界のハンバーガーチェーン店とのコラボでお子さまセットの特典として配布されたもの。スイッチ姫のおっぱい部分をつつくと「イヤーン」というボイスが鳴る。もう一つはサーゼクスが考案したおっぱい部分にバネが仕込まれていて押せばおっぱいが発射できるようになっているもの。
スポンジドラゴン
グレモリー家が新商品として売り出した洗い場用スポンジ。バアル戦でアザゼルが、イッセーの頭の中がカラカラに乾いたスポンジみたいで吸収率がとてもいいと解説していたところ、観客が爆笑して観客の誰かが「スポンジドラゴン」と叫んだことから商品化された。
おっぱいドラゴン牛乳
グレモリー領で育てている冥界乳牛から取れるミルクに独自の製法を加えた物。のどごしがよくて甘みもあるらしい。
おっぱいドラゴン どろろん妖怪クリアバージョン
「乳龍帝おっぱいドラゴン」限定版アクションフィギュア。クリア仕様になっており、透き通った鎧の質感が美しいとさえ思えたほど。あまりの人気ゆえにすぐに売り切れてしまう。
ゴモりん
グレモリー領のゆるキャラ。ラクダをデフォルメした出で立ちの着ぐるみで頭部には2本の角が生えている。名前は悪魔「グレモリー」の別名である「ゴモリー」に由来する。時折、ジオティクス・グレモリーが着ぐるみの中に入っている。
パンツ☆ボカン
グレモリーの新たなキャラクタービジネス。体のあちこちに鎧を着け、戦車のような戦闘車両に乗った「黄金龍君」ファーブニルが「パンツァードラゴン」を、アーシアが「パンツァーレディ」1号、ゼノヴィアが2号、イリナが3号を演じる。
パンツ☆ボカンのテーマ
作詞：ヴィーザル。作曲：あぽ＠ろん。歌：イッセー・グレモリー。
ウァプラ家
元72柱60位。獅子を司る名家。使役する魔物に獅子の姿形をしている者が多い。
ベリアル家
レーティングゲームの絶対王者を輩出した名門。元72柱68位。「無価値」という相手の特性を一時的に消し去る特性を持つ家系。
何代か前の当主が非常に要領の悪い人物であり、大戦期からの負債によって永い期間経済的に困窮していたが、上級悪魔としては珍しく自分たちの暮らしの質を落としても重税を課すことはせず領民に配慮した善政を行っていた。また血族同士の結束力が非常に強いのも特徴。最近ではディハウザーが活躍したことで急激に台頭し、徐々に暮らし向きがよくなってきている。
最終章では「七大魔王」構想においてその1つに組み込まれることが計画されている。
無価値（むかち）
ベリアル家に縁のある者がその身に宿す、対象の特性を一時的に消し去る力。消すのは能力のみでリゼヴィムの「神器無効化」のように物質的なものを消滅させることはできない。基本的に対象となるのは生物だが、構成している物質と原理を分析することで「物」の効果を消し去ることもできる。

番外の悪魔（エキストラ・デーモン）
前述の「72柱」に含まれない、聖書やその関連書物から外れた上級悪魔。グレイフィアの「ルキフグス」や「メフィスト・フェレス」「アバドン」などがあるが、それらも多くは断絶しているか冥界の奥地に隠棲し、新旧両派閥からは距離を置いている。
ルキフグス家
ルシファー忠臣六家の筆頭。ルシファーに最も近いとされ、ルシファーに尽くす役目を持った一族。初代ルシファーに代々仕えていたことからかつての戦争では継戦派に属しており、戦後は停戦派に付いたグレイフィアを除き一族は行方知れずとなっていたが、その弟であるユーグリットが生存しクリフォトに所属していることが判明した。
ネビロス家
ルシファー忠臣六家の1つ。三大勢力の大戦中は72柱のナベリウス家を配下としていた。情報をほぼ表に出していないため、冥界の記録でも技術が抜きんでていたことしか分かっていない。
現在は行方が分からず断絶したとされているが、秘密裏にナベリウス家に命じて「後天的に超越者を作り出す実験」を行わせていた。
「禍の団」、「クリフォト」、「隠れ禍の団」の全てに関わっており、アンチ結界技術だけでなく、フリードに使用された合成獣化の技術を旧魔王派幹部に、異世界への扉を開くためのアドバイスをリゼヴィムに提供していたようだが、「D×D」結束後にようやくいくつか手がかりが出てきたというほどで、「天帝の先兵」や「刃狗」チームの調査でも痕跡すらほとんど見つけられず、まったくといっていいほど尻尾を掴ませない。ただ、世界転覆のような願望はないとされ、一連の事件の黒幕というわけでは無いという。
アバドン家
レーティングゲーム3位を輩出した名門であるが、家自体は派閥から距離を置く。異界へと続く「穴（ホール）」を操るという特色を持つ。
穴（ホール）
アバドン家の者が持つ、異界へ通じる穴を操る魔力。何もない空間に穴を作り出し、そこにあらゆるものを吸い込み、あるいは吐き出すという特異な能力である。穴から自分の魔力を打ち出すことも出来るほか、取り込んだ物を内部で分解して有害な物だけを返すことも可能。実力者であれば自分自身で穴を通り瞬間移動もできる。作り出せる穴の数は使用者の力量に左右される。その特性上よほどの威力が無い限り物理的な手段で破壊することは不可能である。
ベルフェゴール家
レーティングゲーム元2位を輩出した名門であるが、家自体は派閥から距離を置く。「裂け目」を操るという特色を持つ。
最終章では「七大魔王」構想においてその1つに組み込まれることが計画されている。
裂け目（さけめ）
ベルフェゴール家の特性。自分の能力を大きく超えない範囲で、大概のものに裂け目を作り出す魔力。直接的な攻撃力も高いが、使いこなせば雷や炎に「裂け目」を作って勢いを殺したり逸らしたりもできる。

下級悪魔（かきゅうあくま）
冥界における一般市民。元々上級悪魔と比較して魔力の量が少ないことと、前述の種存続問題もあって軍・警察などの治安維持機関（もしくは各上級家に直接仕える者）以外は基本的には非戦闘員とされている。その上、過去の階級観によってレーティングゲームへの参加条件も「眷属悪魔になること」のみという狭き門となっている。別の種族から眷属悪魔へ転生した者も初めはこの階級となる。
中級悪魔（ちゅうきゅうあくま）
下級悪魔の一段上にあたる階級。上級悪魔の眷属になった後に相応の実績・実力を身に付けることで推薦を受け、昇格試験（筆記と試合形式）に合格することで中級へ昇級できる。ただし平和な今の冥界では、功績を挙げる機会が少ないため、受験者の総数もそれほど多いわけではない。
上級悪魔（じょうきゅうあくま）
冥界における上流（貴族）階級。「元72柱」をはじめとした純血の名門出身者は成人すると同時に爵位を与えられ、「王」として眷属を率いることになる。平民に比べて圧倒的な魔力を保有し、魔力弾だけでも山を吹き飛ばすほどの力を持っているので、教会の戦士が対応する場合は複数集める。また、冥界には貴族の子女が通う学校が存在し、そこで教師を務める上役とのコネクションを築く。
「悪魔の駒」で眷属悪魔となった者たちの場合は、中級に昇格してからさらに実績を積むことで上層部の承認を受けて爵位等を与えられ「王」として認定される。最近では純血に限らず、混血や転生悪魔の台頭が著しい。ただし、成り上がりの上級悪魔は、生粋の貴族悪魔と比べると発言力や権威が一段劣る。
昇格の儀式では主とともに祭壇に立ち、現魔王から承認証を受け取り、主から王冠を被せてもらい、「悪魔の駒」と同じ素材で作られた石碑に触れ、紅く輝いた時点で登録は完了となり、最後に魔王から15個の「悪魔の駒」が入った小箱を受け取って終了する。プライドのある元72柱の上級悪魔に比べて、人間からの転生上級悪魔は人間界のものを扱うのにためらいがない。
最上級悪魔（さいじょうきゅうあくま）
魔王を除き、冥界にも数えるほどしか存在しない最強の悪魔。冥界での貢献度、ゲームでの成績、能力、認知度、人気度、それらのすべてで最高ランクの評価を受けて初めて得られる、悪魔にとって最上級の位。発言と行動に強い影響力を持ち、願えば純血悪魔の家々を動かすこともできるほどの権限を得るが、その分責任も大きく、有事の際には上級悪魔以上の活躍を求められる。
ほとんど順位変動のないレーティングゲームランキングトップ10の「王」は全員が最上級悪魔であり、その中でもトップ3は魔王にも匹敵する力を持つと言われる。
特級悪魔（とっきゅうあくま）
実力的にも社会的にも政治的にも影響力のある者に与えられる新たな位。「地獄事変」での活躍を称え、現状の冥界で与えられるものがなかったことから、現二天龍のために新たに定められた。最上級悪魔以上の位だが、前例がないため在り方について他人を参考にすることはできず、魔法使いとの契約についてもどう改めるべきか苦慮している。
はぐれ悪魔（はぐれあくま）
転生により下僕悪魔となったが、強力な力に溺れて主を殺し、お尋ね者となった悪魔。契約の有無とは無関係に人間を襲う、極めて危険な存在でもある。
例外的に、下僕となる際に不利だったり不当な契約を強制的に結ばされた者や、黒歌の場合のように主側に大きな問題があった者が、反旗を翻してはぐれ悪魔となることもある。

使い魔（つかいま）
悪魔にとっての従僕であり、手足となって働く使役すべき存在。強力すぎる使い魔は、レーティングゲームでは数や時間で使用制限をかけられサポート程度の役割しかできないため、近年では強い魔物は眷属とされることが多く、逆に自身の力を高めたい魔物側から眷属にしてもらえるよう交渉してくる場合もある。
強力な魔物が相手の場合はギブアンドテイクの契約を結ぶこともある。契約時に高価な品物・身体の部位・魂といった何らかの対価を要求されることがあるが、主人の魔物使いとしての資質や相性次第で軽減されたり要求されなかったりもする。また利益がなくなれば一方的に破棄されることもあるためリスクも高いと言える。

魔法少女マジカル☆レヴィアたん
2代目四大魔王の1人、セラフォルー・レヴィアタンがプロデュースし、自分で主役を演じる特撮ヒーロ番組。小猫によると冥界ではなかなかの人気を誇っている模様。元ネタは人間界で放送されている子供向けアニメ「魔法少女ミルキー」。監督が作品には反政府的なメッセージを込めたいという過激な思想を持つため、和平が成立してからもレヴィアたんが天使やドラゴンなどの悪魔の敵を滅ぼすという大筋は変化していない。
劇場映画の撮影にはグレモリー眷属が協力しており、ファンからはおっぱいドラゴン放送前に赤龍帝が登場している貴重な映画として知られている。
第4部終盤の「邪龍戦役」で主演のセラフォルーが「隔離結界領域」へと向かったため、彼女の妹であるソーナ・シトリーが「2代目レヴィアたん」として主役を引き継ぐことになった。

若手四王（ルーキーズ・フォー）
サイラオーグ・バアル、シーグヴァイラ・アガレス、リアス・グレモリー、ソーナ・シトリーの若手4人を称した名称。近代を顧みても、破格のルーキーが集まった豊作の世代と言われており、特にバアル眷属とグレモリー眷属は第3章時点でプロのレーティングゲームでも通用するだけの力を持つと言われている。
第4章以降は全員が眷属と共に「D×D」に参加している。最終章の「アザゼル杯」にも4人全員が参加し、うち、リアスとサイラオーグが本戦に進出している。そして、その功績から「地獄事変」の後で全員が最上級悪魔に昇格している。

超越者（ちょうえつしゃ）
あまりに他者とは違う桁違いの能力を持ち、本当に悪魔なのかさえ疑わしいとされるイレギュラーな存在。サーゼクス・ルシファー、アジュカ・ベルゼブブ、リゼヴィム・リヴァン・ルシファーの3名が該当する。特にサーゼクスとアジュカの2人は全力を出せば全勢力でトップ10に食い込むほどの実力者である。魔王クラスを超え勢力を塗り変えるほどの力があり、実際、過去に冥界旧政府へのクーデターが成功したのにはサーゼクスとアジュカの活躍が大きかった。
「邪龍戦役」における活躍から、歴代とは全く異なる異常な成長を遂げた当代の二天龍（龍神と真龍の力をその身に宿す「燚誠の赤龍帝」兵藤一誠、「覇龍」を昇華させた「明星の白龍皇」ヴァーリ・ルシファー）が超越者候補として挙げられており、「地獄事変」の後でゼクラムからも承認を受けて正式に超越者認定がなされた。さらにハーデスの研究によりヴェリネとバルベリスという新たな人工超越者が作り出されているが、正式には認定されていない。
30年後の未来では正規認定されている超越者は6名になっており、アジュカ、ミリキャス、ギャスパーがその一角に数えられている。また、「認定されていない」超越者も存在している模様。

眠りの病
悪魔に特有の病気。ある日突然深い眠りに陥り、そのまま目覚めることなく、人工的に生命を維持しなければ徐々に衰弱して死に至る不治の病。延命は可能で、処置が適切なら100年以上の時間が過ぎても眠ったまま生き続ける。
作中ではミスラ・バアルはイッセーの「乳語翻訳」で、イングヴィルド・レヴィアタンは神滅具「終わる翠緑海の詠」の覚醒によって目覚めている。ただし、眠っていた期間が長いほど、記憶が完全に戻るまでにかかる時間がかかる。

若手悪魔同士の交流会（わかてあくまどうしのこうりゅうかい）
初代魔王の一族が、上流階級の年頃の子女をルシファードにある円形闘技場（コロッセオ）に召集させている、社交界の一部。しかし会場では交流と名ばかりの暴虐が繰り広げられており、魔王の一族の血を引く若者が貴族の子女に陰湿ないじめを行っていた。このようなことを初代魔王の一族は定期的に行い、貴族であろうとも王族には絶対に逆らえないという現実を上級悪魔の若者たちに自覚、認識させることを目的としていた。サーザクスたち4名が訪れたときは、ベルゼブブ家の若者がオリアクス家の嫡子をボロクズのようにいたぶり、ベルゼブブ家の若者の手から放たれた凶悪なオーラでオリアクス家の嫡子が消し飛ぶと思われた瞬間、17歳のサーゼクスが「滅び」の魔力でベルゼブブのオーラを消し去ってしまった。これがきっかけで、サーゼクスの圧倒的な力が初代魔王の一族や他の貴族の子女に知られてしまうことになる。

悪の爪（マレブランケ）
初代四大魔王が古代兵器として作った12体の石像で、「断罪者」ともいわれる。そしてその手でルシファードの地下深くに封じた悪鬼の集団。ルシファー直属の6家ですら存在は伝え聞くだけで、実際に見たことはなかった。冥界全土でもわずかな伝説しか残っておらず、初代四大魔王が秘密裏に彼らを使い、その力に「寝首をかかれる」と脅威を感じて、早々に封じてしまった。
その正体は、初代四大魔王がアグレアスから採取される結晶体を用いて作り上げた存在で、体を持ち、意思をも有する生きた魔王式「神器」。彼ら自体も恐ろしく強いが、「神器」のように自らを武具の形に変化し、装飾者に使わせることも可能。ゆえに初代四大魔王は、彼ら「悪の爪」を「魔王兵器（サタニック・アームズ）」と呼称していた。
内戦後、12体の石像は、ザオロマ・ネビロスによって辺境の地に設けた施設にて厳重に保管された。
マラコーダ
「悪の爪」の首領。決して目覚めさせてはならぬと古い書物に書かれている。
バルバリッチャ
「悪の爪」の副長。封印されていたが、ザオロマ・ネビロスによって意識を解かれた。「悪の爪」の中では一番理性的であり、内戦終結後、再び眠りについた。
スカルミリョーネ
「悪の爪」の一員。ザオロマ・ネビロスによって力の一部がベルゼブブの青年に与えられた。

デビチューブ
冥界の住民の間で流行っている動画配信サイト。視聴者には一般市民の視点が受ける傾向にあるようで、グレモリー眷属がそれぞれ動画を投稿した際には、イッセーが「おっぱいドラゴン」を演じながら行った自身のグッズのレビューで記録した10万回の再生数を抑え、ロスヴァイセによる人間界（日本）の100均アイテムの紹介動画が最も再生回数をたたき出した。

神の子を見張る者（グリゴリ）
堕天使陣営の中心組織で、異能・超能力の研究を主目的とする機関。神器関連では、そのものの研究、神器所有者の保護、人工神器の開発などを行っている。上層部はかつて「聖書の神」に逆らい人間に知識を与えた天使たちで、総督はアザゼル、副総督はシェムハザ。第3章終盤でアザゼルが辞任したため階級が繰り上がり、総督はシェムハザ、副総督にバラキエルが就任した。大戦で大分消耗し、第2章開始時ですでに幹部は8名しか残っておらず、作中でコカビエルがコキュートスに封印され、アザゼルが「隔離結界領域」に向かったため、最終章の時点で6名にまで減ってしまう。元々天使時代から研究職だった者が多いため、幹部でも武闘派は少ない。
本部は冥界にあるが、人間界の各地に研究施設を設置しており、関東の山奥にも一つ施設が置かれている。他陣営同様一枚岩ではなく、4年前には幹部のサタナエルが「オズの魔法使い」に、現在ではコカビエルの独断行動に加えて、武闘派構成員の一部が「禍の団」に内通し人工神器研究の成果などを漏洩していた。とはいえ現在残っている幹部同士は仲が良く、300回以上も麻雀大会をするなどかなり平和。
記憶の改変・消去を行うための技術を持ち、異能や異形に関係した一般人に対して使用するが、多用すると記憶に悪影響があるらしく本来は限定条件をつけて行うべきだとされる。かつては情報漏洩を防ぐために「堕ちてきた者たち」で保護した神器所有者を組織内に留めていたが、三大勢力で同盟を結んだことで所有者が望むなら条件付きで一般の暮らしに戻ることが許されるようになった。
「邪龍戦役」では最初に襲撃を受け、トライヘキサが吐き出した火炎で本部の施設が周囲の地形ごと一瞬で吹き飛んだ。幹部のサハリエルとベネムネは重傷を負い、古株の配下も戦死している。
「教会」
堕天使レイナーレが運営していた「神の子を見張る者」の下部組織。天界から公認されていない非合法な悪魔祓い組織で、悪魔と契約した人間まで殺害対象としており、悪魔陣営とキリスト教会が撤退して空白地帯になった駒王町に進出していた。イッセーの存在を危険視した上層部の指示で彼を暗殺したが、グレモリー眷属との対立によって壊滅した。
拠点となっていた駒王町の古ぼけた教会は、和平後に天界の関係者が修復して、再活用しようと動いている。
グリゴリ怪人（グリゴリかいじん）
「神の子を見張る者」の改造を受けた者たちのこと。体のどこか（サラマンダー・富田は腹、匙は背中）に「G」の文字が刻まれている。
BAR「黒狗」（バーくろいぬ）
駒王町から2駅離れた場所にあるビルの2階でアザゼルが経営していたバー。「刃狗」チームの事務所からも近く、バーテンダーとして鳶雄が、専属歌手としてラヴィニアが勤務している。アザゼルが「隔離結界領域」に向かってからは代理の者が経営を行なっている。

冥界（めいかい）
悪魔と堕天使が暮らしている、地球とほぼ同等の広さをもつ紫色の空の異世界。人間界でいう「地獄」に近い。
空気に独特の感触があるのが特徴で、日光がささないため悪魔や吸血鬼でも過ごしやすい。海が存在しないために陸地は人間界の大陸より遥かに広いのだが、悪魔・堕天使共に数が激減しているため手つかずの土地も多く、特に辺境には手が回り切らない部分も多い。グレモリー家なども眷属となった悪魔に「かなり大雑把に土地を分け与えて」いたりする。そういった辺境地域は、所在不明の存在やはぐれ悪魔が潜伏先としていることも多い。堕天使側は悪魔側以上に土地が余っているため、近年ではリゾート開発に着手して利益を上げようとしている。
超常の領域の一種であるため、人間の場合は優れた魔術師などでなければ立ち入ることすらできず、転生悪魔の親族のような例外を除けば一般人が一生足を踏み入れることはない。悪魔であれば魔法陣などを介して次元の間を超えられるため容易に行き来できるが、転生悪魔は一度正式なルートで赴く必要があり、その手続きを経ていないと違法行為として対処される。なお、人間界との時差が生じないように時間の流れを調節している。
冥界の下には、魂を選別するためのギリシア勢力の地獄である「冥府」が存在する。
ルシファード
魔王領の都市で、初代ルシファーがいたと言われている冥界の旧首都。サーゼクスたち4名が2代目魔王に就任する前までは、ここが冥界の首都だった。
かつては初代魔王の実子や血族が暮らしており、円形闘技場（コロッセオ）で「若手悪魔同士の交流会」が行われていた。魔王軍と反政府軍との最後の戦いで、サーゼクスがビドレイドを消滅させて内戦を終結させた場所でもある。
地下深くには亡くなった初代四大魔王が遺したという遺跡が存在しており、その地下遺跡の存在を知っている者はルシファー直属の6家（ルキフグス、ネビロス、サルガタナス、アガリアレプト、サタナキア、フルーレティ）のみ。ルシファー、ベルゼブブ、レヴィアタン、アスモデウスの血族ですら、その遺跡の存在を知り得ない。
ネビロス機関
ルシファードの研究施設の1つ。ザオロマ・ネビロスがこの施設の所長である。
ルシファー・スタジアム
ルシファードにあるスタジアム。「アザゼル杯」本戦トーナメント1回戦第8試合の、「明星の白龍皇」チームと「西遊記」チームの試合が行われた。
アウロス
空中都市アグレアスから目と鼻の先にある町。冥界でも農産業随一と称されるアガレス領を体現する町のひとつ。クリフォトによるアグレアス強奪事件の時には、その巻き添えでテロの被害を受けた。
アウロス学園（アウロスがくえん）
アウロスに建てられた、駒王学園に似た外観を持つ学舎。下級〜中級悪魔でも通うことができるという異例のレーティングゲーム学校。ソーナの夢の第一歩であり、魔力に乏しい冥界の子供たちの夢と希望が詰まった学園でもある。
体験入学が行われているときにクリフォトから襲撃を受け、その際に捕縛されていた裏切り者の魔法使いたちが事前に仕込まれていた術式によって、ユーグリットに校舎内で自爆させられたせいで半壊してしまい、アウロス市街と共に復興作業が行われている。しかし、若手悪魔がテロに立ち向かったことで知名度が上がり、体験入学の申し込みが殺到して予約でいっぱいになっている。
アグレアス
初代魔王時代の技術で作られた空中都市で、アガレス領に存在する。レーティングゲームの聖地として知られる観光地であり、リアスとサイラオーグのレーティングゲームが行われた。古代からの文献が消失しているため、施設に関する伝承は完全ではない。内部には「悪魔の駒」や「御使い」のカードの生産に必要な結晶体を作り出すための遺跡が存在し、この結晶体をトライヘキサ復活に利用するためにクリフォトに狙われ、内通者の細工により一般人を逃がすための転移魔法を逆用されて強奪されてしまう。
「邪龍戦役」後に無事奪還され、見聞を全て終わらせた後でゲーム用のフィールドとして利用できるようになった。「アザゼル杯」予選では「紫金の獅子王」チームと「天帝の槍」チームの試合が行われた。
リリス
冥界の現首都。「魔獣騒動」では規格外の魔獣「超獣鬼」の襲撃を受けたが、「超巨大禁手」と化したイッセーとルシファー眷属によって被害が食い止められた。
セラフォルー記念病院
首都リリスにある、現レヴィアタンの名を冠した、冥界でも屈指の医療設備とスタッフが揃った高名な病院。龍神化の副作用で倒れたイッセーがここに運び込まれて治療を受けた。
アザゼル・スタジアム
「邪龍戦役」後、堕天使領に作られた大会用の大きなスタジアム。正面にはアザゼルの銅像が建てられている。「アザゼル杯」予選では「燚誠の赤龍帝」チームと「雷光」チームとの試合と、「アスラ」チームと「ブラックサタン・オブ・ダークネス・ドラゴンキング」チームの試合が行われた。
アジュカ・スタジアム
アジュカを記念してアスタロト領に作られたスタジアム。近代的な意匠が取り入れられており、内部では清掃用のロボットが稼働しているなど未知の技術も多く使われている。控室も広大で、通常時には人間サイズになっている大型の巨人の選手がそこで元の大きさに戻っても大丈夫なほど。「アザゼル杯」予選では「燚誠の赤龍帝」チームと「天界の切り札」チームの試合が行われた。
おっぱいドラゴン・スタジアム
グレモリー領の城下町に建設されたばかりの、「おっぱいドラゴン」のショー公演などイベントを専門に行うスタジアム。入り口には「赤龍帝の鎧」と、スイッチ姫の衣装を着たリアスの巨大な銅像が建っている。
こけら落しとして、「アザゼル杯」本戦トーナメント1回戦第3試合の、「燚誠の赤龍帝」チームと「リアス・グレモリー」チームの試合が行われた。
アルマロスコロシアム
冥界堕天使領に建設された、「神の子を見張る者」幹部アルマロスの名を冠する円形闘技場。正門の両脇には本物そっくりのアルマロス像が建っている。「アザゼル杯」予選では「燚誠の赤龍帝」チームと「ソーナ・シトリー」チームの試合が行われた。
ファーブニル・スタジアム
アザゼルに力を貸した龍王ファーブニルを称えて冥界堕天使領に新たに建設されたスタジアム。スタジアム正面には「堕天龍の鎧」を着たアザゼルとファーブニルの像が立っている。「アザゼル杯」予選では「リアス・グレモリー」チームと「明星の白龍皇」チームの試合が行われた。
バアル・スタジアム
バアル領にあるスタジアム。「アザゼル杯」本戦トーナメント1回戦第2試合の、「紫金の獅子王」チームと「シューティング・スター」チームの試合が行われた。

EXE（エグゼ）
魔王アジュカが設立する予定の秘密情報局。名称については、イッセーの所属する対テロ対策特別チーム「D×D」、もう1組の両親とも言うべき「D×D」ことグレートレッド、禁手（Balance Braker/B×B）から真「女王」（Cardinal Crimson/C×C）を経て「龍神化」（Diabolos Dragon/D×D）に至ったという成長過程にちなんで、その次の段階ということを意識したものとなっている。

#### 天界関連
天界（てんかい）
天使が暮らしている異世界。雲の上にあり、地球（人間界）でいう「天国」（より正確には「キリスト教圏の天国」）に近い。全部で7層から構成されており、見上げれば白く輝く広大な天井がある。各階層ごとに設置された扉を通って移動できるが、普通はエレベーターを利用して一気に移動する。なお天使たちの堕天を防止する装置が存在しており、邪な思いを抱いた者を結界で取り囲み警告音が発せられる。
「聖書の神」が死亡したために不安定な状態となっていたが、アースガルドと同盟を結んだことで、世界樹ユグドラシルの協力により「システム」が補強され、天使の輪を頭につければ悪魔でも短時間滞在できるようになった。ただし邪な物に対して脆いのはこれまでと変わらないため、後述の邪龍襲撃で邪なものが大量に侵入して来たときはかなり危険な状態になった。
冥界と同じく超常の世界であるため、立ち入ることは容易ではない。内部に入るには、正規に門をくぐるか、死後に天界の使徒として認められるか、辺獄や煉獄を経由するかの3つの方法のどれかを取るしかない。
12月のクリフォトによる攻撃で第三天を中心に被害を受ける。さらに「邪龍戦役」時には2回目の襲撃対象となり、最上層である第七天および神が遺した「システム」は死守できたものの、第一天から第六天までをトライヘキサに破壊され、天界の景観が業火の地獄絵図に塗り替わる程の被害を受けた。この戦いで四大熾天使のウリエルとラファエルが重傷を負い、古くからの天使も何名か戦死を遂げている。
第一天
一般の天使や「御使い」たちの詰め所がある前線基地。石畳の白い道に石造の建物があり、空が白く光り輝く。宙に浮かぶ建物は天使達の職場になっている。また幻想的なものと近代的なものが混在する特殊な医療設備も置かれている。
第二天
星を観測する場所。バベルの塔の関係者が収容されているほか、罪を犯した天使もここに幽閉される。
第三天
一般的な天国と呼べる場所で、一番広い階層。広大すぎて、端がどこにあるのかわからないとさえ言われている。教会の信者が死後に来る場所とされているが、実際の所ここに来られるものはそう多くなく、たいていは地獄へ堕ちてしまうらしい。「生命の樹」が生えているものの、「神の死」の後は果実の生育を停止している。
第四天
別名「エデンの園」。アダムとイヴの話が有名。「龍喰者」サマエルもかつてここに居た。「知恵の樹」が生えているが、「神の死」の後は果実の生育を停止している。
第五天
かつて天使だった頃の「神の子を見張る者」メンバーがいた階層で、一時的に彼らの収容所だったとも言われている。現在は研究機関の多い階層となっており、「御使い」のカードを製造する研究所もある。
第六天
ミカエルたちセラフがいる現天界の中枢機関「ゼブル」。金色に輝く光輪を背にした神殿のような神々しい建物で、周囲には多種多様彩り鮮やかな草花が咲き誇っている。外は高い壁に囲まれており、神クラスでなければ壊せないほどに厚い100m以上の高さを持つ門をくぐって出入りする。
第七天
天界の最上部で、神の住まう場所とされていた。今は神の奇跡を司る「システム」だけが存在しており、神器の「システム」もそこにある。セラフ以外は立ち入り禁止になっており、それ以外のものが侵入すると強制的に別の場所へ転移させられる。

煉獄（れんごく）
辺獄同様特殊な事情を抱いたまま死亡した者の魂が死後に向かう場所で、「聖書の神」が冥府を参考にして構築したとされる。奥地には第三天へと通じる道があり、人間として天界にいた頃のリリスがここへ生命と知恵の実を隠していた。

キリスト教会
聖書の神を崇める組織。主な派閥にヴァチカンを総本山とするカトリック、プロテスタント、正教会があり、そのほかにもいくつか派閥がある。
教会の戦士/ エクソシスト
対異形用のエージェントとして教会に育成された人間の戦士たち。天界からの加護を受け、悪魔祓いや吸血鬼・魔物などの敵性種族の討伐を行う。天使が使う光力を光の剣や銃から放つ光の弾丸といった武器に変え、加えて身体能力の向上が見られるために、悪魔にとっても特に警戒すべき対象と見做されており、特に「聖剣使い」は重要な兵力として重用されている。これらはエクソシストの「裏」の側面で、聖水や聖書の一節を使って人間に取り憑いた悪魔を追い払うのは「表」の側面でしかない。厳密には天界陣営の教会に所属する者達のことをさすが、悪魔を殺すこと自体に快楽を覚えるようになり戒律を破って破門され、それから堕天使陣営に拾われて悪魔を狩る人材となった者も広義にはエクソシストと呼ばれている。
教会には戦士を教育する育成機関も存在しており、そこで育てられた子供には家族を悪魔や吸血鬼に殺された者も少なからず在籍している。三大勢力の同盟締結以前は、結果的に天のため、神のためになるならば教えに反することも辞さない狂信者や、強欲な上層部も少なからず存在していたため、「聖剣計画」のような非道な実験を行なっていた機関もいくつか運営されていた。このような教会の暗部に属する怪しい研究をしていた機関は解散が進められ、研究員を別の組織に紹介するなどだいぶ改善されてきている。
上層部が悪魔や吸血鬼との和平締結を決めたことで、公には彼らの討伐を禁じられてしまい、その方針に不満を抱く者もいた。そしてリゼヴィムに唆されたことで一部の者が決起する事態を招いたため、「D×D」がその鎮圧に当たることになった。
聖剣計画（せいけんけいかく）
人工的に後天的な「聖剣使い」を生み出すことを目的としていた機関。僅かに聖剣使いの因子を持つ子供たちを集め、因子を抽出してまとめることで十分な量の因子を得ようとしていた。しかし、その過程で因子を抜き取った後の子供を虐殺していたことが判明したため解体され、首謀者であったバルパー・ガリレイは教会から破門された。
計画の過程で聖剣使いの研究が進んだことは事実であり、解体後も人死にが出ないレベルでの実験は継続され、イリナのような人工聖剣使いが生み出されている。
シグルド機関
教会の戦士育成機関の1つ。英雄シグルドの血を引く者の中から、魔帝剣グラムを扱える「真の英雄シグルドの末裔」を生み出すことが目的であったが、ジークフリートという完成形が誕生し長年の宿願が達成されたこともあり、子孫達がどこまで出来るのかを試す機関へと方針を転換した。フリード、リントはこの機関で行われた実験で産まれた試験管ベビーであり、倫理的に問題のある行為も数多く行われていた模様。なおここの出身者は白髪を持つのが特徴。現在は再編成されているらしい。

聖遺物（レリック）
聖槍、聖十字架、聖杯、聖骸布、聖釘など聖なる物品の総称で、聖槍はそのなかでも最上位に位置する。そのうち聖槍・聖十字架・聖杯の3品は神滅具にもなっており、聖釘も新規神滅具に認定された。神器の聖遺物を所持する者は、共通して特有の気を持っている。聖杯と聖釘に関しては神器ではない「本物」も確認されている。
信仰の対象ともなる物で、信仰心の強いものは見つめるだけで意識を持っていかれかねない。強力な聖なる力を宿しているため、悪魔、吸血鬼、妖怪といった天使以外の異形には聖剣以上に必殺の効果を持っている。

天界製自転車（てんかいせいじてんしゃ）
天界の力を借りて制作してもらった特注品の自転車。ギアチェンジはもちろん、光力使用の聖なるライトで夜道の運転でも安心。車体には儀礼済みの鉄や銀が使われているため、悪魔が触るとダメージを受けてしまう。
ミルたんがこの自転車にまたがると、自転車とミルたんが神々しい耀きに包まれ、ミルたんの背中から純白の翼が出現して自転車と共に空中を駆け出していった。聖なる加護を得た漢の娘が天使となって空を飛ぶという地獄絵図みたいなことが起こり、そのまま天界までたどり着いてしまった。
ゴッドまんじゅう
天界名産のまんじゅう。ウリエルがロケット自転車で天界までたどり着いたゼノヴィアに持たせてくれたお土産。
週刊ぶれいぶエンジェル
一部の教会信徒向けに発刊している身内専用雑誌。作中に登場した号の特集はミカエルのA-イリナを取り上げている。
キャプテン・エンジェル
冥界での「おっぱいドラゴン」の大ヒットに対抗して開発された信徒向けの覆面ヒーロー。主役を担当するのはウリエルの「A」ネロ・ライモンディ。信徒たちの間ではなかなか人気が高いらしい。

### 神器関連
神器（セイクリッド・ギア）
「聖書の神」が作ったシステムで、不思議な能力を所持者へ与える異能の一種。「所有者の想いと願いの強さに応えるように力を顕現させる」というルールがあるとされ、所有者の精神の変化に応じて新たな機能を目覚めさせることがある。多くは人間社会で使用可能なレベルでしか発現せず、形としてはっきり具現化させるには一定以上の条件と力が必要とされるが、歴史に名を残した人物や有名なスポーツ選手などが自覚のないまま所有している場合もあるため、そう珍しい物ではない。
与えられる能力はさまざまだが、発現するのに「使い手の善悪」や「『聖書の神』への信仰の有無」は関係ない上、教会内でも神器の存在を知る者は上位者に限られるためか、神の奇跡よりも「悪魔の業」と誤解され迫害を受ける所有者や、親族から異質な力を気味悪がられて辛い幼少期を送る所有者も多い。また、五感から発動する神器は持ち主のキャパシティが足りないと、自然に動きだして害悪となる危険極まりない代物となることもある。
先天的に神器を宿すのは人間、もしくは人間の血を引く者のみだが、持ち主から奪いとって自身に移植するなどして後天的に神器を手に入れることも可能。ただし、神器はそれ自体が持ち主の生命力や魂と密接に結びついているため、強制的に神器を抜き取られた者は大抵死亡する。手に入れた場合にしても、神器の能力・力によっては元々持っていた能力が使えなくなったり、神器の制御に才能のほとんどを費やすことになりかねない。作中ではレイナーレがアーシアから奪った「聖母の微笑」を使っていたが、あの時点で使用できたのはあくまで基本的な能力のみで、より大きな力が使えるかは持ち主次第。また、2種類以上の神器を手にすることも可能だが、よほどのことがあったか、よほどの者でない限り同時に使うのは難しく、体力や魔法力を大きく消耗し、時には命すら削ってしまう危険性がある。
所有者の中には神器に対する抵抗力が低く、本来の作用が変質したせいで身体に異常をきたしたり神秘の力に呪い殺されてしまう子供も居る。「神の不在」以来このような不具合が増えているが、天使長のミカエルであっても「聖書の神」自身が作り上げたプログラムに介入できないため対応が後手に回っている。三大勢力の和平が成立したことで安全に神器を取り出す技術が進歩しており、まだ不完全ではあるが以前よりは神器による悲劇も少なくなってきている。
能力を行使する際に神器が籠手や翼のように何らかの形をなして、力を発現するための装置を作るものは「具現型」と称される。この場合、宝玉などのパーツはあくまで機能の1つでしかない付属品のようなものであり、戦闘で破損しても所有者に余力がある限り再生させられる。また、神器そのものが通常のものと異なる場合は「亜種」と呼ばれる（例：ヴァレリーの「幽世の聖杯」、ジークフリートの「龍の手」）。
系統は「属性系」「結界系」「創造（クリエイト）系」「独立具現型」「封印系」「状態変化」「防御」「カウンター」などと多岐に渡る（個々の詳細は後述）。
神滅具（ロンギヌス）
「神をも滅ぼす具現」を意味する、神器の中でも神すら滅ぼすことが可能な力を持つと言われる特殊な神器。持ち主が所持しているか「生きている」限り、同じ能力を持つ神器は存在しないという唯一無二の神器である。「2種類以上の能力をあわせ持つ」特徴があり、一例として「赤龍帝の籠手」は力の倍増＋力の譲渡となる。所有者の才能や創造力をすべて汲み取り、実現できるだけの受け皿・実現性を持つため、禁手に至った場合の能力増大や能力増加において顕著な格の差が生じる。このことから「拡張性の高い神器」なのではないかとアザゼルは考えていた。
「神滅具」という概念が生まれた頃は「黄昏の聖槍」のみであったが、時代を経るごとに数が増えていき作品開始時点で、13種（そのうちの4種は上位神滅具）が確認されていた。そして最終章にて、新規神滅具が5種類（うち2種が上位クラス）追加され、全18種となった。また今世の所有者はすべて禁手、あるいはそれ以上の形態に至っており、研究者の間では未曽有の出来事に備えてシステムが起こした状況だという説が有力視されている。
上位クラスは使いようによっては、国を滅ぼすことも十分可能であり、世界に大きな影響を与える規模になる。古来より所有者は三大勢力いずれかの監視下に置かれていたが、今世においてはその所有者の発見や特定に難航している（イッセーの場合も「危険かもしれないから処分」→「（「龍の手」と誤認されて）ザコ」→「やはり危険、しかも神滅具持ちだった」と二転、三転した）。また、二天龍を始めとした強大な神獣・魔獣を封じた神器は他の神器に想定外のイレギュラーを引き起こす要素を持つ。
「聖書の神」亡き今となってはなぜ「神を殺せる神器」という逸脱した物が作り出されたのかは永遠に謎のままとなったが、一部では他の神話勢力への侵略に用いる意図があったのではないか、「聖書の神」に何かがあった時に三代勢力を守る目的があったのではないか、などという考察が為されている。魔獣騒動や邪竜戦役などの大事件の発端ともなったことなどから、ハーデスの一派を筆頭に危険視する者たちも多い。
禁手（バランス・ブレイカー）
神器の力を高め、ある領域に至った者が発揮する神器の最終到達点とされる現象。所有者の力量、または心と体に劇的な変化が訪れたとき、所有者の想いや願いが世界に漂う「流れ」に逆らうほど劇的な転じ方をしたときに至る領域で発現する。基本的には元の力のあり得ないほどのスケールアップだが、使い手の認識によって異例な形の別物に「化ける」こともある。使いようによっては「世界の均衡を崩す力」という意味でそう呼ばれる。また、神器によって禁手はある程度決まっているが、本来の禁手とは異なる形の「亜種」の存在も確認されている。なお、「禁手と化する」ことを「禁手化（バランス・ブレイク）」と呼称されている。
どの神器も禁手に至る可能性があるが、強力な神器が必ずしも禁手になるわけではない。基本的に異能を高めなければ覚醒しないが、イッセーの左腕のように何かを代償にすることで強引に禁手化することはできる。また、使用中は体力などの消耗が大きく、前述のイッセーのケースでは10秒も禁手を維持できず、発動後は3日間は再使用できなかった。
その可能性については大きく3種類が存在する。亜種も含め強化・進化させたものは「昇華面（クレスト・サイド）」、自己と神器の有り様を狂気の領域まで追及して自ら神器と混ざり合うことで体現させたものを「深淵面（アビス・サイド）」、それらに分類することのできない突然変異を「慮外面（イクス・サイド）」と称する。大半は昇華面に分類されるが、イッセー、ギャスパー、匙のように深淵面と慮外面の複合ともいえるような変化を遂げる場合も存在する。また、禁手化当初は昇華面であったが、後の研鑽と調整でその能力が変化し深淵面寄りの亜種に至るという例が幾つか確認されており、通常形態と深淵面形態は自由に変更できる。
ドライグによれば、格闘技のような直接攻撃系の戦闘法を極めると、攻守に最も効率のいいように体を覆う全身鎧の形になるとされる。鎧装着型の禁手は防御力・攻撃力共に上昇するが、攻撃時にオーラが集中するため流れが読まれやすいという欠点もあり、相応の実力者であれば攻撃を事前に察知されてしまうこともある。
本来であればこれ以上の強化は存在しない（一種の暴走状態である「覇龍」「覇獣」は別物）が、当代の二天龍はそれをも超えたさらなる強化を果たしている。
数千年の歴史の中でわずか数例ではあるが、禁手を発現した状態で誕生する新生児の存在も確認されている。ただしそのほとんどが強大な力のために物心つく前に死亡しており、アザゼルが知る限りでは無事に成長できたのは幾瀬鳶雄だけだという。
禁手に至る者自体が希有であるはずだが、神の死でシステムが不安定になっていることや「禍の団」英雄派が人体実験で得た「禁手に至る方法」をリークしたことで、この時代はこれまででは考えられないほどに多くの者が禁手化を果たしている。
また、人工的に禁手にする技術を「嵌手（トランセンデンタル・アライヴァー）」といい、「嵌手と化す」ことを「嵌手化（トランセンデンタル・アライヴ）」という。

人工神器（じんこうセイクリッド・ギア）
「神の子を見張る者（グリゴリ）」における研究の結果、開発された神器の模倣品。一般的な神器に毛が生えた程度から龍王クラスの力を封じた物まで存在するが、パワーよりも応用性など「使い勝手の良さ」が重視されている。本物の神器とは違い自由に取り外しできる一方で、出力が不安定、回数制限がある、使用後に激しい疲労感が出る、長く発動しすぎると自身が生来持っていた才能にも悪影響を与える危険性もあるなど、実験段階ゆえに様々なリスクがある。14巻から三大勢力内に提供されて試験的な運用が始まっており、その結果を元に各種デメリットも緩和されつつある。
なお『堕天の狗神 -SLASHDØG-』に登場した「ウツセミ」は人工独立具現型神器の試作タイプが悪用された物だった。
鬼手（カウンター・バランス）
人工神器版の「禁手」の総称。一種の暴走状態であった「人工神器による禁手」とは別物であり、均衡を崩すだけの力の解放である「禁手」とは逆に、本物よりも安定しにくい人工神器を持ち主の力で強制的に安定化させることで至ることができる。なお「鬼手と化する」ことを「鬼手化（バランス・アジャスト）」と呼称する。
元々理論自体はアザゼルも考えていたが、タイムスリップした「UL」の一件で未来で運用されているものを実際に目にし、その技術を応用する形で現代でも実用化され、アザゼルが「隔離結界領域」に向かう前に詳細な資料を残していったことで他の者も使えるようになっている。
人工神滅具（じんこうロンギヌス）
30年後の未来では神滅具が人工的に作られるようになっている。本物の神滅具と比べると性能は格段に下がるが、通常の人工神器に比べたら段違いに強い。ただし、まだ成功作の数は少ない。
現代ではまだ実現していないが、「あと2歩か3歩真理に近づけば到達してもおかしくない」という段階まで研究が進んでいる。『堕天の狗神 -SLASHDØG-』ではサタナエルが研究を行っていたが、4年前時点では「10段飛ばし」とされるほどに技術レベルが不足しており、急な開発が非常に危険視されていた。

#### 種別
属性系
火や光といった物を操り攻撃する神器の総称。あらゆる自然属性を操る上位神滅具「煌天雷獄」を筆頭に、炎を操る「白炎の双手」や光を操る「緑光矢」「青光矢」、「巨人の悪戯」、「凍結なる霊鳥」などが該当する。
創造（クリエイト）系
自分が想像した生物・非生物を自在に作り出せる神器の総称。あらゆる魔獣を生み出せる上位神滅具「魔獣創造」を筆頭に、「聖剣創造」「魔剣創造」「孔と明と罠」などが該当する。神器の能力で生み出された創造物の効果は「本物」にはどうしても及ばないという欠点があり、創造できる数・多彩さ・扱い方などで対抗する必要がある。
回復系
状態変化系神器の一種で、対象の負傷を癒すことのできる神器の総称。神滅具「幽世の聖杯」が機能の一つとして持つほか、「聖母の微笑」「救護聖人による再起」などが該当する。回復させる対象に何らかの制限が存在する場合が多いため、全ての種族を癒せる「聖母の微笑」を所持する者は逆に異端とされてしまうことがある。なお体力を回復させることは不可能で、基本的に「再生」も不可能なので部位欠損や失血は治せない。かなり貴重で強力なため求める者も多いが、人工神器で再現された回復能力でも使いこなすためには才能の大半を費やす必要があるなど後付けでも非常にリスクが高い力とされている。
独立具現型
具現型の中でも神器そのものが個別の意思を持ち、所有者が遠隔操作することが可能な系統の神器。神滅具の内「黒刃の狗神」「永遠の氷姫」「紫炎祭主による磔台」の3つや、四凶系の神器が該当する。その性質から生物を模していることが多く、具現化した神器は飲食も可能。膨大なエネルギーが人型などをとる場合もある。具現化したものは無関係な者からは認識できないようになっており、姿を消したり真の姿よりも日常生活を送りやすい小柄な形態になることもできる。
利点は所有者が戦場から離れた安全なところから指示を出せることだが、同時に所有者が無防備になってしまうリスクが他の神器よりも大きいということでもあり、本人が圧倒的に弱い場合が多いため懐に入られると脆いとされている。獣型の場合は神器が攻撃を受けるとダメージが蓄積し戦闘不能になってしまうこともあり、魔物が封じられたタイプは分身を聖剣などで攻撃されると神器に多大なダメージを負いかねない。
異能を高める場合には魂から分身である神器と同調し、その深奥に潜り込む必要があるとされるが、隙あらばもう1人の自分に入れ替わられる危険性が高い。
契約・封印系
強力な魔物・魔獣を封印した神器の総称。ドラゴン系神器の他、神滅具「獅子王の戦斧」などが該当し、独立具現型の中でも「黒刃の狗神」や四凶系神器はこちらにも分類される。強力だが、封じられた存在が目覚めていないか、活動を停止した状態だと最低限の機能しか使えなくなる。神滅具同様、所有者が死ぬと次の宿主が見つかるまで自動的に失われてしまうという性質を持つ。能力を高めていくと封じられているモノに近づくことになり、感覚の鋭敏化などの恩恵を得られる反面、封印対象に大事な何かを代償として要求してくる。
ドラゴン系神器
封印系神器のカテゴリーに含まれる神器群で、ドラゴンの魂を封じた物の総称。二天龍が封じられた神滅具「赤龍帝の籠手」「白龍皇の光翼」、ヴリトラ系神器4種、「龍の手」などが該当し、人工神器「堕天龍の閃光槍」はこれらを参考にしたものである。封印系の中でも強力で、下級のドラゴンに由来するものでも覚醒時の成長率がずば抜けているとされる。ただし、この神器の所有者は「龍殺し」の属性が体質的に弱点になる。なお、暴走状態はドラゴン系のみ名称が変わり、「覇龍（ジャガーノート・ドライブ）」と呼ばれている（効果自体は同じ）。
覇獣（ブレイクダウン・ザ・ビースト）/ 覇龍（ジャガーノート・ドライブ）
神器に封印された存在の力を強引に開放する禁じ手。ドラゴン系神器のみ「覇龍」と呼び、それ以外の伝説の魔物を封じたものは「覇獣」と呼ばれる。
発動させれば一時的に神をも上回る力を発揮するが、それと引き換えに命を落とすか寿命を著しく縮め、発動中は理性を失い暴走する。使用すると外観が有機的に変化する。理論上制御は不可能とされるが、現白龍皇のヴァーリは膨大な魔力を命の代わりに消費することで短時間での発動は可能。ただし、命の危険と暴走と隣り合わせであることには変わりはない。
発動する際には神器内に存在する「歴代所有者の残留思念」の声が響き渡る。発動後に生き残ったとしても残留思念は解放されたままとなり、呪いと化した神器の暗黒面として所有者に何か起きるたびに力を暴走させようと唆してくる。「覇」を克服するためには残留思念の憎悪を解消する必要があり、非常に困難ではあるがこれに成功すれば新たな力に目覚める可能性がある。

#### 神器の一覧

##### 神滅具（一覧）
黄昏の聖槍（トゥルー・ロンギヌス）
所有者：曹操
上位神滅具の1つ。神滅具の代名詞となった原物とされる「始まりの神滅具」。イエス・キリストを貫きその血を浴びた最強の「聖遺物（レリック）」でもある伝説の槍「聖槍」。
従来の順位では神滅具の中で最上位とされる、神をも貫く絶対にして最強の神器。この槍を弱点とする神仏であれば1撃で力の半分を削ぐことができるとされる。聖遺物なので見つめるだけで信者を忘我の境地に至らせる効果があり、聖剣などと同じ「聖なる武器」の一種でもあるため、通常時でも並の悪魔等は容易く屠る威力を誇り、放つ威光だけで悪魔を祓う。悪魔である以上、魔王クラス並みの力があっても与えられる激痛には耐え難く、作中で痛みに耐えて戦えたのはイッセーとサイラオーグのみ。近接武器ではあるが、開いた槍の穂先から溢れ出す黄金の聖なるオーラを使い遠距離攻撃も可能である。
本来の禁手は「真冥白夜の聖槍（トゥルー・ロンギヌス・ゲッターデメルング）」であるが、現所有者の曹操は「極夜なる天輪聖王の輝廻槍（ポーラーナイト・ロンギヌス・チャクラヴァルティン）」という禁手の亜種を発現させている。槍そのものに変化はないが、曹操の背後に神々しい輪後光が生まれ、1つ1つに神器としての能力を付加させた「七宝」と呼ばれるボウリング球大の球体を7つ出現させて操作する（調整中であり、能力としてはまだ未完成なものがある）。他の禁手化のような派手さがなく、静かに発動するのも特徴の一つ。球体は全て同じ外見をしているため対処が難しく、よほどの実力者でなければ能力を打ち消すことができないうえ、1つ破壊された程度ならすぐに体から元通り出現させられる。また、球体を形状変化させることもでき、槍のように変形させて相手を貫いたり、手のような形に変化させて物を運ばせることもできる。また強力な力を持った個人と戦うときにはあえて七宝を展開させず、その余力を槍の聖なるオーラの強化に回すことも可能で、その際には聖遺物が弱点である悪魔はおろか他の種族であろうとオーラに掠っただけでもタダでは済まないほどの恐ろしげな極大の波動を放つようになる。
輪宝（チャッカラタナ）
相手の持つ武器を破壊する。相当な手練れでないと対抗できず、未完成だった頃のエクス・デュランダルも一度破壊されている。
女宝（イッティラタナ）
球体が放つ輝きに包まれた女性の異能を一定時間、完全に封じ込める。相当な手練れでないと無効化できない。
馬宝（アッサラタナ）
自分又は任意の相手や物を転位させる。所有者の意思で自在に転移でき、相手が龍王クラスでも抵抗できない。
珠宝（マニラタナ）
襲い来る攻撃を他者に受け流す。球体の正面に生み出した黒い渦で攻撃を吸収して、新たに作り出した渦からその攻撃を放つ。
象宝（ハッティラタナ）
飛行能力を得る。足元に球体を置くことで、自由自在に空中を移動する。自分以外のものを浮遊させることも可能。
居士宝（ガハパティラタナ）
幻影で人型の分身を生みだし、従える者を作り出す。分身を破壊されても本体や「七宝」にはダメージがない。木場の「聖覇の龍騎士団」に似ているが、方向性は異なるらしい。12巻時点では分身に己の技量を反映するには至っておらず、未だ調整が必要で未完成な能力だったが、真3巻では魔王クラスのソネイロンの目を欺けるほどの完成度になった。
将軍宝（パリナーヤカラタナ）
球体そのものを対象に直撃させ破壊する、ヴァーリ曰く「破壊力重視の球体」。真『女王』すら破壊する威力があるが、「輪宝」と能力が被っているのが問題点とされ、曹操は「未完成で能力も曖昧」と語っている。
さらに、禁手を上回り、「覇龍」にも匹敵するとされる、「覇輝（トゥルース・イデア）」と呼ばれる物が存在する。亡き「聖書の神」の「遺志」が所有者の野望を吸い上げ、相対する者の存在の大きさに応じて、圧倒的な破壊力や祝福で心を得る力など、様々な効果、奇跡を起こすという能力で、トライヘキサ戦で発動に成功した際には強力な邪悪を退ける力が発生し、量産型邪龍や偽赤龍帝はおろか天龍級の邪龍アポプスにすら影響を及ぼした。ただし、魔法力に乏しい曹操は制御できておらず、発動の成否がこの「遺志」に委ねられているため不安定であり、魔獣騒動でイッセーと戦った時は彼の夢を選んで「遺志」が「静観」を決めたため使うことすらできなかった。
「覇輝（トゥルース・イデア）」の呪文
槍よ、神を射貫く真なる聖槍よ
我が内に眠る覇王の理想を吸い上げ、祝福と滅びの間を抉れ
汝よ、遺志を語りて、輝きと化せ

煌天雷獄（ゼニス・テンペスト）
所有者：デュリオ・ジェズアルド
上位神滅具の1つ。従来の順位では神滅具の中で2番目に強いとされ、天候を操り、火、風、水、土、いかなる自然属性をも支配できる。
超広範囲に効果を及ぼす神滅具のひとつ。その能力は炎の球や氷の槍を作って放る、氷の柱を地面から生やすといった攻撃だけにとどまらず、屋内のように空がない場所でも、雲を作って雷を落とす、「ハーデス神殿」の中にいた大多数の死神を氷の中に閉じ込めるなど非常に強力で、本領を発揮できる屋外ならば町一つを荒れた天候で包み込むことさえ可能である。直接戦闘以外でも、荒天による敵の足止めから、雨水を利用した飲料水の確保まで幅広く役に立てることが出来る。また、大きなシャボン玉を作り出し、仲間を包んで天候の影響から守ったり、スクリーンの代わりにして映像を写すことも可能。
さらに、デュリオは「虹色の希望（スペランツァ・ボッラ・ディ・サポネ）」という応用技を編み出している。七色に輝くシャボン玉を飛ばして、触れた者に大切なことと大切なものを想い出させる効果があり、攻撃力は一切ないが、戦意を喪失させるには十分すぎるほどの性能を発揮する。なお、大切なものを自分の心の中に常に持っているものには効果がない。
禁手は「聖天虹使の必罰、終末の綺羅星（フラジェッロ・ディ・コロリ・デル・アルコバレーノ、スペランツァ・ディ・ブリスコラ）」。天使の輪が4つに、黄金の翼が12枚にまで増えるという肉体的な変化が現れる。無数のシャボン玉を放ち、そのシャボン玉に包まれたものにあらゆる天罰（業火・突風・冷気・雷といった様々な自然現象）を与えるというもの。後天的に亜種と化した珍しいタイプである。攻撃に使うシャボン玉は見た目以上に頑丈で、トライヘキサ級の相手でもない限り内側から割るのは困難である。

魔獣創造（アナイアレイション・メーカー）
所有者：レオナルド（※現在は帝釈天に没収されている）
上位神滅具の1つ。創造系神器の最高峰に当たる、使用者のイメージした生き物を作り出すことが可能な神器。直接的な攻撃力は皆無に等しいが、最高難度とされる龍殺しの魔物はもちろんのこと、神滅具だけあって理論上は神殺しの魔物すら創造できる。極めれば怪獣映画に出てくるような巨大怪獣を大量生産することが可能で、小国なら短時間で蹂躙できる力を持つため、「絶霧」と共に「神器システムのバグが生んだ最悪の結果の1つ」とも言われている。
登場した禁手は亜種で「破滅の覇獣鬼（バンダースナッチ・アンド・ジャバウォッキー）」（命名はアザゼル）。体長150メートルはある魔獣「豪獣鬼（バンダースナッチ）」とそれより一回り大きな「超獣鬼（ジャバウォック）」を生み出し、さらにその魔獣の体からも小型のモンスターが無数に発生する。作中では「悪魔のアンチモンスター」として創造されたため、光を武器としているうえに最上級悪魔の集中攻撃でも体の表面がわずかに傷つくほどのダメージしか与えられず、なおかつその傷すら即座に回復してしまうという難敵で、アジュカとファルビウムから特殊な術式が届くまで足止めに徹することしかできないほどだった。ただし強制的な禁手化の代償でレオナルドは廃人同然の状態になってしまった。

絶霧（ディメンション・ロスト）
所有者：ゲオルク
上位神滅具の1つ。所有者を中心に無限に霧を生み出し、超広範囲に効果を及ぼす神器。結界系神器では最強の力を持ち、対象を霧で包み込むことで攪乱や防御をしたり、霧の中に入ったすべての物体を封じ、霧に触れた者を任意の場所に強制転移させることもできる。直接的な攻撃力は皆無に等しいが、吸血鬼たちが操る霧よりはるかに特異性が高く、大人数を一度に「次元の狭間」などの人が生きていけない場所へ放り込むこともできるため、使い方次第で国1つ滅ぼすことも可能な力を持ち、「魔獣創造」と共に「神器システムのバグが生んだ最悪の結果の1つ」とも言われている。転移の際には生暖かい霧に包まれる感触があるが、相手が神クラスで前兆を感じとったとしても抵抗は難しい。ただし、「霧」を能力の起点とする関係上、アバドン家の「穴」のような「吸い込む」攻撃には弱い。
禁手は、所有者が望む結界装置を霧の中から創造する「霧の中の理想郷（ディメンション・クリエイト）」。結界にはさまざまな効果を付与することができる。これによって現実そっくりの結界疑似空間を作り上げることが可能で、その内部へ敵を転移させることができる。相当な術者でなければ疑似空間を出入りすることは難しく、術者が自分で解除するか倒される、あるいは結界装置を破壊されるかしないと空間からは脱出できない。装置は普通の方法では破壊できず、基本的に一度結界を発動させない限り解除できない。疑似空間そのものもかなりの強度があり、結界で何重にもプロテクトをかけて装置さえ守っていれば、内部で「ドラゴンブラスター」を乱射されても完全には壊されず、オーディンのように術に長けた神でも破壊できなかった。ただし、魔王クラスから神クラスの力があれば、結界装置そのものを破壊されてしまうおそれがある。また、神クラスの存在が外部から干渉を行った場合、空間の制御を奪われてしまうことがある。なお、空間内で生物を創造することは不可能という制限がある。

赤龍帝の籠手（ブーステッド・ギア）
所有者：兵藤 一誠
声 - 立木文彦（ドライグ）
二天龍の片割れ、「赤龍帝」ア・ドライグ・ゴッホの魂が入った左手用の籠手。神滅具の1つ。「倍加」と「譲渡」の力を宿している。
「倍加」は10秒ごとに「Boost（ブースト）」という掛け声とともに自身の能力が2倍になる能力で、「Explosion（エクスプロージョン）」という掛け声と共に増加した力を発動し、「Reset（リセット）」の音声で制限時間が告げられるまでその力を行使できる。また、「Transfer（トランスファー）」の掛け声で増加させた力を他者や物に「譲渡」する能力「赤龍帝からの贈り物（ブーステッド・ギア・ギフト）」も持つ。イッセーは「倍加」をメインに直接攻撃するスタイルだが、「譲渡」で敵の能力を暴走させて攻撃に転用できるほか、ドライグによると歴代赤龍帝には「譲渡」をメインにしていた精霊術師や召喚術師がいたとのこと。ただし、能力を使うたびに体力を消耗していくうえ、倍増するたびに身体への負担が増していくため、積載量の上限を超えて力を高めると「Burst（バースト）」の音声と共に宿主が昏倒してしまう。
禁手は「赤龍帝の鎧（ブーステッド・ギア・スケイルメイル）」で「赤龍帝」の力を具現化させた赤い全身鎧。「Welsh Dragon Balance Breaker（ウェルシュ・ドラゴン・バランス・ブレイカー）」の音声とともに発動する。禁手後は一気にパワーが増大する上、そこからさらに一瞬で何度も「倍加」して使用、あるいは「譲渡」することが可能。覚醒直後でも、特に倍増していないオーラの弾で山を吹き飛ばすほどの力を得る。初期状態では飛行能力を持たないものの、背部のブースターを噴射して高速挙動ができる。禁手化するまで「倍加」も「譲渡」も使えない時間があり、解除後しばらくは「赤龍帝の籠手」も機能しなくなるという弱点があるが、修行によって時間を短縮することは可能。
「覇龍」発動時には、鎧が有機的に変化して小型のドラゴンのような姿に変わる。背中には翼が生えて、宝玉からは龍の腕や刃も生えてくる。一度「覇龍」を発動すると、以降は通常の鎧の背からドラゴンの翼が生えるようになり、飛行をサポートできるようになっている。
現赤龍帝であるイッセーの代になって籠手に龍殺しの聖剣「アスカロン」が内蔵されるようになっており、「Blade（ブレード）」の掛け声で手の甲から刃を伸ばし切りつけることが可能。さらに命を削る恐れがあるため長時間の運用はできないが、アスカロンが抜けた穴に「魔剣創造」で作った剣などを差し込むことでその力を籠手に与えることもできる。後に鎧の右手部分には「アスカロンII」が、尻尾部分にはアスカロンIIの試作品が内蔵され、それぞれ「Blade 2（ブレード・ツー）」「Tail Blade（テール・ブレード）」の掛け声で刃を出現させる。さらに、剣に赤龍帝の特性を付与することや、他人に剣を渡す要領で飛び道具として高速射出することもできる。
イッセーはアルビオン、オーフィス、グレートレッドといった存在から力を得ながら成長したことで、複数の強化形態を発現している。体内に宿る8つの「悪魔の駒」との反応により、「兵士」の駒が持つプロモーションの特性を発揮する「赤龍帝の三叉成駒」「真紅の赫龍帝」という、深淵面・慮外面の複合型の特殊な能力を発現している。さらには、龍神の力を解放する禁手を超える形態「龍神化」にも目覚めている。
また、現白龍皇ヴァーリから奪い取った「白龍皇の光翼」の宝玉を右手の籠手に埋め込んだことで得た、「半減」の能力「白龍皇の籠手（ディバイディング・ギア）」があった。しかし、相反する特性の能力であるために使用難易度が非常に高いうえ、修得時のイッセーの実力では発動に成功する確率が低いだけでなく、その成否にかかわらず寿命を削ってしまう危険性が高く、「覇龍」で寿命が100年程に減ってからは1回使用するだけでも死亡する恐れがあるとして生命力が回復しない限り無闇に使用するのは禁止されていた。だが、今後の修行次第では使いこなせる可能性があることをアザゼルより示唆されており、後にドライグとアルビオンが和解したことで、この「白龍皇の籠手」は「半減」と「反射」の力を持つ「白龍皇の妖精達（ディバイディング・ワイバーン・フェアリー）」を展開できる能力へと変化。削るのも命ではなく体力だけとなり、安全に発動可能なものへと生まれ変わった。ちなみに「反射」はアルビオン生前の能力の1つであり、失われたはずの力であった。
神器に封じられた際に「聖書の神」に切り離されていたドライグ生前の能力の1つに「透過」という力があり、18巻でそれも発動させることが可能となった。これは「Penetrate（ペネトレイト）」の掛け声で発動し、術や特殊な防御法（リゼヴィムの「神器無効化」も含む）を文字通り「透過」させて、力をダイレクトに与える能力。アルビオン生前の能力の発現も含め、神は二天龍を神器に封じる際にこれらの力を完全には取り払わず、「二天龍の和解」という絶対に起こらないであろうはずの要素を封印のキーとして設定していたのではないかとアザゼルは想像している。
この神滅具の禁じられた奥の手として「ロンギヌス・スマッシャー」がある。鎧の胸腹部装甲の奥に隠された発射口に集めた莫大なオーラを一気に放出するという必殺技。禁断とされる力のひとつとドライグが語るように、自然環境をも変えかねないほどの凶悪な破壊力を秘めており、地上で放てば一帯を消滅させ空に撃てば大気にオーラが残留するほど。本来は「覇龍」状態でしか使うことができないものだったが、イッセーがグレートレッドの肉体から夢幻の因子を得て通常の赤龍帝とは違う方面に進化をし続けたことで「白龍皇の妖精達」や「龍神化」を用いて発動できるようになった(詳細は各項で後述)。
さらに、オーフィスと釈迦如来の助けを借りたイッセーの祖父・十蔵が神器のシステムを内部から組み替えたことで、おっぱいから吸収した乳力（にゅうパワー）を魔力へ変換してキャノンから放つ砲撃「超乳波動砲（にゅうトロン・ビーム・キャノン）」を発現する。鎧の尻尾部分を近くのおっぱいに接続し、吸収が完了すると鎧の宝玉にバストサイズが表示される。単独で使用することはできず、1度吸収した対象は一時的に貧乳になってしまうため連続使用は難しいが、バストサイズに比例して威力が上昇していき、90cm代後半で∞・ブラスター並みの破壊力、3桁のバストの力があればとんでもない出力を発揮するとされている。ちなみにイッセーの乳技で唯一男性相手でも使うことができるものである。
従来は神滅具としての順位は中堅程度とそれほど高い扱いではなかったが、「覇龍」発動時には白龍皇の力のみならず「停止世界の邪眼」をも発現し、実際にはそのスペックは底が知れない。加えて、トリアイナと真『女王』で天龍の力が解放されたことにより、神器としての力の限界値が上昇している。
また、サマエルの呪いで滅んだイッセーの肉体の残骸の一部から「幽世の聖杯」で抽出した情報を利用した、「赤龍帝の籠手」および「赤龍帝の鎧」のレプリカがクリフォトの手で製造されている。これらはドライグの魂が宿っていないこともあって本物よりも性能は劣り、発動に際するコストも高くなっている。
「覇龍（ジャガーノート・ドライブ）」の呪文
我、目覚めるは
覇の理を神より奪いし二天龍なり
無限を嗤い、夢幻を憂う
我、赤き龍の覇王と成りて
汝を紅蓮の煉獄に沈めよう

赤龍帝の三叉成駒（イリーガル・ムーブ・トリアイナ）
9巻にて、アジュカによって調整を施された「悪魔の駒」と「赤龍帝の籠手」に秘められていた可能性を解き放ったことで見出した「新たな力」。「王」の承認なく自分の意思で自在に「僧侶」「騎士」「戦車」へのプロモーションを可能とし、神によって封印されていたドライグの本来の力を使った3つの強化形態を操る。
各駒の特性に特化することで能力を強化するが、長所が伸びる分だけ「欠点も丸わかり」であるうえ、形態変更を連続して使用すると半端ではないほどに体力を消耗する。内の駒を変えるときに一瞬だけタイムラグがあるのが弱点で、テクニックタイプにはそのタイミングを突かれるおそれがある。また、「王」を無視して昇格することから、通常のレーティングゲームでは使用を禁じられている。
真『女王』発現後は、その準強化形態として扱われている。
名前の由来はチェスでは禁じ手とされているイリーガル・ムーブと、使える能力が3つであるがゆえ三叉の矛トリアイナ（トライデント）から付けられている。
龍牙の僧侶（ウェルシュ・ブラスター・ビショップ）
「赤龍帝の三叉成駒」の「僧侶」形態で、背中にオーラを溜めるバックパックと両肩に大口径キャノンを搭載した砲撃戦仕様。ドラゴンショットの超強化版「ドラゴンブラスター」の威力は絶大で、格上のはずの「霧の中の理想郷」で作り出した広大な京都の街を1発で消し去って疑似空間そのものをも歪め、強力な結界を使って全力で防がなければ結界装置すら破壊できてしまうほど。
イッセーは魔力の扱いが不得手であるために「砲撃特化」にせざるを得なかった面があり、機動力にも乏しいため基本的には固定砲台としての運用が主。砲身を展開した状態でチャージしなければならず、相手にとっても対策しやすいことからトリアイナの中では一番ネックとなっている。しかしレイヴェルより砲撃だけではなく力の遠隔譲渡にも活用できるのではないかという可能性を示唆され、単純な砲撃モードというだけではない更なる伸び代を模索している。
アニメでは3期の最終話で先行登場した。
イメージモデルはガンダムダブルエックス。
龍星の騎士（ウェルシュ・ソニックブースト・ナイト）
「赤龍帝の三叉成駒」の「騎士」形態で、余分な装甲をパージした高速戦仕様。増設したブースターによる圧倒的な加速力を誇る。
装甲が薄く防御力を完全に捨て去っていることが最大の欠点。そのため高速移動で味方を攻撃から庇ったとしても、「龍剛の戦車」にプロモーションするのが遅れれば自分自身が重傷を負ってしまうことになる。加えて今は使いこなせていないため直線的な動きしかできず、上位の相手ともなるといくら速かろうが動きを見切られてしまうため、いずれはさまざまな高速機動を行えるようになろうと修行中。
イメージモデルは仮面ライダーカブト、ビルトビルガー。
龍剛の戦車（ウェルシュ・ドラゴニック・ルーク）
「赤龍帝の三叉成駒」の「戦車」形態で、「龍星の騎士」とは逆に装甲を強化し強固な防御力とパワーを持つ打撃戦仕様。鎧が通常の5〜6倍ほどに分厚くなり、強化された防御力は最強の神滅具「黄昏の聖槍（トゥルー・ロンギヌス）」による上級悪魔を瞬殺できる出力の一撃さえも防ぐ。加えて近接戦闘能力も底上げされ、肘部分の撃鉄を作動させて放つ打撃「ソリッドインパクト」は凄まじい威力を誇る。
今のところイッセーと最も相性が良い形態だが、あまりに特徴がハッキリしすぎで対処されやすいことと鈍重なことが欠点で、それを今後どう補うかが課題。
イメージモデルはビッグオー。

真紅の赫龍帝（カーディナル・クリムゾン・プロモーション）
10巻のサイラオーグとの勝負で、内に眠る「歴代所有者の負の思念」を克服し目覚めた「真『女王』」と呼ばれる形態。ドライグの力を解放した状態で「女王」の力を使うことができる、「赤龍帝の鎧」の深淵面・慮外面の複合型の強化形態。「Cardinal Crimson Full Drive（カーディナル・クリムゾン・フル・ドライブ）」の掛け声で発動する。命名はサイラオーグ。
鎧の色がそれまでの「赤」から、リアスの髪色と同じ鮮やかな「紅」に変わった。この状態になるに際し、以前ヴァーリの宝玉を取り込んだ時に紛れ込んだ歴代白龍皇の1人の残留思念に力を貸してもらった。そのおかげで「覇」の力が弱まり、歴代赤龍帝を説得できたことで力を得られた。この時点で歴代赤龍帝の怨念は完全に晴れており、これ以降に「覇龍」が発現することはなくなった。
この「真紅の赫龍帝」は全ての駒特性を発揮できるため、「赤龍帝の三叉成駒」の3つの形態「龍剛の戦車」「龍星の騎士」「龍牙の僧侶」の能力全てをこの一形態で賄え、かつそれらより能力が強い。各能力はそれぞれ、「戦車」は「Solid Impact Booster（ソリッド・インパクト・ブースター）」、「騎士」は「Star Sonic Booster（スター・ソニック・ブースター）」、「僧侶」は「Fang Blast Booster（ファング・ブラスト・ブースター）」の音声と共に発動する。「ドラゴンブラスター」は進化バージョンの「クリムゾンブラスター」になり、威力が高いだけではなくチャージの時間も短縮されている。なお、「クリムゾンブラスター」の砲身は、非使用時は背中の翼内部に収納されている。
生命力に関する危険性は無くなったが、その分体力面での消耗が激しくなっている。「覇龍」に代わる新しい赤龍帝の真の力だが、まだ不安定でほとんど力を使いこなせておらず、強敵相手には通じない状況が出てきた。それを打開するため、トリアイナの各能力を高めて安定性を上げると共に、初代孫悟空から修行を受けることになった。
第4章終盤からは「龍神化」覚醒により発動までの時間が短縮され、詠唱も不要になり、魔王クラスとそこそこ良い勝負ができるほどに能力も上昇している。「龍神化」は擬似的なものも含めて不安定で負担も大きいため、最終章の段階でもイッセーの主力形態として活躍している。
イメージモデルはフリーダムガンダム。
「真紅の赫龍帝（カーディナル・クリムゾン・プロモーション）」の呪文
我、目覚めるは
王の真理を天に掲げし赤龍帝なり
無限の希望と不滅の夢を抱いて王道を往く
我、紅き龍の帝王と成りて
汝を真紅に光り輝く天道へ導こう

超巨大禁手（ちょうきょだいバランス・ブレイカー）
グレートレッドの肉で体を作り直したことで、真龍とある意味で同じ体となったイッセーだからこそ実現した「グレートレッドとの合体」。その実態は「グレートレッドのサイズでイッセーを再現すること」であり、基本の動きをイッセーに委ねているため、いつも通りに身体を動かせる。この時はイッセーの体内に悪魔の駒がなかったため、トリアイナと真『女王』は使えず通常の禁手状態だった。
この形態における「ロンギヌス・スマッシャー」は赤龍神帝の力を借りているため、空に向けて放った際、一面が赤いオーラに染め上がるほどの広範囲で膨大な威力で、超獣鬼を跡形もなく消し去った。地上で放っていれば一帯がすべて消滅してしまうほどに破壊力がバカげているらしい。
12巻あとがきによると「今回だけの特別仕様」であり、3章の最後、前後編の後編を飾るに相応しい姿を出したかったとのこと。

白龍皇の妖精達（ディバイディング・ワイバーン・フェアリー）
「白龍皇の籠手」の力が16巻のユーグリット戦で生まれ変わったもの。二天龍の和解により至れた力で、宝玉から飛び出る複数の白い小型の飛龍という形をとる。白龍皇の能力のうち、「半減」と「反射」を発動できる。以前の制御困難な力とは違い、自分の意思で自在に扱うことが可能となっている。
敵の力に対してぶつけた数だけその力を「半減」させることができる。加えて「反射」の能力でイッセー自身の魔力砲撃を跳ね返すことにより、より複雑な軌道で相手を攻撃することが可能となった。破壊されたり消費して数が減っても体力の許す限りはすぐに再出現させることができ、イッセーの攻防に大きな変化を齎した。同時に接触させることでイッセー自身の魔力を直接相手に通すことも可能。
また、17巻でファーブニルが歴代白龍皇の説得に成功したことで、赤龍帝の力を反映させて「倍加」と「譲渡」も発動できるようになり、その場合は飛龍の色が白色から赤色へと変わる。この状態の飛龍を複数使用し、増幅した力を一気に自身へと「譲渡」することでかつてない量の力を得ることが出来るようになり、このことでかつて「覇龍」による暴走状態や、グレートレッドと合体した「超巨大禁手」時だけしかまともに使えなかった「ロンギヌス・スマッシャー」を放つことも可能となった。ただし、「ロンギヌス・スマッシャー」は禁断に属する力であるため乱用すべきではないとされる。加えて体中のドラゴンの力を集めて使うために体力の消耗が大きく、一度使用すると万全の状態まで回復するのに1カ月もかかる。
命名はリアスで、フェアリーチェスに由来する。イメージ元はサイコガンダムマークIIのリフレクタービット。
深紅の滅殺龍姫（クリムゾン・エクスティンクト・ドラグナー）
イッセーとリアス2人で編み出した合体技。「白龍皇の妖精達」で生み出した飛龍がリアスの体に張り付いて変形、装甲と化し「赤龍帝の鎧」を形成する。時間・回数共に制限があるものの、リアスも「倍加」「譲渡」「透過」を使用できるようになる。ただし、これを使っている間はイッセーの意思で飛龍を使用することはできなくなる。また、女性の体に貼りつくという性質から、イッセーが「深潭の蓋世王冠」で羞恥心が増幅された際には使用できなくなった。
イメージモデルはアイアンマン。
真紅の破壊龍騎士（クリムゾン・ディストラクション・ドラグナー）
「深紅の滅殺龍姫」のゼノヴィア版といえる応用形態。ゼノヴィアの奥の手で、エクス・デュランダルのパワーだけでなく、移動時のスピードも増幅されるのが特徴。「深紅の滅殺龍姫」と同時に使用はできない。

龍神化－D×D・G（ディアボロス・ドラゴン・ゴッド）－
20巻で覚醒した、イッセーの肉体を構築する「無限の龍神」オーフィスの力を一時的に解放する究極の形態。「龍神が作りし無二の呪文」をイッセーとオーフィスが謳い、「Dragon ∞ Drive（ドラゴン・インフィニティ・ドライブ）」の掛け声で発動する。ドライグはこの形態を、「真二天龍の片割れ、悪魔にして真紅の赫龍帝－「D×D（ディアボロス・ドラゴン）」－」と称している。この成長によってイッセーの「悪魔の駒」は8つ全てが「変異の駒」へと変化し、それでもなお持て余している。
紅と黒を基調とした色合いの全身鎧で、真紅の鎧よりも有機的なフォルムと化す。翼は4枚になっており、その全てにキャノンも収納されている。宝玉の全てに「∞」の記号が浮かび上がっている。「覇龍」のような生物的な特徴もあるが、禍々しいオーラはない。
オーフィスに許された唯一絶対の力にして、グレートレッドの肉で作られた身体を持つイッセーでなければ耐えられない禁断の力。ドライグをして「あり得ないぐらいに強い」と言わしめるほど強力で、赤龍帝の力に無限の特性が備わっているため、リゼヴィムの「神器無効化」でも無力化できないほどのエネルギー質量を放つ。また、鎧の強度も非常に高く、作中で破壊できたのは天龍クラスのアポプスと準神族兵装を纏ったヴィーザル、暗黒神エレボスといった神クラス以上の存在だけで、ドラゴンの鎧でありながら魔帝剣グラムの強力な「龍殺し」の呪いをもってしてもヒビを入れるのが限度。ただし、内部のイッセー自身へと浸透するダメージまでは完全に防げない。
背中に生える4枚の翼から伸ばしたキャノンにオーフィスの無限のパワーを集めて放つ「∞（インフィニティ）・ブラスター」は、強烈で膨大な極太の紅色と漆黒が混ざったオーラ砲撃で、着弾すると空一面を覆い尽くすほどの大爆発を引き起こすという「神の奇跡」に匹敵する強力な攻撃。また、「ロンギヌス・スマッシャー」や「超乳波動砲」を放つ能力も健在で、「∞・ブラスター」との二重砲撃も可能であり、これはスタミナ消費が甚大だがイッセーの技の中で最強の攻撃である。
二度の「龍神化」とアルビオンの決意がきっかけとなり、あらゆるものを燃やし尽くし、神ですら確実に灰にできる消すことのできない究極の炎を放つというドライグ元来の必殺技「燚焱の炎火（いつえきのえんか）」が使用できるようになる。ただし、我慢強い敵や異常な再生力を持つ敵は燃えながら襲い掛かってくる場合があるという欠点があり、仲間への類焼を防ぐ必要があるため、味方がいる戦いでは使用しにくい。
また、強力な龍神の波動を放って相手の動きを止める「乳力波動（にゅうパワー・ウェーブ）」という念力を使うことが出来るほか、「洋服破壊」も直接触れることなく衣服を破壊する「洋服破壊・龍神式（ドレスブレイク・ディーディー）」へと強化される。
だが、神にも届くほどの力であるがゆえに「存在の崩壊」というあまりに大きすぎるデメリットが存在した。異能に目覚めて1年足らずのイッセーにとっては変化があまりにも急激過ぎたこともあって、1回目の使用では多臓器不全に陥って生死の境をさまよい、2度目の使用では魂が耐え切れず存在が曖昧になるほどの反動があった。そこでオーフィスが調整を施した結果、元の出力は出せないものの「龍神化」と同じ鎧を纏う能力「疑似龍神化」という形で落ち着き、さらに修行次第では伸び代もあるようなものに変化した。
ただしアジュカの見立てでは完全に極めるのは無理でも使いこなせる域には至っているとのことで、2つに別れたオーフィスの共鳴や眠ったままのグレートレッドの力の解放などが行われれば再び扱えるようになる可能性もあるとされていた。その推測を裏付けるように、後に「深潭の蓋世王冠」で一度性欲を封じられ、術が解けておっぱいのありがたさを再認識した衝撃により、グレートレッドの肉体が呼応して「真の龍神化」を果たす。鎧自体は特に変化しないが、全宝玉にウロボロスを象徴する尾をくわえたドラゴンの紋様が浮かび、あふれ出る悪魔とドラゴンと神のオーラの質は「疑似龍神化」を上回る。また、反動も戦闘後の大幅な体力の消耗と酷い筋肉痛だけになって、死に直結する悪影響はなくなった。
「龍神化」の呪文
我に宿りし紅蓮の赤龍よ、覇から醒めよ
我が宿りし真紅の天龍よ、王と成り啼け
濡羽色の無限の神よ
赫赫たる夢幻の神よ
際涯を超越する我らが禁を見届けよ
汝、燦爛のごとく我らが燚にて紊れ舞え

「真の龍神化」の呪文
我に宿りし紅蓮の赤龍よ、覇から醒めよ
我が宿りし真紅の天龍よ、王と成り啼け
濡羽色の無限の神よ
赫赫たる夢幻の神よ
際涯を超越する我らが真なる禁を見届けよ
汝、燦爛のごとく我らが完全なる燚焱にて紊れ舞え

疑似龍神化（ぎじりゅうじんか）
イッセーが22巻で編み出した、呪文の一節に「制限」を加えることで、一時的に「龍神化」の絶大な力を使うことができる形態。「龍神化」で使える全ての能力を扱えるが出力は低下しており、当初は全身鎧の状態維持だけでも3分間しか持たず、攻防によってさらに時間が短縮するほか、「∞・ブラスター」の発動準備段階から10カウントが始まり、0になれば強制的に変身が解けてしまう（つまりブラスターは一度の変身で一発しか放てない）という弱点があった。加えて解除後には体力と魔力を大きく奪われるため鎧の維持すらままならない場合がある。そのため最大攻撃力ではあるものの切り札としてしか運用できず、制限時間中は防御に徹するだけで対処できてしまうため、魔王〜神クラスとの戦いでは分が悪かった。だが、帝釈天の差配で簡易版のアムリタを服用したことが切っ掛けとなって制限時間が88分まで延長、ブラスターを放っただけで鎧が解けることもなくなり、神相手にも通用する形態として使用できるようになる。
「疑似龍神化」の呪文
我に宿りし紅蓮の赤龍よ、覇から醒めよ
我が宿りし真紅の天龍よ、王と成り啼け
濡羽色の無限の神よ
赫赫たる夢幻の神よ
際涯を超越する我らが偽りの禁を見届けよ
汝、燦爛のごとく我らが燚にて紊れ舞え
部分龍神化（ぶぶんりゅうじんか）
23巻から登場する形態。鎧の一部だけを「龍神化」形態に変化させることにより、スタミナ消費を抑えることが可能となる。主な使用法は、腕を変化させて打撃を強化する、翼を変化させて高速飛行するなどだが、「乳力波動」「洋服破壊・龍神式」も使用可能。この部分変化は一度発動させた後であれば再使用時の呪文は不要で、スタミナが続く限りどこか一部分だけならどの部位でも何度でも変化させられるという点から、持久戦にも対応できるようになっている。ただし、身体能力そのものは他の部分の鎧に準拠するため、真『女王』でも動きを捉えられない神クラスとのとの戦いで有効活用するのは難しいとされる。無理をすれば2箇所以上の変化も可能だが、短時間の発動でも負担は非常に大きい。
「部分龍神化」の呪文
濡羽色の無限の神よ
赫赫たる夢幻の神よ
際涯を超越する我らが寸刻の禁を見届けよ
赤龍帝ドライグ顕現
イッセーの成長、「龍神化」の影響、アムリタの服用によって発現した新たな力。ドライグの封印を解除し一時的に肉体を復活させて共闘する。ただし、発動までに「疑似龍神化」開始から8分ほど必要で、制限時間も存在するので現在は神器の奥に潜って顕現時間を延ばそうと試みている。なお、アザゼル杯のシステムではイッセーと同一個体で彼の能力の一種と見做すという判断がされたため、ドライグも試合に参加することがルールで許可されている。

A×A（アポカリュプス・アンサーアームズ）
強化アームドベースである巨大な真紅の飛行ユニットへと進化したスキーズブラズニル「龍帝丸」とイッセーが合体することで使用可能となった、グレートレッドの力の顕現。搭乗スペースのプラグに鎧の尾を接続することで念じるままに動かすことができ、「Revelation Barrier（レベレーション・バリアー）」の音声で神のオーラ砲撃をノーダメージで受けきる強固なバリアーを展開、「Revelation All-Range Blaster（レベレーション・オールレンジ・ブラスター）」でボディ各所の砲口から数え切れないほどの極大なオーラ砲撃を放つ「レベレーション・ブラスター」、「Revelation Blade（レベレーション・ブレード）」で収納されている4本のアームの先端からオーラの刃を伸ばす「アポカリュプス・アスカロン」、といった複数の強力な能力を備えている。ただし、巨体ゆえに小回りはきかず、素早い相手には攻撃を当てられないまま制限時間が切れてしまい、合体が解除された瞬間に倒されてしまう危険性がある。
「邪龍戦役」直前に起きた未来から来た「UL」による襲撃後、記憶修正を受けなかった龍帝丸が、その脅威を想定して成長した姿であり、本気を出せば星をも滅ぼせるほどの規格外のパワーを秘めている。非常にエネルギー（オーラ）の消耗が激しく稼働時間が短いこと、数日は龍帝丸が動けなくなり、エネルギーの充電に時間がかかること、イッセーも数日は疲労が残ることがリスクだが、疑似ではない「龍神化」に比べれば負担は遥かに軽い。また、アザゼルの提案で、ギリシアの原初の神エロスの力を借りた「エロス・エンジン」で制御を行うことを計画している。
モデルはガンダム試作3号機ことデンドロビウム。

白龍皇の光翼（ディバイン・ディバイディング）
所有者：ヴァーリ・ルシファー
二天龍の片割れ、「白龍皇」アルビオン・グウィバーの魂が入った光翼。神滅具の1つ。「半減」と「吸収」の力を宿している。
「Divide（ディバイド）」という掛け声とともに、10秒ごとに触れた者の力を半分にする。また、半分にした力を「吸収」して自分のものにすることができ、余剰な力は翼から排出されるため、常に最大レベルの力を維持できる。この特性から暴走した味方を鎮める時にも利用される。ただし、神格に対しては「半減」がうまく作用せず、「吸収」するのは力だけなので、能力を使うたびに消耗するスタミナの回復はできない。なお、翼型をしているため、「赤龍帝の籠手」とは違って禁手化する前から飛行能力を使用できる。
禁手は「白龍皇の鎧（ディバイン・ディバイディング・スケイルメイル）」で「白龍皇」の力を具現化させた白い全身鎧。「Vanishing Dragon Balance Breaker（バニシング・ドラゴン・バランス・ブレイカー）」の音声とともに発動する。「半減」の力を一気に使用して攻撃を弱めたり、相手を急速に弱体化させられる。この形態でも神本体を直接「半減」するのは難しいが、放たれた攻撃だけならば神クラスに由来するものでも削ることができる。
さらに「Half Dimension（ハーフ・ディメンション）」という掛け声とともに物体だろうと空間だろうと周囲のあらゆるものを半分にする領域を展開する能力も持つ。当初ヴァーリは禁手状態でしか使用できなかったが、後に通常形態でも「半減」領域を発動できるようになった。
二天龍の和解による影響で「赤龍帝の籠手」が封じられた二天龍の生前の能力を発現できるようになってきたのと同様に、「白龍皇の光翼」も影響を受けた結果アルビオンが生前有していた「反射」の能力を「Reflect（リフレクト）」の掛け声で発揮できるようになっている。
「覇龍（ジャガーノート・ドライブ）」の呪文
我、目覚めるは
覇の理に全てを奪われし二天龍なり
無限を妬み、夢幻を想う
我、白き龍の覇道を極め
汝を無垢の極限へと誘おう

白銀の極覇龍（エンピレオ・ジャガーノート・オーバードライブ）
歴代所有者の残留思念を完全に封じたことでヴァーリが発動できるようになった、禁手の深淵面に分類される「覇龍」の進化形態。「覇龍」の時とは違い、宝玉からは恨みや妬みではなく純粋な闘志に満ちた声が響き渡る。「Juggernaut Over Drive（ジャガーノート・オーバー・ドライブ）」の掛け声で発動する。発動の際にその場にいたイッセーは、自身の宝玉に歴代白龍皇の所有者とおぼしき意識が流れ込み、戦いを通じて分かり合ったのではと推測している。
出力だけなら12巻時点でも各神話の主神クラスで、「覇龍」と違って命の危険と暴走を可能な限り取り払い、かつ成長の伸びしろがまだある。この形態では「Compression Divider（コンプレッション・ディバイダー）」という具象のみならず夢や幻までも圧縮する秘技が使用可能となり、その威力は最上級死神プルートをも一撃で消滅させるほどである。
だが、体力的な消耗がとてつもなく激しいという欠点があり、当初の発動時間は数秒と極めて短く、自身の消耗状態によっては発動自体ままならないなど、イッセーの「真紅の赫龍帝」よりも使い勝手が悪かった。このままでは結局一撃勝負以外には使えず、本当の強敵との戦いでは勝ち目が無いため、初代孫悟空から修行をつけてもらっていた。そのおかげで21巻以降は相手と何度も打ち合えるほどに制限時間が伸びており、身体能力強化のみにとどめるなど効果を限定すればさらに持続時間を延ばすこともできるようになった。
「白銀の極覇龍（エンピレオ・ジャガーノート・オーバードライブ）」の呪文
我、目覚めるは
律の絶対を闇に堕とす白龍皇なり
無限の破滅と黎明の夢を穿ちて覇道を往く
我、無垢なる龍の皇帝と成りて
汝を白銀の幻想と魔道の極致へと従えよう

魔王化－D×D・L（ディアボロス・ドラゴン・ルシファー）－
ヴァーリの魔王ルシファーとしての力と相棒である白龍皇アルビオン・グウィバーの力を、友・オーフィスの助けを借りてすべて発現させた形態。ヴァーリがヴァーリを認め、アルビオンがアルビオンを受け入れたことで使えるようになった。龍神と天龍、そしてルシファーの三重唱の呪文と共に「Dragon Lucifer Drive（ドラゴン・ルシファー・ドライブ）」の掛け声で発動する。
背中に12翼のルシファーの翼を生やす新白龍皇。鎧は白銀と黒を基調としており、形も有機的で「覇龍」を一部思わせながらも、見惚れるほどに流麗なフォルムをしている。
「極覇龍」同様スタミナ消費が激しいが、軽くふるっただけでも山の頂が消滅してしまうほどの出力があり、現状ではイッセーの「龍神化」を総合力で上回っている。「半減」「吸収」「反射」に加え、アルビオンが最初から有していた猛毒の能力「減少」をも操ることができる。「減少」の力は「Venom（ヴェノム）」の掛け声で発動し、無機物以外の血・肉・骨・臓器・魂といったあらゆるものを徐々に減らしていくという効果を持つ。
12枚の翼を分離させることでイッセーの「白龍皇の妖精達」に酷似した飛龍を生成することが可能。この飛龍は白龍皇が有する様々な力を発動でき、体の一部に開いた砲口から極大のルシファーのオーラを発射できる。
この形態における必殺技に、高めに高めた自身の力を全身から耀として放ち攻撃を圧縮して消滅させる「Satan Compression Divider（サタン・コンプレッション・ディバイダー）」や、腹部の砲口から白銀と漆黒が入り混じった極太のオーラ砲撃を放つ「Satan Lucifer Smasher（サタン・ルシファー・スマッシャー）」がある。
「魔王化」の呪文
我に宿りし無垢なる白龍よ、覇の理をも降せ
我が宿りし白銀の明星よ、黎明の王位に至れ
濡羽色の無限の神よ
玄玄たる悪魔の父よ
窮極を超克する我らが誡を受け入れよ
汝、玲瓏のごとく我らが燿にて跪拝せよ
白龍皇アルビオン顕現
「魔王化」によって発現した新たな力。「疑似龍神化」の「ドライグ顕現」と同様、封印されたアルビオンを肉体を持った状態で復活させる。加えてこちらは「魔王化」した時点から顕現化が可能という点で勝っている。

黒刃の狗神（ケイニス・リュカオン）
所有者：幾瀬 鳶雄
神滅具の1つ。神をも断つ黒刃を生み出す、赤色の瞳を持つ黒い犬の姿をした独立具現型の神器（鳶雄は「刃（ジン）」と名付けた）。狼男の真祖「リュカオン」と、「火之迦具土神」を斬った神殺しの十束剣「天之尾羽張」という、相反する強力な2種類の存在を同時に宿す非常に稀な神器。ギリシア神話と日本神話のごった煮のような神器で、双方の特性が歪んだ状態で融合しているため、「リュカオン」は狼から狗へ変化し、「天之尾羽張」は神性を失い擬いの神となっている。唯一「神」の名を冠する神滅具であり、「神殺しの牙（つるぎ）を持つ擬いものの狗神（かみ）」とも呼ばれる。
物体のみならず術・魔法・概念・魂すら斬り裂く能力を宿す。あらゆる影の中から歪な無数の巨大なブレードを発生させる「夜陰鉤（ナイト・ハーケン）」という技を使用でき、作り出した剣を口にくわえて攻撃するほか、咄嗟の時にはハーケンを盾にして自分を守る、ハーケンを足場にする、ハーケンによって生じた影を使って攻撃や移動を行うなど様々に応用する。周囲に遮蔽物がない状態だと自分や相手の影からしか発生させられないという弱点があるが、宿主の成長に伴い自分の体から影の領域を広げ攻撃範囲を拡大することもできるようになる。能力が未熟で自我が弱い状態では、その体から様々な形の刃を発生させる能力「ブレード」として使用し、自らの体を巨大な刃物に変えることも可能。さらに、影の中に隠れる能力も持ち、影から影へと自由に移動できる。
「狗」は非常に知能が高く、優れた学習能力を持つ。人間の言葉も理解しているが、話すことはできない。戦闘では獣の直感で主人をサポートする。自らの意思で宿主の元を離れ単独行動できるため、実際五大宗家に遺恨を持つ妖怪たちと朱乃が戦うこととなった時は独断で助けっ人に現れている。
力を高めていくと闇のオーラが体を覆うようになり、その状態では神速での移動が可能で、自分の周囲と通過した跡からは歪な刃が無数に発生する。一方で、神器の深奥に宿る「リュカオン」から侵食を受けるというリスクも存在する。
本来の禁手は「夜天光の乱刃狗神（ナイト・セレスティアル・スラッシュ・ドッグズ）」。所有者が纏う暗黒のオーラで周囲を闇に染め上げ、その余波であらゆる空間からブレードを無数に発生させるという能力。所有者自身も六尾の犬のようなフォルムを持つ黒い人型の獣に変身、向上した身体能力で超高速の肉弾戦や武器による攻撃を行う。「神すらも斬り倒せる」という触れ込みの通り、斬る能力はさらに強化され、鳶雄自身が装備する大鎌は空間をも切り裂くほどの切れ味を誇り、振るえば無数の魔法を一撃で切り崩す。刃が口にくわえる剣には禁じられた呪文が刻み込まれ、貫いた相手を内部から破壊し、分身である独立具現型神器を攻撃して本体にダメージを与えるといったことが可能となる。力を高めることで己の斬りたい物だけを選択して切断することもできるが、刃の認識が狭いままだと意識していないものを容赦なく斬り殺してしまう。また、副産物として「火之迦具土神」を「天之尾羽斬」が斬った際に神の炎が刃に宿っており、赤黒い呪炎を武器に宿して斬った対象を焼くことが可能。
「夜天光の乱刃狗神（ナイト・セレスティアル・スラッシュ・ドッグズ）」の呪文
人を斬れば千まで啼こう
化生斬るなら万まで謳おう
暗き闇に沈む名は、極夜を移す擬いの神なり
汝らよ、我が黒き刃で眠れ
愚かなものなり、異形の創造主よ
深淵なりし冥漠の獣魔、英傑であれ常夜刃の狗神（ペルフェクトゥス・テネブラエ・リュカオン・エト・フォルティス・デンス・ライラプス）
鳶雄が「夜天光の乱刃狗神」を研磨した先にたどり着いた禁手の深淵面（アビス・サイド）。山脈を覆い尽くす規模で無数の闇の刃を発生させ、さらに暗黒を吐き影の中を移動できる「狗」の大群を生み出す。神すら斬り伏せるとも、「あらゆるモノ、すべてを斬る」ともされるだけあって、神が張った結界でも一撃で破壊でき、刃に流れるオーラの波長も豊富で、1つのオーラに耐性を得ても、刃の質を変えることでその耐性を突破することが可能。「狗」たちも剣を口にくわえ、物陰に潜み、影の中を移動し、死角の影から現れて敵の軍勢を刈り取っていく。神器の奥深くへ潜ったことで、闇で自分自身の分身を作り出し、闇の獣となった自身を分散させ、複数の分身体である「狗」と化すことが可能であり、攻撃が当たっても闇と化して散っていくため、本当の魔王クラス以上か神クラスでなければ、闇を超えて有効な攻撃を与えることもできない。
本来は人間態から下記の呪文を唱えることで変身するが、通常禁手から追加詠唱することでも変ずることが可能。
「深淵なりし冥漠の獣魔、英傑であれ常夜刃の狗神（ペルフェクトゥス・テネブラエ・リュカオン・エト・フォルティス・デンス・ライラプス）」の呪文
人と理を斬るなら幾千まで啼こう
化生と凶兆斬るなら幾万まで謳おう
遠き深淵に届く名は、極夜と白夜を騙る擬いの神なり
汝、我らが漆黒の魔刃で滅せよ
儚きものなり、超常の創造主よ
追加詠唱の呪文
我ら、理と凶兆をも斬り祓う獣なり
果てなく遠き深淵で我らは白夜を騙ろう
我は魔刃。我らは獣魔。冥漠の果てで常夜の乱刃と成ろう

幽世の聖杯（セフィロト・グラール）
所有者：ヴァレリー・ツェペシュ
神滅具であり、聖遺物の1つ。「生命の樹セフィロト」の名を冠する、最後の晩餐で使われイエスの血を受けた「聖杯」。
生命の理を覆しかねないほどの力を秘めており、「回復」のみならず、禁術の領域である「再生」を可能とする現状では唯一の神器。「生物を極めて滅びにくい状態へと強化する」「肉体が滅んだ邪龍を残っている魂から再生する」「滅んだイッセーの肉体の欠片から『赤龍帝の籠手』の情報を抽出して神滅具のレプリカを作成する」、とその力が及ぶ範囲は非常に広い。さらに回復系神器の機能として、器から湧き出す液体を患部にかけることで傷を治療できる。ただし、「聖母の微笑」ほどの即効性はなく、他の回復系神器と同じく傷は治せても体力は回復させられない。
しかし、死者の魂から「再生」を行う場合は、莫大な命の情報量を扱う特性上、使うたびに生命のあり方を強制的に見せられることとなり、乱用すると精神が汚染されるという副作用がある。症状が進行すると感情が曖昧になって「亡者」と呼ばれる存在が見えるようになり、さらに悪化すると亡者達と楽しげに語らうようになる。この亡者とは「決して見えてはいけない存在」で、悪魔ですら理解できない言語を使い、混在しすぎて、元が何だったのかも今どんな状態なのかもわからないという謎に包まれたモノである。
ヴァレリーの所有しているものは神滅具自体が亜種であり、「3つでワンセット」になっている規格外のもので、生物の弱点を補う形での強化を得意としている。そのために2つまでなら聖杯を取り出されても命を落とすことまではなかった。そのうち1つをクリフォトに奪われていたが、トライヘキサ戦で奪い返すことに成功した。また未覚醒の状態だった頃に新たな神滅具「時空を支配する邪眼王」の誕生を助けているという点でも規格外のものである。
なお、これとは別に「本物の聖杯」も存在しており、神器の摘出で意識を失ったヴァレリーを治療するためその欠片が利用された。

紫炎祭主による磔台（インシネレート・アンセム）
所有者：アウグスタ → ヴァルブルガ → リント・セルゼン
神滅具であり、聖遺物の1つである「聖十字架」。
十字架を象った聖なる紫色の炎を操る。聖遺物であるため悪魔に対して必殺の威力があり、聖なる力のこもった紫炎をまともに受けると上級悪魔であっても消滅する。純粋な火力でも魔術師が浴びれば灰になってしまうほど。街1つを紫炎の壁で取り囲むこともできる。所有者によって扱い方も変わり、ヴァルブルガが紫炎の十字架を放つという使い方をしていたのに対し、前所有者でヴァルブルガの師匠だった魔女アウグスタに宿っていた時は十字架を背負う身長4メートルの巨人を紫炎で作って操る形で使われ、教会の戦士であるリントは紫炎の剣や弾丸として使っている。
その本質は独立具現型。所有者の死による次代への継承とは別の形で、神器に宿る「祭主」と呼ばれる何者かの意思の元で次々と主を変えるという特徴を持つ。『堕天の狗神 -SLASHDØG-』の第1部時点ではアウグスタが所有者で、刃狗チームとの戦いで死亡したためヴァルブルガが継承、以来4年間所有し続けていた。だが教会の戦士のクーデター襲撃に失敗して「D×D」に敗れた際に彼女の元を離れて「神の子を見張る者」に回収され、調整を施されたうえでアポプスが持つ聖杯を取り戻すためにヴァレリーへと一時的に貸与された。その後再び教会の元に戻され、間も無くしてリントを新たな所有者として選び取った。
ヴァルブルガに宿っていた際の禁手は亜種で、「最終審判者による覇焔の裁き（インシネレート・アンティフォナ・カルヴァリオ）」という磔にしたモデルに応じて能力と特性を変えるという能力。作中では「霊妙を喰らう狂龍」八岐大蛇の魂の半分を取り込んだため、200メートル級の大きさを誇る炎の十字架に八岐大蛇を磔にしたものとなった。8つの口から吐かれるブレスには聖遺物の聖なる波動が加算され、巨大な火炎球を発射することもできる。
リントの禁手も亜種で「紫炎なりし愛の覇焰天使（ラブリー・ヘヴンリィ・エンジェルス）」。自分自身とジークフリート、フリードをモデルにした3体の天使を紫炎によって形成する能力で、1体1体が厄介な状態変化能力を有している。莫大な紫炎で天使を巨大化させることも可能。

獅子王の戦斧（レグルス・ネメア）
所有者：サイラオーグ・バアル（※「兵士」レグルスとして所持）
神滅具の1つ。元祖ヘラクレスの試練の相手として知られるギリシア神話の魔獣、「ネメアの獅子」の中でも最強の1体を封じた戦斧で、額に宝玉が付いた体長5メートル程の巨大な黄金の獅子に変化することも可能。極めれば一振りで大地を割る威力を誇り、飛び道具から所有者を守る能力も持つ。
本来、神滅具は前所有者が死んだ段階で即座に次所有者を選んで転移するはずだが、どういうわけか単独で動き出して所有者を殺した相手に反撃した後、その場に駆けつけたサイラオーグの手で神器自体が悪魔に転生しているなど、神器システムからかなり逸脱している存在。独立具現型に近い状態とも言えるが、本質は異なる。単独でも強力な戦士だが、主であるサイラオーグに使われることで真の力を発揮する。
登場した禁手は近接戦闘を極めたサイラオーグに合わせた形の亜種で、「獅子王の剛皮（レグルス・レイ・レザー・レックス）」という、兜からたてがみのような金毛をなびかせ、胸に獅子の顔が付いた黄金の全身鎧。「龍剛の戦車」では相手にならないほどに攻防力が上昇し、闘気の拳で龍王クラスの火炎さえも霧散させる。飛び道具への抵抗力も健在で、悪魔の天敵である「紫炎祭主による磔台」から所有者の命を守るほどの性能を持つ。
「獅子王の剛皮（レグルス・レイ・レザー・レックス）」の呪文
我が獅子よ　ネメアの王よ　獅子王と呼ばれた汝よ　我が猛りに応じて、衣と化せ
獅子王の紫金剛皮・覇獣式（レグルス・レイ・レザー・レックス・インペリアル・パーピュア・はじゅうしき）
破壊の具現化たる「覇獣」形態。「覇獣、解放（ブレイクダウン・ザ・ビースト、クライムオーバー）」の掛け声と共に発動する。鎧は金色と紫色を基調としたより攻撃的なフォルムに変化し、黄金色を帯びた紫色の濃密な闘気に包まれている。魔王クラスを圧倒するほど爆発的に力を高めることが可能で、スピードは木場の神速を上回り、正拳突きの1発1発が真『女王』の「クリムゾンブラスター」に相当するとされ、わずかな攻防で城が崩れかけるという尋常ではないパワーアップが起きる。
暴走状態だったイッセーの「覇龍」とは違い、サイラオーグは修練の果てに一時的に解放出来るようになっている。「歴代所有者の怨念が響き渡る」「使用中に理性を失う」といった「覇獣」特有の症状の一部は出ないようだが、消耗に関しては変化していないため、ヴァーリのように代償にできるような莫大な魔力を持たないサイラオーグは命を糧とせざるを得ず、発動直後から吐血し始めるなど肉体への負担が非常に大きい。
「獅子王の紫金剛皮・覇獣式（レグルス・レイ・レザー・レックス・インペリアル・パーピュア・はじゅうしき）」の呪文
此の身、此の魂魄が幾千と千尋に堕ちようとも
我と我が主は、此の身、此の魂魄が尽きるまで幾万と王道を駆け上がる
唸れ、誇れ、屠れ、そして輝け
此の身が摩なる獣であれど
我が拳に宿れ、光輝の王威よ
舞え
舞え
咲き乱れろ

永遠の氷姫（アブソリュート・ディマイズ）
所有者：ラヴィニア・レーニ 
神滅具の1つ。鼻と口がなく6つ目で4腕という異形の姿を持つ、身長3メートル程の氷の姫君の形をとる独立具現型の神器。超広範囲に効果を及ぼす神滅具のひとつ。少々広くとも屋内の一室程度なら一瞬で氷の中に閉じ込めることが可能で、作中では死神を50体以上まとめて凍結させている。極めれば異常気象と吹雪を引き起こし、小国を氷漬けにするほどの出力を発揮するとされる。ただし、出力が強すぎて周囲を巻き込んでしまいがちなのが欠点。
ラヴィニアの禁手は亜種の「永遠に想う白銀世界（アッソルート・アルジェント・モンド）」で、凄まじい勢いの猛吹雪と共に氷の姫君を無数に出現させ、鋭く巨大な氷柱を作り出し敵を氷漬けにしていく。その出力は山脈一帯を広範囲に凍りつかせるほどで、大都市規模の限定領域でも短時間で白銀の世界へ変えられる。敵と味方を区別して完全に制御された能力を解放するので、味方は冷気と寒気をほとんど感じない。

蒼き革新の箱庭（イノベート・クリア）
所有者：神崎 光也（※所持して操るのは光也だが、正式な所有者は不明）
神滅具の1つ。所有者の理想とする世界を異空間に創り出せるという能力。その世界の中では生命さえも創り出すという疑似的な天地創造すら可能であることから、「神を騙る神器」とも呼ばれている。ただし、創り出した生物はその世界の中でしか生きられないため、「絶霧」と「魔獣創造」のいいとこどりというわけではない。
現在は行方も所有者も不明だが、アジュカがその素性を補足していて、詳しくは黄龍が調査中。光也が簡易版を青色の携帯端末で操る。この世の理の外にあるとされ、「こちら」の世界には存在していない携帯電話を主軸にしたとある「ゲーム」を創り出したと言われているが、『電蜂 DENPACHI』で光也が参加するゲーム「Innovate（イノベート）」との関係性は不明。なお、アジュカはその「ゲーム」を元に「ベルゼビュート」を開発した。

究極の羯磨（テロス・カルマ）
所有者：百鬼 黄葉（※能力を操るのは神崎光也）
神滅具の1つ。13番目の神滅具で、使用すること自体が禁忌とされ、外法や忌み数を冠するなど評判はあまり良くない。この世の理の外にあるという。
その能力はあり得ない選択を無理矢理生み出すというもので、事象の可能性を想定外の現象に変化させることができる。例として回避可能な攻撃を命中させる、絶対に届くはずの攻撃を外れさせる、整備不良という選択で武器を破壊するといった攻撃が可能。歴史上で経緯が不明で説明できないような出来事の多くに関わっているとされ、そのことから「歴史の変革器（ヒストリー・ブレイカー）」とも言われている。「蒼き革新の箱庭」の内部で能力を行使すると、千差万別にあり得ないことがあり得ないタイミングで起こり、まさしく神のごとき所業が可能となり、神クラスですら抗うことは不可能。
百鬼黄葉が所有者で、神崎光也が漆黒の携帯端末で簡易版を操る。現在行方の分からない神器だが、アジュカが行方をほぼとらえているらしく、黄龍が調査中。『ハイスクールD×D』の時代には「あちら」の世界に行っているらしく、光也が使用するに至った経緯は不明。

時空を支配する邪眼王（アイオーン・バロール）
所有者：ギャスパー・ヴラディ
ギャスパーの内に宿っていた「本物の魔神バロールの意識の断片」に引き寄せられて、模倣品である時間・空間系神器「停止世界の邪眼」が融合したという冗談のような出来事で生まれた代物。能力が変質し、「停止能力」に加えて「全てを喰らう闇を操る」という2つの能力を有する別物の神器と化している。さらに、「ギャスパー・バロール」あるいは「闇ギャスパー」と呼ばれるギャスパー・ヴラディとは異なる人格が発生している。
その力は元となった「停止世界の邪眼」を大きく逸脱している。新たな能力は「闇の領域を形成して周囲を包み込み、この闇を敵の拘束に用いたり、闇から見たこともない様々な種類の魔物を無数に生み出し使役したりする」というもの。この闇の領域は最大で街1つを覆えるほどの広範囲をカバーでき、闇の魔物も敵と味方を識別して敵だけを喰らい尽くす。本体はドラゴンに似た体長5メートルもの闇の怪物へ変貌し、口の部分から闇のオーラをエネルギー波として放射し攻撃を行う。遠距離攻撃を闇で溶かして防ぐことも可能なほか、本体を包む闇は並の攻撃では引き剥がすのも難しい。また、領域から無数の邪眼を出現させられるようになり、停止させるのも時間だけから対象の能力などまで封じ込め無力化できるほど凶悪化している。バロール自身は、この「禁手でもあり、そうでもないとも言える」状態を「禁夜と真闇たりし翳の朔獣（フォービトゥン・インヴェイド・バロール・ザ・ビースト）」と名付けており、禁手として見た場合は深淵面と慮外面の複合型に分類される。
ギャスパーの転生に「変異の駒」を必要とした真の理由でもあり、ポテンシャルがどれだけあるか不明で、上位神滅具である「絶霧」や聖遺物の1つである「幽世の聖杯」の力すらも容易に凌駕するなど、強大な力を秘めている。能力の発覚直後から、新たに発見された「14番目の神滅具」と認定される可能性が高いと言われており、25巻にて正式に新規神滅具の一つとして認定され、上記の名称が与えられた。
未来の世界では、世界を停止させるだけでなく、停止した世界の中で闇の手を操って攻撃を消したり、許可を与えた者だけ動けるようにすることも可能なまでに成長している。神格、超越者、新世代の魔王、二天龍クラスでなければ、許可なしで停止世界を動くことはできない。
禁夜と真闇の滅殺獣姫（フォービトゥン・インヴェイド・バロール・ザ・プリンセス）
「獅子王の剛皮」や「深紅の滅殺龍姫」を参考にして、リアスとギャスパーが開発した形態。バロールの闇をリアスが装着することで、滅びの深紅のオーラをまとった6枚の翼を生やす闇の獣へと姿を変える。額に出現する深紅の第3の目は静止の邪眼となっており、相手の動きはもちろん自分の攻撃を止めて強引に軌道を変えることが可能で、滅びの力も闇の力が加味されることで格段にパワーアップする。この状態での戦闘能力は魔王クラスを超え、真の力を8割取り戻したフェンリルとも互角に戦える。しかし、まだ調整中なこともあって両者に負担がかかり、特にリアスへの負担が非常に大きく、長時間使用すると体調を崩してしまうため連戦での運用は難しい。
イッセーのスケベ技にも対応しており、「乳語翻訳」はリアスとギャスパーの声が混じって聞き取りにくくなり、「洋服破壊」で闇をはがされても即座に元に戻すことが可能になっている。なお、当然ながらリアスとギャスパーが別行動している間は使用不能だが、発動しない間はリアスの影の中に潜んで待機することができる。
「禁夜と真闇の滅殺獣姫（フォービトゥン・インヴェイド・バロール・ザ・プリンセス）」の呪文
闇よ、常闇よ、この滅びの悪魔に答えたまえ
滅びの姫よ、消滅の象徴よ、この魔神の闇を使いたまえ
我が邪眼よ、邪視の弟よ、この滅殺の我が身に集え
我が主よ、滅びの姉君よ、この禁じられた夜と真の闇を纏いたまえ
眼前の敵に、絶対なる滅びを与えんがために

深潭の蓋世王冠（アルフェッカ・タイラント）
所有者：メレディス・オールディントン 
新規神滅具の1つ。聖遺物の1つであり、イエス・キリストが磔にされた際に使用された釘「聖釘」を用いて作られた王冠で、カール大帝やオットー大帝が戴冠したが、歴史の裏で消失したという「ロンバルディアの鉄王冠」が、神器システムにより再構築され、現世に具象化されたものとされる。「紫炎祭主による磔台」と同じく、自らの意思で動き次の所有者を選ぶ性質を持つ。
根本的な特性は「支配」と「聖なる釘」の2つだが、所有者によって内容の詳細が変質するのが特徴。前所有者の能力は、聖なるオーラで作った釘による攻撃と、聖釘での王冠をかぶり、ある一定のキーワードを入れた会話を対象者に数分間聞かせることで、数に限りなく異能力者以外の常人を洗脳できるというものだった。
一方、メレディスのものは聖なるオーラの釘を対象者に打つことで相手の概念を塗り替える能力で、洗脳できる相手は神器所有者に限定されるものの、神滅具所有者にも有効。認識を変えられた対象は周囲に違和感を持たれるほどの状態になっても自覚がなく、本人の得意とする施錠系の魔法と組み合わせることで、グリゴリの技術でも解除できない強力な改竄になることから、アンチ神器の能力、神器の天敵と危険視されている。また、ナイフのような大きさから長剣ほどの長さの聖なる釘を生やし、至るところから発射することも可能。
また、聖杯同様「本物の聖釘」も確認されている。

機界皇子（アンノウン・ディクテイター）
所有者：マグナス・ローズ
新規神滅具の1つ。機械及び電子機器を司るという点で神器としては全くの新種。鉄を操り、機械装置を作り出し、電子機器という最先端テクノロジーまで干渉して支配することが可能。道に停めてある無人の車を異能だけで操る、機器類をフィールド中から引き寄せて体の部位に集め、鉄の翼に強引に形態変化させて空を飛ぶといった応用法もある。作り出した機械からオーラを放出する機能もあり、飛行する時に背中に作った噴出口からオーラを噴き出すだけでなく、砲台を作り出してオーラ砲撃を行うこともできる。

終わる翠緑海の詠（ネレイス・キリエ）
所有者：イングヴィルド・レヴィアタン
新規上位神滅具の1つ。「ドラゴンに影響を与える歌声」と「海を操る力」という2つの特性を持つ。力を使うときには淡い薄紫色の粒子が所有者の周囲に漂う。
1つめの力は最強の生物であるドラゴンを無力化させ、あるいは使役できるという物。ドラゴンという存在の根本を押さえつける能力があり、鎮静効果で眠らせるだけでなく、歌声を聞けば体から力が抜け、ドラゴン系神器では禁手の維持も困難になり、回復系神器でも症状は一切改善しない。そのドラゴン特効は現状でも天龍に通じるほどの力を持ち、極めればドラゴンの大群を形成させることも可能。逆にドラゴンを鼓舞してその力を強化することもでき、「龍神化」の「譲渡」を介することで周囲にいるドラゴン以外の仲間に対しても能力の向上効果を与える。ただし、制御面が未熟な間は効果を与える対象を選択できず、敵味方を問わず無差別に無力化してしまう。なお、録音した歌声では効果がない。また、所有者はドラゴン系神器の存在を察知できるという特性もある。
2つめの力も、極めれば海を支配して荒れさせ都市部を沈めることができるため、海が大半を占めている人間界では恐ろしいほどの効果を発揮する。ただし、湖などの海以外の水場で力を発揮するには亜種変化を必要とする。

星砕剣と星穿銃（スター・バスター・スター・ブラスター）
所有者：シューティング・スター
新規上位神滅具の1つ。小銃（ライフル）と長剣で一対の神器。禁手にならずとも明らかに普通の神器を逸脱した超高威力を誇る。小銃からのオーラ砲撃は、使用回数に制限こそあるようだが、神クラスと比べても遜色がないほどの質量と規模で、森を消し飛ばし、大地を割り、島をいくつか丸ごと吹き飛ばし、非戦闘系の神クラス相手なら勝利できるとされる。長剣の一撃も禁手である「獅子王の剛皮」を軽く砕き、「獅子王の紫金剛皮・覇獣式」にさえヒビを入れ、放たれる衝撃は空気を震わせ、島を揺らすほど。

##### 通常神器
聖母の微笑（トワイライト・ヒーリング）
所有者：アーシア・アルジェント
対象がどんな種族でも回復させることが可能な状態変化系（回復系）神器。アニメ版では、2つの指輪＝エンゲージリングの形となっている（12巻の口絵にも同じ物が見られる）。
基本的にどんな重傷でも完治させるが、消耗した体力までは回復できず、断たれた腕等を繋げることは出来ても、完全に失われてしまった部位の「再生」は能力の限界を超えているため不可能。通常は直接触れていなければ回復できないが、使い手の能力次第で効果範囲の拡大や回復の力を離れた相手に飛ばすこともできる。アーシアが所有するものは特に即効性に優れているとされる。かなりレアな神器だがアーシア以外にも数名の所有者が確認されており、三大勢力で交渉して保護を進めている。また、人間や天使だけでなく、悪魔や堕天使までも回復させられるという性質ゆえに「システム」に与える影響が大きいため、教会からは異端として追放されるケースが多かった。能力の強力さゆえに、「反転」されるとあらゆる種族に致命傷を与えうる危険な力に変わってしまう。
アーシアの禁手は亜種で「聖龍姫が抱く慈愛の園（トワイライト・セイント・アフェクション）」といい、一定時間、一定の領域内に凄まじい回復フィールドを展開して、実質あらゆるダメージソースを無効化してしまう能力。禁手化に際してファーブニルのオーラも関わっているため、鎧のような黄金のオーラが発生しており防御力そのものも上昇している。

魔剣創造（ソード・バース）
所有者：木場 祐斗
あらゆる属性を付与した魔剣を生成できる創造系神器。ただし、創造した剣の強度はオリジナルの（本来の過程を経て製造された）魔剣に及ばない。そのため木場は属性の多様さを最大の武器として、魔剣を自身の足場にする、強度不足を量で補い盾として展開する、足の先から刃を生えさせて奇襲に利用するなど、巧みに運用している。
木場が発現した禁手は「双覇の聖魔剣（ソード・オブ・ビトレイヤー）」。魔剣と聖剣の両方の特性を兼ね備えた「聖魔剣」を創る能力。木場が聖剣使いの因子を受け、かつ、聖と魔を司る「聖書の神」と魔王の不在によって奇跡的に至った、慮外面に分類されるイレギュラーな禁手である。基本的な運用法は「魔剣創造」の状態と同じ。それぞれの属性の力は本物の聖剣や魔剣には届かないが、相反する聖と魔の属性が融合しているため「反転」を無効化できる。後に木場の精神面の成長に伴って刀身の陰りが消え、魔の力で相手の聖の力を奪い自らの聖属性を、聖の力で相手の魔の力を奪い自らの魔属性をそれぞれ強化することが可能になった。
この禁手能力で作られた聖魔剣が三大勢力に渡って研究されたことで、量産型の聖魔剣が製造できるようになった。

停止世界の邪眼（フォービトゥン・バロール・ビュー）
視界に入った物の時間を停止できる時間、空間系神器。名前は邪眼の代表的な存在であるバロールに倣ったもので、人間や悪魔などの行動も停止させることができるが、使い手よりも上位の実力者を停止させることはできない。生物に対して使うと発動中は対象の動きだけでなく意識も完全に停止し、放り投げた物などは宙に浮いたまま停まった状態が維持される。基本的な停止時間は数分間で、視界に映すのが近ければ近いほど停止できる時間は長くなり、遠ければ遠いほど範囲は広くなるが停めていられる時間は短くなる。
視覚を利用するという特性上、持ち主のキャパシティが不足していると無意識に停止能力を発動させてしまったり、視界に映る全てを無差別に停止させてしまうなど、害悪になりかねない。視界を封じられるだけで能力が使えなくなるなど弱点も多いが、使いこなすことができれば任意物体の時間のみを停止させるといった使い方も可能になる。
のちにギャスパーに宿っていたものは別種と判定され、新規に神滅具として認定を受けている。

ヴリトラ系神器
五大龍王の一角「黒邪の龍王」ヴリトラの力を宿した神器の総称。ヴリトラの力を持つ神器は多数存在するが、仕様の違いはあるものの、大別すると「黒い龍脈（アブソーブション・ライン）」「邪龍の黒炎（ブレイズ・ブラック・フレア）」「漆黒の領域（デリート・フィールド）」「龍の牢獄（シャドウ・プリズン）」の4種類となる。
匙の両手両足に現れる神器は、ドライグとの接触に加え、グリゴリにてヴリトラ系神器を全種類移植されて統合した結果、ヴリトラの意識が復活・覚醒したという特殊なもので、統合された複数の能力も獲得しているため、もはや元の神器とは別物と化している。これにより、「龍王変化（ヴリトラ・プロモーション）」という漆黒の炎でできた巨大なドラゴンの姿に変身する能力にも覚醒しており、暴走の危険性も高いが龍王クラスの力を発揮でき、口の部分から黒炎のブレスを放ち、炎の結界に捕らえた相手のパワーを奪うことが可能。ただし、あくまで「黒い龍脈」がベースとなっているため、複数の能力を備えてはいるものの神滅具には当たらず、移植した時点では「悪魔の駒」にも変化は生じていない。なお、ヴリトラの意識が出て来ているときは、匙の左目がヴリトラ同様赤い龍の目に変化する。
黒い龍脈（アブソーブション・ライン）
所有者：匙 元士郎
ヴリトラ系神器の1つ。
どんな物体にも接続できる「ライン」で自分と対象をつなぎ、対象の力を吸いとる。使いこなせば、逆に対象の方に力を送る、宿主の心臓に繋いで命を魔力に変換する、力だけではなく血液などを吸い取る、といったこともできるが、高い集中力が必要になる。当初はデフォルメされたトカゲの頭が右手に具現化して舌のようにラインを伸ばしていたが、修行を経て黒い蛇がとぐろを巻いたような形状になり、赤龍帝の血液を奪ったことがきっかけでヴリトラの意識が表出の兆しを見せてからは、さらに右腕に蛇のようなアザと宝玉が出現している。本人が制御できない神器などに接続して力を散らすことで、正常に作動させることもできる。また、短時間なら自分側のラインを引き離して別の者や物に接続することも可能なので、味方に接続し敵から奪った力で強化することなどもできる。持ち主が成長すれば出せるラインの数も増え、吸いとる力も倍々に強化されていく。ラインは所有者のしぶとさに応じて強度を増し、宿主次第で生半可な攻撃では切断が困難となる。そのほか、ラインの強度を生かし、ロープがわりにして立体機動を行うことも可能。
邪龍の黒炎（ブレイズ・ブラック・フレア）
所有者：匙 元士郎（※後天的に移植）
ヴリトラ系神器の1つ。
解呪の難しい呪いの黒い炎を放つ。盾のように展開して、自分の身を守ることもできる。
漆黒の領域（デリート・フィールド）
所有者：匙 元士郎（※後天的に移植）
ヴリトラ系神器の1つ。
相手の魔法力を削る力を持つ領域を作り出せる。敵の力を全て絞り尽くすまで捕縛し続ける。
龍の牢獄（シャドウ・プリズン）
所有者：匙 元士郎（※後天的に移植）
ヴリトラ系神器の1つ。
黒い炎が相手を四方から囲み、壁のように立ち昇りその動きを封じ、熱によって牢獄に捕らえた相手を苦しめる。相手が射程範囲内に入っていることだけで発動条件を満たす。
罪科の獄炎龍王（マーレボルジェ・ヴリトラ・プロモーション）
匙がヴリトラ系神器4種の複合から発現した禁手。神器の移植やヴリトラの覚醒といったイレギュラーや、イッセーから受けた影響によって生まれた特殊な禁手であるため、分類としては深淵面と慮外面の複合型であり、各ヴリトラ系神器の禁手とは違う結果になっている。発動中は匙とヴリトラは同化しているため、2人の声が重なった音声となっている模様。
暗黒の鎧の全身から黒い触手のようなラインをいくつも生やし、触れた量産型邪龍のオーラを一瞬で吸い尽くして塵に変えるほどの吸収力を得る。さらに、周囲の空間へ視認できるほど濃密な呪詛をまとった漆黒の邪炎を放出しており、迂闊に近づけばそれだけで殺されてしまう危険があるとされ、量産型邪龍クラスの相手なら簡単に呪殺してしまう。地獄の業火にも等しいとされる黒炎には凶悪な呪いが宿っており、一度でも直撃すればそこから呪いが発動し、相手が燃え尽きるまで消えないか、あるいは相手の力を散らす効果がある。火力は聖十字架の紫炎とすら互角以上に渡り合い、相手に激痛を与えると共に徐々に体力と魂を奪い取って灰に変えるほか、熱気を発して範囲攻撃を行い、ラインにも黒炎を纏わせることで接触する別の相手を延焼させられる。また、黒炎を拳に込めることで、殴った相手に邪炎を燃え移らせて火傷を負わせることも可能で、加えてラインも腕に纏わせることにより相手へさらなる激痛と熱気を与えることもできる。この状態では、匙は龍王クラスの力を安定して発揮できる。
名称は地獄の第八圏に由来する。

追憶の鏡（ミラー・アリス）
所有者：真羅 椿姫
大きな鏡を出現させ、鏡が破壊された時の衝撃を倍化して相手へ返すカウンター系神器。あくまで返せるのは衝撃だけで、武器の特性は影響しない（例えばデュランダルで破壊したとしても聖なるオーラが返るわけではない）。
椿姫の禁手は亜種で「望郷の茶会（ノスタルジア・マッド・ティー・パーティ）」。「異能を有する魔物を鏡から発現させる」という能力で、発動条件は「追憶の鏡」で一定数の攻撃をカウンターすること。魔物たちには直接的な攻撃力はないものの強力な範囲特殊能力を持つ。魔物は「不思議の国のアリス」に由来する名前が付けられており、登場したものは、口からガスを吐いて一定範囲内の敵を強制的に眠らせる大きなネズミの「冬眠鼠（ドーマウス）」、発生させた波紋に触れた者の意識を狂暴化させる服を着た兎の「三月兎（マーチ・ラビット）」、眼光を浴びた者に幻覚を見せる帽子をかぶった細身の魔物「帽子屋（マッド・ハッター）」。

白炎の双手（フレイム・シェイク）
所有者：英雄派の構成員、「アルマロス教室」の少年
属性系、炎系攻撃系神器。両手から白い発火現象を起こす特性を持ち、使い方次第では剣や盾などの武器の形にもできる。元が炎なので、接触をなくすことも、長さを変えることも可能。神器としてはありふれたもの。

闇夜の大盾（ナイト・リフレクション）
所有者：コンラ
影を操る防御系の神器。攻撃を防ぐ以外にも影の中に攻撃を吸いこみ別の影から放出することが可能だが、影の中で攻撃がはじけた場合などはその威力が所有者にフィードバックしてしまう。また、本体が倒されても影の効果はしばらく残る。
コンラの禁手は「闇夜の獣皮（ナイト・リフレクション・デス・クロス）」という影の全身鎧で、本来の能力に加え本体への物理的攻撃をほぼ無効化する機能がある。ただし、炎自体は無効化できても限度を超えた高熱は防げないなどといった例外も存在する。「赤龍帝の鎧」と戦ったことで発現した少々イレギュラーな禁手。

青光矢（スターリング・ブルー）
所有者：英雄派の構成員
属性系、光系攻撃系神器。青い光の矢を放ち、撃ちだした後でも軌道変更が可能な能力。

緑光矢（スターリング・グリーン）
所有者：英雄派の構成員
属性系、光系攻撃系神器。緑色の光の矢を放つ。

龍の手（トゥワイス・クリティカル）
所有者：ジークフリート
一定時間、使い手の力を2倍にする状態変化系、封印系（ドラゴン系）神器。「赤龍帝の籠手」と似た外見の籠手。神器としてはありふれた物だが、等級にバラツキがあるとはいえ「ドラゴンを封じた神器」なので潜在能力は高い。
亜種も登場しており、ジークの物は籠手ではなく背中から銀色の「ドラゴンの腕」が生えてくるというもので、力が2倍になるだけでなく三刀流を使うことができる。ジークは禁手も亜種で、腕が更に3本増えて、自前の腕と合わせて合計6本の腕を操る「阿修羅と魔龍の宴（カオスエッジ・アスラ・レヴィッジ）」。その効果は腕の本数分、つまり4回力が倍加されるという単純なものだが、優れた剣士であるジークにとって16倍の力と六刀流は十分すぎるほどの能力である。ただし、ドラゴンの力も高まるため、グラムのような強力な龍殺しの武器は使用困難になる。

聖剣創造（ブレード・ブラックスミス）
所有者：ジャンヌ、木場 祐斗（※後天的に取得）
あらゆる属性を付与した聖剣を生成できる創造系神器。ただし、創造した剣の強度はオリジナルの（本来の過程を経て製造された）聖剣に及ばない。
ジャンヌは生まれつき宿している神器だが、木場はコカビエル襲撃の際に同士の魂から聖剣使いの因子を譲り受けたことで、聖剣を扱えるようになっただけでなく生み出す神器能力にも後天的に目覚めた。そのため、魔剣創造と聖剣創造の2つの神器能力を持つ特殊な存在となっており、これが魔剣創造の禁手「双覇の聖魔剣」の源となっている。
通常の禁手は「聖輝の騎士団（ブレード・ナイトマス）」で、聖剣を持った甲冑騎士を複数創り出して使役することができる。禁手の亜種としては2種類登場している。
1つはジャンヌが使用した、聖剣で形作った巨大なドラゴンを使役する「断罪の聖龍（ステイク・ビクティム・ドラグーン）」。聖剣の威力は別次元に強化され、上級悪魔以上の素質を持つ人工悪魔でも激痛にもがき苦しみ、灰と化すほどの多大なダメージを与える。
2つ目は、木場が「聖剣創造」でも禁手に至った結果誕生した、「聖覇の龍騎士団（グローリィ・ドラグ・トルーパー）」。龍を模した甲冑の騎士団を使役する能力で、主にジークフリートから得た複数の魔剣を同時に使用する際に用いられる。使い手である木場と同等の身体能力を付与することができるが、第14巻時点で付与できる能力は「スピード」のみ。また、硬さは心許ないが、木場自身が甲冑を着込むことも可能。応用として、自分の脚部と背中にオーラを噴出させる装甲をつけられるようになり、これらのブースターによって疑似龍神化したイッセーでも対応できないほどの速度を発揮できるようになった。

巨人の悪戯（バリアント・デトネイション）
所有者：ヘラクレス
攻撃と同時に接触した個所を爆破する属性系神器。爆発の威力は手に爆弾を握って殴ったかのごとく、一撃で街路樹が木っ端微塵になる。
禁手は「超人による悪意の波動（デトネイション・マイティ・コメット）」。全身からミサイル状の突起物を生やし、撃ち出して離れた敵をも爆破する能力。本来は大多数にこそ遺憾なく発揮される能力だが、ヘラクレスは深淵面の調整を行ったことで、ミサイルを無差別に発射するのではなく爆発の威力を一点に集中させられるようになり、これにより高い防御性能を持つ「獅子王の剛皮」すら突破できるほどの破壊力を発揮できる攻撃も可能となった。

魔眼の生む枷（グラヴィティ・ジェイル）
所有者：リーバン・クロセル
視界に捕らえた範囲内に重力場を発生させる時間、空間系神器。視線を外さない限りは有効で、使い手次第では一気に押し潰すことも可能だが、一時的に敵の足を止めるなど、基本はサポート向きの能力。視覚を介するという点から対策されやすいのが欠点。

異能の棺（トリック・バニッシュ）
所有者：ミスティータ・サブノック
一定時間特定の対象の能力を封じる結界、封印系神器。呪いを受けた対象の体には、気色の悪い模様が浮かび上がる。しかし、使用時には所有者の体力や精神力を極端に費やす性質があるため、完全に封じるには所有者の全力を費やさなければならないので、味方なしでの使用はリスクが高いどころか無意味。

凍結なる霊鳥（フリージング・アーキオプテリクス）
所有者：中級悪魔昇格試験の受験者
属性系神器の一種。冷気で氷の巨鳥を作り出して攻撃させる。

幻映影写（ドリームライク・カース）
所有者：マルシリオ
時間、空間系神器の一種。通常の能力は不明。
禁手は「永久に包まれた幻想郷（パラセレネ・ユートピア）」。対象を自分の作り出した結界空間に送り込み、その中で術者の思い通りの多様な幻術を見せる能力。直接的な攻撃力は皆無だが、内部では一定以上の異能が使えない制限がある上に時間感覚も大幅に狂う（数時間が数日に感じられる）ため、内部からの脱出は非常に困難。やり方によっては容易に相手の精神を壊すことができる。外部からの攻撃には脆いのが弱点。非常に強力で英雄派の幹部クラスにも劣らない程の禁手だったが、所有者がグレモリー眷属に一矢報いたことで満足してしまったためか、捕縛され冥界へと送られた時にはもうこの禁手は失われていた。

聖者の試練（スターディ・セイント）
所有者：ネロ・ライモンディ
攻撃を受けると防御力が向上するという性質の防御、カウンター系神器で、効果は所有者が倒れるまで続く。機能は単純だが、その分基礎能力が高い者ほど優れた効力を発揮する。
禁手は「聖者の試練に次ぐ試練（スターディ・セイント・ウィズスタンド）」で、防御力の上昇率が通常形態より強化される。

救護聖人による再起（ホーリー・リサシテーション）
所有者：ディートヘルム・ヴァルトゼーミュラー
状態変化系（回復系）神器の一種。前もって能力をかけておくことで一定の時間、あるいはダメージを受けたときに自動で回復が発動するというものだが、「聖女の微笑」とは違い対象になるのは信徒だけという制限がある。
禁手は「十四救護聖人による救済（フォーティーン・ホーリー・サルベーション）」といい、効果範囲と治せる症状の範囲が格段に広がり、信徒であれば重い病でも癒やせるという。

蛇の王妃による死の勅令（イージス・ミネラリゼーション）
所有者：ペルセウス
メデューサの顔の彫刻が施された大盾で、元祖ペルセウスに由来する状態変化系神器。メデューサの目から放たれる光を相手に浴びせ、その力量が所有者を下回っていた場合に強制的に石化させるという即死級の能力。
禁手は「彷徨う蛇の王妃と蛇の騎士による死の舞踊（カプトメデューサ・アンド・ミネラリゼーションナイト）」。巨大化したメデューサの彫刻が盾から分離して空中を飛び回り、石化の眼光を広範囲に放つだけでなく、剣にも蛇のレリーフが生じて魔のオーラが滾り、斬られた相手も石化させるという能力。

輝失の呪像（ブライン・シャイン・スタチュー）
所有者：「深淵に堕ちた者たち」の下級構成員
独立具現型神器の一種。一本足、小さな翼、一本角、一つ目という異形の50センチメートルほどの石像を2体まで召喚し、そこから放たれた光を浴びると徐々に視力を失い、状況次第では完全に失明するという恐ろしい能力。自分自身も対象になるので、所有者は特殊なサングラスなどで防御する必要がある。

孔と明と罠（ストラテジー・トラップ）
所有者：諸葛亮
好きなところに簡単なトラップを張れる創造系神器。相手の足元に落とし穴を作る、頭上にブロックを作るといった使い方で、うまく使えばかなりの強敵も手玉に取れる。

##### 人工神器（一覧）
墮天龍の閃光槍（ダウン・フォール・ドラゴン・スピア）
使用者：アザゼル
アザゼルが作り出した人工神器。二天龍の神滅具などの「ドラゴン系神器」をもとに開発された品で、五大龍王の一角「黄金龍君」ファーブニルの力を宿しているため非常に強力。「槍」とされているが通常形態はむしろ短剣に近い。アザゼルが自分用に調整したものであり、彼が使う分には副作用が起きないようになっている。
疑似禁手状態は「墮天龍の鎧（ダウン・フォール・ドラゴン・アナザー・アーマー）」と呼ばれる黄金の全身鎧で、アザゼルの力を神クラスに対抗できる域にまで高めることができる。ただし、これは強制的な覚醒による一種の暴走状態であるため、戦闘後には核となるファーブニルを封じた宝玉を残して消滅する。また、曹操によれば、ファーブニルの力を反映しきれていないとのこと。
アザゼルがファーブニルとの契約を解いたことで失われた。

閃光と暗黒の龍絶剣（ブレイザー・シャイニング・オア・ダークネス・ブレード）
使用者：アザゼル
アザゼルが天界時代に書いた中二病レポートの設定を元に作った両手剣型人工神器。聖と魔の属性を融合させる聖魔剣とは違い、光と闇の属性を融合させず同時に高出力で発射する。
非常に強力な武器だがこの人工神器はアザゼルにとっての黒歴史で、一時期部下からも「閃光と暗黒の龍絶剣（ブレイザー・シャイニング・オア・ダークネス・ブレード）総督」と呼ばれていたことから若干トラウマ気味。そのためイッセーからは「黒歴史ソード」の愛称で呼ばれている。
元々は設定だけの武器だったが、木場の聖魔剣を参考にしたことで一応完成し、三大勢力の運動会で御披露目された。
閃光と暗黒の龍絶刀（ブレイザー・シャイニング・オア・ダークネス・サムライソード）
使用者：巡 巴柄
アザゼルが「閃光と暗黒の龍絶剣」を元に作り出した人工神器。凄まじい攻撃力を持つ日本刀型の神器で、実体のないものまで切り裂くことができる。
所有者の巡巴柄はこの神器の名前を呼ばれることを嫌がっている。
鬼手は名称不明。本体の刀身の形状が変化し、さらに4体の鎧武者を召喚し操るという能力。
閃光と暗黒の龍絶刀－包丁タイプ（ブレイザー・シャイニング・オア・ダークネス・サムライソード－ほうちょうタイプ）
アザゼルがデパートで実演販売していた人工神器の類。容易にかぼちゃを刻み、紙や木製のまな板、あげくに金属まで簡単に削ぐ切れ味。悪霊から旦那の浮気相手まで切れると言って、実演販売を見ていた奥様方に売っていた。
閃光と暗黒の龍絶刀・参式（ブレイザー・シャイニング・オア・ダークネス・サムライソード・サードステージ）
使用者：梵天丸
アザゼルが作り出した人工神器。青白いオーラと黒々としたオーラを発しているが、威力調節がされており、危険な波動は飛んでいない。
アザゼルと意気投合した「邪気眼龍政宗」こと梵天丸に譲渡されている。

灼熱と凍結の龍滅鍋（ディザスター・オブ・バーニング・オア・フリーズ・ポット）
アザゼルがデパートで実演販売していた人工神器の類。どんなに煮詰めても一切焦げ付かない最高で最硬なお鍋。

精霊と栄光の盾（トゥインクル・イージス）
使用者：由良 翼紗
アザゼルが作り出した人工神器。精霊との契約によって多様な防御特性を発揮する盾で、属性を付与させてヨーヨーの様な飛び道具としても利用できる。

刹那の絶園（アブローズ・ウォール）
使用者：花戒 桃
アザゼルが作り出した人工神器。腕輪型で、広範囲に防御結界を展開できる。その強度は「赤龍帝の鎧」状態の掌底でも破壊できないほどで、一定範囲内であれば瞬時に発動可能。

怪人達の仮面舞踏会（スカウティング・ペルソナ）
使用者：草下 憐耶
アザゼルが作り出した人工神器。宙に浮く無数の仮面を遠距離操作し、仮面を通して遠くの様子をうかがえる索的・諜報・守備と応用範囲の広い神器。一応仮面をぶつけることで攻撃も可能だが、威力は低く牽制程度にしか使えない。

玉兎と嫦娥（プロセラルム・ファントム）
使用者：仁村 留流子
アザゼルが作り出した人工神器。近接戦闘の機動力強化に特化した太腿まで覆う脚甲型。蹴り技の威力を10倍以上に強化できる。
鬼手は「玉兎と嫦娥と巨蟹（ハイパー・プロセラルム・ファントム）」。命名は仁村。鎧の範囲が腰回り、両手、胸元と上半身にまで広がり、脚甲の装飾も派手になっている。本来時間に関連する能力らしく、使用中は周囲のものが遅く感じられ、瞬間的な機動力は真『女王』をも上回り、他者とは違う時間の世界を駆けることができる可能性があるとされる。加えて敵の攻撃を蹴り返し軌道を変えられるという能力が発現、これまで防がれたことのなかった「洋服破壊」の魔力すら反射する性能を発揮している。

破壊獣の王鎧（ディザスター・タイフーン・ビースト・アナザー・アーマー）
使用者：アザゼル
アザゼルが伝説の魔物「テュポーン」と一度限りの契約を結んで至った鬼手状態。通常の人工神器形態では、装飾が施され、柄頭に宝玉が埋め込まれた短剣で、一度なら伝説の魔物の力で鬼手化できるように調整されている。
鬼手化すると青と黒を基調とした禍々しい全身鎧と三叉の矛へと変化し、堕天使の漆黒の翼が鎧の背部、腰部、脚部あらゆるところから生えていく。矛の一振りは30年後のロキの強烈な魔法の塊を両断し、振り下ろした余波だけで大きく海を両断し、砂浜を深く抉り、近くの山をも削り取った。

##### 人工神滅具（一覧）
黄金龍君の羽衣（ギガンティス・メイデン・ローブ）
使用者：兵藤 愛理
「堕天龍の閃光槍」の発展型で、「黄金龍君」ファーブニルが核になっている人工神滅具。アイリ自身の身体を依り代に顔と手足に展開する龍門の魔方陣からファーブニルを召喚することで、光と化したファーブニルが所有者に覆うように被さり、ドラゴンのオーラを放つドラゴンのシルエットが浮かび上がる羽衣を羽織ったかのような姿になる。
鬼手は「黄金龍君の鎧（ギガンティス・ブラッド・スケイルメイル）」で、黄金の全身鎧（プレート・アーマー）を着込む。同じファーブニルの力を借りる「堕天龍の鎧」より安定している。目では捉えきれない神速で動き回り、敵の身体が視認できないほどの高速の打撃で次々と削っていき、拳に黄金のオーラを集めて極太の一撃として放つこともできる。

赤龍王太子の籠手（ブーステッド・ギア・ディアボロス）
使用者：イクス・グレモリー
「赤龍帝の籠手」にそっくりな左腕用ガンスレット型の人工神滅具。籠手に装填された威力を増大させる弾丸を撃ち込むことを条件に「赤龍帝の籠手」と同じ「倍加」が発動し、「Boost」「Explosion」の掛け声と共に力を倍にして身体能力を向上させる。
鬼手は「紅龍の斬滅剣（スカーレット・ザ・エクスティンクト・ブレード）」という、天龍の力と意思、そして聖魔剣士の技を乗せた力。「Scarlet Dragon Counter Balance（スカーレット ドラゴン カウンター バランス）」の掛け声と共に、イクスの両腕に紅い籠手と脚甲、軽鎧（ライト・アーマー）が装着され、背には4枚の紅いドラゴンの羽が生える。高速戦闘が得意なヴァーリや木場から学んだ動きを得意とするため、二天龍やアイリの全身鎧とは違い動きやすそうな軽鎧の形になっており、目でも気配でも捉えきれない神速で音もなく移動できるようになる。真紅剣ガラティンIII改は人工神滅具と融合して有機的な形へと変わり、「BoostBlade」の音声と共に剣を覆う紅いオーラが増大し、両親から受け継いだドラゴンのパワーと滅びの魔力を剣に乗せて敵を削り取る。

##### その他
終末大帝の龍装（ラグナロク・アース・ベルセルク）
使用者：ヴィーザル
グリゴリの協力と世界樹（ユグドラシル）の力を使った、「アースガルズ版の人工神器」といえる「準神族兵装」。改良したヴィーザルの脚甲に、五大龍王の一角である「終末の大龍」ミドガルズオルムの力を宿した宝玉を装着することで発動する。龍王の力を借りているため形状は「堕天龍の鎧」そっくりの全身鎧だが、色は灰色で、装備者の戦闘スタイルに合わせて脚部に装備や仕組みが集中した構造となっており、背中のブースターを噴射して神速で移動できる。「シュート」の掛け声と、宝玉からの「Maximum Charge（マキシマム チャージ）」の音声とともに発動する「フィンブルヴェト・ショット」という必殺技があり、この神速の飛び蹴りは「龍神化」の鎧を砕くほどの威力を誇っている。ただし、ドラゴンの力を具現化させているため、「龍殺し」の属性で鎧が壊されるという弱点を持つ。

### レーティングゲーム関連
悪魔の駒（イーヴィル・ピース）
かつての戦争で大きく人数を減らした上級悪魔達が、チェスの特性を取り入れた少数精鋭の制度。現魔王の1人、アジュカ・ベルゼブブによって開発された。軍団を持つ代わりに、「駒」として少数の下僕悪魔に強大な力を分け与える。悪魔以外の種族に使用した場合は対象が「転生悪魔」となる。いつ頃から利用されている制度かは不明だが、人間として15世紀末から16世紀初頭にかけて活動した転生悪魔がいることからその頃には既に実装されていたと考えられる。
それぞれ「女王×1」「僧侶×2」「戦車×2」「騎士×2」「兵士×8」の属性が与えられ、各駒の属性に合わせた能力を持つ。通常は一人につき駒ひとつだが、潜在能力値の高い者は複数の駒を消費する（強力な神器を持つ者が多い）。また同じ駒なら「王」同士で折り合いがつけばトレードすることができる。さらにアジュカの趣向でいくつもの隠し要素が盛り込まれている。
「王」の駒は存在せず、眷属の主である上級悪魔自身が魔王領などに設置されている「悪魔の駒」と同じ素材で作られた石碑で登録することにより王になるものとされているが、実は「王」の駒も製造可能であり、その方法は封印されている。これが重要な伏線となり第4章の問題に大きく絡んでいくこととなる。
有名な上級悪魔の下僕になればレーティングゲームに参加し自らが上級悪魔になれる可能生が開ける上、主から直臣として領地の一部が譲渡されるため、下級、中級悪魔にとって下僕悪魔となることは憧れである。
神格はシステムの対象外だが、「王」の資質によっては半神までは転生させることができる模様。
「兵士」の駒（ポーンのこま）
通常状態では特に能力を持たない最弱の駒だが、王が「敵の陣地」と認めた場所に行くときに「王」以外のすべての駒に昇格し、その能力を使用できる「プロモーション」という特性を持つ。駒価値は1。
「僧侶」の駒（ビショップのこま）
駒の特性は魔力の底上げ。駒価値は3。
「騎士」の駒（ナイトのこま）
駒の特性は速度の上昇。駒価値は3。「王」の護衛を任されることが多いため、眷属内では女王に次いで多忙な役目とされる。
「戦車」の駒（ルークのこま）
駒の特性は攻撃力・防御力の上昇。また、「王」と位置を入れ替える「キャスリング」という特殊能力を持つ。駒価値は5。
「女王」の駒（クイーンのこま）
「兵士」「僧侶」「騎士」「戦車」のすべての駒特性を兼ね備えた最強の駒。反面、各能力に特化している駒と違って得手不得手に関係なく力が上昇するため使いこなすのは難しい。駒価値は9。多くの場合で王が最も信頼する腹心から選出されるため、眷属の中で一番多く役目を割り振られる。
変異の駒（ミューテーション・ピース）
悪魔の駒における本来、複数の駒を使うであろう資質を宿した転生体を一つの駒で済ませてしまう特異な駒。
作中で使用が明言されているのは、リアスの「僧侶」ギャスパー・ヴラディ（魔神の一部を宿す新規神滅具の保有者）とサーゼクスの「戦車」スルト・セカンド（世界樹を焼き尽くす巨人のコピー体）のみ。その他サイラオーグは「兵士」の「変異の駒」を所有している。主である「王」のレベル向上によって変化することもあり、実際にイッセーの「戦車」の駒は後天的に「変異の駒」となっている。
通常であれば使用済みの普通の駒が変異の駒になることはないが、イッセーの場合は「覇龍」の影響でアジュカのプログラムが上書きされて変質しかけてしまい、それをアジュカ自身の手で調整し直したうえでさらなる成長を遂げたことで「赤龍帝の三叉成駒」「真紅の赫龍帝」「龍神化」が発現し、それに伴い8つの駒全てが変異の駒になる。
「王」の駒（キングのこま）
この駒の特性は単純な強化。2倍や3倍どころではなく、少なくとも10倍から100倍以上の強化が可能。才能の無い者であってもこの駒を使用するだけで最上級悪魔級あるいは魔王級の力を手にすることが可能だが、あまりに強すぎる者、あるいは特異な能力を持つ者が使用するとオーバーフローを起こし、最悪命の危険が生じるという重大な欠陥が存在する。
政府に害意や邪な感情を抱く者が出てしまうことを恐れて使用が禁止され、唯一製法を知る魔王の1人アジュカ・ベルゼブブも製造を止めたため初期ロットしか存在しない。しかし、その大半がゲームの運営を行う上層部の悪魔たちに奪われており、彼らの不正によって純血の上級悪魔のトップランカーの一部に供与されている。アジュカは自身の責任において製作された駒の回収を進めているが、20巻においてディハウザー・ベリアルの手で冥界全土に事実を公表される。

レーティングゲーム
勢力を大きく減退させた悪魔が、転生により強力な眷属を増やし、かつ仲間を減らすことなく実戦経験を詰むために行われる悪魔独自の競技。爵位持ちの上級悪魔達が自身を「王」、下僕を文字通りチェスの駒として、あらゆるルールのもと、相手の悪魔眷属たちと競い合う。現政権で優遇されているため、実力主義の冥界ではゲーム成績が爵位や地位にまで大きく影響する。
異空間に使い捨ての戦闘フィールドを創り出し、そこへ両チームが転移して行う。「王」自身が戦闘不能になるか降参を宣言した場合に敗北となる。「王」が双方倒れる前に制限時間が来た場合は、時間内に撃破した駒価値の得点が多い方が勝者となる。その名の通り元となったチェスと同じくレーティング・ルールが採用されており、トップ10はレート3000超え、絶対王者のディハウザーに至っては3500台を独走している。20位からは別次元の実力があり、トップテン以上は英雄だとされている。魔王には参加権がなく、魔王眷属のみの参加は許されているが眷属の総意として参加しないことにしている。
基本的に成人した悪魔しか参加することが出来ない。ゲームではおよそあらゆる戦法が認められており、戦闘不能となった駒は強制的にフィールド外へ除外されて治療を受けるため、死者は出ないようになっている。また、純血の上級悪魔だけが通うことが出来るレーティングゲーム学校が存在する。エンターテイメントとしての側面が強く、公のゲームでは審判だけでなく実況と解説が付きその試合映像も公開される。加えて試合を盛り上げことを優先し、戦術的に不都合な場所へ本陣が設けられる場合もある。
眷属全員がフィールド上に一度に出て戦う形式が基本的な物だが、ダイスの出目で試合に出せる手持ちを決める「ダイス・フィギュア」や、フィールド上の旗を奪い合う「スクランブル・フラッグ」、チェスボードのように区切られたフィールド上で破壊した対象物の数を競う「オブジェクト・ブレイク」、フィールド上にランダムで出現するゴールにボールを入れ駒価値に応じた点数を得る「ランペイジ・ボール」といった特殊ルールも存在するため、ただ「強い」というだけでは勝てないのも醍醐味の1つ。制限時間もルールによって異なり、1時間で勝敗を決しなければならない「ライトニング・ファスト」から、1日がかりで試合する「ワンデイ・ロング・ウォー」やそれ以上の長さまでの幅がある。試合時間が短いルールは短期決戦（ブリッツ）と呼ばれている。
眷属以外に「監督」を雇う制度も存在している。ただし「王」である上級悪魔自身が指揮をとることの方が多いこと、競技人口そのものが多いとは言えないこと、生涯現役を続ける悪魔が多く引退して監督業に専念しようと考える者が少ないこと、などといった理由でほとんど浸透していない非常にマイナーなルールになっている。
三大勢力の和平締結を切っ掛けに各神話体系勢力との緊張緩和・協調体制への移行が進んでおり、将来的には天使・堕天使を始めとした他勢力チームの参加も打診されている。その夢の1つの到達点が後述の「アザゼル杯」である。
上層部の古い上級悪魔が運営しており、「悪魔の駒」の開発者であるアジュカは主要な仕事から外されている。実力さえあれば誰でも大成できるという謳い文句とは裏腹に、運営陣と古い悪魔たちとの間には利権に絡む癒着が生じ不正が当然のように行われている。前述の「王」の駒の無断供与のほか、賄賂や八百長によってマッチメイクにも意図的な作為を加えており、トップランカーの順位がほぼ変動していないのも絶妙なバランス調整が行われているためだった。これらの事実は長らく極秘とされていたが、ディハウザーにより「王」の駒の存在が明かされると同時に公表されることとなる。
30年後の時代では「邪神戦争」の影響でレーティングゲームは中止されている。

アザゼル杯（アザゼルカップ）
「邪龍戦役」後に開催が決定した、戦争の英雄であるアザゼルの名を冠したレーティングゲームの国際大会。優勝賞品は各勢力の神秘の技を使って「あらゆる願いを可能な限りに叶える」という物であり、願いの大きさ次第では複数のことも叶えられる。アジュカとシヴァが中心となって大会を運営し、資金は魔王の遺産やポケットマネーから捻出される。
正式な「悪魔の駒」では転生できない神クラスでも参加できるようルール変更が行われている。チーム構成は正式なレーティングゲームに準拠しているが、転生悪魔の場合は駒のクラスを王の意向で変更することが可能（例：「兵藤一誠眷属」の「戦車」であるロスヴァイセを「僧侶」枠に変えて登録する）で、駒価値の条件も緩和されて複数消費の眷属でも一枠として参加できる。ただし、価値が「1」でありながらプロモーションによって強化できる「兵士」については、王が強者を「兵士」に集中させすぎてゲームバランスを崩壊させないように（多少の仕様変更はあるが）本来の基準のままとなっている。そのこともあって運営からは「兵士」時の駒価値を計測するためのアプリが配信されている。また、神クラスが「僧侶」「騎士」「戦車」に登録する時は、駒を2つ消費しなければならない場合もある。
試合中にフェニックスの涙の支給が行われない代わりに、フィールド上の特定の場所に回復ポイントが用意されているが、わざわざその場所まで移動しなければならないこともあって回復役が貴重ながらも重宝されるのは変わらない。
第1回大会には、あらゆる勢力から総勢1045チームが参加する。ただし、神クラスの実力に恐れをなしたチーム、強い魔物や神滅具に恐れをなした非戦闘系の神のチームが途中棄権しているため、予選終盤では当初より参加数が減っている。
4月半ばから夏頃までかけて行われる予選期間中は、本式のレーティングゲーム同様に初期数値1500からレートのポイントを競い合う形式であるため、必ずしも勝ち星が決め手とはなり得ず、むしろチームの管理の方が重要になる。予選成績上位16チームが本戦トーナメントへと進む。予選では特殊ルールもありで、試合内容は開始前にルーレットで決定される。
トーナメント形式の本戦は、複雑な特殊ルールは一切なく、先に相手の「王」を取るという単純な形式で行われる。試合フィールドは何重にも結界を重ねているため、神々の戦いが繰り広げられて仮にフィールドが壊れても、真っ白な空間で試合を続行できるようにされている。

#### 特殊ルール一覧
ダイス・フィギュア
両「王」がダイスを振り、出た目の合計で出せる選手の基準が決まるというゲーム。
使用されるダイスは通常のダイス同様6面、1から6までの目が振られていて、それを振ることによって試合に出せる手持ちが決まり、数字以内ならば違う駒同士でも組ませて出場が可能。例えば、出た目の合計が「8」の場合、この数字に見合うだけの価値を持つ選手を試合に出すことができ、複数出場も可能で、「騎士」なら価値は3なので2人まで出すことができ、駒消費1の「兵士」ならば場に8人も出せ、駒価値5の「戦車」1名と駒価値3の「騎士」1名も合計数字が8なので出すことが可能。ただし、同じ選手を連続で出すことはできない。また、出た目に該当する駒を用意できない場合は振り直しが行われる。その特性上、駒価値の低い「兵士」「僧侶」「騎士」が活躍しやすいルールである。
「王」の参加は事前に審査委員会から出された評価によって出られる数字が決まる。基本ルール通り、「王」が負ければその場で試合終了になる。

スクランブルフラッグ
広大なフィールドに何本も立っている旗を奪い合うゲーム。
制限時間内にそれを全部奪取するか、相手よりも多くキープすると勝利になる。どこから攻めるか、どこを守備するか、広大なフィールドと睨めっこしながら決めていかないといけない。旗を半数以上奪われなければいいわけで、旗の死守にいかような手段を用いてもいいらしく、フィールドに隠すもよし、敵を誘い込んで囮にするのもよし、逆に旗を1本ぐらい捨てて態勢を立て直すもよし、と戦い方は千差万別になる。本来のゲームを模したボードゲームでは、駒を交互に動かすルールになっており、取られた旗を奪い返す際にはダイスの出目によって防衛か強奪されるかが決まる。比較的地味な種目で、戦略性がものを言う玄人好みの試合になることが多い。

オブジェクト・ブレイク
ゲームフィールドに用意された「オブジェクト」を制限時間内にフィールド上から探し出し、相手チームより多く破壊すれば勝利というルール。従来のルールと同様に、フィールド全域はチェスボードのマス目のようにエリアが区切られている。どちらかのチームが「オブジェクト」の半数以上壊したほうが勝利確定となり、その時点でゲームが終了になる。なお、制限時間を超えて、両チームが破壊した「オブジェクト」の数が同数だった場合、その時点で引き分けとなる。他の競技ルール同様、相手チームの「王」を倒しても勝利となるため、オブジェクトには目もくれず敵チームの撃破にのみ専念するという戦法も存在する。
「オブジェクト」の配置はランダムで、移動が可能かは実物を発見するまで分からず、それによっても戦法を変化させる必要がある。各チームの「王」にのみ課せられるルールとして「オブジェクトを破壊したエリアへの進入禁止」というものがある。これらの特殊性から、状況次第では番狂わせを起こしやすい種目とされる。
投獄（インプリズンメント）
オブジェクトが移動可能だった場合のみ使用できる戦術。敵の「王」をフィールドの隅に誘導し、運搬してきたオブジェクトをその周囲3エリアで破壊することで封じ込める。「王」が脱出するためには「戦車」とのキャスリングなどといった特殊な移動手段を用いなければならない。

ランペイジ・ボール
広大なフィールドのどこかに現れるゴール目掛けて、両チームが投げ入れるという競技。制限時間は2時間。
点数はゴールへ投げ入れた選手の駒基準に準じる。例えば「騎士」1枠の者がゴールをした場合、チームに加算される点数は「3」になる。なお、ダイス・フィギュアとは異なり「王」の価値は「10」点で固定される。「騎士」や「僧侶」のゴール3回分と「女王」のゴール1回分の得点が同じであるため、誰がゴールを決めていくかもポイントになる。
ゴールは点が決まった後その場で消えてしまい、次のゴールはフィールドのどこかにランダムで出現し、再び両チームの選手たちは、ボールを奪い合いつつそこを目指していく。場合によってはかなり距離の離れた場所に新たなゴールが出現することもあり、選手の運動量は非常に大きくなる。各チームに2つづつゲームフィールドを投影する腕時計型の装置が渡され、それでゴールの位置を確認しながら試合を進めていく。
この競技では、選手同士がぶつかり、一方がやられてしまっても、一定時間でフィールドに復帰できる。つまり、実質負傷によるリタイヤはないことになるため、選手は戦闘力以上に持久力やペース配分を求められることになる。試合時間は比較的短いが体力を大きく消耗する過酷なルールでもある。

ライトニング・ファスト
レーティングゲームのルールの中で、最も短い制限時間と狭いフィールドで使われるルール。
制限時間が1時間で、先に相手の「王」を倒したほうが勝ち。倒せなかった場合、試合終了時点までに撃破した相手チーム選手の合計駒価値で勝敗が決まる。

ワンデイ・ロング・ウォー
「ライトニング・ファスト」のまさに逆のルールで、丸1日という超長時間の制限時間を設定され、その間、広大すぎるフィールドを動き回って、相手を倒していくルール。アザゼル杯では最長の制限時間を誇るルールだが、本式のゲームではより長い制限時間のものも存在している。
あまりに広大なフィールドが用意されるため、索敵能力が重要になり根気とスタミナが必要になる。

ボード・コラップス
一定の時間と共にゲームフィールドが端から徐々に崩れていくというルール。最終的に中央部分しか残らなくなるため、逃げ隠れできる場所どんどん減り流れ弾に当たる危険も大きくなるという傾向があることから、フィールドが広い序盤のうちにどれだけ優勢を取れるかが重要になる。なお、フィールドが次第に狭くなるという関係で、「兵士」は敵の陣地で無くとも「王」の承認を得るだけでプロモーションが可能となる。

ユグドラシル・クライム
「アザゼル杯」オリジナルの新ルール。頂上が見えないほど巨大な疑似世界樹（ユグドラシル）がフィールドで、上に上るためのらせん階段や休憩と戦闘に使うための浮島が設置されている。疑似世界樹を上り先に頂上に着くか、相手の「王」を倒すかという2通りの勝利条件がある。「兵士」のプロモーションは中間地点以降で可能となる。階段を使わず空を飛んで頂上を目指すのもルール上は許可されている。

#### 「アザゼル杯」参加チーム
「燚誠の赤龍帝」チーム（いっせいのせきりゅうていチーム）
悪魔陣営/勢力混合チームの1つ。「王」は兵藤一誠。兵藤一誠眷属を中心に学校の後輩や臣下などから構成されている。願いの1つは「散逸したティアマットのアイテムを回収すること」。予選では「天界の切り札」チーム戦の1敗のみで、優勝候補の「王たちの戯れ」チームをも降し本戦トーナメントに進出する。

「リアス・グレモリー」チーム
悪魔陣営/勢力混合チームの1つ。「王」はリアス・グレモリー。元リアス眷属（=オカ研初期メンバー）を中心に、外部からスカウトした協力者を加えて構成される。神滅具3種と、最強の人間、最凶の邪龍を揃えた強豪チーム。予選では「明星の白龍皇」チームに敗北したものの、本戦トーナメントへ進出。1回戦第3試合で「燚誠の赤龍帝」チームと対戦し敗北、トーナメントから脱落する。

「紫金の獅子王」チーム（インペリアル・パーピュア チーム）
悪魔陣営代表チームの1つ。「王」はサイラオーグ・バアル。サイラオーグ眷属を中心に構成され、弟マグダランの眷属をサブメンバーとして加える。本戦トーナメントにも進出しており、予選で敗退したシーグヴァイラの眷属からの協力もあるため、入れ替えの人員がかなり豊富になっている。

「ソーナ・シトリー」チーム
悪魔陣営代表チームの1つ。「王」はソーナ・シトリー。メンバーのほぼ全員がソーナの眷属。魔王〜神クラスのずば抜けたパワーを持つ存在がメンバー内にいないために戦略による大局的な戦い方ができないことが弱点で、特殊ルールで制限をかけられでもしない限りパワー特化のチームの相手が苦手。本戦トーナメントには進出できず予選落ちする。

「雷光」チーム（ライトニングチーム）
堕天使陣営代表チームの1つ。「王」はバラキエル。「神の子を見張る者」メンバーを中心に構成される。本戦トーナメントには進出できず予選落ちする。

「天界の切り札」チーム（てんかいのジョーカー チーム）
天界陣営代表チームの1つ。「王」はデュリオ・ジェズアルド。「御使い」の精鋭で構成され、監督として転生悪魔リュディガー・ローゼンクロイツを雇う。願いは「神器システムの改良」。本戦トーナメントにも進出する。

「天帝の槍」チーム（てんていのやりチーム）
須弥山代表チームの1つ。「王」は曹操。元「禍の団」英雄派メンバーで構成され、主要メンバーは上級悪魔クラスをものともしないだけの実力者。出場メンバーの多くはリングネームを名乗る。予選では相性の問題で何戦かは敗北しているが、本戦トーナメントにも進出する。

「西遊記」チーム（さいゆうきチーム）
須弥山代表チームの1つ。「王」は闘戦勝仏（初代孫悟空）で、メンバーは「女王」哪吒太子、「戦車（2）」浄壇使者、「僧侶（2）」金身羅漢、「兵士（5）」玉龍のわずか5名。駒や作戦もほとんど適当に決めながらも、試合を存分に楽しんでいる。
予選を突破し、本戦1回戦では「明星の白龍皇」チームと対戦、少人数ながら圧倒的な実力で相手を翻弄するも、「王」を徹底して狙う作戦により一転して追い詰められ敗退する。

「王たちの戯れ」チーム（おうたちのたわむれチーム）
勢力混合（ギリシア・北欧連合）チーム。「王」はテュポーン。アースガルズやオリュンポスの若い神々から構成され、「女王」アポロンと「戦車」ヴィーザルを固定して他のメンバーは試合ごとに入れ替わる。優勝候補の一角。個々の性格と戦闘力が強いので、チームのまとまりはなくそれぞれの主張で行動する。予選では「燚誠の赤龍帝」チームに敗北したものの、本戦トーナメントに進出する。

「明星の白龍皇」チーム（みょうじょうのはくりゅうこうチーム）
北欧神話/勢力混合チーム。「王」はヴァーリ・ルシファー。元「禍の団」ヴァーリチームのメンバーから構成される。ヴァーリがルシファーの名を隠していないことから冥界で注目を浴びるようになっている。リーダーの自分の戦いと仲間意識をどちらも大切にする気質から、仲間の想いを汲んで戦いを組み立てる傾向にある。行動を縛らないように戦術・戦略を最低限しか用意しないのが特徴で、基本的な戦法は肉弾戦が得意な者が前に飛び出す超攻撃的な布陣で最大限個々の力を発揮しつつチームワークで互いを補うというものだった。しかし大会を通じて個を磨きながらも仲間を勝たせるためにも戦えるように成長している。本戦トーナメントにも進出する。予選が終わった後、最上級河童を補欠要員として新たに加入させる。

「刃狗（スラッシュ・ドッグ）」チーム
冥界堕天使陣営/勢力混合チームの1つ。「王」は幾瀬鳶雄。グリゴリのエージェントであり、「D×D」の裏方チームでもある。日本の神々から支援を受けている。本戦トーナメントにも進出する。

「ブラックサタン・オブ・ダークネス・ドラゴンキング」チーム
オリュンポス/勢力混合チーム。ハーデスが参加させたチーム。「王」は上級死神のゼノ。
序盤は敗戦続きだったが、ハーデスが生み出した超越者と魔王クラスの人工悪魔をメンバーに加えたことでマハーバリのチームに勝利する。その後は経験の浅さから特殊ルールで何度か敗北するが、本戦トーナメントに進出する。しかし、主力の不調により、本戦1回戦第4試合で「バベル・ベリアル」チームに敗退し、トーナメントから脱落する。

「ヴァジュラ」チーム
須弥山代表チームの1つ。「王」は帝釈天で、配下の四天王も参加する。優勝最有力候補とされ、全勝で本戦トーナメントに進出する。

「黒」チーム
北欧代表チームの1つ。「王」はスルトで、巨人たちを率いている。本戦トーナメントに進出する。

「アスラ」チーム
インド神話代表チームの1つ。「王」はマハーバリで、戦いの神「阿修羅」を率いている。予選での敗北は「ブラックサタン・オブ・ダークネス・ドラゴンキング」チーム戦の番狂わせのみで、本戦トーナメントにも進出する。本戦1回戦第1試合で因縁の「ヴァジュラ」チームに敗れ、トーナメントから脱落する。

「シューティング・スター」チーム
人間界から参加する勢力混合チーム。「王」はシューティング・スターで、各勢力にも名が知られていない強者が集まっている。願いは「食べ物に困らない生活」。一芸特化のチームで、各勢力でくすぶっていた者たちをシューティング・スターが勧誘して結成されている。
序盤は敗戦が多かったが中盤から一気に勝ち進んだダークホースで、本戦トーナメントにも進出する。しかし、本戦出場チームでは唯一、バックアップしてくれる者がいないため、試合後のケアが完全にできておらず、貯め込んだダメージを解消できずに試合に臨んでいた。本戦1回戦第2試合で「紫金の獅子王」チームと戦うが、全員がベストコンディションではないまま戦っていたこともあって徐々に押されはじめ、「王」が敗北したことでトーナメントから敗退する。

「バベル・ベリアル」チーム
冥界悪魔陣営代表チームの1つ。「王」はディハウザー・ベリアル。途中参戦となったが、神クラスすら降して連勝を重ね、本戦トーナメントに駒を進める。

「不死鳥（フェニックス）」チーム
悪魔・エジプト勢力混合チーム。「王」はルヴァル・フェニックス。エジプト神話勢力から支援を受けており、聖魔のフェニックスだけでなく、エジプトの霊鳥や新規神滅具所有者が加入する。本戦トーナメントにも進出する。

### 伝説の武器
神の領域に達した者が創造した超常的な武具。世界各地で保管、または大陸の奥地で眠っている。または神が使う武具。

#### 聖剣
神の領域に近づいた者が魔術や錬金術を使って作り出す聖なる武器。日本製のものは「神霊剣」とも称される。聖剣は剣身から強い光力を発するため、悪魔・魔物・吸血鬼は聖剣に触れただけで大きなダメージを負い、堕天使にも有効。あまりに強力すぎて、一部の例外を除き「聖なる神器」とは比べ物にならないとまでいわれている（「魔の神器」に関しても同様）。
聖剣を扱う者を作中では「聖剣使い」と呼び、教会にとって強力な戦力として扱われている。聖剣は自身で使い手を選び、なおかつ「因子」のある者しか扱うことができない性質を持ち、使い手となれるほどの因子を持って生まれる者の数は非常に少ない（ゼノヴィアとアーサーはこちら側）。過去には、僅かながらも素質を持つ人間を材料にして集めた因子を凝縮、これを移植して人工聖剣使いを作り出す「聖剣計画」が実行された。大量の死者を出すという計画のあまりの非道さに首謀者が破門された後も、教会では人死にまでは行かないレベルでの研究は継続され人工聖剣使いは生まれていた（イリナはこちら側）。エージェントを聖剣使いにするために祝福として因子を与えていたが、受け取った当人たちはその原材料については知らされていなかった。ただし後天的な聖剣使いは実験段階だったこともあり、分けられたエクスカリバーを何本か扱うことはできてもデュランダルレベルの強力な聖剣を扱える域にはなかった。和平締結によって錬金術に技術革新が起こり、教会で強力な聖剣が次々作り出されている。
30年後の世界では新しく作り出す技術がさらに発展しており、超常の力と機械的な科学技術が結びついた武器が生まれている。
エクスカリバー
最も有名な伝説の聖剣。かつて最強とも謳われたが、大昔の戦争で四散してしまい、折れた破片を教会が回収し、錬金術を用いて7つの特性を7本の聖剣に分けて作り直された。当然ながら一本一本の力はオリジナルには及ばないが、芯となっている破片さえ無事なら剣自体は破壊されても再生できるため、強奪された際には破壊してでも回収しろという命が下されていた。個々の能力でも十分強力だが、複数の能力を組み合わせることによって真価を発揮する。
当初は「支配」が行方不明で、残りもヴァチカン本部・プロテスタント側・正教会側でそれぞれ2本ずつ別々に保管されていた。第2章序盤でその半数を「神の子を見張る者」のコカビエルの暴走により強奪されたものの、教会のエージェントやグレモリー眷属、アザゼルの指示で派遣されたヴァーリの活躍で奪還された。そして三大勢力の和平後に6本が1つにまとめられ、デュランダルと同化して「鞘」として使用されることとなり、さらに11巻でアーサーから行方不明だった「支配」も譲られたことで「真のエクスカリバー」として復活する。
7つの能力を統合したレプリカのエクスカリバーも制作されているが、本物に比べれば5分の1ほどの力しかない。
破壊の聖剣（エクスカリバー・デストラクション）
エクスカリバーから生み出された聖剣の1つで、破壊力に特化されており7本中最大の攻撃力を誇る。
カトリック教会が保管しており、ゼノヴィアが悪魔に転生するまで使用していた。
エクス・デュランダルとなってからは破壊力の更なる上乗せを司り、現時点でゼノヴィアが唯一使いこなせる能力。擬態や天閃などの能力と同時発動させてその攻撃力を高めることも可能。脳筋気味なゼノヴィアとの相性は抜群であるため、一時期は他の能力全てを放棄してこれだけでやろうというパワーバカ思考に傾倒していた。
擬態の聖剣（エクスカリバー・ミミック）
エクスカリバーから生み出された聖剣の1つで、使い手のイメージ力次第でその形を自由自在に変えられる応用力の高さを持つ。糸状などの目立たない形に変えることも可能なので携行性能も高い。
プロテスタント教会が保管しており、紫藤イリナが使用していた。
エクス・デュランダルとなってからは、ゼノヴィアにとって一応使えるが使いこなせるとまでは行かない能力。ロスヴァイセの方が適正があり、バアル眷属とのゲームにおいて借りた剣を自分の姿に擬態させるという高度な使い方をした。現在ゼノヴィアはこの能力を使いこなすべく、元使い手のイリナからレクチャーを受けている。
天閃の聖剣（エクスカリバー・ラピッドリィ）
エクスカリバーから生み出された聖剣の1つで、使い手のスピードを底上げして高速の攻撃を繰り出せる。効果は単純だが応用範囲が広いため、ほかの能力とも組み合わせて使いやすい。
教会から奪われた1本で、フリード・セルゼンが所有し木場との戦いで使われた。
エクス・デュランダルとなってからは、ゼノヴィアにとって一応使えるが使いこなせるとまでは行かない能力。「騎士」の駒とは相性が良く、素のスピードで木場に劣るゼノヴィアでも聖剣の力を併用すれば互角に近い速度を発揮できる。
夢幻の聖剣（エクスカリバー・ナイトメア）
エクスカリバーから生み出された聖剣の1つで、相手を幻術で惑わせたり眠っている間にその夢を支配したりすることができるという魔法的側面の強い能力。戦闘では高度なフェイントを使う際に利用される。また、天閃と組み合わせて使うことで質量のある残像を生み出すこともできる。
教会から奪われた1本で、フリードが所有していた。
エクス・デュランダルとなってからは、ゼノヴィアが魔法方面に疎いためその習得に手間取っており、苦手としている能力。
透明の聖剣（エクスカリバー・トランスペアレンシー）
エクスカリバーから生み出された聖剣の1つで、剣および使い手を透明化できる。
教会から奪われた1本で、フリードが所有していた。
エクス・デュランダルとなってからは、ゼノヴィアにとって一応使えるが使いこなせるとまでは行かない能力。バアル眷属とのゲームにおいて、ロスヴァイセが借りて姿を隠すために使用した。
祝福の聖剣（エクスカリバー・ブレッシング）
エクスカリバーから生み出された聖剣の1つで、信仰に関与した力を持ち聖なる儀式（祓い師の力をアップさせる、信徒に幸運を授けるなど）で使うと効果を発揮する。戦闘面では、悪魔や吸血鬼を聖なる祝福で弱らせ、聖水や十字架の効果を大幅に増幅させるといった使い方になる。
正教会が保管しており作中唯一単独登場していない剣だったが、現在はエクス・デュランダルに統合されている。
エクス・デュランダルとなってからは、独特の才能を必要とするため習得に手間取っており、ゼノヴィアが苦手としている能力。
支配の聖剣（エクスカリバー・ルーラー）
エクスカリバーから生み出された聖剣の1つで、伝説の魔物・上位神滅具の攻撃・魔法・物理法則といった様々な存在を意のままに操ることができる。7本のエクスカリバーの中でも最強とされる。
三大勢力の戦争によって失われた聖剣とされていたが「禍の団」のアーサー・ペンドラゴンがヴァーリと共に探索し発見。フェンリル支配の目的が完遂して用済みになったため、11巻でゼノヴィアに譲渡された。
エクス・デュランダルとなってからは、ゼノヴィアが最も苦手としている能力。意のままに操るどころかただ発動させるだけでも苦労している。当初ゼノヴィアはその使い道を思いつかず、アーサーのように使いこなして魔獣を支配することなどとても無理だと諦めていたが、ソーナの助言で敵の発動した魔法を支配して戦闘を優位に進める使い方を修得した。しかし相性はあまりよくないようで、現状では支配の効果が発動するかは確率任せで不確定。
エクスカリバーの鞘
持ち主を限定的に不死身化する効果を持つ、「エクスカリバーの本体」とも言われるとんでもないアイテム。伝承の中で消失したとされていたが、宗教が混在して争っていた地域の地下遺跡に封印されており、和平によって調査隊が派遣できるようになったことで発掘された。シェムハザを介してゼノヴィアへと譲渡される。

デュランダル
エクスカリバーと並び称されるほどの伝説の聖剣で、かつてはパラディンのローランが使っていた。青い刀身の剣。前所得者はヴァスコ・ストラーダであり、今代の使い手はゼノヴィア。
斬れ味だけなら最強だが、使い手の言うことを聞かないじゃじゃ馬で、必要以上の破壊を周囲に齎す（もたらす）危険極まりない代物。加えて使い手の気質が破壊力に反映される性質を持ち合わせ、「破壊の聖剣」とは比べ物にならないほどの力を有する。「すべて」を斬れる能力は、使いこなせれば滅びの魔力すら切り伏せることが可能となる。常に周囲に攻撃的な聖オーラを放出し続けるため、普段は亜空間に格納しておいて必要とする時に召喚する。他に、聖なるオーラが他の聖剣にも効果を与えてその力を高めるという独自の特性があり、2振りの聖剣を同時に使用して大出力の波動を放つ技（通称「デュランダル砲」）をゼノヴィアが編み出している。この技の威力はエクス・デュランダルとなって更に凶悪化している。また無数の聖魔剣にデュランダルのオーラを纏わせて攻撃する「デュランダル・バース」も登場している。
シトリー眷属とのゲームで木場に貸し出されたことがある。パワータイプのゼノヴィアとテクニックタイプの木場とでは気質が異なるため威力が大幅に下がるが、その分周囲への被害を抑えられる。
エクス・デュランダル
他の聖剣の力を高めるというデュランダルの特性を、正教会の錬金術師が研究した末に生みだされた合体聖剣。この名称はゼノヴィアが付けたもので、エクスカリバー+デュランダルという安直な発想からのもの。デュランダルの制御不能なオーラを外に漏らさないため、錬金術を用いてエクスカリバーを「鞘」に変えて被せることで力の受け皿とし、オーラを制御可能にしつつも2つの聖剣の力を相乗させてより凶悪な破壊力を生み出すことに成功した。その改修の際にエクスカリバーはデュランダルと同化して1つの剣となったが、7つの能力は失われることなくより進化している。所有者であるゼノヴィアの合意があれば、聖剣使いの因子がなくても短時間だが能力の恩恵が得られるという特殊能力も獲得している。
使う際には鞘の各部がスライドして変形し、その中からデュランダルの刀身が現れる機構になっている。また、この鞘を展開して出てきた柄を引き抜けば、一時的に鞘を分離させて聖剣エクスカリバーの状態に戻すこともできるというギミック満載な剣となっている。この状態でのデュランダル砲は長さ15メートルもの聖なるオーラを相手へと叩きつけるという凶悪なものになっている。
当初は教会が保有していた6本分のみで鞘が作られており不完全だった。オーフィスをめぐる戦いで曹操によって鞘を破壊され、エクス・デュランダルとしての機能を失い刀身にも大きなダメージを受ける。その後、破片に戻った6本と譲渡された「支配の聖剣」を加えて天界で修復された。全7本が融合した真のエクスカリバーとデュランダルのハイブリッドとして完成したエクス・デュランダルは、形の変化こそないが以前とはまるで違うと感じられるほどの圧縮された濃密なオーラで覆われている。さらにエクスカリバーの能力もそのまま使用できるようになった。その多彩な能力で、曹操の禁手「極夜なる天輪聖王の輝廻槍」ともいい勝負が出来るほどの強大な剣となっているが、ゼノヴィアは未だ全ての能力を使いこなせずその修行に苦労している。
デュランダルの本質を再確認して以降は真のエクスカリバーを分離して二刀の形で振るうようになり、極大の聖なるオーラを十字の形で飛ばす「クロス・クライシス」を編み出した。この技は、魂が半分だけ、なおかつグレモリー眷属からの攻撃を受けていたとはいえ、聖十字架と合体した邪龍八岐大蛇を一撃のもとに倒し、余波だけでフィールドに大きな裂け目を作り次元の狭間を覗かせる程の絶大な破壊力を誇る。
デュランダルII
デュランダルの発展型として教会が開発した最新の聖剣。ストラーダの教え子の錬金術師たちが鍛えてくれた青い刀身の一振で、ストラーダのためだけに作ってくれた逸品。
「アザゼル杯」を前に、リアスを介してデュランダルの前所有者であったストラーダの手に渡る。全盛期のストラーダが振るえば数キロメートル先までオーラで攻撃ができるほどの破壊力を発揮する。戦いの中でダメージが蓄積し「アザゼル杯」本戦の1回戦で刀身が真っ二つに折れてしまったが、「地獄事変」最終盤の時点までに修復が完了している。
デュランダルIV
未来の世界で開発されたデュランダルの発展型で、漸・クァルタが所有している、弾倉と排莢口がついた青い刀身の剣。錬金術だけでなく、機械的な技術も使われている、超常の力と科学技術が結びついて生まれたような聖剣。鍔にあるトリガーを引いて威力を増強する弾を刀身に撃ち込むことで、段階的に攻撃力を上げていく仕様になっており、数十秒で原型のデュランダルの攻撃力を越える。デュランダル砲も使用可能だが、一発放つと極大の聖なるオーラは消失してしまう。

アスカロン
かつてゲオルギウス（聖ジョージ）が用いていた「龍殺し（ドラゴンスレイヤー）」の聖剣。
天界で保管されていたが、三大勢力の和平の証として悪魔でドラゴンのイッセーでも所有出来るよう三陣営各トップの手による仕様変更術式を施された後、天使長ミカエルより直接譲渡された。龍殺しの力に赤龍帝の力が加わったことで当初よりも威力が増している。普段は「赤龍帝の籠手」に融合する形で所持され、イッセーの肉体が崩壊していた際にはリアスの元に戻っていた悪魔の駒のひとつに宿っていた。
剣術の出来ないイッセーにとっては、たまに不意打ちとして使うか拳打や魔力砲撃に龍殺しの属性を乗せるための道具でしかない。本来の聖剣として篭手から分離させることも可能であり、作中では木場やゼノヴィアがイッセーから借りて使用することも多いが、そのためにイッセー自身が剣を使えずピンチになる危険性もある。
アスカロンII
和平締結後、三大勢力の諸々の技術を結集して作った最新の剣。聖剣というよりはドラゴンの波動をまとった1本となっており、初代アスカロン以上にイッセーのオーラと波長が合うように作られたイッセー専用の1振り。シェムハザによってイッセーに譲渡され、「赤龍帝の鎧」の右籠手部分に収納された。
アスカロンII（試作型）
アスカロンIIほどの性能はないが、それでも引けは取らないという試作品。イッセー以外には使いこなせないということで彼に提供されており、本戦1回戦後に「赤龍帝の鎧」の尾へと同化させ、相手の虚を突く3本目の腕として使えるようになる。

オートクレール
伝説の聖剣の内の1本であり、ローランの親友で幼馴染であるパラディンのオリヴィエが持っていたとされる剣。
真に清き者以外は触れられず、斬ったものの心ですら洗い流すという特性を持つ。その清めの力は、エクス・デュランダルとアスカロンの相乗効果で邪龍が宿った天叢雲剣をも浄化して元に戻す、聖なるオーラで敵の戦意を低下させるといった現象を見せた。
後天的に聖剣使いの因子を得た上で転生天使化したイリナに適性があると分かったため、紫藤トウジから預けられ、彼女が当代の使用者となった。

聖王剣コールブランド
地上最強と称される伝説の聖剣。別名「カリバーン」。神々しいまでの聖なるオーラを放つ宝剣で、代々ペンドラゴン家に国宝として伝えられてきた。強者との戦いを求めるアーサー・ペンドラゴンが勝手に持ち出して現在の所有者となっている。次元を切り裂いて道を作る、空間ごと削り取って敵を攻撃する、百単位の下級死神を一掃してみせる、空間を穿ち死角から相手を斬りつける等の強力な能力を有する。

十束剣（とつかのつるぎ）
和製の聖剣の一種。古より何本か存在していて、そのうちの1本は火照幸彦が所有している。
天之尾羽張（あめのおはばり）
日本神話に登場する、神性を持つ最強の十束剣。古代の日本で使われていた両刃の剣。姫島が崇拝する「火之迦具土神」を斬った神殺しの剣であり、刀身に神の炎が宿っている。
現在は「聖書の神」によって神滅具「黒刃の狗神」に封印されており、同時に宿している「リュカオン」の影響で神性を失っている。

天叢雲剣（あまのむらくものつるぎ）
邪龍「霊妙を喰らう狂龍」八岐大蛇の尾から見つけ出された日本神話の聖剣。
過去に折れてしまったため修復を行っていたが、復活した八重垣正臣により強奪され、八岐大蛇の魂のうち半分をその剣に宿らせたうえで魔剣のごときオーラを纏った状態に変貌する。一時は所有者の意思に同調して力を増し「神器」と類似した状態にまで進化したが、最終的に浄化される。

ガラティン
エクスカリバーの兄弟剣とされる聖剣。非常に頑丈で、決して刃こぼれしないとされる伝説の一振り。
『堕天の狗神 -SLASHDØG-』の時代では、教会のエージェントのダヴィード・サッロが所有していた。
ガラティンII
イッセーとリアスの婚約を祝福して天界が贈った聖剣で、紅色の刀身の剣。悪魔でも使えるように調整されている。未来のイッセーとリアスの子供に授ける予定で、滅びの魔力をまとっても無事なように、頑強なガラティンを発展させている。
真紅剣ガラティンIII改（スカーレット・ブレード ガラティンスリーかい）
未来で開発された伝説の剣ガラティンの発展型である、紅色の刀身の剣。イクス・グレモリー専用に鍛えられており、イクスの滅びの魔力を纏っても無事。鬼手「紅龍の斬滅剣」発動時には人工神滅具と融合して有機的な形へと変わる。

加州清光（かしゅうきよみつ）/ 大和守安定（やまとのかみやすさだ）
聖霊の加護を受けし二振りの名刀にして霊刀。未来の世界では紫藤真が所有する。

#### 魔剣
悪魔・悪神の力、または単純に「魔法の力」を付加された剣。伝説に残る物は、威力もさることながら強力な呪いを帯びており、敵対する者のみならず使い手にすら「不運・不幸」をもたらす。現時点で作中に登場している伝説の魔剣は全て木場が所有者となっているが、どれも持ち主が呪われるか使うたびに何かを削られるリスクがある魔のアイテムであり、魔剣を直接振るうことのデメリットを避けるために龍騎士団に持たせて使う方向性、聖魔剣によって制御する方向性を模索している。
魔帝剣グラム
何もかも切り刻める凶悪な切れ味と、強力な龍殺しの呪いを有する最強の伝説の魔剣。魔剣の帝王とも呼ばれ、英雄シグルドが振るい一度「黄金龍君」ファーブニルを滅ぼしている。己の意思で使い手を選ぶ魔剣で、剣に認められなければ所有者にはなれない。ジークフリートが今代の使い手として所有していたが、彼を見限って戦闘の最中に使い手を選び直して木場の物となる。
この剣の龍殺しの呪いは非常に強力で、龍の属性を持つ者がその力を高めると使い手であろうと関係なく呪われる模様。そのため「龍の手」を宿していた前所有者ジークフリートは、滅多なことでは力を全開で使えなかったのではないかと木場は推測している。近づけるだけで悪影響を及ぼすほどの龍殺しの力を持つため、イッセーの体調を考慮してゼノヴィアのデュランダルと同じく普段は亜空間に格納している。
木場に「デュランダルの魔剣版」と言わしめるほど強力な魔剣だが、強力であることと引き換えに全開で力を使うと消耗が激しく、連続使用すれば体力や魔力のみならず命まで削られかねない。そのため、一発で決められる状況でなければ使えないと木場は述懐している。極大のオーラ放出時の体力の消耗の問題は解決をしてはいないが、普通に振るうぶんには外装を聖魔剣で覆うことにより幾分か負担を軽減できるようになり、ストラーダの指導で瞬間的にオーラを出してインパクトの威力を高める形で使うようにしている。

バルムンク
ドリル状のオーラをまとい、突き出すことで竜巻状の破壊の渦を放ち空間を削り取りながら攻撃する伝説の魔剣。己の意思で使い手を選ぶ。
ジークフリートが所有していたが、彼の死後は木場を使い手に選ぶ。グラムと同様に普段は亜空間に格納している。

ノートゥング
薙ぐだけで空間を裂くことができるほどの切れ味重視の伝説の魔剣。己の意思で使い手を選ぶ。
ジークフリートが所有していたが、彼の死後は木場を使い手に選ぶ。グラムと同様に普段は亜空間に格納している。

ディルヴィング
振り下ろしただけで地面にクレーターを穿つことができるほどの破壊力重視の伝説の魔剣。己の意思で使い手を選ぶ。
ジークフリートが所有していたが、彼の死後は木場を使い手に選ぶ。グラムと同様に普段は亜空間に格納している。

ダインスレイブ
振るうことで巨大な氷の柱を多数生み出して攻撃できる伝説の魔剣。己の意思で使い手を選ぶ。
ジークフリートが所有していたが、彼の死後は木場を使い手に選ぶ。グラムと同様に普段は亜空間に格納している。

#### 神の武器
ミョルニル
北欧の雷神トールが持つ、神の雷を宿したハンマー。魔法の帆船スキーズブラズニルと同じくイーヴァルディ一族が制作した。普段はトンカチほどの大きさだが、オーラを纏わせると巨大化し、周囲一帯を消滅させる雷を放つ。純粋な心を持つものなら羽のように重さを感じないとされる。
オーディンがかなり本物に近いレプリカをドワーフとダークエルフに預けており、ロキ討伐のため一時的に悪魔でも使えるよう調整を施された状態でイッセーに貸し出された。本来は力強く純粋なものにしか使えないため、邪な心（スケベ心）を持つイッセーは禁手化しなければ持ち上げることすらかなわないほどの重量を感じ、雷も発生させられなかったが、乳神の加護によって一度だけ本来のスペックを発揮できた。
グレイプニル
ドワーフが「神喰狼」フェンリルを拘束するために作った魔法の鎖。太くて巨大なので持ち運び辛いが、神殺しの力を持つフェンリルの弱点とするべく製作されたため非常に頑丈。ロキによって強化されたフェンリルには効果がなかったが、ダークエルフの長老の術により宿っていた魔法を強化されたことで再び通用するようになった。
如意棒（にょいぼう）
孫悟空の一族が所有する、自在に長さと太さを変えることのできる棒。複数本存在している。闘戦勝仏の如意棒は直進だけでなく自由自在に曲がる上、真っ二つに斬られても、斬り落とされた側からも伸びて2方向から対象を狙う。
死神の鎌（デスサイズ）
死神たちが武器として所有する大鎌。切りつけても外傷は与えられないが、その代わりに魂に損傷を与え刈り取る効果を持つ。その際のダメージ量は使用者の力量に比例する。
紅葫蘆（べにひさご）
銀角大王が保有する太上老君の宝具。名を呼ばれて応じると中に吸い込まれるひょうたん。北欧出身のフェンリルが知っているほど知名度が高い。うかつにも吸い込まれてしまった美猴と黒歌の反省房として、一時的にヴァーリが借り受けた。
七星剣（しちせいけん）
金角大王が保有する太上老君の宝具。破邪の力と妖怪を従わせる力をもつ剣。
芭蕉扇（ばしょうせん）
金角大王が保有する太上老君の宝具。何者をも吹き飛ばす扇で、ヴァーリの魔力を吹き飛ばして見せた。
タスラム
ルー神がバロールを倒すときに使用した、回避不可能で必中する魔の弾。バズーカのように筒から発射され、発射後も自在に空中を動き回る。
アザゼルが与えたレプリカをファーブニルが保持しており、対クロウ・クルワッハに使用されたが天龍クラスを超えた彼には通用しなかった。
ミスティルティンの杖
北欧の世界に伝わる神クラスが使用するアイテムで、強大な魔法力を有するアースガルズきっての魔法武具。古びているが威光のある見た目をしている。「邪龍戦役」に備えて製造が急がれており、戦争には間に合わなかったが、「アザゼル杯」予選終盤でシェムハザを経由して新造された1本がロスヴァイセに譲渡される。
ヴァジュラ
帝釈天が所有する神の武器。雷を操る伝説の逸品で、僧が使う法具の金剛杵の大本と言えるもの。軽く振るうだけで「アザゼル杯」のゲームフィールド全域に及ぶほどの極大の雷が発生し、空一面を雷が覆い尽くす。その威力と規模はバラキエルや朱乃の雷光とは比べものにならず、まともにくらえば魔王クラスや神クラスでも致命傷を免れない。非常にしぶといことで有名な邪龍の一角、「黒邪の龍王」ヴリトラを一度倒した武器としても知られている。
風火二輪（ふうかにりん）
哪吒太子が所有する車輪型の神の武具。足を乗せると火と風を噴きつつ神速で宙を飛ぶことができる。
火尖槍（かせんそう）
哪吒太子が所有する神の武具のひとつで、火を噴く槍。強力な火のオーラが漲り、掠っただけで「魔王化」ヴァーリの鎧を破損させるほどの威力を持ち、直撃でなくとも激痛と大ダメージを与える。「魔王化」ヴァーリによる耀の圧縮オーラでも完全には破壊できず、ひしゃげる程度の損傷なら神の気を漂わせるだけで再生可能。
乾坤圏（けんこんけん）
哪吒太子が所有する神の武具のひとつで、圏と呼ばれるチャクラムに似た円環状の武器。普段は両腕のブレスレットとして所持し、使用時には闘気を送ることで大きくする。高速飛行中、意思を持つように軌道と挙動を修正する機能があり、「魔王化」ヴァーリのオーラ砲撃や圧縮領域でも止められない。火尖槍と同等の強度と再生力も有する。
混天綾（こんてんりょう）
哪吒太子が所有する神の武具のひとつ。神の気を放ち、水のオーラを漂わせる赤い布。余波までは消せないが、「魔王化」ヴァーリの耀のオーラ砲撃を逸らしてしまうほどの力を秘めている。

### 組織・チーム
禍の団（カオス・ブリゲート）
三大陣営の和平・協調路線をよく思わず、破壊と混乱を起こすことを目的とするテロリスト集団。各勢力の過激派が集まっているが一枚岩ではなく、複数の派閥が生じている。オーフィスをトップとしていた。
グレモリー眷属に関わったため主要派閥のほとんどが壊滅的な被害をうけ、勢力をかなり弱めていた。リゼヴィム・リヴァン・ルシファーが新しいトップとなったことで組織の目的が変わり、ほかにめぼしい派閥もないため事実上の最大派閥であるクリフォトが主導権を握っていたものの、「D×D」が対処に当たったことで現在は活動を停止している。
元々は4年前、『堕天の狗神 -SLASHDØG-』の時代に設立された。「神の子を見張る者」を裏切ったサタナエルとアビス・チーム、魔法使い集団「オズの魔法使い」で結成された組織で、「カオスをもたらす者たち」ということでサタナエルが名付けた。当時からオーフィスの存在を求めていた。
旧魔王派（きゅうまおうは）
初代四大魔王の血族やその一党で構成されている一派。第2章の敵対勢力。「旧魔王派」という通称は他勢力からの呼び名に過ぎず、自分たちでは「真なる魔王の血族」と称しており、現・四大魔王を「偽りの存在」として憎んでいる。オーフィスの力を借りて現在の世界を破壊してから、初代魔王の血族が支配する新しい世界を再構築し、オーフィスを新世界の神という象徴に立てようとしていた。
初代魔王の血族を支持するほぼ全員が参加していたため、当初はシャルバ・ベルゼブブをトップとした「禍の団」の最大派閥であったが、三大勢力間の協調を拒み、現魔王への私怨に逸って無謀な勝負を挑んで返り討ちに遭い、幹部クラスの大半を喪うなど勢力が激減し、現在は活動を停止している。残党の一部はクリフォトに合流していたが、こちらの壊滅にも巻き込まれる形になった。
英雄派（えいゆうは）
「禍の団」の派閥の1つで、伝説の英雄や勇者の子孫、神器を有する人間から構成されている。第3章の敵対勢力。構成員はただの人間ばかりだが、身体能力は悪魔や天使にも引けをとらない。神器を宿しただけの人間が異形の存在たちにどこまで届くのかを試すため、神器を宿していたために不遇な扱いを受けてきたことへの復讐のため、といった目的のもとに行動している。
神器の所有者を拉致・洗脳して各勢力の重要拠点に手当たり次第に送り込み、禁手に至った者を回収することで戦力を拡大し、同時に実験して明らかになった「禁手へ至る方法」を自分たち以外の神器所有者にリークしている。勝手な行動ばかりとるヴァーリチームを敵視しており、オーフィスがヴァーリチームの手引きでグレモリー眷属の元を訪れたことを理由に彼らを組織から追放する。冥界で起こった「魔獣騒動」を経て現在は曹操を始めとする神滅具持ちの幹部が冥府送りにされ、一部はグレモリー眷属との戦闘で死亡、残りの者達は冥界に捕縛されたりと事実上の壊滅に等しい状態になり、その後は残党の一部が日本の武将の末裔を勧誘したりしていたが、紆余曲折を経て冥府から帰還した曹操がまとめて面倒を見ることになった。
表向きは解散したことになっているが、帝釈天が責任を持って監視することを条件に「天帝の先兵」として組織ごと須弥山陣営に組み込まれる。「魔獣騒動」での償いとしてメンバーそれぞれが働いて金を稼いでテロリスト時代に破壊した各都市に復興支援金を送っており、そのために組織としては万年金欠状態である。
「アザゼル杯」の開催が宣言されると、国際大会への参戦を決めた曹操により主要メンバーが再招集され、須弥山代表「天帝の槍」チームとして試合に出場することになる。元テロリストではあるものの、聖遺物を持つ曹操や聖人の魂を受け継ぐジャンヌがいることから、教会の中でも密かに応援している者は多い。その活躍を見て入団希望者が続出し、「燚誠の赤龍帝」チームの監督下で入団試験が行われ、合格した数名が新規構成員として入団し「D×D」のサポートメンバーとしても活動している。
ニルレム
「禍の団」の派閥の1つで、黒いローブを着込んだ女性の魔法使いで構成されている。炎、雷、水など様々な属性魔法の使い手を擁する。セラフォルーの「魔法少女」の格好を「世間に魔法使いという存在の間違った認識を与えかねない」として嫌悪しており、侮辱の領域に入るとして彼女が参加していた実写版「魔法少女ミルキー」のオーディション会場を襲撃したが、ミルたん、セラフォルー、グレモリー、シトリー眷属の女子の攻撃により倒された。
クリフォト
旧魔王派、英雄派の瓦解後に台頭したリゼヴィムを頂点とする新しい派閥。第4章の敵対勢力で、この時点での「禍の団」最大派閥となっている。最終目的である異世界侵略のため、トライヘキサを蘇らせて次元の狭間を守護するグレートレッドを倒そうと目論んでいる。奪った神滅具「幽世の聖杯」を使うことで計画を飛躍的に進めており、その過程で滅んだ伝説の邪龍を復活させると共に、邪龍の量産化を行なった。名前の由来はセフィロトの逆位置を示すクリフォトで、「セフィロト」の名を冠する「幽世の聖杯」を悪用することからリゼヴィムが命名した。
あくまでも三大勢力を中心に異形の存在を標的としていた他の派閥とは違い、人間界を含む全世界に悪影響を与えかねない計画を立てているため、以前は静観を決め込んでいた神話勢力からも危険視され、対抗手段として「D×D」が結成されることになる。
聖杯およびアグレアスの強奪と生命の実・知恵の実入手までは計画通りに進んでいたが、リゼヴィムのお遊びが過ぎたことで徐々に計画に狂いが生じ、邪龍筆頭格全員の離反や伝説の邪龍の封印、リゼヴィムの死によって壊滅した。しかし、異世界侵略という目的自体は離反した邪龍たちに引き継がれることとなった。
ヴァーリチーム
元「禍の団」の特殊部隊。「白龍皇眷属」と称されたこともある。リーダーのヴァーリ・ルシファーと彼を慕うメンバーで構成されており、他の派閥と違ってハーフ悪魔・妖怪・転生悪魔・人間・魔獣・ゴーレムと、異なる種族で混成されている少数精鋭の混成チーム。自由行動が許可されている、唯一オーフィスから「蛇」を与えられていないなど組織内でもかなり特殊な立ち位置にあった。
「禍の団」でも最強クラスの部隊であったが、第3章終盤で英雄派の策略により現在はメンバー全員が「禍の団」から脱退。脱退以降は、しばらくのあいだいかなる勢力にも属さず未知のものを求めて世界各地を放浪していた。第4章序盤にてアザゼルから、各勢力からの不信感を少しでも払拭するためテロ対策チーム「D×D」の暫定メンバーとして参加するように要請されてそれを受けたことで恩赦を得た。
その後、初代孫悟空らからの頼みで沙悟浄と猪八戒の現襲名者を暫定メンバーとして受け入れ、補欠要員でサラマンダー・富田も加入して、妖怪の比率が約半数を占めることになる。
隠れ禍の団（ヒドゥン・カオス・ブリゲート）
「禍の団」と後継組織「クリフォト」からめぼしいカリスマがいなくなり、正常に機能できなくなった後で現れた集団。旧組織の思想を引き継ぐ、もしくは傾倒する者は少なからず存在し続けていて、現在進行形で少しずつ数を増やしており、「ネビロス」のもとで各勢力にスパイを紛れこませ、地獄の盟主同盟に重要拠点への侵入方法などをリークしている。

D×D（ディーディー）
テロ組織特殊対策チーム。各方面に被害を及ぼしかねない「クリフォト」への対策として、第4章で三大勢力、アースガルド、須弥山などの協力で結成される。
リーダーをデュリオ・ジェズアルド、サブリーダーを孫悟空（初代）、技術顧問兼総監督をアザゼル。
メンバーはサイラオーグ・バアル眷属、シーグヴァイラ・アガレス眷属、リアス・グレモリー眷属、ソーナ・シトリー眷属、御使い、幾瀬鳶雄、「赤龍帝」ドライグ、「黄金龍君」ファーブニル、「西海龍童」玉龍、「黒邪の龍王」ヴリトラ、ヴァーリ・ルシファーチーム、「白龍皇」アルビオン。最終章からは浄壇使者（初代猪八戒）と金身羅漢（初代沙悟浄）もメンバー入りしている。また、鳶雄がリーダーを務める「刃狗（スラッシュ・ドッグ）チーム」が裏方として協力し、新英雄派チームも正式メンバーではないサポート要員として協力する。さらに、インド神話の最高神である破壊神シヴァが後ろ盾についている。
チーム名の命名は小猫で、デビル、ドラゴン、堕天使の堕天―ダウンフォールの頭文字のDをとって名付けられた。
「禍の団」との激戦を乗り越えたことで、チーム全体の力は全勢力で見ても相当上位に入るほどに高まっており、よほど戦いに秀でた神でもなければ止められないとされる。「邪龍戦役」以降はクリフォトの活動も沈静化したこともあり、それまでのような交流は控えめになっているが、各勢力の不穏分子の抑止力として期待され、最終章では主要な神が消えたことで何かを企み始めたハーデスへの対策を進めている。また参加メンバーの殆どが「アザゼル杯」にも出場しており、テロへの抑止力として各勢力からの支援を受け、うち7チームが決勝トーナメントへと進出したことでプロパガンダとしては成功をおさめている。さらにイッセーが神クラスを3柱も倒したことで、抑止力としてのパワーは全勢力のなかでも最大戦力になりつつある。
人間界では超常の世界を知っている政財界の権力者たちにとっても影響力の強い存在となっており、「D×D」とのパイプを持っているだけで高い権威を有するほど。

五大宗家（ごだいそうけ）
日本古来の異能力者集団。

渦の団（ヴォルテックス・バンチ）
世界中で悪事を働いていた50年以上の歴史を持つ秘密結社。日本近海にアジトがある。全身黒ずくめで統一された大勢の戦闘員で構成されており、ポーズをとるときは組織名「VORTEX・BUNCH」の「V」の字を形作る。国際刑事警察機構に目を付けられないよう慎重に活動しており、長い雌伏の時を経て世界征服に乗り出そうとした矢先に名前のよく似た「禍の団」が大暴れし始めたために機会を逸してしまい、彼らをパクリと呼び嫌う。魔物、獣人、人間の異能者、怪人と幅広い人材を有し、その戦力は最初期のグレモリー眷属を上回っていた。ただし警察を警戒しているためか直接的な破壊工作を行うようなことはなく、町中で細々とした嫌がらせを行うことが多い。「刃狗」チームからも警戒対象として追われていた。
「禍の団」の崩壊に乗じて日本を皮切りに征服作戦を開始したが、卒業旅行中のグレモリー眷属と行く先々で出くわすという不運により首脳陣が全員敗れて壊滅した。
「渦の団」の元ネタは、「禍の団」の名称を初期の頃に一部のファンが間違えて覚えていたことと、ネット上でもたまに「禍」が「渦」になっているので、そこを逆手に取り、彼らを作ってみたとのこと。
四覇将（よんはしょう）
「渦の団」の幹部で、陰陽師、虎の獣人、豚の怪人、黒いシーサー。実力者揃いだが変人。

地獄の盟主連合
オリュンポス三柱神の一角・ハーデスが、異様な成長を見せる三大勢力陣営と戦うために集めた地獄を司る神々の同盟。盟主のハーデスに加え、ギリシアの原初の神である奈落の神タルタロス、暗黒神エレボス、夜の女神ニュクス、そしてゾロアスター最大の悪神アンラ・マンユによって構成され、リゼヴィムから奪ったリリスから生み出した10万の人工悪魔たちを戦力として保有する。本拠地はコキュートスにある元リゼヴィムの研究所。既に「D×D」と敵対していたニヴルヘイムの女王ヘルには接触が困難で、仏教の地獄の王閻魔大王には参加を拒否されている。立場の違いもあるが、特にギリシャの神々が「D×D」などに対してウザい嫌がらせを企むので、仁村には「面倒なクレーマー」に例えられている。
「アザゼル杯」の裏で各勢力に人工悪魔を送り込んで実験を行い、大会には魔王〜超越者クラスの強者を参加させていた。しかし、原初の神々が勝手に「D×D」に喧嘩を売ったことでイッセーにより3柱全員が次々と撃ち取られ、「地獄事変」でハーデスとアンラ・マンユが二天龍に敗れたことで壊滅する。

### 魔法使い関連
魔法（まほう）
一般に「悪魔」の力である魔力や「神」の起こす奇跡を解析し、独自の理論と方程式で人間が扱えるような形でできうる限り再現した超常現象を起こす技術。占いやおまじないが起源で、現在では黒・白・召喚・精霊・ルーン文字式など様々な体系があり、現在一般に使われている魔法の多くはマーリン・アンブロジウスが編み出したものが原型とされる。今では悪魔の手を離れて変貌し続けたことで悪魔では再現できない力まで生み出されているため、魔法使いの間では特に評価されないが悪魔にとっては有用な技術であるという事例も存在する。
魔法の使用には術式を扱うだけの知識、頭の回転と計算力が必要で、よくわからない現象を魔法で再現することはできない。ただし、非凡な才を持つ者の中にはセンスと才能だけでよく解明されていない現象を起こすことができる者もいる。一般的には人間が行使するが、術に長ける北欧世界の半神（ヴァルキリーなど）や一部のドラゴンにも魔法を使う者はいる。
魔法への対抗手段は様々に考察されており、魔法使いは体を鍛えていない場合も多いことから「圧倒的なパワーで魔法を吹き飛ばす」というのも1つの解答例として挙げられている。
三大勢力の教会では、悪魔の力や聖書の神から逸脱した力を再現するということもあって、現在でも魔法の行使に関して賛否両論がある。日本に存在する方術・法術・陰陽道・神道といった術とは、限りなく近いが対極にあるとされている。
魔法使い（まほうつかい）
上述の「魔法」を使う者たちのこと。才能、実力主義が強く、基本的にはそれぞれが選んだ分野の研究に一生を捧げる。
主に召喚系の魔法使いは、「用心棒として」、「悪魔の技術・知識・冥界の技術形態を得るため」、「強力な悪魔と契約し己のステータスとするため」、という大きく3つの理由で悪魔と契約を行う。一方、悪魔の視点からは「研究成果」を対価とする魔法使いの才能を買うという取引で、将来的に悪魔にとって画期的な特性を生み出すことを期待した先行投資でもある。かつては抜け駆けを目的とした血塗れの契約合戦が繰り広げられていたというが、現代では人間の就職活動と同じく書類選考や面接で決めることが主流になっている。名うての悪魔はすでに契約されているか、高価な取り引きが必要になるため、有力な若手悪魔には協会も注目し、先物買いで相手に契約を持ち掛けることが多い。
組織や協会に所属しない者たちは「はぐれ魔法使い」と呼ばれ、危険な思想や研究に没頭しているケースも多く、しばしば破壊行動を繰り返す。ちなみに、いわゆる「魔法少女」的な格好をしている者はほぼ存在せず、そういった装束を嫌っている場合が多い。

灰色の魔術師（グラウ・ツァオベラー）
一般に「魔法使いの協会」と呼ばれる組織で、番外の悪魔であるメフィスト・フェレスが理事を務める。悪魔とも深いかかわりを持っており、若手悪魔の実力ランクを発表すると共に、契約志望の構成員の書類を悪魔側に送っている。神滅具「永遠の氷姫」の所有者、ラヴィニア・レーニ が所属している。
協会としては大昔に分裂しているらしく、設立時からの運営方針を守っている方がこの組織とされる。ほとんどの魔法使いが所属している組織であり、他の魔術協会に比べて入会の条件がやんわりしているため、イッセーの同級生である桐生や依頼人のミルたんのような元一般人も加入できる。
『堕天の狗神 -SLASHDØG-』でも登場。分裂後に次元の狭間に結界を作っていた「オズの魔法使い」を名乗る元同朋の活動に対抗するため、同様の立場に置かれていた「神の子を見張る者」や五大宗家と協力体制を敷いていた。

黄金の夜明け団（ゴールデン・ドーン）
ルシファー眷属に転生したマグレガー・メイザースやウェストコット（エレイン・ウェストコットの先祖）ら、3人の魔法使いが創設した魔術結社。近代魔術を扱う組織として知られている。魔法使いの組織の中でも有名なものの1つだが、組織としては新参。ルフェイ・ペンドラゴンが所属していた。

薔薇十字団（ローゼン・クロイツァー）
最上級悪魔リュディガー・ローゼンクロイツの先祖が創設した魔術結社。魔法使いの組織の中でも有名なものの1つ。

魔女の夜（ヘクセン・ナハト）
「禍の団」に協力するはぐれ魔法使いの集団。ヴァルブルガはその幹部である。

### 種族

#### ドラゴン関連
神をも殺しうる強大な力を有した最強の生物とされる種族。翼を持つ西洋タイプと細長い体を持つ東洋タイプの大きく2つに分類される。
一般に体長10メートルを超えたものは大型と言われているが、ミドガルズオルムやグレートレッドのようにより巨大なものも存在する。そのため他種族とつきあうときには人間に変身する、ミニドラゴンに変化するといった方法をとることもある。近距離戦・オーラ・炎（ドラゴンの「息（ブレス）」）を基本的な能力として持ち、さらに毒などの特殊な力を有する個体も存在する。単独で多数と戦うことを好むが、一対一の戦いの途中で第三者に水を注されることを何よりも嫌う。独特の価値観を持っており、三大勢力が大戦を起こした際も一部の例外を除いて大半がいずれにも属さず傍観を決め込んでいた。ドラゴン同士の会話は他種族にはなかなか理解できないが、種族ごとに性格や価値観が大まかに別れている。ドラゴンと、それに近しいものは、戦いと宝、食べ物を好む。雄のドラゴンは女好きで有名であり、多くは一夫多妻のハーレムを形成されると言われ、他の雄に対して攻撃的であることも多い。血液にも強力な力が宿っているため、それを摂取したものは所有する神器などに変化が現れる。「逆鱗」に触れるとたとえ下級のドラゴンであっても脅威となりうる。
その力故に各陣営から危険視され、その大半が三大勢力によって退治、または封印された。「聖書の神」がドラゴンを嫌っていたことから聖書関連の書物では悪として扱われる事が多く、悪魔の中にはレヴィアタン家やブネ家などドラゴンへの変身能力を持つ家系も存在する。退治・封印されたドラゴンの魂は神器に宿っていることが多いが、中には悪魔に転生したものも存在する。一方でミドガルズオルムやアジ・ダハーカのように、神クラスによって創造され自分の意思と誇りを得た強力なドラゴンも数ある。
二天龍（にてんりゅう）
ドラゴンのうち、イギリス・ウェールズの古の伝承に登場する「赤い龍」ア・ドライグ・ゴッホと「白い龍」アルビオン・グウィバーの2匹を指して「二天龍」と呼ぶ。呼称は、「龍王」以上ではあるが「龍神」には及ばないことに由来する。
作中では最強クラスの力を有しており、かつては2匹の間で覇を競っていたが、三大勢力が争う戦場のど真ん中に現れ戦争を無視して闘い続けたために彼らの結束を招き、最終的に三大勢力全てを相手取る戦いに敗れて倒され、現在は魂を神器に封印された状態となっている。力の大半を封じられてしまったために神滅具としてのスペックは中堅程度にとどまっているが、封印後も宿主をも巻き込んで何度も二天龍同士の戦いを繰り返していた。
「おっぱいドラゴン」が原因で精神を病んでいたが、その末に「二天龍にとってこの時代が悪い」という結論に達し、対話を経て乳や尻への恐怖を克服する。相棒そっちのけで意気投合するほど仲良くなり、16巻にて宿主とともに「D×D」に参加する。さらに宿主が禁手を超える成長を遂げたことで復活し、実体を持って顕現化することが可能になっている。
また、彼らの宿主、すなわち神滅具「赤龍帝の籠手」ならびに「白龍皇の光翼」の歴代所有者も「二天龍」の通称で呼ばれる。歴代二天龍は長い歴史の中で幾度となく死闘を繰り返し、互いの殺し合いだけでなく他の神滅具所有者に殺されたり「覇龍」の暴走で生命力を消費しすぎて命を落とすなどといった要因により、多くは壮絶な最期を遂げている。当代の二天龍は互いに決着をつけることよりも優先したいこと（「赤龍帝」イッセーは性欲、「白龍皇」ヴァーリは強敵との死闘）があるため、所構わず決闘を始めることはなく時に共闘するという前例のない特異な存在である。

龍王（りゅうおう）
ドラゴンの中でもとりわけ強く高潔である、伝説とされるものたち。現在は「黒邪の龍王」ヴリトラ、「黄金龍君」ファーブニル、「天魔の業龍」ティアマット、「西海龍童」玉龍、「終末の大龍」ミドガルズオルムの5体を指して「五大龍王」と呼ばれる。かつては悪魔に転生した「魔龍聖」タンニーンも含めて「六大龍王」とされていた。「龍王クラス」として強さの指標となることもあり、神仏であっても複数の龍王を捕らえるのは難しいとされる。
物語の開始時点では封印されたり隠居したりなどしてティアマット以外は表舞台から姿を消していた。だが、時勢もあって最終章までに全員が現役復帰している。16巻で5体中3体が「D×D」に参加した。
量産型龍王（りょうさんがたりゅうおう）
ロキが自身の子供であるミドガルズオルムを元に生み出したドラゴン。姿はミドガルズオルムそっくりで、全長500メートルを超える本物と比べるとかなり小さくなっているが、それでもタンニーンくらいのサイズ（=大型ドラゴンの平均）がある。全部で5匹いたが、タンニーンの火炎とロスヴァイセの魔術によって倒された。

龍神（りゅうじん）
「龍王」より高次元の存在である「龍の中の神」。「無限の龍神」オーフィスと「真なる赤龍神帝」グレートレッドの2体のみが該当する。オーフィスが力を失うまでは両者ともすべての勢力の中で最強とされる存在で、トライヘキサの存在が知れ渡るまで並ぶ物はないと言われ、それ以下の存在との間には絶望的なまでの格差がある。また「最強」とされていながら平穏を好む気質というのも共通する特徴である。

邪龍（じゃりゅう）
凶悪な気質を持つドラゴンの総称。肉体を滅ぼされても魂を幾重にも刻まれて意識を封じでもしない限り存在を抹消しきれないほどにしぶといのが最大の特徴。邪龍はそのしぶとさ故に同じドラゴンからも嫌厭されており、傷だらけになっても戦い続けるような頭のネジが外れたような性格の邪龍もいる。極悪な性格のものがほとんどで、むしろヴリトラやクロウ・クルワッハのように理性的なものの方が少数派である。邪龍の中でも特に凶悪だった「三日月の暗黒龍」クロウ・クルワッハ、「魔源の禁龍」アジ・ダハーカ、「原初なる晦冥龍」アポプスの3体を筆頭格として扱う。大半が戦闘狂で、名のある伝説の邪龍はどれも龍王クラス以上の実力者であり、筆頭格のうちアジ・ダハーカとアポプスは聖杯で復活してから数か月で「天龍クラス」の実力者にまで上り詰め、クロウ・クルワッハに関しては永い年月をかけて力を高めた末に完全に生前の二天龍を超えている。邪龍を使役するのは非常に困難とされ、伝説の中では邪神や悪神でしか為し得ない偉業とされる。
現在の邪龍はほとんどが滅んだとされていたが、聖杯の力によって強化された形で蘇生されており、クリフォトに協力している。だが、一部の邪龍は意思が強すぎて制御できなくなりつつあり、何らかの「取引き」を条件に組織を離脱しようとしている。
量産型邪龍（りょうさんがたじゃりゅう）
「幽世の聖杯」によって改造された吸血鬼などをもとに生み出された邪龍。黒いドラゴンの姿をしており、数が多い。
後に「D×D」の手で封印された邪龍のコピーが製造される。作中ではグレンデルタイプとラードゥンタイプが作り出され、オリジナルに比べれば格段に弱いが、並みの量産型を上回る戦闘力を誇る。

龍殺し（ドラゴン・スレイヤー）
ドラゴン専門の殺し屋、及びそれに関連する武具の総称。武具の場合、ドラゴンそのもの、あるいはドラゴン系神器を所持するものに対しては天敵ともいえる力を有しており、強力なものなら近くにあるだけでも周囲のドラゴンへ強い影響を及ぼす。作中にはアスカロンや魔帝剣グラムといった武器のほか、最強の龍殺しといわれる「龍喰者」サマエルが登場する。神器などによる創造能力で生み出すのが最も難しい能力とされる。

龍門（ドラゴン・ゲート）
力のあるドラゴンを呼び出す門。発動にはドラゴン及びその力を宿す者が3名以上必要となる。各ドラゴンを象徴する色が門の色にも反映される。

蒼雷龍（スプライト・ドラゴン）
名前の通り雷撃を放つ蒼い鱗のドラゴン。かなりの上位クラスで、本来悪魔に決して降らず、心の清い者にしか懐かない。
劇中ではアーシアの使い魔、ラッセーがこれの幼体にあたる。アーシアは転生悪魔だが、彼女が特別清い心の持ち主のため例外的に懐いた。また、タンニーンの眷属の中にも同種の成体がおり、軽い口調でチャラいのが特徴の今風の若者ドラゴンである。

朱炎龍（フレイム・ドラゴン）
炎を司る赤い鱗の上位ドラゴン。成龍の体長は15メートルを超える。凶暴かつ凶悪で、接触は危険。このドラゴンの背中に生える鱗は幼児に戻る術を解除する薬に利用される。

氷雪龍（ブリザード・ドラゴン）
氷原に住まう水色の鱗のドラゴン。蒼雷龍と同じく上級のドラゴンで、口から氷のブレスを放つ。物静かな性質だが、生真面目すぎるきらいがあり、不真面目な者に対して容赦がない。
タンニーン眷属にもこの種がいる（声 - 落合福嗣）。

虹龍（スペクター・ドラゴン）
ドラゴンの種族の1つ。全身の鱗が7色に輝く非常に美しいドラゴン。孵化が難しく、すでに数えるほどしか存在していない希少種。冥界にあるタンニーンの領地にはまだ番がいるらしく新しく卵が生まれたものの、冥界の空気が卵に良くないということで人間界にある兵藤邸へと預けられることになった。

ズメイ
東欧に生息する珍しいドラゴン。シーグヴァイラの「女王」アリヴィアンがこの種。

龍の山脈（ドラゴン・レンジ）
ドラゴンだけが行けるという幻の山。力ある者を祝福し、力ない者には死を与えるという。龍門に続く道の途中に存在するが、普段は道が閉ざされているため、たどり着くにはある程度の運も必要。
生前龍門で呼ばれることが少なかった二天龍は伝聞でしか知らなかったが、クロウ・クルワッハはよくこもっていたほか、ファーブニルの宝物庫のひとつが存在している。

#### その他の種族
神（かみ）
各神話体系にそれぞれ存在する、信徒に加護を与え「神の奇跡」を起こす超常的な存在。主神クラスになれば、国ひとつ簡単にどうにかできてしまう実力を持つ。戦闘系の神々は地形をもたやすく変化させうる影響力を持っているが、商業や豊穣などが担当の非戦闘系の神々も多い。
人間界をはじめ、何かしらの事象、理を司っているため、安易に滅ぼすことはできない。よって敵対して倒した場合も、殺さず封印するに止める場合が多い。ドラゴンや神滅具持ちを相手にした場合などで死ぬことはあるが、完全に消滅してさえいなければ長い時間をかけて人々から信仰を集めることで再び顕界できるようになる。神は人間が敬うからこそ意味があり、信仰してくれる存在を無下にはできないので、ヤケにでもならない限り、他勢力の超常の存在が疎ましくなっても人間界を滅ぼすほどの愚行はできない。
魔物や未知の存在は神々にとって最大の天敵のひとつとされ、それらは善神や悪神以上に面倒だとされている。
ヴァルキリー
戦乙女とも呼ばれる、北欧の主神オーディンに仕える女性の半神。「神々の黄昏」に備えて戦場で散った勇士の魂を集める役目を持っているほか、神の護衛なども担当する。ルーン式、ガンドル式、セイズ式といった独自の魔法を扱う。北欧の世界の学校を卒業した者が就ける職業らしく、かっこいい英霊の話で盛り上がるなど内面は人間たちとそれほど違いはない。ただ近年では勇者や英雄が減っているため経費削減で部署としては縮小しているらしく、冥界に比べるとヴァルハラの福利厚生は良くないとのこと。動揺すると方言丸出しになる。早めにイケメンを見つけて寿退社するか、いつまで経っても恋人ができずに仕事を続けるかの2パターンに分かれることが多く、後者には純情で奥手な者が多い。
北欧の世界の半神の一族はそれぞれの家で独自の魔法・技術・伝統を編み出す風習があり、それを研磨して次の代へと継承している。基本的に長子継承制で、跡目を継ぐ時にはその家に独自の紋様を心身に刻む。
死神（グリム・リッパー）
オリュンポス三柱神のハーデスに仕えて生者の魂を狩る神で、冥府の「ハーデス神殿」を住処とする。フードで目玉も肉もない顔を隠しており、手に持つ大鎌はダメージを与えるとともに生命力を刈り取る力がある。主人と同じく冷徹な性格である。下級の死神であっても下手な中級悪魔以上の実力を持ち、最上級死神であれば神クラスに恥じない力量がある。幹部に相当する最上級死神にはそれぞれ持ち場が決められているため、互いの行動でも知り得ないこともある。
ハーデスの部下ではあるものの1枚岩というわけでもなく、ハーデスの思惑を真正面から受け止めて実行する一派の他にも、思惑を超えた行動を起こしうる武闘派や、情勢を慎重に見極めようとする穏健派などもおり、足並みが揃っているとは言えない。

吸血鬼（きゅうけつき）
古より人間界の闇と共にあった人外の種族。血液を食料とし、真祖に近いものほど味覚が人間と離れ血液以外の食事を受け付けなくなる。悪魔同様教会の討伐対象に指定されていたが、契約を重視する悪魔とは対照的に人間を単なる糧としか見ていないことがほとんどであるとされる。
不老不死の肉体や怪力を持ち、虫やコウモリを使役するだけでなく、自分の肉体をも変化させることが可能。さらに使役対象を異形の生物に変えることもできるが、正常な生物ではなくなった影響で聖剣で切られれば消滅してしまう。満月の日に首筋を噛んだ者を己の眷属とすることができるほか、抵抗力の低い者は血を吸われただけで生きた人間を襲い喰らうアンデッドと化す。霧を操る能力も有しており、上級ともなれば町１つを包むほど広範囲の霧を展開できる。霧を結界として索敵に使うこともできるが、神滅具の「絶霧」ほどの特異性はない。また、鏡や写真に映らない・影がない・生気を感じさせないといった身体的な特徴を持つ。
その一方でニンニク・十字架・聖水・銀・光力といったものを苦手とし、招かれなければ建物に入れない・流水を渡れない・自分の棺で眠らなければ回復できないなど多くの弱点を持つ。例外はあるが日光にも弱く、下級の者は陽に当たっただけで消滅し、上級の者でも能力が大幅に減衰するため、日中活動する場合は霧を利用することも多い。
ルーマニアの奥地に本拠地を置き独自の文化を持って過ごしている。悪魔以上に純血を尊ぶ徹底した格差社会を築き、吸血鬼以外の勢力からの干渉を極端に嫌う。ハーフは「忌み子」「混じりもの」「もどき」「雑種」などと呼ばれて差別を受けているが、近年人間とのハーフの中に神器に覚醒するものが増え始めている。ハーフが吸血鬼としての特性を受け継ぐかは個人差が大きい。数百年前から男性の真祖を尊ぶ「ツェペシュ派」と女性の真祖を尊ぶ「カーミラ派」に分裂、以来対立を続けている。純血の者が大きな城に住む一方で、元人間のような純血以外の吸血鬼が住んでいる城下町では普通に文明的な生活が営まれている。稀に一部の吸血鬼が人里へ進出することがあり、その場合国の中枢を支配したり町をアンデッドで覆い尽くすといった大きな被害をもたらすという事態に陥る危険がある。
クリフォトの干渉によりツェペシュ派でクーデターが発生、その後両陣営の街で元吸血鬼の量産型邪龍が暴れまわったことで国家体制が崩壊寸前になり、加えて多くの有力な吸血鬼が倒れたことにより人材不足に陥り、さらには各地で潜伏していた異端の吸血鬼達の活動も活発になりつつある。「邪龍戦役」では本拠地に近いヨーロッパの高山地帯に出現したトライヘキサの迎撃を行った。
デイライトウォーカー
吸血鬼の中でも太陽の下で活動できる特殊な個体。ギャスパーやヴァレリーはこの血を引いている。真祖の血が薄いほどこの傾向が強くなるとされる。また耐えられるのは日光だけであり、熱中症などは防げない。
アンデッド
生きる屍とも呼ばれる吸血鬼に血を吸われた抵抗力の弱い人間の末路。アンデッド化した者たちは生きた人間を襲い喰らうようになり、襲われた人間もアンデッド化してしまうことから人口密度に比例して被害が拡大するとされる。生者の肉で飢えと渇きを満たすことのみを考え身体の欠損も気にせず徘徊し続けるが、聖剣などのダメージを受けて倒されるか元凶である吸血鬼を倒すかすると肉体が灰燼と化して消滅する。

妖怪（ようかい）
日本や中国に存在する東洋の異形。妖術と呼ばれる力を操るほか、一部の種族は仙術も使うことができる。他の異形と同じく光が弱点。最強クラスの個体は龍王に匹敵する実力を持つ。
日本では基本的に各地に長となる妖怪がいて、長のもとで地域ごとに統一されている。大妖怪には八坂、ぬらりひょん、山本五郎左衛門、神野悪五郎、隠神刑部などが現存する。日本三大妖怪と呼ばれる酒呑童子、大嶽丸、玉藻前の3体は既に討伐されているが、完全に滅んだわけではないので五大宗家が管理する宇治の宝蔵に封印されている。五大宗家などの異能者集団とは協定を結んで不可侵を維持しているものの、人間に住処へ侵入されたなどの理由で暴れた者は退治される。
中国では山奥に妖怪仙人が住む隠れ里がいくつも存在している。
猫又（ねこまた）
二股に分かれた尾を持つ猫の妖怪。妖術の扱いを得意とし、人の死を司るとも言われている。作中では人間の姿をしているが、力を使う時には猫耳と尻尾が生える。その中でも仙術を使うことができる最も強力な種族は「猫魈（ねこしょう）」と呼ばれる。総じて健啖家で、マタタビを好む。
女性の場合性的に成熟すると一定周期で発情期に入るようになる性質を持つが、成長すればコントロールできるようになる。男性が少ない種族であるため、基本的に女性は他種族の男性（主に人間の男）と交配する。人間との間に生まれた子供はハーフではなく純粋な猫又として誕生する（親が異能者の場合は力だけ受け継ぐことはある）が、それ以外の種族との子供では片親の特徴を取り入れる場合がある。

河童（かっぱ）
川辺に住むキュウリが大好物で有名な日本の妖怪。緑色の肌、頭部の皿、鳥のようなくちばし、亀のような背中の甲羅が特徴。キュウリ栽培で生計を立てるが、最近は伝統を重んじない若い河童が都会に夢と希望を求めて家を飛び出す。キュウリ1億本分の価値があるという「最上級河童」という位があり、数えるほどしかいない「河童の中の河童」と賞される存在だといわれている。
なお、日本では「西遊記」に登場する沙悟浄が河童として有名だが、実際の沙悟浄は川を拠点とする妖怪仙人なので厳密には別物である。その経緯から、沙悟浄一族は「カッパ」扱いされることを嫌がっている。

九尾の狐（きゅうびのきつね）
9本の尾と10メートルを超える巨体を持つ金色の狐の大妖怪。龍王級の力を持つとされ、口からは強力な炎を吐く。何体か存在するとされ、京都の妖怪を束ねる御大将の八坂がその内の一体である。

雪女（ゆきおんな）
イエティのメス。見た目は毛色が白いことを除けば完全にゴリラ。冷凍ブレスが得意で、ドラミングで自身の攻撃力を高めることができる。日本アルプスに生息する個体は「雪分身」という技を使うことができる。冷凍バナナが好物で、厳しい訓練で我慢を覚えない限りどうしても食いついてしまう。
幼年体は一般的に雪女として知られる美少女の姿で、人間の言葉を話せるが、外見が10代半ばを過ぎるころにはゴリラの姿に変化する。
雪男（ゆきおとこ）
一般的に想像されるゴリラのような姿とはかけ離れたイケメン風の生物で、雪女の容姿とのギャップが激しい。

スライム
ネバネバしたゲル状の生物。基本的に火に弱い。
特に名前などはないが服だけを溶かす特性を持つ亜種が存在しており、女性の体液を好む触手生物と共生関係を築いている。特に攻撃的というわけでもない安全な生物だが、女性の敵と言える生態を持つことから生息地である森では嫌われ者扱いされている。ただしイッセーは使い魔にしたがっていた。
レインボースライム
ザトゥージが使役する使い魔。七色に光るゲル状の物体でうねうね動いている。
特定の時間、特定の場所にしか現れないレアな魔物で、体力、攻撃力、防御力、特殊能力、素早さ、そのどれもが高い個体の数値を示している。
火、氷、風、土、雷、光、闇の七属性を身に宿しており、それら属性耐性についても折り紙つき。
黒いジェル状の液体は服を溶かすことが可能。ラッセーの雷光を受けて黒焦げになっても生存しているという、高い生命力を持つ。

獣人（じゅうじん）
獣の特徴を持った者たち。作中には豚や虎などの獣人が登場する。
狼男（おおかみおとこ）
獣人の中でも上位の存在。狼の姿に変身でき、非常に高い身体能力を持つ。ギリシャ神話にルーツを持ち、真祖はゼウスに対して悪行を重ねて獣に堕とされ、今は神滅具「黒刃の狗神」に封じられている楽園「アルカディア」の邪悪な王「リュカオン」だとされている。吸血鬼とは古くから天敵同士の関係で、高位の狼男はその頑強さと再生力の高さからよほどの吸血鬼でなければ倒せないとされる。一方で数ある異形の中でも特に銀が苦手で、猛毒を受けるに等しい弱点となっている。

ケルベロス
ギリシア神話の魔物の王テュポーンの子の一体。3つの首があり黒い巨体を持つ犬の魔物。闇夜にギラギラと輝く血のような真紅の双眸で、凶悪な牙をもつ。冥界に通じる門の周辺に生息しており、「地獄の番犬」の異名をもつ。
コカビエルが地獄から連れてきたが、最終的にはグレモリー眷属の連携でたおされる。また、三大勢力の運動会でも障害物として駆り出された。

ヒュドラ
魔物の王テュポーンの子の一体。「邪毒蛇」とも呼ばれる9本首の不死身の大蛇で、どんな天使や悪魔でも耐えられない猛毒を持つ最悪の魔物。「宝樹の護法龍」ラードゥンもこの魔物の毒を飲まされて命を落としている。

ウンディーネ
水の精霊。清い心と美しい姿を持つ乙女とされているが、縄張りとなる泉を奪い合うために熾烈な肉弾戦を繰り広げる生態を持っているため、女性とは思えないような筋骨隆々の体格を誇っており「水浴びに来た修行中の格闘家」にしか見えない。

デュラハン
主にヨーロッパに住む、首なし鎧騎士の魔物。巨軀の馬に乗って自分の首を手にぶら下げ、死の予言をするとされる。首がないにも関わらず頚部の椎間板ヘルニアにはなるらしい。鎧の部分は呪われており、他人が身につけるとしばらく脱げなくなる。

ハーピー
人間と鳥の特徴を持った魔物。外見は7割人間だが、両腕が翼で足には鳥の爪が生えている。手がないので足で器用に物を持つ。女性が多い種族。

ラミア
人間の上半身に蛇の下半身の魔物。女性が多い。

ミノタウロス
身長4〜5メートルはあろうかという牛の頭を持つ人型の魔物。牛の頭を持ちながら肉食性で、口には鋭い牙が生える。巨大なバトルアックスで武装し、群れで行動している。肉は天然の松阪牛に例えられるほどに美味で、肝は薬の原料として利用される。

ユニコーン
清楚で汚れのない少女の前にだけ姿を現す角の生えた白馬。古来よりその角は万病の薬として重宝されてきた。

人魚（にんぎょ）
魚に人間の脚が生えた姿の魔物。鰓呼吸なので長時間陸上にいると酸欠で死ぬ。作中ではマグロとサメの人魚が登場したが、どちらも食用になった。

ジズ
「天空の魔鳥」と呼ばれる伝説の魔物。巨大な鳥の姿をしている。魔王レヴィアタンや陸の魔獣王ベヒーモスと共に終末世界の象徴となる予定だったが、旧レヴィアタンが死亡したため、天界の一角で隠遁生活に入った。何故か劇場版「マジカル⭐︎レヴィアたん」を撮影していた無人島に現れ、段ボール箱に入っていたギャスパーを拐って飛び去ったことがある。

鳥人（ちょうじん）
鳥の頭部や翼を持つ鳥のような人のような魔物。イースター島に在住しているのは「渡辺家」で、日本に帰化した者たちは「高橋家」を名乗っている。飛行能力を持つかどうかは元になった鳥の種類に依存する。

スレイプニル
オーディンの馬車を牽く8本足の巨大な軍馬。空を飛ぶことも可能。

麒麟（きりん）
中国の伝説上の生き物。ドラゴンのような頭と、鹿か馬のような胴体をしている。神聖で非常に縁起のいい存在だと言われ、本来悪魔とは相入れないものとされているため、サーゼクスの「兵士」になった炎駒は例外中の例外である。

青ざめた馬（ペイル・ホース）
地獄の最下層ことコキュートスの深部に生息するという高位な魔物。外見は青白い炎に包まれた馬。名だたる悪魔や死神が跨るものとして語り継がれており、死と破滅を呼ぶ馬とも言われている。炎のたてがみは別の次元へと繋がっており、中に物を収納できる。気性が荒く、気に入らない者ならば主でさえ蹴り殺すとされており、乗りこなすのは容易ではない。
サイラオーグ眷属の「騎士」ベルーガ・フールカスの愛馬アルトブラウがこの種である。

メイカイミツコブラクダ
冥界だけに住む、みつこぶのラクダ。人間界のヒトコブラクダは野生では絶滅し、ほぼ完全に家畜化されていて、野生のフタコブラクダも世界では800頭しかいないと言われている。

クールマ
インド神話に登場する巨亀。背中に1本の突起物が生えており、そこにヴァースキというドラゴンを巻き付けられ、乳海攪拌に協力した。簡易版アムリタを作る際には体長50センチメートルほどの子亀が協力する。

### 事件
魔獣騒動（まじゅうそうどう）
第3章終盤に発生した、旧魔王派首魁のシャルバ・ベルゼブブが英雄派構成員のレオナルドを誘拐して、「破滅の覇獣鬼」によって生み出させた13体の巨大魔獣を冥界に送り込んだという事件。悪魔陣営と同盟関係にある勢力から戦力が派遣され、堕天使や天界の「御使い」、ヴァルハラのヴァルキリー、ギリシャの戦士の大隊、京都の妖怪が参戦したが、相手に神滅具持ちがいたため神仏や魔王、熾天使は直接現場へ向かうことはできなかった。生み出された魔獣は悪魔のアンチモンスターであったため、当初は悪魔たちも痛打を与えられずに苦戦していたが、アジュカの対抗術式とファルビウムの攻撃術式が届けられたことで無事鎮圧された。その混乱に乗じて英雄派幹部たちが冥界を襲撃するもグレモリー眷属たちが対処にあたることで被害を食い止めた。
悪魔陣営に与えられた影響は大きく、他の英雄派幹部が「アザゼル杯」への参加が許されているのに対し、期せずして事件の元凶の一端を担ってしまったレオナルドだけは参加を許可されなかった。

邪龍戦役（じゃりゅうせんえき）
第4章終盤に発生した、「黙示録の皇獣」トライヘキサを中心とする量産型邪龍と偽赤龍帝の軍勢により各地が襲撃された事件。クリフォト首領であったリゼヴィム・リヴァン・ルシファーの名からとって「リリンの乱」とも呼ばれる。「D×D」だけでなく、人間の異能者集団や妖怪などの異形の存在、さらには神々までが巻き込まれる事態となった。
グリゴリ、天界、北欧の世界の順で壊滅的な被害を与え、その後7体に分裂してギリシア・ケルト・インド・エジプトの各神話勢力の領域、人間界の日本近海とヨーロッパの高山地方、そして次元の狭間に同時攻撃を仕掛ける。軍勢を率いていた2体の邪龍、アジ・ダハーカとアポプスはそれぞれ二天龍によって撃破され、トライヘキサも「隔離結界領域」に封印されることになったが、各神話体系で中核をなす数柱の神々で編成された討伐隊が、外部と定期的に連絡を取りつつ支援物資を供給されながら封印内でトライヘキサを完全に滅ぼすために戦い続けることとなり、様々な勢力に多大な爪痕を残す結果となった。三大勢力では政府の中心人物の半数以上を失い徐々に勢力を回復していたところでさらなる被害を受けることとなってしまい、主神を失った勢力では若い世代の神々へと代替わりが行われた。
この戦いでは人間が知ってはいけないことも多かったため、人間界に出た自然などの被害は各勢力の神クラスの御業である程度修復され、崇拝される領域ごとに支配者層を通して記録の消去や改ざんが行われて、「何か大変なことが起こった」という漠然とした認識だけが残るようにされている。

地獄事変（じごくじへん）
オリュンポスのハーデスが率いる「地獄の盟主連合」と「D×D」との戦い。暗黒神エレボスが自分たちの誘いを断った閻魔大王に対する報復を行い、これが各勢力の上層部から戦争行為とみなされ「D×D」に撲滅命令が下りたことが発端となり、拠点としていた冥府とコキュートスを「D×D」と各勢力のエージェントに制圧される。もはやほぼ勝ち目は無くなったが神としての意地で降伏を選ぶことはせず、新たな拠点としてロンドンの地下に構築した都市と同規模の空間で最終決戦に臨んだが、敗北して首謀者たちは拘束された。

邪神戦争（じゃしんせんそう）
30年後の未来に起こる大きな戦争。異世界の邪神メルヴァゾアが背後で支援する魔神や悪神の類が徒党を組んで攻め込んでくる。
一部の異世界の邪神や未来の悪神たちは、この世界の歴史をいじることで自分のやりやすい結末を描くという目的を持ち、30年前の時代へタイムスリップしてきた。並行世界の観測能力者によると、いくつかの世界線ではすでに「乳神の精霊が現れない」などの異なる歴史を歩み始めている。
本来であれば30年後まで機械生命体の脅威は訪れない筈だったが、タイムスリップによる影響を消しきれなかった影響で生じた「バタフライ効果」で、鬼神レガルゼーヴァの一派が偶然にも30年も早く地球にたどり着いてしまう。

### 場所・地域
ヤマネコ軒
木場がイッセーに紹介した店。イッセー、朱乃、木場、ギャスパー、小猫の5人で入った。
メニュー表にはAコースとBコースの2種類しか書かれていなかった。
店員が一切出てこなくて電光掲示板対応であり、宮沢賢治の『注文の多い料理店』まんまで、この店のオーナーも宮沢賢治のファンである。
オーナーは恥ずかしがり屋でBL的な妄想が激しい女性で、AコースとBコースの違いは、AはソフトにBはちょっと激しくという意味。

次元の狭間（じげんのはざま）
様々な世界の隙間に存在し、世界と世界を分け隔てる境界。完全なる静寂以外は何も存在しない「無の世界」であり、オーフィスやグレートレッドの生まれ故郷。通常の生物が何の対策も取らずに進入すると、短時間で肉体が消滅してしまう。
現在はグレートレッドが統べることで安定しているとされ、オーフィスやクリフォトの企みが成功し彼が命を落とすことがあれば世界全体の危機となっていた可能性もあった。

京都（きょうと）
日本という国にとって、歴史、文化、経済、霊的に重要な都市。観光地として知られるが、都そのものを1つの「力」にしようとした古の陰陽師たちによって作られた術式発生装置としての側面を持っており、そのために昔から様々な存在を引き寄せてきた。強力な気脈に包まれており、パワースポットとして知られる場所は霊力や妖力で満ちている。神社や寺院も多く、異なる神話に属する存在が入るためには特殊な「フリーパス券」で身分を証明しておく必要がある。
術式都市なので結界は存在しているものの、パワースポットがありすぎて、逆に歪みが生まれやすいので、侵入できる穴が偶発的に出来てしまう。そのため昔から魑魅魍魎が跋扈してきたことで知られ、現代でも五大宗家の術者たちが毎度市内と市外をパトロールして歪みを修正している。過去の歴史では、魑魅魍魎の類は、誤差はあれど鬼門である比叡山延暦寺周辺か、裏鬼門の石清水八幡宮周辺から京都市内へ侵入しているという。
また、悪魔陣営の影響も及んでおり、京都駅周辺には「京都サーゼクスホテル」「京都セラフォルーホテル」など、悪魔が経営するホテルが建てられている。
裏京都（うらきょうと）
妖怪たちが暮らす、レーティングゲームのフィールドにも似た理論で生み出された異空間。別名「裏街」。西の大妖怪である八坂が御大将として治めており、九尾の狐と都は密接な関係にある。住民に悪い妖怪はいないが、イタズラ好きな者が多く、外から来た相手を脅かして遊ぶことが多い。
空模様は終始薄暗く、町に点る仄かな灯りによって幻想的に照らされている。町には江戸時代のセットのように古い家屋が並び、町の向こうの小川と林を抜けた先には、巨大な赤い鳥居と八坂・九重親子が住む古風な屋敷が建っている。北部には石の祭壇や石柱、しめ縄で締められた巨大な岩が置かれた古い祭儀場があり、裏京都を取り仕切る頭目が代々吉兆と凶兆を占ったり、京都で奉られている神仏より啓示を受ける重要な場所となっている。

冥府（めいふ）
冥界の下層に存在する、ハーデスが統治する世界。「地獄の底」と称されることもある。オリュンポスに属する世界で、生命の魂を司り死者の魂の選別が行われる場所。冥界よりは狭く、荒れ地が広がる生物の住むことのできない死の領域。
ハーデス神殿
ハーデスの根城にして死神達の本拠地でもある古代ギリシアの神殿。内部にある儀式場は黄金の装飾が施されており、冥府の情景とは不釣り合いな煌びやかさを持つ。
「魔獣騒動」の最中にヴァーリチームが内部で大暴れしたうえ、デュリオの神滅具で多数の死神ごと氷漬けにされてしまう。
コキュートス
冥府の底、地獄の最下層に位置する「氷の地獄」で、最も重い罪と裏切りを行った者を永遠に縛り付ける場所。地獄の中でも極めて過酷な最果て。「龍喰者」サマエルやコカビエルが投獄されている。
リゼヴィムの研究所
コキュートスの氷でできた渓谷の奥地に存在し、コキュートスに不釣り合いな、異形、異能を調査する研究所。 リゼヴィムの隠れ家のひとつである。厳重に厳重を重ねた警備体制がとられており、各フロアを繋ぐ扉にはパスワードがかけられていて、奥につくためには10は軽く超えるほどの扉を通る必要がある。最深部には広大なフロア全域を埋め尽くさんばかりの培養層があり、その中にリリスの肉体が保管されている。
リゼヴィムの死後はハーデスに発見され、リリスを利用した人工悪魔の製造が行われている。さらに地下施設が増設され、最終章では地獄の盟主が集う基地となっている。

ニヴルヘイム
北欧の最下層に位置する氷の国とも死の世界ともされる場所。他の宗教で「地獄」と呼ばれる場所に近い。ロキの娘であるヘルが支配する。トライヘキサによる北欧侵攻では最初の標的にされた。

紫藤（しどう）
イリナの母がイギリスのウェスト・アクトンで経営する日本料理専門の小料理屋。メニューにはイリナを模した「天使の巻き寿司」や「エンジェルちらし寿司」がある。地獄事変でイギリスが地獄の盟主同盟による侵略を受けた際には、作戦の本拠地のひとつになり、その過程で三大勢力の協力により地下付きの邸宅へ改装される。

隔離結界領域（かくりけっかいりょういき）
トライヘキサ専用の封印フィールド。
レーティングゲームの技術とアジュカ・ベルゼブブが運営している「ベルゼビュート」のノウハウ、天界の神器システムと奇跡を司る神の「システム」、ロスヴァイセの結界術式の研究、北欧の世界樹の理、そこにグリゴリの長年の研究もぶち込んで作り上げた独自の世界。そこに一度入り込めば、トライヘキサを倒さない限り、たとえ、神クラスだろうと、超越者だろうと、出ることは叶わない。
情報の共有と内部への物資転送は可能として作られているがこれらは極秘情報で、アジュカとイッセーを含めて数名しか知り得ない。

乳海（にゅうかい）
インド勢力の神話の地。広大に広がる乳白色の海。乳海攪拌という不死の霊薬アムリタを製造した儀式で知られている。

トール・スタジアム
ヴァルハラの一角に設けられた巨大なスタジアム。入り口にはミョルニルを持った雷神トールの像が立っている。「アザゼル杯」予選では「燚誠の赤龍帝」チームと「王たちの戯れ」チームの試合が行われた。

ダンガムベース
お台場に設けられた「機動騎士ダンガム」のプラモデル専門のメーカー直売店。

奈落（ならく）
オリュンポスの原初の神・タルタロスが司るという、沈めば二度と上がってこられない領域。光すら一切ない、暗黒そのものの世界。

### 異世界関連
E×E（エヴィー・エトゥルデ）
クリフォトが侵攻対象としていたどの文献・伝説にも記されていない異世界。「高位精霊神（エトゥルデ）」を司る「善神レセトラス」と「機械生命体（エヴィーズ）」を司る「邪神メルヴァゾア」が世界を2分して覇権を争っているという。有機生命体（生物）は既にエヴィーズによって絶滅させられており、神話は「高位精霊界（エトゥルデ・サイド）」と「機械生命界（エヴィーズ・サイド）」の2つの勢力しか残っていない。ロキ戦でイッセーと接触を図った乳神は、この世界からやってきた神格である。
7巻まで知られていなかった世界なので情報は少なく、資料はアザゼルが残した「Top Secret」と題されるレポートと、未来から来た「UL」との交戦記録程度しか存在しない。また、アジュカは神滅具の方から接触して、向こう側の世界を再現できるようになっているが、バレないように細心の注意を払っているためほとんど情報を得られていない。さらに、生前のリゼヴィムが「E×E」に向けて各勢力の転移術式の情報を流していたことが原因で、およそ30年後にこの世界へ使者がやって来るだろうと推定されており、未来からの来訪者によれば「邪神戦争」と呼ばれる異世界の敵との戦争が起きているという。ただし、この危機については情報規制されており、各勢力のトップなど一部の者しか知られていない。
アザゼルはレポートの中で、敵の強大さを語ると共に、「E×E」の邪神、鬼神、魔神の3柱とその眷属が同時に攻め込んできた場合、考慮する必要もなく間違いなく地球は破壊されると断言している。

UL（ウル）
異世界の生物で、「Under world's Life form」の略称。
アザゼルたちが遭遇した「UL」は、異世界の邪神メルヴァゾアが作り出した機械と生物の融合体で、「この世界にはない物質」で体が構成されている。兵隊「UL」は、虫の外骨格のように硬質そうな表面をしており、全身銀一色で光沢を放っている。一見、機械のように見えるが、外皮のようなものは非常に滑らかな曲線も描いており、生物とも見受けられる。頭部は後頭部が突き出ており、さながら人間たちがよく噂している「宇宙人のグレイ」めいていたが、目（昆虫の複眼を連想させる）とも思しきものが5つもあり、鼻と口が見当たらなかった。インパクト音は金属だが、殴った感触はゴムの塊のようという不思議な質感を持つ。
並みの兵隊「UL」でも、「禍の団」と出会う前のイッセーたちでは一方的に殺されていたほどに強い。光学兵器などを搭載しているが、オーラや魔法力、闘気の類は微塵も感じられない。5つの目から放たれる赤い光線は、それぞれが意思を持つかのように宙で縦横無尽かつ自在に軌跡を高速で描きながら相手を襲う。銀色の異物の両腕は形態変化して砲口になり、受けた箇所を丸ごと抉る紫色の耀きの光弾を発射する。物理でも魔法でもない、イッセー達の世界とはまったく異なる認識から生まれた攻撃なので、あらゆる事象に対応できるはずのロスヴァイセの防御魔方陣さえすり抜けることができ、第4章時点では聖剣以外の手段では弾けない。ただ、30年後には攻撃を防ぐ手段が確立されており、バリアを消す術式も開発されているため、脅威度は現代よりも低い。
表面が目には見えない特異なバリアで覆われているため、ただの攻撃ではボディに傷ひとつつけることもできない。さらに、四肢がもがれ、頭部と胴体が離れバラバラになった状態でも、切れ端同士から銀色の触手を出現させて融合を行い、即座に再生が開始される。倒すための一番手っ取り早い手段は凍結させること。
分離、合体の特性を持つ個体もおり、身体をいくつにも分けて、ひとつひとつ転移させることも可能。幹部には巨大な本体を核として、普段は人型サイズの分身体で活動する者も何体かいる。
ロキやレッズォ・ロアドの「四将」が未来から30年前に時間転移した際、何体もの「UL」が同時に出現するが、タイムパラドックスを回避するため、一部のVIP以外には「次元の狭間に封じられていた古代兵器群」として処理される。

羅睺七曜（らごうしちよう）
邪神メルヴァゾアに仕える7柱の凶悪無比な眷属（プライム）。下位でも各神話の主神クラスの強さを持ち、第1位はグレートレッドを超える強さとされる。
四将（インヴェイド・ファナティック）
「羅睺七曜」がそれぞれ4体ずつ創りだして従えている強大な重臣で、「UL」の幹部にあたる。強さは魔王クラスから龍王クラス。

計都天海（けいとてんかい）
鬼神レガルゼーヴァが有する2柱の眷属。どちらもグレートレッド級の強さを持つ。
五邪（アトロシティ・ファナティック）
「計都天海」がそれぞれ5体ずつ創りだした強力な眷属。各神話の主神級から魔王級の力がある。

F×F（ファディル・フェルドラ）
「E×E」とはまた別の異世界。鬼神レガルゼーヴァによる侵略を受けているが、詳細は不明。地球のドラゴンに似た生物が存在していたが、知性を持ち合わせ、強大な力を有したものはごく僅かだったらしい。

### その他用語
ラッチューくん
ネズミが元になっているキャラクター。日本発だが世界的にも人気がある。
アーシアがレイナーレたちのもとから逃げてきたとき、イッセーがぬいぐるみをレーシングゲームで獲ってアーシアにプレゼントした。今でもアーシアが大事にしている。
メガラッチューくん
「ラッチューくん」の強化形態。イッセーが千円丸ごと注ぎ込んでようやくゲットできたぬいぐるみ。アーシアにプレゼントし、アーシアが嬉しそうに抱きしめていた。「ラッチューくん」シリーズにはそれ以外にも「ギガラッチューくん」や「ハワイアンバージョン」等が存在している。

駒王学園四天王（くおうがくえんしてんのう）
1人は駒王学園の生徒で異能に関わっており、精霊を操る一門の出。残り3人は精霊使いとしての親類縁者なだけで、他校の生徒。ゼノヴィアに一度敗北し、町の河川敷でリベンジを試みるも再び敗北する。
駒王学園五大戦士（くおうがくえんごだいせんし）
ゼノヴィアに決闘を挑む謎の集団。決着がどうなったかは不明。

仙術（せんじゅつ）
気を源流とし、自然と一体化することにより生命の流れを操作する術。遠くにいる対象の動きを把握できるなど探知力に優れ、使用者と同等以上の仙術使いでなければ索敵からは逃れられない。オーラやチャクラといった生命の未知なる部分を操るためか直接的な破壊力は低いが、「相手の気脈（=生命の流れ）を乱す」攻撃は魔力や魔法に比べて対処法が限られており、治療できないと最悪の場合は命を落とすことから生物相手の戦闘では非常に有効。さらに、闘気を全身に纏わせることにより内外の身体能力を底上げすることもできる。ただし、世界に漂う邪気や悪意まで取り込んでしまい、力に呑まれてしまいかねないという欠点もある。
「覇龍」などで生命力が削られた場合でも、生命の源泉が壊れたり枯れたりしていない限りは治療して活性化させることができる。その中でも最も効果が高いものが、仙術使いの女性が性行為によって生気を男性に送る「房中術」である。
仙人や一部の上級妖怪しか使うことができない非常に稀少な能力で、作中で使用できるのは黒歌・小猫姉妹のような猫魈の一族と、闘戦勝仏およびその末裔の美猴のみ。
闘気（とうき）
仙術によって身につけられる能力の1つ。気を全身に纏うことで身体能力を高め、近接戦闘能力を向上させられる。濃密な闘気はかすっただけでも物理的な破壊をもたらし、鎧のように攻撃を防ぐほどに強力である。
本来は仙術を習得することで得られる力だが、修練を積んで肉体を鍛えぬき生命力と活力が高まった者（例：サイラオーグ、白虎）でも習得できるほか、霊獣「黄龍」と契約して龍脈と接続できる歴代「百鬼黄龍」も使用可能。

蛇（へび）
オーフィスが生み出すことができ、飲み込むと強力な力が手に入る。見返りとして何らかの誓約を受けると思われる。「禍の団」の英雄派は神器に絡みつかせることで拉致・洗脳した神器所有者を監視している。現在、オーフィスが「有限」となってしまったことにより、力を増強する蛇は生み出せなくなっている。

反転（リバース）
グリゴリが研究していた属性を反転させる力。本来は聖を魔に、光を闇に変えるなどの使い方をするもので、使いこなすにはそれなりに修練が必要となる。また、聖魔剣のように相反する属性を併せ持つ物には効果がなく、指定した属性しか反転できないため2種類以上の属性を持つ攻撃に適用するときは反転させる属性を見極めないと効果を発揮できないのも欠点。弱点となる属性の攻撃を反転してダメージを軽減するほか、「フェニックスの涙」や回復系神器を反転して攻撃することもできる。
神器の移植と同じく本来自分が持たないものを無理やり植え付ける技術であるため生来の素質が損なわれたり寿命が減ったりする危険性が高く、研究中止が考えられていた。だが「禍の団」に内通していたグリゴリ内部の者がシトリー眷属へ情報を流していたらしく、グレモリー眷属との試合で回復能力の反転によりダメージを与えられることが分かり、これをその後のVIP襲撃などに利用されてしまった。

ベルゼビュート
魔王アジュカ・ベルゼブブと現ベルゼブブ眷属が制作し、人間界で運営する「ゲーム」。神滅具「蒼き革新の箱庭」が別の世界で作り出したとある「ゲーム」のシステムを参考に構想したもので、自分自身がプレイヤーとして、オーストラリア大陸と同規模の疑似空間のゲームフィールドへ転移し、携帯電話を通してゲーム内システムに触れ、その世界を探検する。一例として写真モードを使うことで、写した相手の情報取得、範囲に対する魔法の使用、撮影した道具を収納するアイテムBOXなどの機能がある。基本的にゲーム的なダメージ表現などシステムの干渉が存在するが、異能の使い勝手などを通常の空間とほとんど変わらない状態に設定することもできる。
運営者は魔王眷属だが、普通に本編をプレイしているプレイヤーは異形や超常の存在は知らない。「禍の団」の活動を邪魔していたほか、神崎光也たちとも敵対する要因になっていた模様。空間のセキュリティレベルはグレモリーが用意したトレーニング空間の10倍以上で、死神タナトスの襲撃以降はグレモリー関係者のトレーニング場所として使用許可が出されており、関東地方とほぼ同等の広さのフィールドが提供されている。

魔人化（カオス・ブレイク）
「禍の団」英雄派が作り出した神器のドーピング剤。先代魔王の血族の血が加えられており、神器の能力を強制的に引き出す効果がある。使用時には「業魔人（カオス・ドライヴ）」と呼称される姿となる。絶大なパワーを発揮するが、この状態の時はフェニックスの涙での回復を受け付けない上、連続使用は寿命を縮めるデメリットがある。

ディアボラ風アーシアたんのおパンティー揚げ
クッキング帽を被ったファーブニルがつくった謎の料理。
材料は、アーシアたんのおパンティー適量、たまねぎ1個みじん切り、ニンニク1個みじん切り、オリーブオイル、赤唐辛子1本みじん切り、塩コショウ少々、唐揚げ粉。
何故か量産型邪龍を魅了する効果があり、この料理を見守っていた何匹かの邪龍が号泣していた。

龍王・戦車（パンツ・パンツァー）
サハリエルが開発した、パンツドラゴン（ファーブニル）と戦車を組み合わせたハイブリッドなロボ。燃料はパンツのみという低燃費を実現させている。イッセーからは仰々しい名前でありながら、ダジャレ感も満ちていて、何もかもが酷く感じると酷評される。
実戦投入されたものの、発車直後に構造的な欠陥のため爆発。戦闘能力がどの程度だったかは結局わからなかった。

出素戸炉井高校（ですとろいこうこう）
評判が最悪な不良高校。その学校の制服を見たら、否応なしに目線を合わさず距離を取れという暗黙のルールが善良な生徒たちの間であるほど。
駒王学園の男子生徒の小学生になる弟のロードバイクを返さなかったため、ゼノヴィア率いる新生徒会役員と新オカ研メンバーに懲らしめられた。以降、この高校で駒王学園の生徒に手を出すなという触れ込みが広がった。

ドアノブ式エロ部屋
どの扉でも、専用のドアノブを付けてから開けることで、元の部屋ではなく大型ベッドが存在するエロ空間へとつながるというもの。元はイリナの堕天を防ぐために天界が開発したアイテムだが、「神の子を見張る者」でも製造が可能で、発注すれば入手できるようになっている。

蟠桃（ばんとう）
中国で古くから不老不死の仙薬として扱われてきた、ぺったんこな形の桃。中国の奥地に存在する品種で、人間の世界にある蟠桃とは似ているがまるで違うもの。実際は不老不死というより、仙人が調合する薬の材料になる。「西遊記」の中で、初代孫悟空が西王母の開いた蟠桃会から奪い去ったことで有名。

偽赤龍帝（にせせきりゅうてい）
次元の狭間で回収したイッセーの肉体の残骸を使い、「幽世の聖杯」で作り出した、「赤龍帝の鎧」のレプリカ。ユーグリット・ルキフグスが装備していたものの発展型で、中身は入っておらず自動で動く。
アグレアス内部で大量生産されており、最深部の円型の空洞の壁一面にぶら下がった1000を超える繭に入っている。また、トライヘキサの首の1つ（ドラゴン状の頭部）が改造されて、大量の偽赤龍帝を生み出す卵を吐き出せるようになっている。
トライヘキサの復活と同時に起動して、「邪龍戦役」ではアジ・ダハーカとアポプスに指揮され、トライヘキサに随伴する形で破壊の限りをつくした。ベースが「赤龍帝の鎧」ということで並みの戦士では敵う相手ではなく、イッセーと同じようなドラゴンショットを撃ち出して、日本を守るために戦った妖怪たちを屠り去って行った。

爆閃流（ブラストりゅう）
裏に顔の広い怪しげな華道の流派。おそらく3世紀頃、セウェルス王朝時代のローマ帝国皇帝マルクス・アウレリウス・アントニヌス・アウグストゥスこと通称ヘリオガバルスが客人に薔薇を落として窒息死させたことが華道の起源だと主張している。開祖爆閃次郎丸は「華道とは死ぬことと見つけたり」と教え、道場で花器（リング）に対して格闘技さながらのポージングをしながら草花を挿していき、優れた技には「イケてる」と声をかけるのが嗜みらしい。使用する剣山は、高名な霊媒師と鍛冶師によって打たれた名品で、刃の一つ一つに霊気が宿り、交互に「イケる」ことで様々な効力を発揮する。勝敗はポイント制で、たけのこやスイカなど普通の華道では使われない植物（野菜）も利用される。

ファミリアボックス
グリゴリ協力のもとザトゥージが開発した使い魔ゲット用新型アイテム。どんな魔物でもこれを当てると、これを当てると条件次第でゲットできてしまう代物であり、この箱に捕まると洗脳できてしまう。

世界の強者トップ10
第2章でヴァーリが「駒王協定」締結直前に語った、（異世界「E×E」を除く）全勢力でトップ10に入るとされる実力者たちのこと。第3章終了時点では、「無限の龍神」オーフィス、シヴァ、ヴィシュヌ、ブラフマー、帝釈天、トール、テュポーン（またはフェンリル）、ハーデス、アテン、ルー（順不同）。ただし、オーフィスとフェンリルは力を封じられる前の状態で、「真なる赤龍神帝」グレートレッドは基本的に戦いに興味がないとされるため、全盛期のオーフィスと同等の力を持ちながらもランク外。真の姿のサーゼクス・ルシファーや本気のアジュカ・ベルゼブブも、トップ10入りするだけの実力があると言われ、神の脚甲を装備したヴィーザルもトールに匹敵する力を持つとされる。
また、神器に封印される前の二天龍（「赤い龍」ア・ドライグ・ゴッホと「白い龍」アルビオン・グィーバー）はオーフィスとグレートレッドに次ぐ世界最強クラスの力を有していた。現代では「三日月の暗黒龍」クロウ・クルワッハが天龍クラス以上の実力に達しているほか、「幽世の聖杯」によって復活した「魔源の禁龍」アジ・ダハーカと「原初なる晦冥龍」アポプスも天龍クラスに強化されている。
さらに、世界の果てに封印されていた最強の魔獣「黙示録の皇獣」トライヘキサは、全盛期のオーフィスやグレートレッドと同等の力を持っていることが判明した。

最強の人間（さいきょうのにんげん）
ヴァーリチームの間でされた「最強の人間は誰か」という議題で名前が挙がった者達。聖王剣の持ち主アーサー・ペンドラゴン、聖槍の担い手-曹操、「黒刃の狗神」所有者-幾瀬鳶雄、「蒼き革新の箱庭」と「究極の羯磨」を操る「始まりの闇」神崎光也、前デュランダルの持ち主ヴァスコ・ストラーダが候補として挙げられている。この中でも全盛期のストラーダは「人間の極限」とも言われる圧倒的な力を持つ。

黒歴史ノート
ヴァーリが4年前（真D×Dでは5年前）にウキウキで書いていた、「正典」と呼ばれるいわゆる中二病の設定資料集。「心の書」「技の書」「術の書」の3冊構成で、表紙には英語で「Vali Lucifer」と名前が書かれている。
「心の書」は中二病全開のセリフ集で、夜な夜な練習して実際にイッセーに使用したものであり、「技の書」も中二病全開の必殺技集。「術の書」は妙な名前が書かれた魔力、魔法と、それを発動するときの様々なポージングがイラスト付きで書かれており、呪文らしきものも添えてある独自理論集。
ヴァーリが血眼になって探していたノートであり、「技の書」は回収できたが、残りの2冊はラヴィニアが大切に保管している。内容が内容なだけに無暗に見せたらヴァーリの精神がヤバいことになりそうなので、宿命のライバルであるイッセーと当時から付き合いのある「刃狗」チーム以外は観覧不可ということになっている。一応残る2冊の原本もヴァーリがラヴィニアと交渉して回収したが、魔術を込めて複製したより頑丈な写本が複数彼女の手元に残されている。

アムリタ
インド勢力に伝わる黄金色の不死の霊薬。飲めば神でもありがたい効果を示したことから、これをめぐって昔はインド神話の神々が争ったこともあった。本来は乳海そのものに植物と種子を入れ、巨亀クールマとインド神話のドラゴンヴァースキで攪拌するという神話規模の儀式で作られるのだが、条約で本物の製造は禁止されており、小規模再現の簡易版ならばビニールプール・クールマの子亀・ヴァースキの子孫で代用し、2時間ほど攪拌することで完成する。なお、神の飲み物なので、簡易版であっても悪魔にとっては猛毒。

#### アザゼルの発明品
リング
神器の機能を補助する効果を持ったリング。作中では強制的に禁手化させられた「停止世界の邪眼」の暴走を止めるためのものと、短時間だけ代償なしで「赤龍帝の鎧」を発動させられるものが登場した。後者は何度も使えるような便利なものではなく、使い続けると本来の手段で禁手に至ることができなくなる危険性がある。

義手
アザゼルが失った自分の腕を補うために開発した高性能の義手。見た目は本物の手とそっくりで、光力式レーザービームや小型ミサイルなどを搭載でき、手首から先はドリルのように高速回転させられる。

ドッペルゲンガー生産装置
アザゼルがドッペルゲンガーの実験のために製作した筒型カプセル状の装置。イッセーを見かけたアザゼルが衝動的に装置の中に放り込み操作ミスをした結果、性欲のみが大幅に強化された300人ものドッペルゲンガーたちが誕生、学園中の女子に襲いかかり手当たり次第に「ドレス・ブレイク」を発動するという大惨事を発生させた。なお、生み出されたドッペルゲンガーは一発殴っただけでも消滅してしまう。

UFO
アザゼルが学校の研究室で人知れず制作していた、アダムスキー型といわれる有名な形の未確認飛行物体。普通の人には姿が見えない特殊なバリアを張れるよう制作されていた。
UFOが放ったビームを浴びたイッセーは、性欲を失った状態となった。
この時は単なるお遊びでしかなかったが、「隠れ禍の団」から情報を得た「地獄の盟主連合」がイッセーの「乳力」を封じる作戦で参考にされてしまう。

性転換光線銃（せいてんかんこうせんじゅう）
アザゼルがおふざけで開発した。その光線を浴びると、たちまち性別が逆となってしまう。男なら女へ、女なら男へ、少しだけ変身が可能。

マオウガー
サーゼクスの依頼を受けて、アザゼルがノリと勢いで開発した悪魔のお助けロボ。全長15m級の人型スーパーロボット。全世界に漂う人間の憎悪をエネルギー源とし、普段は駒王学園のプール下にある地下秘密基地に格納されている。武装としてロケットパンチが搭載されているが撃ちっぱなしで補充はできない。なお、製作者であるアザゼルよりも戦闘力では劣る。

アザゼルクエスト
オープンワールド系のゲーム。レーティングゲームに使用する空間を丸ごと使って冒険ができる環境が用意されている。アザゼルを中心に悪魔陣営からはアジュカの関係者である技術者などが製作に携わった。広大なゲームフィールドには実際に町や洞窟、塔が作られていて、その空間をプレイヤーとなって体験していく体験型ロールプレイングゲーム。仲間と共に旅をして、悪の龍王を倒す体験型RPG。仲間の異常なレベル（魔王2名がともに初期レベル5000）や序盤の敵の強さ（リザードマン役として元龍王のタンニーンを配役）など、ゲームバランスに問題がある。なお、開発資金は例のごとくグリゴリの資金を勝手に使い込んだもの。
勝手に作っていたことがシェムハザにバレてしまい、プロジェクト自体は手軽に異形を倒す経験を積みたい人間の異能者向けに続行されているが、当のアザゼルは外されて別の研究者が担当することになった。

ロケット自転車
ゼノヴィアがアザゼルに頼んで作ってもらった特注の魔動アシスト自転車。その自転車の前輪と後輪の部分に奇妙な形の突起物がついている。
ゼノヴィアが試乗して、ハンドルの左グリップについているデジタル機器のスイッチを押した瞬間、前輪後輪の突起物（ロケット）が下に可動して激しい火を噴き、ゼノヴィアと共に勢いよく空中へ飛び出していって星となり、天界までたどり着いてしまった。
以降、あんなので天界に来られても天界側も困るという理由で、アザゼル制作のロケット自転車は問答無用で封印となった。

ブレスレット
魔術文字が刻まれた金色のブレスレット。朱乃の堕天使化を補助するための発明品。

計測器
神秘的な存在が他者にどれぐらい影響を与えるか調べる機械。誰に特異な波動が向けられているかや悪意の有無などが数値化されて分かる。アーシアがファーブニルと契約する際に、オーフィスからの「加護」がどのようなものかを調べるために用いられた。

「機械龍王」メカファーブニル
アザゼルがグリゴリの研究費を横領して作った、機械のドラゴン。ファーブニルと契約したアーシアのデビュー戦として、ファーブニルを使って倒すようアザゼルに言われる。目からビームを放ってファーブニルを攻撃するが本物は無傷で、本物のファーブニルに吹き飛ばされた。
メカファーブニルMk-II（マークツー）
アザゼルが駒王町の繁華街にあるビルの地下5階に残していたメカファーブニルの2代目。ボディには「Mk-II」と記されているのが特徴。オリジナルのパンツへの執念がそれとなく再現されており、ボディ各部位から高速でワイヤーを射出し、女性のパンツを千切って奪う。事故物件の内覧に来ていた女性陣からパンツを強奪して憤慨させたが、アーシアのパンツを千切ったことに激怒したファーブニルによって破壊され、残骸はグリゴリ送りになった。

観察用カメラ
羽虫型の観察用カメラ。窓ガラスに羽虫を密着させることで、室内の様子をのぞくことができる。

## 漫画版
ハイスクールD×D
原作小説のコミカライズ。『ドラゴンマガジン』「別冊・ちょこドラ。」で2010年9月号から連載開始。作画はみしまひろじ。序盤から際どい描写が多く、特に第2巻以降は乳首も解禁されている。内容は原作5巻終了時点まで。
ハイスクールD×D アーシア&小猫 ヒミツのけいやく!?
『月刊ドラゴンエイジ』で2011年10月号から連載開始、「出張版」として、『ドラゴンマガジン』、『エイジプレミアム』にも掲載実績がある。作画はヒロイチ。
アーシアと小猫を主人公とし、2人が「新人悪魔の研修」と称して、依頼者からの依頼内容に応えていくというもの。
ハイスクールD×D アクマのおしごと
『エイジプレミアム』で2013年5月号から連載開始。作画は粗製SODA。
ジュニアハイスクールD×D
『月刊ドラゴンエイジ』で2025年5月号から連載開始。作画はおじょ。『ジュニアハイスクールD×D』のコミカライズ。

## 制作背景
著者・石踏一榮は本作執筆以前までホラーテイストな作品を手掛けており、そんな石踏のイメージを変えたいと担当編集者の畑野純は考えた。また、畑野は当時のファンタジア文庫にはない路線を開拓したいという考えもあり、石踏が作成したあるプロットに対して「エロ要素を加えて欲しい」とお願いして最終的に完成したのが本作だった。
石踏は胸のサイズからキャラクターを設定しており、希少価値がなくなるという理由で出来るだけ胸の小さなキャラクターは出さないようにしている。キャラクターの性格に関して、石踏は読者に好かれる性格をまず考える。そして、石踏自身がキャラクター同士で喧嘩をする描写を好まないため、各キャラクターがどのように打ち解けていくのかを考え、最終的に決めている。

## 既刊一覧

### 小説

#### ハイスクールD×D
- 石踏一榮（著）・みやま零（イラスト）、富士見書房→KADOKAWA〈富士見ファンタジア文庫〉、全25巻
  - 『ハイスクールD×D 1 旧校舎のディアボロス』、2008年9月25日初版発行（9月20日発売[73]）、ISBN 978-4-8291-3326-2
  - 『ハイスクールD×D 2 戦闘校舎のフェニックス』、2008年12月25日初版発行（12月20日発売[74]）、ISBN 978-4-8291-3358-3
  - 『ハイスクールD×D 3 月光校庭のエクスカリバー』、2009年4月25日初版発行（4月20日発売[75]）、ISBN 978-4-8291-3391-0
  - 『ハイスクールD×D 4 停止教室のヴァンパイア』、2009年9月25日初版発行（9月20日発売[76]）、ISBN 978-4-8291-3427-6
  - 『ハイスクールD×D 5 冥界合宿のヘルキャット』、2009年12月25日初版発行（12月19日発売[77]）、ISBN 978-4-8291-3470-2
  - 『ハイスクールD×D 6 体育館裏のホーリー』、2010年3月25日初版発行（3月20日発売[78]）、ISBN 978-4-8291-3500-6
  - 『ハイスクールD×D 7 放課後のラグナロク』、2010年7月25日初版発行（7月17日発売[79]）、ISBN 978-4-8291-3540-2
  - 『ハイスクールD×D 8 アクマのおしごと』、2010年12月25日初版発行（12月17日発売[80]）、ISBN 978-48291-3593-8
  - 『ハイスクールD×D 9 修学旅行はパンデモニウム』、2011年4月25日初版発行（4月20日発売[81]）、ISBN 978-4-8291-3628-7
  - 『ハイスクールD×D 10 学園祭のライオンハート』、2011年9月25日初版発行（9月17日発売[82]）、ISBN 978-4-8291-3677-5
  - 『ハイスクールD×D 11 進級試験とウロボロス』、2012年1月25日初版発行（1月20日発売[83]）、ISBN 978-4-8291-3720-8
  - 『ハイスクールD×D 12 補習授業のヒーローズ』、2012年4月25日初版発行（4月20日発売[84]）、ISBN 978-4-8291-3749-9
  - 『ハイスクールD×D 13 イッセーSOS』、2012年9月25日初版発行（9月20日発売[85]）、ISBN 978-4-8291-3798-7
    - BD付限定版：2012年9月15日初版発行（9月6日発売[86]）、ISBN 978-4-8291-9767-7

  - 『ハイスクールD×D 14 進路指導のウィザード』、2013年1月25日初版発行（1月20日発売[87]）、ISBN 978-4-8291-3845-8
  - 『ハイスクールD×D 15 陽だまりのダークナイト』、2013年6月25日初版発行（6月20日発売[88]）、ISBN 978-4-8291-3898-4
    - BD付限定版 2013年6月10日初版発行（5月31日発売[89]）、ISBN 978-4-8291-9768-4

  - 『ハイスクールD×D 16 課外授業のデイウォーカー』、2013年10月25日初版発行（10月19日発売[90]）、ISBN 978-4-04-712912-2
  - 『ハイスクールD×D 17 教員研修のヴァルキリー』、2014年2月25日初版発行（2月20日発売[91]）、ISBN 978-4-04-070031-1
  - 『ハイスクールD×D 18 聖誕祭のファニーエンジェル』、2014年6月25日初版発行（6月20日発売[92]）、ISBN 978-4-04-070127-1
  - 『ハイスクールD×D 19 総選挙のデュランダル』、2014年11月25日初版発行（11月20日発売[93]）、ISBN 978-4-04-070146-2
  - 『ハイスクールD×D 20 進路相談のベリアル』、2015年7月25日初版発行（7月18日発売[94]）、ISBN 978-4-04-070665-8
  - 『ハイスクールD×D 21 自由登校のルシファー』、2016年3月25日初版発行（3月19日発売[95]）、ISBN 978-4-04-070666-5
  - 『ハイスクールD×D 22 卒業式のグレモリー』、2016年7月25日初版発行（7月20日発売[96]）、ISBN 978-4-04-070965-9
  - 『ハイスクールD×D 23 球技大会のジョーカー』、2017年3月20日初版発行（同日発売[97]）、ISBN 978-4-04-070963-5
  - 『ハイスクールD×D 24 校外学習のグリムリッパー』、2017年11月20日初版発行（11月17日発売[98]）、ISBN 978-4-04-072378-5
  - 『ハイスクールD×D 25 夏期講習のユグドラシル』、2018年3月20日初版発行（3月17日発売[99]）、ISBN 978-4-04-072379-2

#### 真ハイスクールD×D
- 石踏一榮（著）・みやま零（イラスト） 『真ハイスクールD×D』 KADOKAWA〈富士見ファンタジア文庫〉、既刊4巻（2020年2月20日現在）
  - 『真ハイスクールD×D 1 新学期のウェルシュ・ドラゴン』、2018年7月20日初版発行（同日発売[100]）、ISBN 978-4-04-072825-4
  - 『真ハイスクールD×D 2 実力試験のルイン・プリンセス』、2018年12月20日初版発行（同日発売[101]）、ISBN 978-4-04-072826-1
  - 『真ハイスクールD×D 3 修学旅行のサンシャワー』、2019年8月20日初版発行（同日発売[102]）、ISBN 978-4-04-072827-8
  - 『真ハイスクールD×D 4 決戦留学のキングダム』、2020年2月20日初版発行（同日発売[103]）、ISBN 978-4-04-073547-4

#### ハイスクールD×D DX
- 石踏一榮（著）・みやま零（イラスト）、KADOKAWA〈富士見ファンタジア文庫〉、既刊7巻（2022年3月19日現在）

  - 『ハイスクールD×D DX.1 転生天使にラブソングを』、2015年3月20日発売[104]、ISBN 978-4-04-070332-9
    - BD付限定版：2015年3月10日初版発行（3月6日発売[105]） 、ISBN 978-4-04-070312-1

  - 『ハイスクールD×D DX.2 マツレ☆龍神少女!』、2015年12月25日初版発行（12月19日発売[106]）、ISBN 978-4-04-070379-4
    - BD付限定版：2015年12月10日初版発行（12月9日発売[107]）、ISBN 978-4-04-070402-9

  - 『ハイスクールD×D DX.3 クロス×クライシス』、2016年11月25日初版発行（11月19日発売[108]）、ISBN 978-4-04-070964-2
  - 『ハイスクールD×D DX.4 生徒会とレヴィアタン』、2017年7月20日初版発行（同日発売[109]）、ISBN 978-4-04-072377-8
  - 『ハイスクールD×D DX.5 スーパーヒーロートライアル』、2019年3月20日初版発行（同日発売[110]）、ISBN 978-4-04-073163-6
  - 『ハイスクールD×D DX.6 ご注文はアクマですか?』、2021年3月19日初版発行（同日発売[111]）、ISBN 978-4-04-074026-3
  - 『ハイスクールD×D DX.7 ご先祖さまはトリックスター!?』、2022年3月19日初版発行（同日発売[112]）、ISBN 978-4-04-074481-0

#### ジュニアハイスクールD×D
- 東雲立風（著）・石踏一榮（原案・監修）・みやま零（イラスト）、KADOKAWA〈富士見ファンタジア文庫〉、既刊2巻（2024年11月20日現在）
  - 『ジュニアハイスクールD×D 転校生はサムライガール』、2024年5月17日発売[113]、ISBN 978-4-04-075270-9
  - 『ジュニアハイスクールD×D 2 授業参観のアモン』、2024年11月20日発売[114]、ISBN 978-4-04-075666-0

### 漫画
- 石踏一榮（原作）・みやま零（キャラクター原案）・みしまひろじ（作画） 『ハイスクールD×D』 富士見書房→KADOKAWA〈ドラゴンコミックスエイジ〉、全11巻
  1. 2011年6月9日初版発行（6月7日発売[115]）、ISBN 978-4-04-712733-3
  2. 2011年12月9日初版発行（12月7日発売[116]）、ISBN 978-4-04-712767-8
  3. 2012年7月9日初版発行（7月5日発売[117]）、ISBN 978-4-04-712814-9
  4. 2013年1月9日初版発行（1月7日発売[118]）、ISBN 978-4-04-712852-1
  5. 2013年9月9日初版発行（同日発売[119]）、ISBN 978-4-04-712900-9
  6. 2014年4月9日初版発行（同日発売[120]）、ISBN 978-4-04-070080-9
  7. 2014年12月9日初版発行（同日発売[121]）、ISBN 978-4-04-070457-9
  8. 2015年8月8日初版発行（同日発売[122]）、ISBN 978-4-04-070597-2
  9. 2016年5月9日初版発行（同日発売[123]）、ISBN 978-4-04-070881-2
  10. 2017年5月9日初版発行（同日発売[124]）、ISBN 978-4-04-072282-5
  11. 2018年4月9日初版発行（同日発売[125]）、ISBN 978-4-04-072669-4
- 石踏一榮（原作）・みやま零（キャラクター原案）・ヒロイチ（作画） 『ハイスクールD×D アーシア&小猫 ヒミツのけいやく!?』 富士見書房〈ドラゴンコミックスエイジ〉、2012年3月9日初版発行（3月7日発売[126]）、ISBN 978-4-04-712785-2
- 石踏一榮（原作）・みやま零（キャラクター原案）・粗製SODA（作画） 『ハイスクールD×D アクマのおしごと』 富士見書房〈ドラゴンコミックスエイジ〉、2013年9月9日初版発行（同日発売[127]）、ISBN 978-4-04-712898-9

### アンソロジー等収録
「リアス・イン・ワンダーランド」
- 『ファンタジア文庫25周年アニバーサリーブック』に収録、富士見ファンタジア文庫、2013年3月20日発売[128]、ISBN 978-4-8291-3868-7

### 関連書籍
- 『ハイスクールD×D リアス×朱乃 おっぱい BOOST BOX!』2013年3月6日発売[129]、ISBN 978-4-04-712835-4
- 『みやま零画集 ハイスクールD×D』2014年2月20日第1刷発行（2月19日発売[130]）、ISBN 978-4-04-712940-5
- 『ハイスクールD×D おっぱい BOOST BOX おかわり』2014年3月20日発売[131]、ISBN 978-4-04-712894-1
- 『ハイスクールD×D ビジュアルコレクション』2014年9月22日第1刷発行（9月11日発売[132]）、ISBN 978-4-05-406111-8
- 『ハイスクールD×D NEW ビジュアルコレクション 上巻』2014年12月16日第1刷発行（12月4日発売[133]）、ISBN 978-4-05-406114-9
- 『ハイスクールD×D NEW ビジュアルコレクション 下巻』2015年2月3日第1刷発行（1月22日発売[134]）、ISBN 978-4-05-406182-8
- 『ハイスクールD×D BorN ビジュアルコレクション』2016年8月9日第1刷発行（7月28日発売[135]）、ISBN 978-4-05-406462-1
- 『ハイスクールD×D ハーレム王メモリアル』2018年9月20日第1刷発行（同日発売[136]）、ISBN 978-4-04-072828-5

## テレビアニメ
第1期は、2011年9月17日にテレビアニメ化が発表され、原作小説と同タイトルで2012年1月から同年3月までAT-Xなどで放送された。全12話。前半が原作第1巻に相当するレイナーレ編（アーシア編）、後半が原作第2巻に相当するライザー編の全2部構成となっている。2012年9月6日に発売された原作小説第13巻限定版にはテレビ未放送エピソード（第13話）OVAを収録したBDが同梱され、第2期の制作が決定したことも発表された。また、2013年5月31日に発売された原作小説第15巻限定版にはテレビ未放送エピソード（第14話）OVAを収録したBDが同梱された。
第2期『ハイスクールD×D NEW』（ハイスクールディーディー ニュー）は、2012年9月11日に制作決定が発表され、のタイトルで、2013年7月から同年9月まで放送された。全12話。本期も、前半は原作第3巻に相当する「月光校庭のエクスカリバー編」（げっこうこうていのエクスカリバーへん）を、後半は原作第4巻に相当する「停止教室のヴァンパイア編」（ていしきょうしつのヴァンパイアへん）の2部構成となっている。タイトルロゴの左下には副題が併記されており、「NEW」のうち「W (ω)」はおっぱいを模したものになっている。また、BS11などで流れた番組宣伝CMでは「新番組」と紹介されるはずのテロップが「NEW番組」となっており、「NEW」（新しい）と「乳」（にゅう、つまり「おっぱい」）をひっかけた、お色気番組であることを強調する宣伝を行っていた。テレビ放送時の次回予告はイッセーがサブタイトルを言うだけのもので、詳細な予告は公式サイトで公開されていた。
第3期『ハイスクールD×D BorN』（ハイスクールディーディー ボーン）は、2014年6月16日に制作決定が発表され、のタイトルで2015年4月から同年6月まで放送された。全12話。なお、この旨は同スタッフが制作した『健全ロボ ダイミダラー』最終回終盤でも触れられた。内容は5巻→7巻→6巻の順で、シトリー眷属とのレーティングゲームはカットされ、終盤にはオリジナルエピソードが加えられている。
第4期『ハイスクールD×D HERO』（ハイスクールディーディー ヒーロー）は、2016年10月22日に開催された富士見ファンタジア文庫のイベント「ファンタジア文庫大感謝祭2016」で制作が発表され、2018年4月より7月まで放送された。今作ではアニメーション制作がティー・エヌ・ケーからパッショーネに変更となり、制作スタッフも一新されている。「ハイスクールD×D HERO」の「HERO」はイッセーの「H」と「ERO」が合体することで、「HERO」となるという意味がこもっており、英雄派と戦うという意味もある。

### 製作

#### 第1期 - 第3期
監督を『劇場版 そらのおとしもの 時計じかけの哀女神』や『京四郎と永遠の空』などで知られる柳沢テツヤ、シリーズ構成・脚本を『クイーンズブレイド 玉座を継ぐ者』や『WORKING'!!』で知られる吉岡たかをがそれぞれ担当しているほか、アニメーション制作をアダルトゲームが原作のテレビアニメ版『School Days』でも知られるティー・エヌ・ケー、キャラクターデザイン・総作画監督を同作品の原作から関わっていることでも知られるごとうじゅんじがそれぞれ担当しているため、登場人物の容貌や第1期第1話でイッセーが殺害されるシーンは、結果的に同作品を彷彿とさせるものとなった。
登場人物については原作でモブキャラクターに過ぎなかった片瀬や村山にも設定の追加や出番の増加が施され、ビジュアルについても魔法陣などの各種デザインが新規に作成されている。また、エログロ描写についてはリアスをはじめ女性達によるコメディ風のお色気やヌードなどの際どいシーンがふんだんに盛り込まれているが、そのうちの性行為を描いた描写については主人公とヒロイン達の頻繁な性行為を間接的に描写していた『School Days』と違い、本作品ではイッセーに近しい周囲のヒロイン達がアピールを経て彼との子作りを意識するまでは至るも行為へは至らず、未遂に終わる程度にとどまっている。なお、AT-Xでは視聴年齢制限番組として放送され、映像がほぼ解禁されて女性達の乳首や尻が見える内容で放送されたが、地上波独立局ではそれらへ白い光やタイトルロゴの「D」による修正が施された上で放送されている。
上記の視覚的要素のほか、凄惨な流血シーンやアーシアの死亡シーンについてはオルゴール曲が流れるなど、シリアス性も強くなっている。
BD / DVDはディレクターズ・カット版とされており、テレビ放送版の映像修正を除去した無修正版となっているうえ、主にヒロイン達のお色気やヌードを含んだ未放送シーンが収録されている。

#### 第4期
前述の通り、大幅にスタッフが変更された。監督は『RAIL WARS!』などで知られる末田宜史、シリーズ構成は『図書館戦争』や『ダイヤのA』などで知られる古怒田健志、キャラクターデザインとアニメーション制作は『RAIL WARS!』で末田と組んだうのまこととパッショーネが担当する。前作後半がオリジナル展開になったこともあり第0話として改めて描かれ、第1話より原作第9巻のストーリーとなる。

### スタッフ
|                                                                | 第1期                           | 第2期                           | 第3期                            | 第4期                                             |
| -------------------------------------------------------------- | ------------------------------- | ------------------------------- | -------------------------------- | ------------------------------------------------- |
| 原作                                                           | 石踏一榮                        | 石踏一榮                        | 石踏一榮                         | 石踏一榮                                          |
| 原作イラスト                                                   | みやま零                        | みやま零                        | みやま零                         | みやま零                                          |
| 監督                                                           | 柳沢テツヤ                      | 柳沢テツヤ                      | 柳沢テツヤ                       | 末田宜史                                          |
| 助監督                                                         |                                 |                                 | 岡本英樹                         | 喜多幡徹                                          |
| シリーズ構成                                                   | 吉岡たかを                      | 吉岡たかを                      | 吉岡たかを                       | 古怒田健志                                        |
| キャラクターデザイン ・総作画監督                              | ごとうじゅんじ                  | ごとうじゅんじ                  | ごとうじゅんじ                   | うのまこと                                        |
| 総作画監督                                                     | 依田正彦                        | N/A                             | N/A                              | 早坂皐月、鯉川慎平 古川英樹、柳沢まさひで         |
| サブキャラクター デザイン                                      | N/A                             | N/A                             | N/A                              | 鯉川慎平                                          |
| 服装差分デザイン                                               | N/A                             | N/A                             | N/A                              | 早坂皐月、野道佳代、武本大介                      |
| アクション特技監修                                             | N/A                             | N/A                             | N/A                              | 松尾慎                                            |
| プロップデザイン                                               | 宮豊                            | 宮豊                            | 宮豊                             | 宮豊                                              |
| 美術監督                                                       | 池田繁美                        | 池田繁美                        | 倉田憲一                         | 坪井健太                                          |
| 色彩設計                                                       | 池田ひとみ                      | 池田ひとみ                      | 古市裕一                         | 鈴木咲絵                                          |
| 色彩設計                                                       | N/A                             | 近藤直登                        | 古市裕一                         | 鈴木咲絵                                          |
| 撮影監督                                                       | 笠井亮平                        | 千葉洋之                        | 千葉洋之                         | 石黒晴嗣                                          |
| 編集                                                           | 櫻井崇                          | 櫻井崇                          | 肥田文                           | 定松剛                                            |
| 音響監督                                                       | 明田川仁                        | 明田川仁                        | 明田川仁                         | 明田川仁                                          |
| 音楽プロデューサー                                             | 伊藤善之                        | 伊藤善之                        | 伊藤善之                         | N/A                                               |
| 音楽プロデューサー                                             | N/A                             | N/A                             | 吉江輝成                         | 吉江輝成                                          |
| 音楽                                                           | 中西亮輔                        | 中西亮輔                        | 中西亮輔                         | 中西亮輔                                          |
| 音楽制作                                                       | ランティス                      | ランティス                      | ランティス                       | ランティス                                        |
| プロデューサー                                                 | 田中信作                        | 田中翔                          | 伊藤誠                           | 元長聡 竹林慧 深尾聡志 吉江輝成 礒谷徳知 青木美里 |
| プロデューサー                                                 | 臼井久人                        | 臼井久人                        | 村田嘉邦                         | 元長聡 竹林慧 深尾聡志 吉江輝成 礒谷徳知 青木美里 |
| プロデューサー                                                 | 畑野純 土橋哲也 斎藤滋 畠山拓郎 |                                 |                                  | 元長聡 竹林慧 深尾聡志 吉江輝成 礒谷徳知 青木美里 |
| プロデューサー                                                 | N/A                             | 金庭こず恵                      | 金庭こず恵                       | 金庭こず恵                                        |
| プロデューサー                                                 | N/A                             | 古神子広一                      | 高岸亮樹                         | 青木絵里子 西藤和広                               |
| 制作プロデューサー （第1 - 3期） アニメーション プロデューサー | 河井敬介                        | 河井敬介                        | 河井敬介                         | 藤川仁志                                          |
| プロデュース                                                   | ジェンコ                        | ジェンコ                        | ジェンコ                         | N/A                                               |
| アニメーション制作                                             | ティー・エヌ・ケー              | ティー・エヌ・ケー              | ティー・エヌ・ケー               | パッショーネ                                      |
| 製作                                                           | ハイスクール D×D 製作委員会     | ハイスクール D×D NEW 製作委員会 | ハイスクール D×D BorN 製作委員会 | ハイスクール D×D HERO 製作委員会                  |

### 主題歌
「Trip -innocent of D-」
Larval Stage Planningによる第1期のオープニングテーマ。作詞は桐島愛里、作曲はC.G mix、編曲はC.G mixと尾崎武士。第1話ではエンディングテーマ、第12話では挿入歌としてそれぞれ使用された。
「STUDY×STUDY」
StylipSによる第1期のエンディングテーマ。作詞はこだまさおり、作曲・編曲は高田暁。第1話では未使用。
「Sympathy」
Larval Stage Planningによる第2期「月光校庭のエクスカリバー編」のオープニングテーマ。作詞は朝見凛、作曲はC.G mix、編曲はC.G mixと星野威。
「激情論」
ZAQの作詞・作曲・編曲・歌による第2期「停止教室のヴァンパイア編」及びOVAのオープニングテーマ。
「方程式は答えない」
オカルト研究部ガールズ［リアス・グレモリー（日笠陽子）、姫島朱乃（伊藤静）、アーシア・アルジェント（浅倉杏美）、塔城小猫（竹達彩奈）］による第2期「月光校庭のエクスカリバー編」のエンディングテーマ。作詞・作曲・編曲はZAQ。
「らぶりぃ♥でびる」
オカルト研究部ガールズ［リアス・グレモリー（日笠陽子）、姫島朱乃（伊藤静）、アーシア・アルジェント（浅倉杏美）、塔城小猫（竹達彩奈）、ゼノヴィア（種田梨沙）、ギャスパー・ヴラディ（佐倉綾音）］による第2期「停止教室のヴァンパイア編」及びOVAのエンディングテーマ。作詞はこだまさおり、作曲・編曲は高田暁。
「BLESS YoUr NAME」
ChouChoによる第3期のオープニングテーマ。作詞は松井洋平、作曲・編曲は倉内達矢。第5話では未使用。
「ギブミー・シークレット」
StylipSによる第3期のエンディングテーマ。作詞は真崎エリカ、作曲は宮崎まゆ、編曲は近藤圭一。第12話では未使用。
「おっぱいドラゴンの歌」
兵藤一誠（梶裕貴）による第3期第12話の特別エンディングテーマ。作詞はアザ☆ゼル、作曲はサーゼクス・ルシファー。第4期第0話・第10話でも挿入歌として使用。
「SWITCH」
Minamiの作詞・作曲・歌による第4期のオープニングテーマ。編曲はAstroNoteS。
「モテないくせに(｀；ω；´)」
たぴみるの作詞・歌による第4期のエンディングテーマ。作曲・編曲は河田貴央。

### 評価
BD・DVD各期第1巻（限定版）の初週推定売上は以下の通り。
|       | BD    | DVD   |
| ----- | ----- | ----- |
| 第1期 | 6,780 | 2,341 |
| 第2期 | 7,023 | 2,001 |
| 第3期 | 4,382 | 1,188 |
| 第4期 | 3,159 | 805   |

「読者が選ぶ2012年好きキャラ大賞」では「セクシーだったで賞」でリアス・グレモリーが7位を獲得している。

### 各話リスト
| 話数                                | サブタイトル                      | 脚本       | 絵コンテ       | 演出                | 作画監督 |       |       |       |       |       |       |       |       |       |       |       |       |       |       |       |       |       |       |       |
| 第1期                               | 第1期                             | 第1期      | 第1期          | 第1期               | 第1期 | 第1期 | 第1期 | 第1期 | 第1期 | 第1期 | 第1期 | 第1期 | 第1期 | 第1期 | 第1期 | 第1期 | 第1期 | 第1期 | 第1期 | 第1期 | 第1期 | 第1期 | 第1期 | 第1期 |
| ----------------------------------- | --------------------------------- | ---------- | -------------- | ------------------- | --- | ----- | ----- | ----- | ----- | ----- | ----- | ----- | ----- | ----- | ----- | ----- | ----- | ----- | ----- | ----- | ----- | ----- | ----- | ----- |
| 第1話                               | 彼女、できました！                | 吉岡たかを | 柳沢テツヤ     | 久保太郎            | ごとうじゅんじ |       |       |       |       |       |       |       |       |       |       |       |       |       |       |       |       |       |       |       |
| 第2話                               | 人間、やめました！                | 吉岡たかを | こでらかつゆき | 近藤一英            | 依田正彦 |       |       |       |       |       |       |       |       |       |       |       |       |       |       |       |       |       |       |       |
| 第3話                               | 友達、できました！                | 吉岡たかを | 小林孝志       | 小林浩輔            | 中島美子 |       |       |       |       |       |       |       |       |       |       |       |       |       |       |       |       |       |       |       |
| 第4話                               | 友達、救います！                  | 吉岡たかを | 飯村正之       | 飯村正之            | 北村友幸 久保茉莉子 柳瀬譲二 |       |       |       |       |       |       |       |       |       |       |       |       |       |       |       |       |       |       |       |
| 第5話                               | 元カノ、倒します！                | 吉岡たかを | 柳沢テツヤ     | 柳沢テツヤ          | 神田岳 石動仁 |       |       |       |       |       |       |       |       |       |       |       |       |       |       |       |       |       |       |       |
| 第6話                               | アクマ、やってます！              | 吉岡たかを | こでらかつゆき | 清水明              | 藤原未来夫 |       |       |       |       |       |       |       |       |       |       |       |       |       |       |       |       |       |       |       |
| 第7話                               | 使い魔、ゲットします！            | 吉岡たかを | 三原武憲       | 三原武憲            | 久保茉莉子 伊藤大翼 海保仁美 藤田真弓 |       |       |       |       |       |       |       |       |       |       |       |       |       |       |       |       |       |       |       |
| 第8話                               | 喧嘩、売ります！                  | 吉岡たかを | こでらかつゆき | 小林孝志            | 大河原晴男 そらもとかん 石動仁 |       |       |       |       |       |       |       |       |       |       |       |       |       |       |       |       |       |       |       |
| 第9話                               | 修行、はじめました！              | 吉岡たかを | 中村憲由       | 小林浩輔            | 中島美子 |       |       |       |       |       |       |       |       |       |       |       |       |       |       |       |       |       |       |       |
| 第10話                              | 決戦、始まります！                | 吉岡たかを | 天衝           | 飯村正之            | 山田勝 都竹隆治 丸山修二 神田岳 |       |       |       |       |       |       |       |       |       |       |       |       |       |       |       |       |       |       |       |
| 第11話                              | 絶賛、決戦中です！                | 吉岡たかを | 中村憲由       | 久保太郎            | 小山知洋 |       |       |       |       |       |       |       |       |       |       |       |       |       |       |       |       |       |       |       |
| 第12話                              | 約束、守りに来ました！            | 吉岡たかを | 柳沢テツヤ     | 柳沢テツヤ          | ごとうじゅんじ 神田岳 石動仁 そらもとかん |       |       |       |       |       |       |       |       |       |       |       |       |       |       |       |       |       |       |       |
| 第1期OVA                            |                                   |            |                |                     | |       |       |       |       |       |       |       |       |       |       |       |       |       |       |       |       |       |       |       |
| 第13話                              | おっぱい、実ります！              | 吉岡たかを | 柳沢テツヤ     | 小林孝志            | ごとうじゅんじ |       |       |       |       |       |       |       |       |       |       |       |       |       |       |       |       |       |       |       |
| 第14話                              | おっぱい、求めます！              | 吉岡たかを | こでらかつゆき | 飯村正之            | ごとうじゅんじ |       |       |       |       |       |       |       |       |       |       |       |       |       |       |       |       |       |       |       |
| 第2期「月光校庭のエクスカリバー編」 |                                   |            |                |                     | |       |       |       |       |       |       |       |       |       |       |       |       |       |       |       |       |       |       |       |
| 第1話                               | 不穏な予感、再びです！            | 吉岡たかを | 柳沢テツヤ     | 飯村正之            | ごとうじゅんじ |       |       |       |       |       |       |       |       |       |       |       |       |       |       |       |       |       |       |       |
| 第2話                               | 聖剣、来ました！                  | 吉岡たかを | こでらかつゆき | 松澤建一            | 飯飼一幸 秋田英人 大橋藍人 |       |       |       |       |       |       |       |       |       |       |       |       |       |       |       |       |       |       |       |
| 第3話                               | 聖剣、破壊します！                | 吉岡たかを | 小林孝志       | 小林孝志            | 神田岳 |       |       |       |       |       |       |       |       |       |       |       |       |       |       |       |       |       |       |       |
| 第4話                               | 強敵、現れました！                | 吉岡たかを | 中村憲由       | 阿宮正和            | 中島美子 空流辺広子 |       |       |       |       |       |       |       |       |       |       |       |       |       |       |       |       |       |       |       |
| 第5話                               | 決戦、駒王学園！                  | 吉岡たかを | 柳沢テツヤ     | 柳沢テツヤ          | 小山知洋 大橋藍人 |       |       |       |       |       |       |       |       |       |       |       |       |       |       |       |       |       |       |       |
| 第6話                               | 行け！オカルト研究部！            | 吉岡たかを | 久保太郎       | 久保太郎            | 神田岳 大橋藍人 石動仁 |       |       |       |       |       |       |       |       |       |       |       |       |       |       |       |       |       |       |       |
| 第2期「停止教室のヴァンパイア編」   |                                   |            |                |                     | |       |       |       |       |       |       |       |       |       |       |       |       |       |       |       |       |       |       |       |
| 第7話                               | 夏です！水着です！ピンチです！    | 吉岡たかを | こでらかつゆき | 清水一伸            | 青山まさのり |       |       |       |       |       |       |       |       |       |       |       |       |       |       |       |       |       |       |       |
| 第8話                               | 授業参観、始まります！            | 吉岡たかを | 飯村正之       | 飯村正之            | 古賀誠 山崎輝彦 都竹隆治 |       |       |       |       |       |       |       |       |       |       |       |       |       |       |       |       |       |       |       |
| 第9話                               | 後輩、できました！                | 吉岡たかを | 小林孝志       | 小林孝志            | 深川可純 川島尚 門智昭 |       |       |       |       |       |       |       |       |       |       |       |       |       |       |       |       |       |       |       |
| 第10話                              | 色々、三すくみです！              | 吉岡たかを | こでらかつゆき | 新田義方            | 中島美子 空流辺広子 |       |       |       |       |       |       |       |       |       |       |       |       |       |       |       |       |       |       |       |
| 第11話                              | トップ会談、はじまります！        | 吉岡たかを | なかの★陽      | 飯村正之            | 湯川純 小山知洋 丸山修二 神田岳 |       |       |       |       |       |       |       |       |       |       |       |       |       |       |       |       |       |       |       |
| 第12話                              | 二天龍、激突！                    | 吉岡たかを | 柳沢テツヤ     | 南泰宏              | ごとうじゅんじ 神田岳 石動仁 大橋藍人（メカ・アクション） |       |       |       |       |       |       |       |       |       |       |       |       |       |       |       |       |       |       |       |
| 第2期OVA                            |                                   |            |                |                     | |       |       |       |       |       |       |       |       |       |       |       |       |       |       |       |       |       |       |       |
| 第13話                              | おっぱい、包みます！              | 藤田けい   | 柳沢テツヤ     | 南泰宏 吉田俊司     | 神田岳 ごとうじゅんじ |       |       |       |       |       |       |       |       |       |       |       |       |       |       |       |       |       |       |       |
| 第3期                               |                                   |            |                |                     | |       |       |       |       |       |       |       |       |       |       |       |       |       |       |       |       |       |       |       |
| 第1話                               | 夏休み、冥界へGO！                | 吉岡たかを | 柳沢テツヤ     | 吉田俊司            | 石動仁 野本正幸 清水勝祐 |       |       |       |       |       |       |       |       |       |       |       |       |       |       |       |       |       |       |       |
| 第2話                               | 若手悪魔、集合です！              | 吉岡たかを | 岡本英樹       | 浅見松雄            | 柴田篤史 中原清隆 門智昭 斎藤大輔 |       |       |       |       |       |       |       |       |       |       |       |       |       |       |       |       |       |       |       |
| 第3話                               | 猫とドラゴン                      | 吉岡たかを | dojag-a-gen    | 浅見松雄            | 能條理行 山村俊了 |       |       |       |       |       |       |       |       |       |       |       |       |       |       |       |       |       |       |       |
| 第4話                               | 迎撃、開始です！                  | 吉岡たかを | なかの☆陽      | 南泰宏              | 神田岳 野本正幸 柴田篤史 |       |       |       |       |       |       |       |       |       |       |       |       |       |       |       |       |       |       |       |
| 第5話                               | 夏休み最後の日です！              | 吉岡たかを | 高本宣弘       | 間島崇寛            | 関口亮輔 中西理恵 森出剛 |       |       |       |       |       |       |       |       |       |       |       |       |       |       |       |       |       |       |       |
| 第6話                               | 二学期、はじまりました！          | 吉岡たかを | 柳沢テツヤ     | 藏本穂高            | 石動仁 芳賀亮 中島美子 斉藤香織 |       |       |       |       |       |       |       |       |       |       |       |       |       |       |       |       |       |       |       |
| 第7話                               | 対戦前夜です！                    | 吉岡たかを | 西島克彦       | 矢花馨              | 粟井重紀 千光士海登 渡辺葵 橋本純一 |       |       |       |       |       |       |       |       |       |       |       |       |       |       |       |       |       |       |       |
| 第8話                               | アーシア、救います！              | 吉岡たかを | 葛谷直行       | 吉田俊司            | 神田岳 辻浩樹 石動仁 |       |       |       |       |       |       |       |       |       |       |       |       |       |       |       |       |       |       |       |
| 第9話                               | ドラゴン・オブ・ドラゴン          | 吉岡たかを | 西島克彦       | 野本正幸 南康宏     | 野本正幸 佐々木萌 田中良 神田岳 石動仁 中西理恵 |       |       |       |       |       |       |       |       |       |       |       |       |       |       |       |       |       |       |       |
| 第10話                              | オカ研消失！？                    | 吉岡たかを | 垣野内成美     | 浅見松雄            | 山村俊了 福島豊明 中野彰子 南伸一郎 吉崎雅博 |       |       |       |       |       |       |       |       |       |       |       |       |       |       |       |       |       |       |       |
| 第11話                              | 俺、戦います！                    | 吉岡たかを | 岡本英樹       | 安部元宏            | 服部益実 Joo hyun woo |       |       |       |       |       |       |       |       |       |       |       |       |       |       |       |       |       |       |       |
| 第12話                              | いつでも、いつまでも！            | 吉岡たかを | 柳沢テツヤ     | 藏本穂高            | 野本正幸 佐々木萌 神田岳 石動仁 西山伸吾 外山陽介 |       |       |       |       |       |       |       |       |       |       |       |       |       |       |       |       |       |       |       |
| 第13話                              | 蘇らない不死鳥                    | 藤田けい   | 柳沢テツヤ     | 岡本英樹            | 神田岳 石動仁 野本正幸 |       |       |       |       |       |       |       |       |       |       |       |       |       |       |       |       |       |       |       |
| 第4期                               |                                   |            |                |                     | |       |       |       |       |       |       |       |       |       |       |       |       |       |       |       |       |       |       |       |
| life.00                             | 体育館裏のホーリー                | 古怒田健志 | 末田宜史       | 喜多幡徹 松尾慎     | 北尾勝 柳沢まさひで 小林史緒里 鯉川慎平 橋本英樹（メカ作監） |       |       |       |       |       |       |       |       |       |       |       |       |       |       |       |       |       |       |       |
| life.01                             | そうさ、京都に行こう              | 古怒田健志 | 松尾慎         | 平田豊              | 早坂皐月 野道佳代 鶴田愛 |       |       |       |       |       |       |       |       |       |       |       |       |       |       |       |       |       |       |       |
| life.02                             | 修学旅行、いきなり襲撃です        | 高橋洋一   | 草間正太郎     | 久保太郎            | 宇都木勇 鈴木輪流郎 服部一郎 Ahn hyou jeong |       |       |       |       |       |       |       |       |       |       |       |       |       |       |       |       |       |       |       |
| life.03                             | 英雄さまご一行です                | 清水康晴   | 松尾慎         | 門田英彦            | 金澤龍 野道佳代 武本大介 |       |       |       |       |       |       |       |       |       |       |       |       |       |       |       |       |       |       |       |
| life.04                             | 決戦!グレモリー眷属VS英雄派IN京都 | 古怒田健志 | 松尾慎         | 平田豊              | 柳沢まさひで 平田雄三 加藤洋人 橋本英樹 |       |       |       |       |       |       |       |       |       |       |       |       |       |       |       |       |       |       |       |
| life.05                             | 可能性が解き放たれます!           | 古怒田健志 | 頂真司         | 久保太郎            | 橋本英樹 海堂ひろゆき 阿部可奈子 加藤洋人 |       |       |       |       |       |       |       |       |       |       |       |       |       |       |       |       |       |       |       |
| life.06                             | 修学旅行はパンデモニウム          | 清水康晴   | 猫飼密         | 山口美浩            | 柳沢まさひで 古川英樹 近藤源一郎 瀬尾康博 張丁 橋本英樹 武本大介 小野田貴之 志生野好 海堂ひろゆき 吉田潤 桜井正明 伊集院いづろ 鶴田愛 中武学                                              |       |       |       |       |       |       |       |       |       |       |       |       |       |       |       |       |       |       |       |
| life.07                             | 学園祭の準備です!                 | 古怒田健志 | 松尾慎         | 橘沙央莉 川島勝     | 出雲誉明 小夏華 橋本英樹 |       |       |       |       |       |       |       |       |       |       |       |       |       |       |       |       |       |       |       |
| life.08                             | 乙女心は複雑です                  | 高橋洋一   | 五反田三省     | 間島崇寛            | 加藤洋人 小野田貴之 伊集院いづろ 鯉川慎平 近藤源一郎 張丁 志生野好 中武学 平田勝三 Min Hyeon Sook                                                                                         |       |       |       |       |       |       |       |       |       |       |       |       |       |       |       |       |       |       |       |
| life.09                             | 若手最強決定戦、開始です!         | 清水康晴   | 藤澤俊幸       | 鈴木吉男 黒杉光太郎 | 伊集院いづろ 早坂皐月 ハン・ミンギ 武本大介 鯉川慎平 近藤源一郎 張丁 築山翔太 野道佳代 鶴田愛 平馬浩二 古川英樹 平田勝三 加藤洋人 海堂ひろゆき 志生野好 小野田貴之 阿佐ヶ谷太郎           |       |       |       |       |       |       |       |       |       |       |       |       |       |       |       |       |       |       |       |
| life.10                             | リアス・グレモリーの眷属として    | 清水康晴   | 高橋成世       | 久保太郎            | 古川英樹 橋本英樹 海堂ひろゆき 近藤源一郎 築山翔太 加藤洋人 張丁 阿佐ヶ谷太郎 小林史織里 野道佳代 鶴田愛 志生野好 平田雄三 佐々木洋哉 松下清志 伊集院いづろ                               |       |       |       |       |       |       |       |       |       |       |       |       |       |       |       |       |       |       |       |
| life.MAX VS power.MAX               | 「赤龍帝 対 獅子王」              | 高橋洋一   | 猫飼密         | 山口美浩            | 桜井正明 近藤源一郎 張丁 武本大介 清水勝祐 満若たかよ 加藤洋人 米澤淳 古川英樹 橋本英樹 平田雄三 海堂ひろゆき 野道佳代 鶴田愛 佐々木洋哉 阿佐ヶ谷太郎 松下清志 志生野好 大川広行 築山翔太 |       |       |       |       |       |       |       |       |       |       |       |       |       |       |       |       |       |       |       |
| life.MAXIMUM VS power.MAXIMUM       | 学園祭のライオンハート            | 古怒田健志 | 森本育郎       | 山田雅之            | 近藤源一郎 橋本英樹 張丁 平田雄三 海堂ひろゆき 武本大介 加藤洋人 野道佳代 鶴田愛 志生野好 中武学 阿佐ヶ谷太郎 佐々木洋哉 鳥山冬実 大河広行 伊集院いづろ せれす 桜井正明 小林史織里 松尾慎 |       |       |       |       |       |       |       |       |       |       |       |       |       |       |       |       |       |       |       |

### 放送局
| 放送期間                | 放送時間                     | 放送局     | 対象地域 | 備考                                           |
| ----------------------- | ---------------------------- | ---------- | -------- | ---------------------------------------------- |
| 2012年1月6日 - 3月23日  | 金曜 11:00 - 11:30           | AT-X       | 日本全域 | 製作参加 / 視聴年齢制限あり / リピート放送あり |
| 2012年1月12日 - 3月29日 | 木曜 1:15 - 1:45（水曜深夜） | tvk        | 神奈川県 |                                                |
|                         | 木曜 2:00 - 2:30（水曜深夜） | チバテレビ | 千葉県   |                                                |
|                         |                              | テレビ愛知 | 愛知県   |                                                |
|                         | 木曜 2:05 - 2:35（水曜深夜） | サンテレビ | 兵庫県   |                                                |
| 2012年1月13日 - 3月30日 | 金曜 1:30 - 2:00（木曜深夜） | TOKYO MX   | 東京都   |                                                |
| 2012年1月15日 - 4月1日  | 日曜 0:30 - 1:00（土曜深夜） | BS11       | 日本全域 | 『ANIME+』枠                                   |

| 配信期間                | 配信時間        | 配信サイト         |
| ----------------------- | --------------- | ------------------ |
| 2012年1月27日 - 4月13日 | 金曜 12:00 更新 | バンダイチャンネル |
|                         | 金曜 15:00 更新 | ニコニコチャンネル |

| 放送期間                | 放送時間                     | 放送局     | 対象地域 | 備考                                           |
| ----------------------- | ---------------------------- | ---------- | -------- | ---------------------------------------------- |
| 2013年7月7日 - 9月22日  | 日曜 20:30 - 21:00           | AT-X       | 日本全域 | 製作参加 / 視聴年齢制限あり / リピート放送あり |
| 2013年7月8日 - 9月23日  | 月曜 0:30 - 1:00（日曜深夜） | チバテレビ | 千葉県   |                                                |
| 2013年7月9日 - 9月24日  | 火曜 1:30 - 2:00（月曜深夜） | TOKYO MX   | 東京都   | [ 注 75 ]                                      |
| 2013年7月10日 - 9月25日 | 水曜 2:00 - 2:30（火曜深夜） | サンテレビ | 兵庫県   |                                                |
| 2013年7月11日 - 9月26日 | 木曜 3:05 - 3:35（水曜深夜） | テレビ愛知 | 愛知県   |                                                |
| 2013年7月12日 - 9月27日 | 金曜 0:30 - 1:00（木曜深夜） | BS11       | 日本全域 | 『ANIME+』枠                                   |

| 配信期間                | 配信時間                   | 配信サイト         |
| ----------------------- | -------------------------- | ------------------ |
| 2013年7月12日 - 9月27日 | 金曜 1:00 更新（木曜深夜） | ニコニコチャンネル |
| 2013年7月20日 - 10月5日 | 土曜 0:00（金曜深夜） 更新 | バンダイチャンネル |

| 放送期間                | 放送時間                     | 放送局     | 対象地域 | 備考                                           |
| ----------------------- | ---------------------------- | ---------- | -------- | ---------------------------------------------- |
| 2015年4月4日 - 6月20日  | 土曜 23:00 - 23:30           | AT-X       | 日本全域 | 製作参加 / 視聴年齢制限あり / リピート放送あり |
| 2015年4月7日 - 6月23日  | 火曜 0:30 - 1:00（月曜深夜） | TOKYO MX   | 東京都   |                                                |
|                         | 火曜 2:00 - 2:30（月曜深夜） | サンテレビ | 兵庫県   |                                                |
| 2015年4月8日 - 6月24日  | 水曜 2:05 - 2:35（火曜深夜） | テレビ愛知 | 愛知県   |                                                |
| 2015年4月10日 - 6月26日 | 金曜 1:00 - 1:30（木曜深夜） | BS11       | 日本全域 | 『ANIME+』枠                                   |

| 配信期間        | 配信時間                     | 配信サイト                 |
| --------------- | ---------------------------- | -------------------------- |
| 2015年4月10日 - | 金曜 12:00 更新              | dアニメストア              |
| 2015年4月17日 - | 金曜 0:00（木曜深夜） 更新   | バンダイチャンネル / GYAO! |
|                 | 金曜 1:00 - 1:30（木曜深夜） | ニコニコ生放送             |
|                 | 金曜 1:30（木曜深夜） 更新   | ニコニコチャンネル         |

| 放送期間               | 放送時間                     | 放送局     | 対象地域 | 備考                                           |
| ---------------------- | ---------------------------- | ---------- | -------- | ---------------------------------------------- |
| 2018年4月10日 - 7月3日 | 火曜 23:00 - 23:30           | AT-X       | 日本全域 | 製作参加 / 視聴年齢制限あり / リピート放送あり |
| 2018年4月11日 - 7月4日 | 水曜 0:30 - 1:00（火曜深夜） | TOKYO MX   | 東京都   |                                                |
|                        |                              | サンテレビ | 兵庫県   |                                                |
|                        |                              | KBS京都    | 京都府   |                                                |
|                        | 水曜 1:35 - 2:05（火曜深夜） | テレビ愛知 | 愛知県   |                                                |
| 2018年4月12日 - 7月5日 | 木曜 0:00 - 0:30（水曜深夜） | BS11       | 日本全域 | 『ANIME+』枠                                   |

| 配信期間               | 配信時間                  | 配信サイト |
| ---------------------- | ------------------------- | ---------- |
| 2018年4月11日 - 7月4日 | 水曜 0:00（火曜深夜）更新 | AbemaTV    |

### 関連商品

#### CD
| 発売日         | タイトル                                             | 規格品番      |
| -------------- | ---------------------------------------------------- | ------------- |
| 2012年3月21日  | ハイスクールD×D オリジナルサウンドトラック           | LACA-9239/40  |
| 2012年6月27日  | ハイスクールD×D キャラソンミニアルバム G×S!          | LACA-15206    |
| 2013年8月28日  | ハイスクールD×D NEW エンディングキャラソンアルバム！ | LACA-15335    |
| 2013年10月9日  | ハイスクールD×D NEW オリジナルサウンドトラック       | LACA-15346    |
| 2013年11月下旬 | ハイスクールD×D NEW 謎の太巻き寿司です！発動篇       | GPL-AENT00099 |
| 2015年7月1日   | ハイスクールD×D BorN オリジナルサウンドトラック      | LACA-15494    |
| 2015年7月下旬  | ハイスクールD×D BorN あぶだくしょんERO               | 120090836001  |
| 2018年7月7日   | ハイスクールD×D HERO オリジナルサウンドトラック      | 配信限定      |

#### BD / DVD
第1期は2012年3月21日から同年8月29日まで発売された。第1期から第3期は、各巻の初回生産特典として特製デジパック、特製クリアケース、みやま零、ごとうじゅんじ描き下ろしカラーイラストカード、妄想マガジン☆夜の設定資料集が、通常特典としてドラマCD、特典映像、ピクチャーレーベルがそれぞれ同梱されている。特典映像には、第1期はオリジナルビデオ、第2期は「日笠陽子の声優ハイスクール（実写映像）」を収録。第4期は、各巻の初回生産特典として、うのまこと描き下ろしデジパック、スペシャルクリアケース、原作・石踏一榮書き下ろし小説「ハイスクールD×D 0」付きスペシャルブックレット、アイキャッチイラストカードセット、おっぱいカウントダウン応援イラスト複製ミニ色紙がそれぞれ同梱されている。
| 巻数 | 発売日         | 収録話          | 規格品番  | 規格品番  | 特典                           | 特典                                  |
| 巻数 | 発売日         | 収録話          | BD        | DVD       | ドラマCD                       | 映像                                  |
| ---- | -------------- | --------------- | --------- | --------- | ------------------------------ | ------------------------------------- |
| 1    | 2012年3月21日  | 第1話 - 第2話   | ZMXZ-7661 | ZMBZ-7671 | 学園七不思議に挑戦です（前編） | - CMクリップ集 - プロモーションビデオ |
| 2    | 2012年4月25日  | 第3話 - 第4話   | ZMXZ-7662 | ZMBZ-7672 | 学園七不思議に挑戦です（後編） | 紳士の円盤倶楽部プロモーションビデオ  |
| 3    | 2012年5月23日  | 第5話 - 第6話   | ZMXZ-7663 | ZMBZ-7673 | 料理バトルします！             | お姉さまプロモーションビデオ          |
| 4    | 2012年6月27日  | 第7話 - 第8話   | ZMXZ-7664 | ZMBZ-7674 | 合コンやります！               | 妹系プロモーションビデオ              |
| 5    | 2012年7月25日  | 第9話 - 第10話  | ZMXZ-7665 | ZMBZ-7675 | 頭文字はD?（前編）             | ノンクレジットOP                      |
| 6    | 2012年8月29日  | 第11話 - 第12話 | ZMXZ-7666 | ZMBZ-7676 | 頭文字はD?（後編）             | ノンクレジットED                      |
| BOX  | 2014年12月24日 | 全12話          | ZMAZ-9779 |           |                                | ノンクレジットOP、ED                  |

| 巻数 | 発売日         | 収録話          | 規格品番  | 規格品番  | 特典                                          | 特典                                           |
| 巻数 | 発売日         | 収録話          | BD        | DVD       | ドラマCD                                      | 映像                                           |
| ---- | -------------- | --------------- | --------- | --------- | --------------------------------------------- | ---------------------------------------------- |
| 1    | 2013年9月25日  | 第1話 - 第2話   | ZMXZ-8821 | ZMBZ-8831 | Extra Life.プレリュード・オブ・エクスカリバー | 月光校庭のエクスカリバー編 ノンクレジットOP&ED |
| 2    | 2013年10月30日 | 第3話 - 第4話   | ZMXZ-8822 | ZMBZ-8832 | ゼノヴィア、初めてのお仕事                    |                                                |
| 3    | 2013年11月27日 | 第5話 - 第6話   | ZMXZ-8823 | ZMBZ-8833 | メモリー・オブ・おっぱい                      |                                                |
| 4    | 2013年12月25日 | 第7話 - 第8話   | ZMXZ-8824 | ZMBZ-8834 | グレモリー女子会                              | 停止教室のヴァンパイア編 ノンクレジットOP&ED   |
| 5    | 2014年1月29日  | 第9話 - 第10話  | ZMXZ-8825 | ZMBZ-8835 | アザゼル先生歓迎会 前編                       |                                                |
| 6    | 2014年3月28日  | 第11話 - 第12話 | ZMXZ-8826 | ZMBZ-8836 | アザゼル先生歓迎会 後編                       |                                                |
| BOX  | 2015年2月25日  | 全12話          | ZMAZ-9780 |           |                                               | TV未放送シーン♥完全収録版 ノンクレジットOP、ED |

| 巻数 | 発売日         | 収録話          | 規格品番   | 規格品番   | 特典                         | 特典                   |
| 巻数 | 発売日         | 収録話          | BD         | DVD        | ドラマCD                     | 映像                   |
| ---- | -------------- | --------------- | ---------- | ---------- | ---------------------------- | ---------------------- |
| 1    | 2015年7月24日  | 第1話 - 第2話   | ZMXZ-10071 | ZMBZ-10081 | 聖☆おじょうさん聖地へ 前篇   | ノンクレジットOP&ED    |
| 2    | 2015年8月26日  | 第3話 - 第4話   | ZMXZ-10072 | ZMBZ-10082 | 聖☆おじょうさん聖地へ 後篇   | PV第1弾                |
| 3    | 2015年10月28日 | 第5話 - 第6話   | ZMXZ-10073 | ZMBZ-10083 | 究極!お兄ちゃん仮面 前篇     | BD/DVD CM集            |
| 4    | 2015年11月25日 | 第7話 - 第8話   | ZMXZ-10074 | ZMBZ-10084 | 究極!お兄ちゃん仮面 後篇     |                        |
| 5    | 2015年12月25日 | 第9話 - 第10話  | ZMXZ-10075 | ZMBZ-10085 | 魔法少女リーア☆マジか!? 前篇 | ノンクレジットOP ver.2 |
| 6    | 2016年1月27日  | 第11話 - 第12話 | ZMXZ-10076 | ZMBZ-10086 | 魔法少女リーア☆マジか!? 後篇 | PV 第2弾               |
| BOX  | 2018年3月28日  | 全12話          | ZMAZ-11863 |            |                              | ノンクレジットOP、ED   |

| 巻数 | 発売日         | 収録話                                  | 規格品番   | 規格品番   | 特典     | 特典                                                                |
| 巻数 | 発売日         | 収録話                                  | BD         | DVD        | ドラマCD | 映像                                                                |
| ---- | -------------- | --------------------------------------- | ---------- | ---------- | -------- | ------------------------------------------------------------------- |
| 1    | 2018年7月25日  | life.00 - life.03                       | ZMXZ-12121 | ZMBZ-12131 |          | - ノンクレジットOP - ノンクレジットED - WEB予告（life.01～life.04） |
| 2    | 2018年8月24日  | life.04 - life.06                       | ZMXZ-12122 | ZMBZ-12132 |          | - PV・CM集 - WEB予告（life.05～life.07）                            |
| 3    | 2018年9月26日  | life.07 - life.09                       | ZMXZ-12123 | ZMBZ-12133 |          | - ノンクレジットOP ver.2 - WEB予告（life.08～life.10）              |
| 4    | 2018年10月24日 | life.10 - life.MAXIMUM VS power.MAXIMUM | ZMXZ-12124 | ZMBZ-12134 |          | WEB予告（life.MAX VS power.MAX～life.MAXIMUM VS power.MAXIMUM）     |

### 映像特典
『妄想爆揺解除オリジナルビデオ』は、BD / DVD各巻に収録の石踏一榮完全監修の短編アニメ。
| 話数  | サブタイトル               | 脚本       | 絵コンテ       | 演出     | 作画監督     | 総作画監督     |       |       |       |       |       |       |       |       |       |       |       |       |       |       |       |       |       |       |
| 第1期 | 第1期                      | 第1期      | 第1期          | 第1期    | 第1期        | 第1期          | 第1期 | 第1期 | 第1期 | 第1期 | 第1期 | 第1期 | 第1期 | 第1期 | 第1期 | 第1期 | 第1期 | 第1期 | 第1期 | 第1期 | 第1期 | 第1期 | 第1期 | 第1期 |
| ----- | -------------------------- | ---------- | -------------- | -------- | ------------ | -------------- | ----- | ----- | ----- | ----- | ----- | ----- | ----- | ----- | ----- | ----- | ----- | ----- | ----- | ----- | ----- | ----- | ----- | ----- |
| Vol.1 | 海水浴、行きます           | 吉岡たかを | 久保太郎       | 久保太郎 | 内田孝       | ごとうじゅんじ |       |       |       |       |       |       |       |       |       |       |       |       |       |       |       |       |       |       |
| Vol.2 | 朱乃先輩、個人修行ですわ   | 吉岡たかを | こでらかつゆき | 久保太郎 | 内田孝       | ごとうじゅんじ |       |       |       |       |       |       |       |       |       |       |       |       |       |       |       |       |       |       |
| Vol.3 | 小猫、ちょっと大胆……にゃん | 吉岡たかを | こでらかつゆき | 久保太郎 | 内田孝       | ごとうじゅんじ |       |       |       |       |       |       |       |       |       |       |       |       |       |       |       |       |       |       |
| Vol.4 | ドレスブレイク、誕生秘話？ | 吉岡たかを | 小林孝志       | 小林孝志 | 内田孝       | ごとうじゅんじ |       |       |       |       |       |       |       |       |       |       |       |       |       |       |       |       |       |       |
| Vol.5 | うどん、作ります！         | 吉岡たかを | 小林孝志       | 小林孝志 | そらもとかん | ごとうじゅんじ |       |       |       |       |       |       |       |       |       |       |       |       |       |       |       |       |       |       |
| Vol.6 | アーシア、変身します！     | 吉岡たかを | 小林孝志       | 小林孝志 | 神田岳       | ごとうじゅんじ |       |       |       |       |       |       |       |       |       |       |       |       |       |       |       |       |       |       |
| 第3期 |                            |            |                |          |              |                |       |       |       |       |       |       |       |       |       |       |       |       |       |       |       |       |       |       |
| Vol.1 | リアスと朱乃 女の戦い!?    | 藤田けい   | 西島克彦       | 相浦和也 | 齊藤香織     | -              |       |       |       |       |       |       |       |       |       |       |       |       |       |       |       |       |       |       |
| Vol.2 | 教会トリオの下着 アーメン! | 藤田けい   | 西島克彦       | 相浦和也 | 齊藤香織     | -              |       |       |       |       |       |       |       |       |       |       |       |       |       |       |       |       |       |       |
| Vol.3 | 小猫の仙術治療にゃん       | 藤田けい   | 西島克彦       | 相浦和也 | 齊藤香織     | -              |       |       |       |       |       |       |       |       |       |       |       |       |       |       |       |       |       |       |
| Vol.4 | レヴィアたんとソーたん☆    | 藤田けい   | 西島克彦       | 相浦和也 | 齊藤香織     | -              |       |       |       |       |       |       |       |       |       |       |       |       |       |       |       |       |       |       |
| Vol.5 | 湯けむりグレイフィア       | 藤田けい   | 西島克彦       | 相浦和也 | 齊藤香織     | -              |       |       |       |       |       |       |       |       |       |       |       |       |       |       |       |       |       |       |
| Vol.6 | 実録!ロスヴァイセ先生      | 藤田けい   | 西島克彦       | 相浦和也 | 齊藤香織     | -              |       |       |       |       |       |       |       |       |       |       |       |       |       |       |       |       |       |       |

## WEBラジオ
『ハイスクールD×D 駒王学園 裏オカルト研究部』
2011年12月12日から2012年4月2日までHiBiKi Radio Stationで配信されていたラジオ番組。隔週月曜日配信。
パーソナリティは浅倉杏美（アーシア・アルジェント 役）とStylipS（小倉唯、松永真穂、石原夏織、能登有沙）。

『「ハイスクールRADIO×RADIO」 〜略してレディレディ!〜』
2013年6月19日から11月27日までHiBiKi Radio Stationで配信されていた動画ラジオ番組。6月19日にプレ配信された後、6月26日から隔週水曜日に本配信された。全12回。
パーソナリティは浅倉杏美（アーシア・アルジェント 役）、種田梨沙（ゼノヴィア 役）、内田真礼（紫藤イリナ 役）。

『ハイスクールD×D BorN 宣伝番組「D×Dステーション」』
2015年3月20日から7月26日までHiBiKi Radio Stationで配信されていた動画ラジオ番組。3月20日にプレ配信された後、4月19日から隔週日曜日に本配信された。
パーソナリティーは浅倉杏美（アーシア・アルジェント 役）、内田真礼（紫藤イリナ 役）、加隈亜衣（ロスヴァイセ 役）。

### ラジオCD・ラジオDVD
- ラジオCD「ハイスクールD×D 駒王学園 裏オカルト研究部」（2012年5月23日、HSDD-0001）
- ハイスクールD×D NEW WEBラジオ DJCD ハイスクールRADIO×RADIO ぼりゅーむいち（2013年12月27日、MORD-1）
- ハイスクールD×D NEW WEBラジオ DJCD ハイスクールRADIO×RADIO ぼりゅーむに（2013年12月27日、MORD-2）
- TVアニメ「ハイスクールD×D BorN」Present D×D STATION Dステ vol.1（2015年8月28日、MODS-0001）
- TVアニメ「ハイスクールD×D BorN」Present D×D STATION Dステ vol.2（2015年10月30日、MODS-0002）

## 関連番組
『ハイスクールD×D ハーレム直前SP』
2011年12月19日にAT-Xで放送されたテレビ番組。
出演者は日笠陽子（リアス・グレモリー 役）、浅倉杏美（アーシア・アルジェント 役）、StylipS（石原夏織、能登有沙、小倉唯、松永真穂）。

『ハイスクールD×D 連載動画企画『StylipSスター声優への道！』』
2012年1月1日から3月18日までAT-X『Club AT-X しもがめ』内で放送されたコーナー。全6回。1月10日よりmediafactory公式YouTubeチャンネルで順次公開されアニメ第1期公式サイトにも掲載された。
出演者はStylipS（石原夏織、能登有沙、小倉唯、松永真穂）。

『ハイスクールDxD NEW 放送記念SP』
2013年6月25日にAT-Xで放送されたテレビ番組。
出演者は日笠陽子（リアス・グレモリー 役）、種田梨沙（ゼノヴィア 役）、内田真礼（紫藤イリナ 役）、佐倉綾音（ギャスパー 役）。

## ゲーム
一時的なコラボレーションイベントは除く。

### トレーディングカードゲーム
プリズムコネクト
アニメが参戦。スターターパックとブースターパックが2012年7月27日に発売。NEWのスターターパックとブースターパックが2014年3月28日に発売。
プレシャスメモリーズ
アニメが参戦。BorNのスターターパックとブースターパックが2016年7月8日に発売。HEROのブースターパックが2018年12月21日に発売。
ヴァイスシュヴァルツ
原作が参戦。富士見ファンタジア文庫のトライアルデッキ＋（プラス）とブースターパックが2019年6月7日に発売。

### モバイルゲーム
女神乱戦☆ビーナスマスター！
2012年11月30日、ニジボックスによりMobage・GREE・mixiゲームで配信。
『ハイスクールD×D』をはじめとする複数作品をミックスしたカードバトルゲーム。ゲームの内容は召喚士「ビーナスマスター」となって悪の組織「ダークヴィナス」を美戦士（ビーナス）の力で撃破するというもの。
2014年10月31日にサービス終了。
ハイスクールD×D
2013年9月24日、マーベラスAQLによりMobageで配信開始。後にGREE、dゲームでも利用可能になった。
ティザーCMには乱一世が出演。年齢制限付きで配信されている。『ハイスクールD×D』（第2期まで）のカードを集めていくカードバトル型ゲーム。
2023年12月26日にサービス終了。
集めて！とらんぷ娘れくしょん
2014年12月11日、マーベラスによりAndroid用（Google Play）とiOS用（AppStore）にて配信。
様々な作品が登場するトランプコレクションゲーム。
2015年5月28日にサービス終了。
ファンタジア・リビルド
2020年12月17日、EXNOAによりAndroid用（Google Play）とiOS用（AppStore）の他、PC用（DMM GAMES）にて配信。
ファンタジア文庫作品のクロスオーバーRPGであり、リリース時より本作のキャラクターが登場する。
2021年12月17日をもってサービス終了。
ハイスクールD×D Operation paradise infinity
2025年4月22日、CTWにより同社のゲームプラットフォームのG123でブラウザゲームとして配信開始。iOS・Android・PCに対応。

### コンシューマーゲーム
ハイスクールD×D
ニンテンドー3DS専用ゲームとして、角川書店が企画・製作、ブリッジが開発し、2013年12月19日に角川ゲームスより発売された。限定版と通常版の2種がある。CERO：D（17才以上対象）。ストーリーはテレビアニメ版第1期に沿っており、進め方によって主人公の一誠のモチベーションが変化するようになっているが、使用楽曲はテレビアニメ版のオリジナルサウンドトラックではなく、ゲーム用として新たに作成したものが用いられた。
ダウンロード配信も開始されている。
ファミ通の40点満点のクロスレビューでは28点だった。
ハイスクールD×D NEW FIGHT
PlayStation Vita専用ゲームとして、マーベラスより基本プレイ無料で2014年8月28日配信。ゲームでは、50名以上のキャラクターが登場する。CERO：D（17才以上対象）。
2016年7月29日サービス終了。

## ボイスアラーム
ハイスクールD×D BorN リアスアラーム
2015年8月4日にショウゲートとゲームゲートによりApp StoreとGoogle Playで発売されたスマートフォン用ボイス付きアラームアプリ。

## パチスロ・パチンコ
パチスロ
- パチスロ ハイスクールD×D（2015年10月、KPE）
- ハイスクールD×D2 ハーレム王に俺はなる[185]

（2022年1月、コナミアミューズメント）
パチンコ
- PハイスクールD×D（2019年5月、西陣）
- PハイスクールD×D真紅GCA（2023年1月、西陣）[186]